# Список замків Австрії

Землі Австрії

Список замків Австрії наведено за федеральними землями: 1 Бургенланд, 2 Каринтія, 3 Нижня Австрія, 4 Верхня Австрія, 5 Зальцбург, 6 Штирія, 7 Тіроль, 8 Форарльберг, 9 місто Відень

## Бургенланд

### Замки

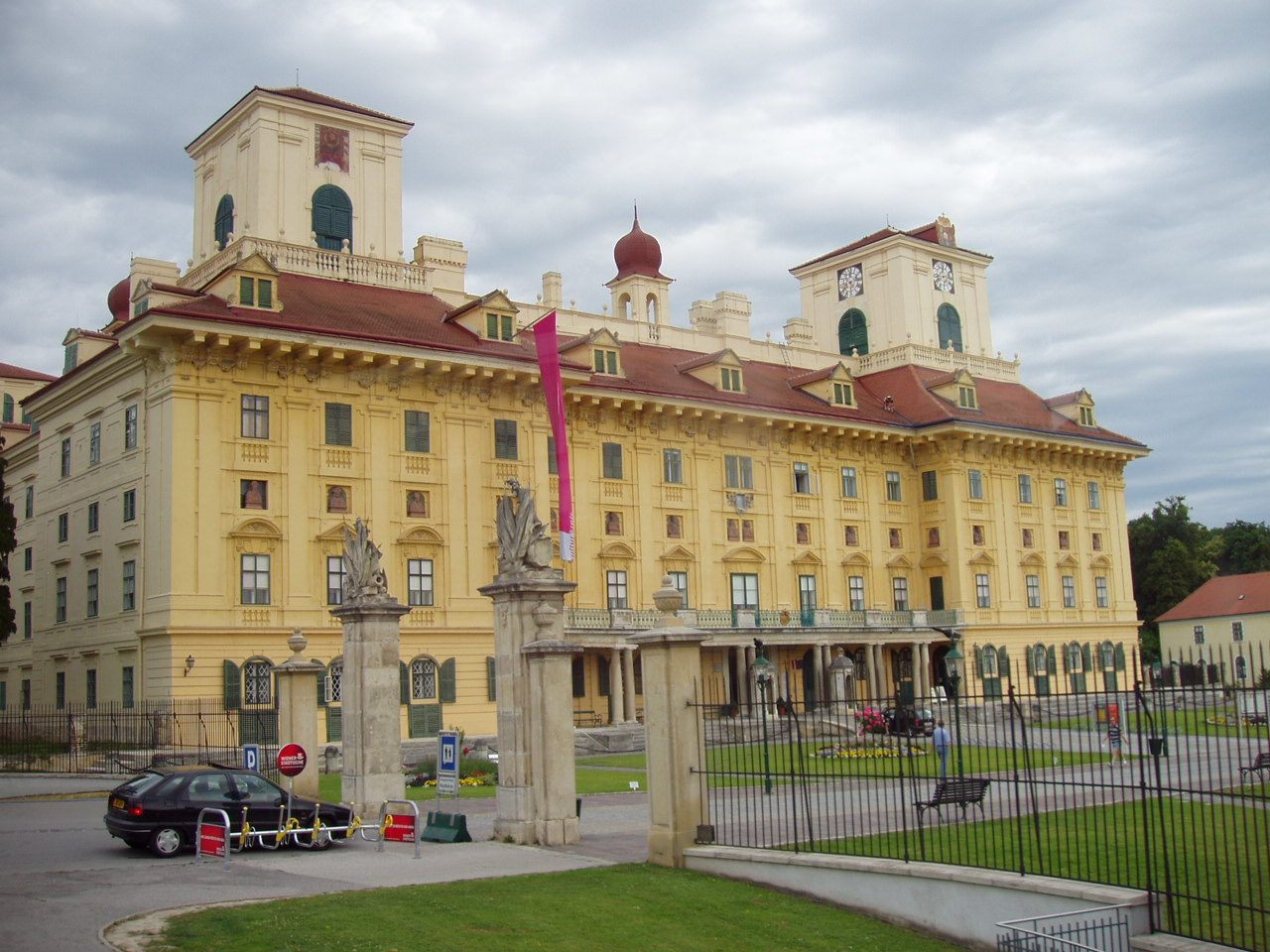
8. Замок Естергазі

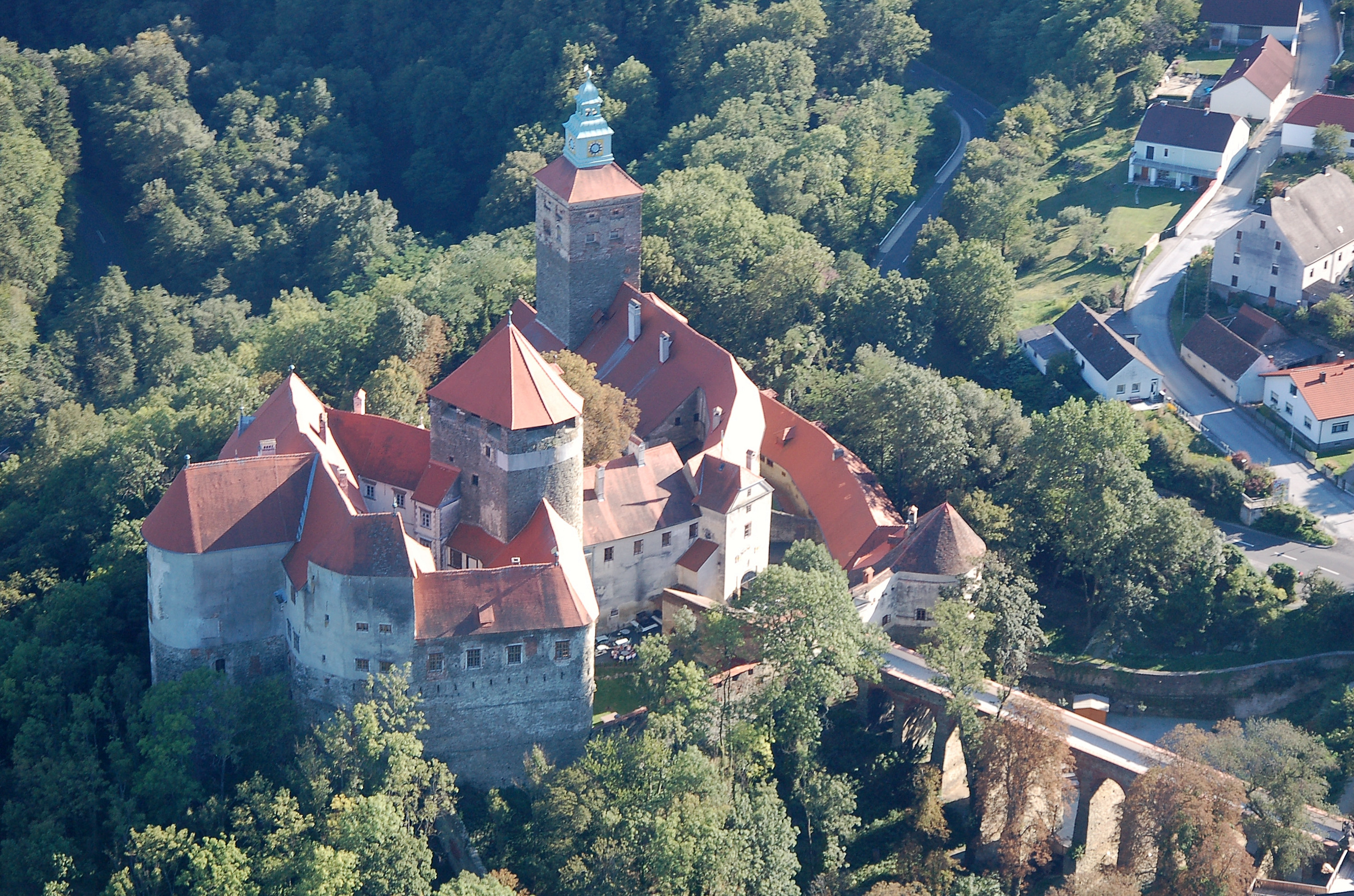
20. Замок Шлайнінг

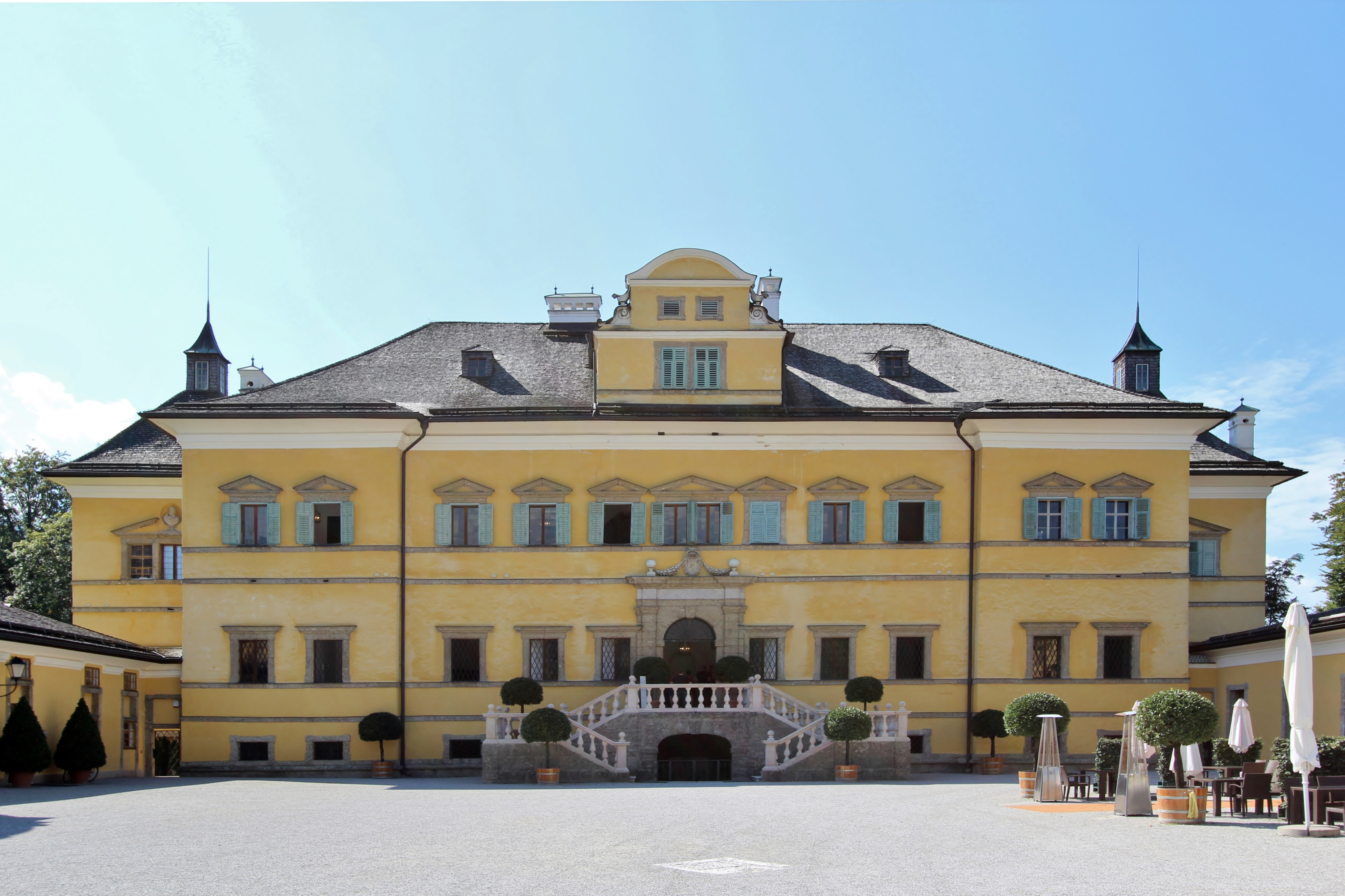
11. Замок Геллбрунн

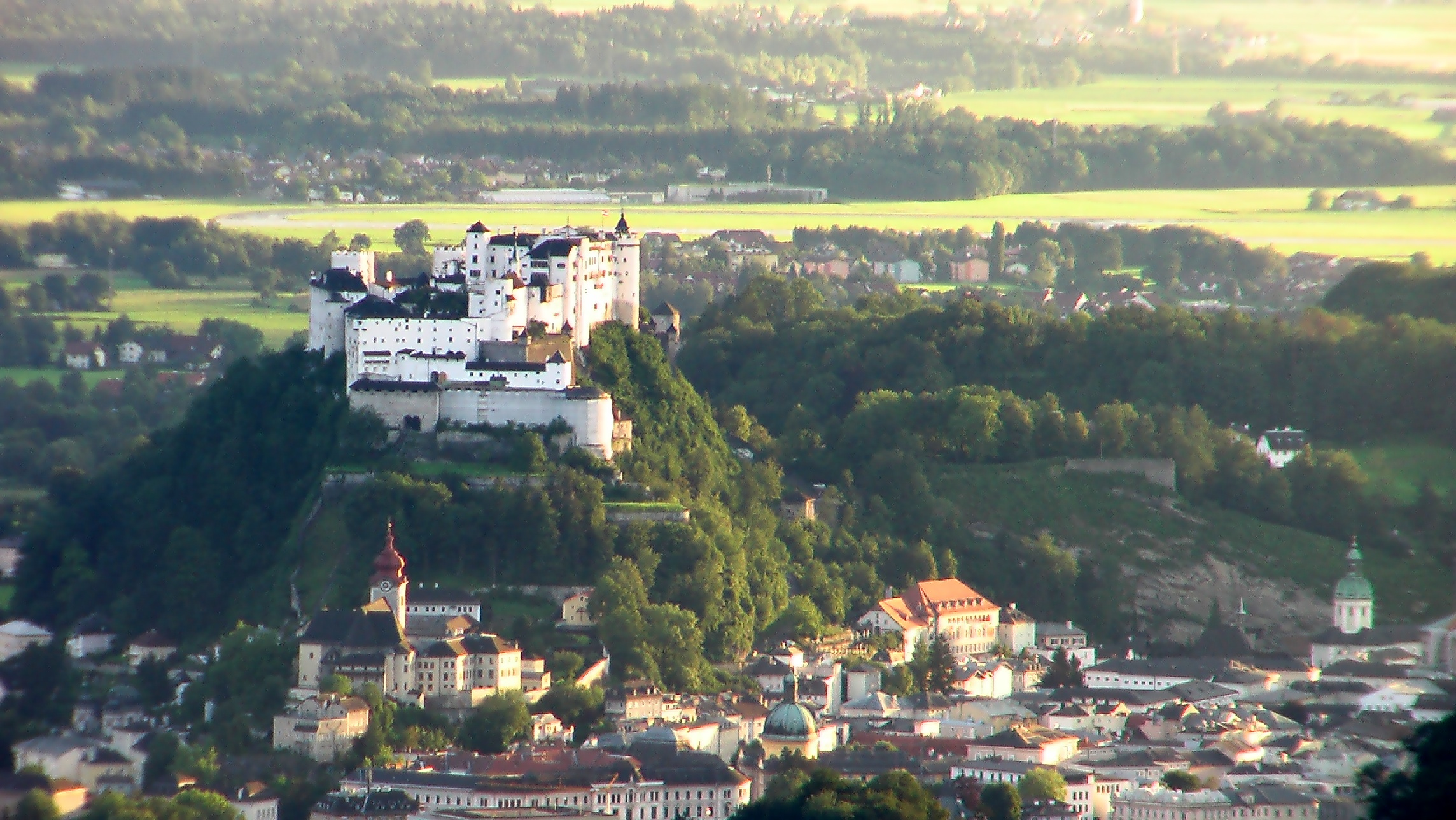
14. Фортеця Гогензальцбург

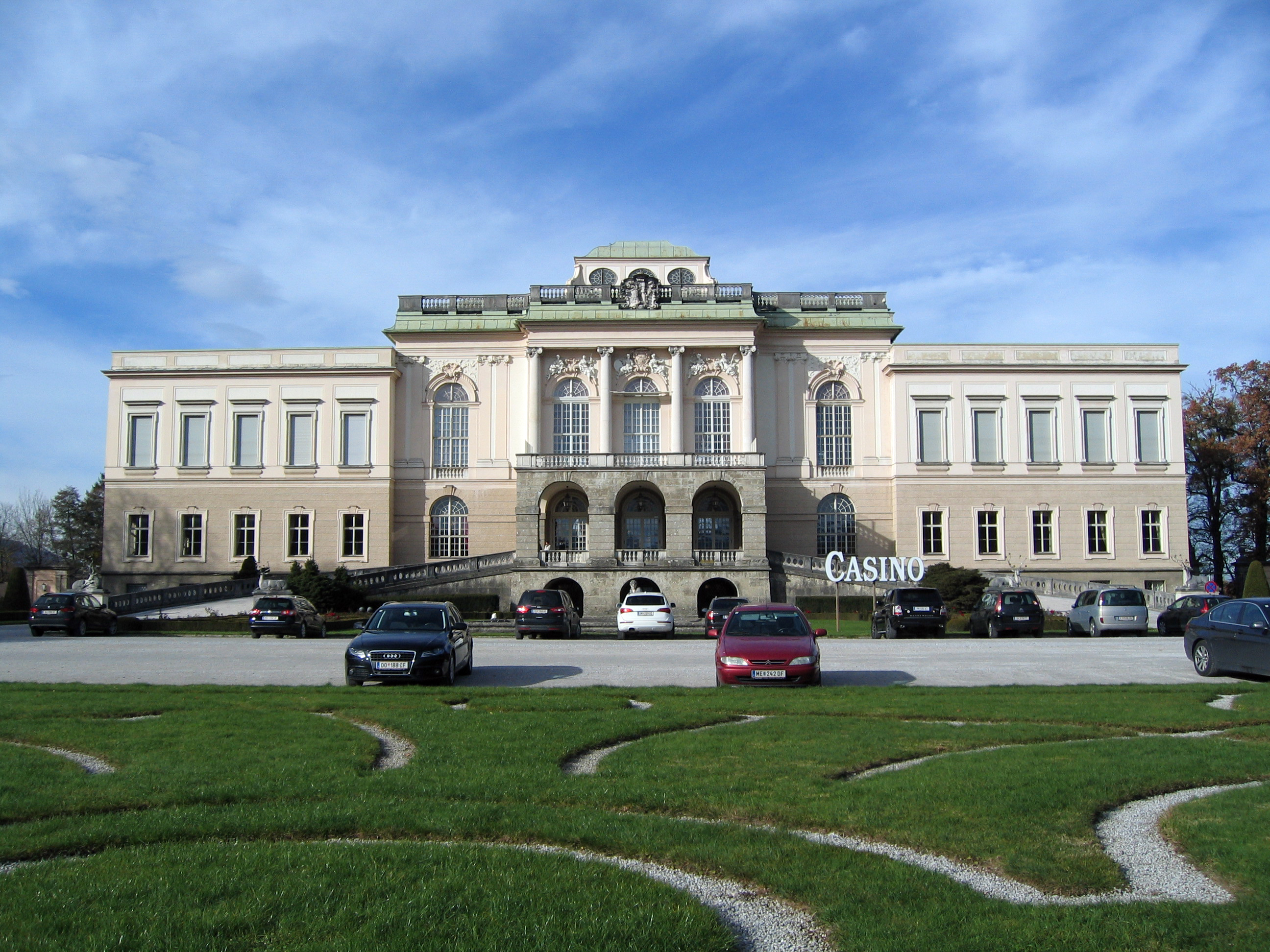
26. Замок Клессгайм

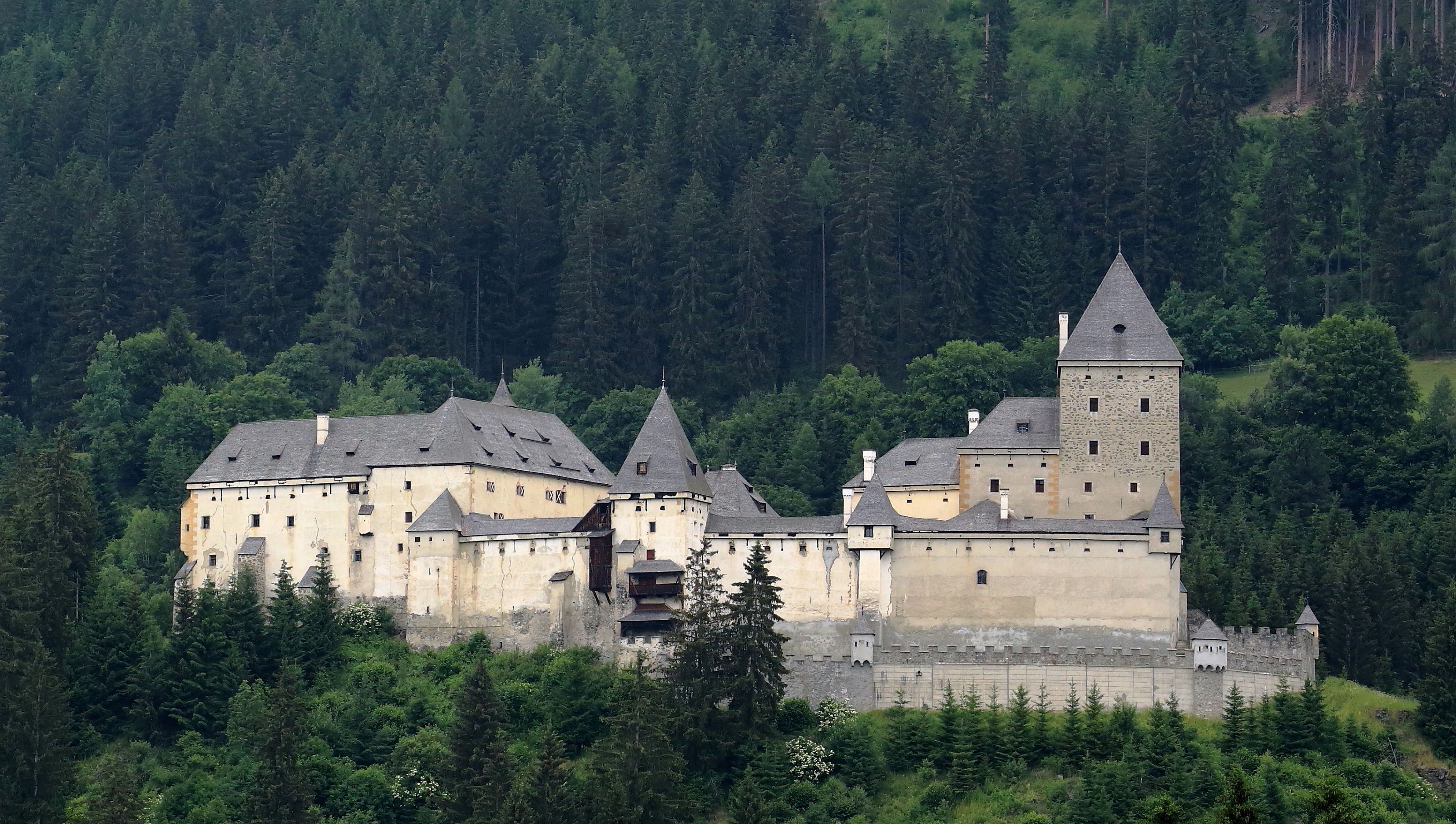
35. Замок Моосгам

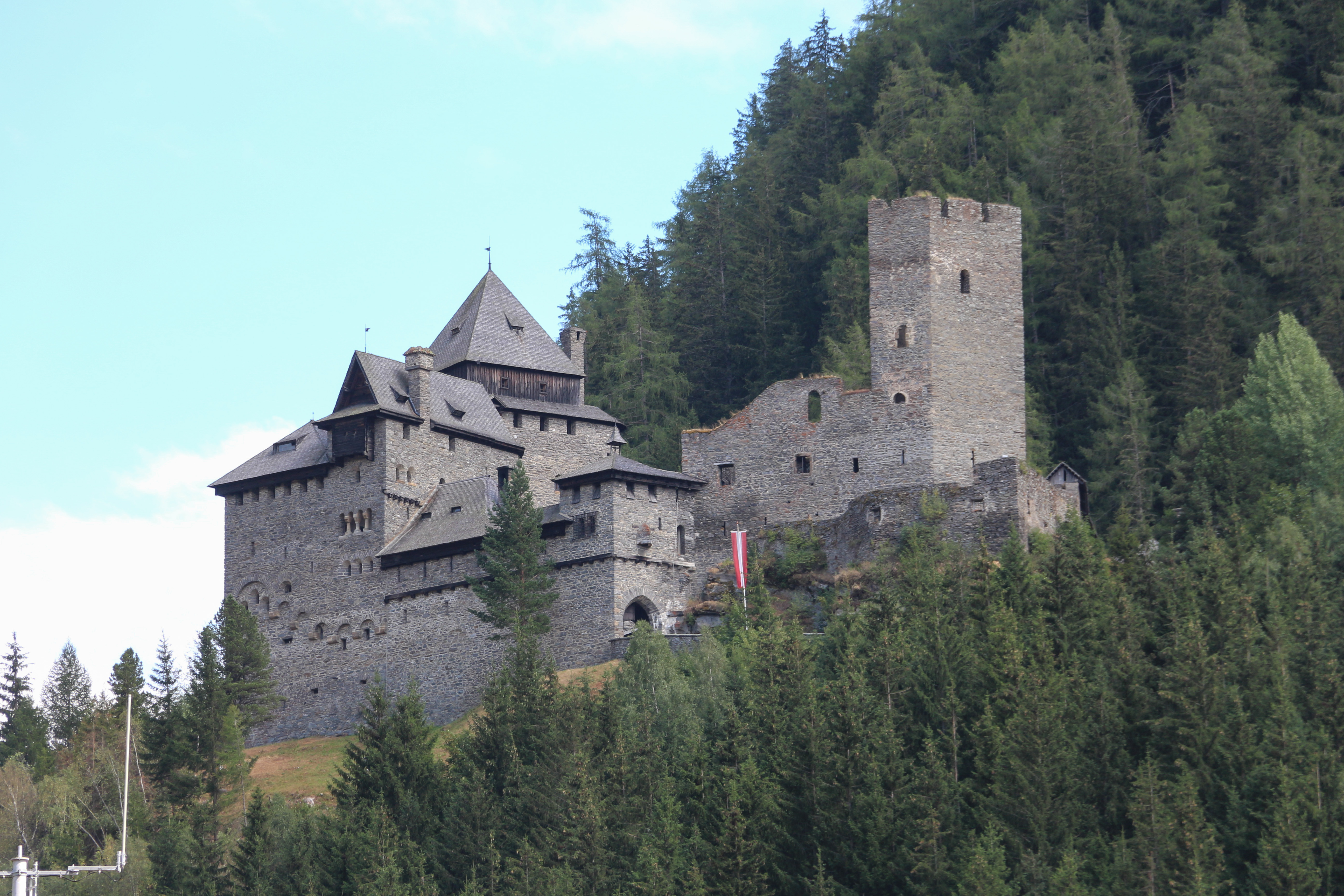
43. Замок Фінстергрюн

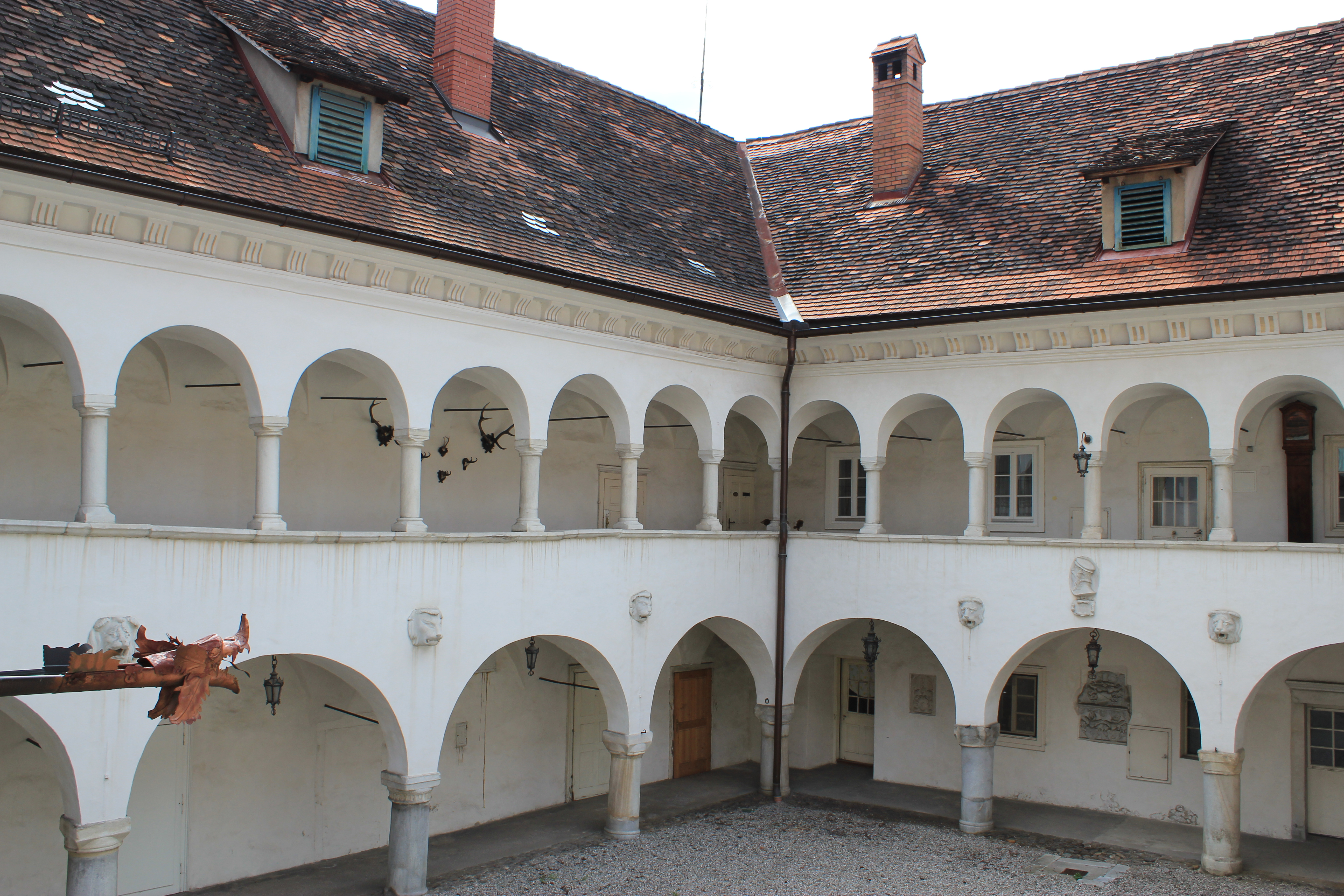
4. Замок Баєргофен

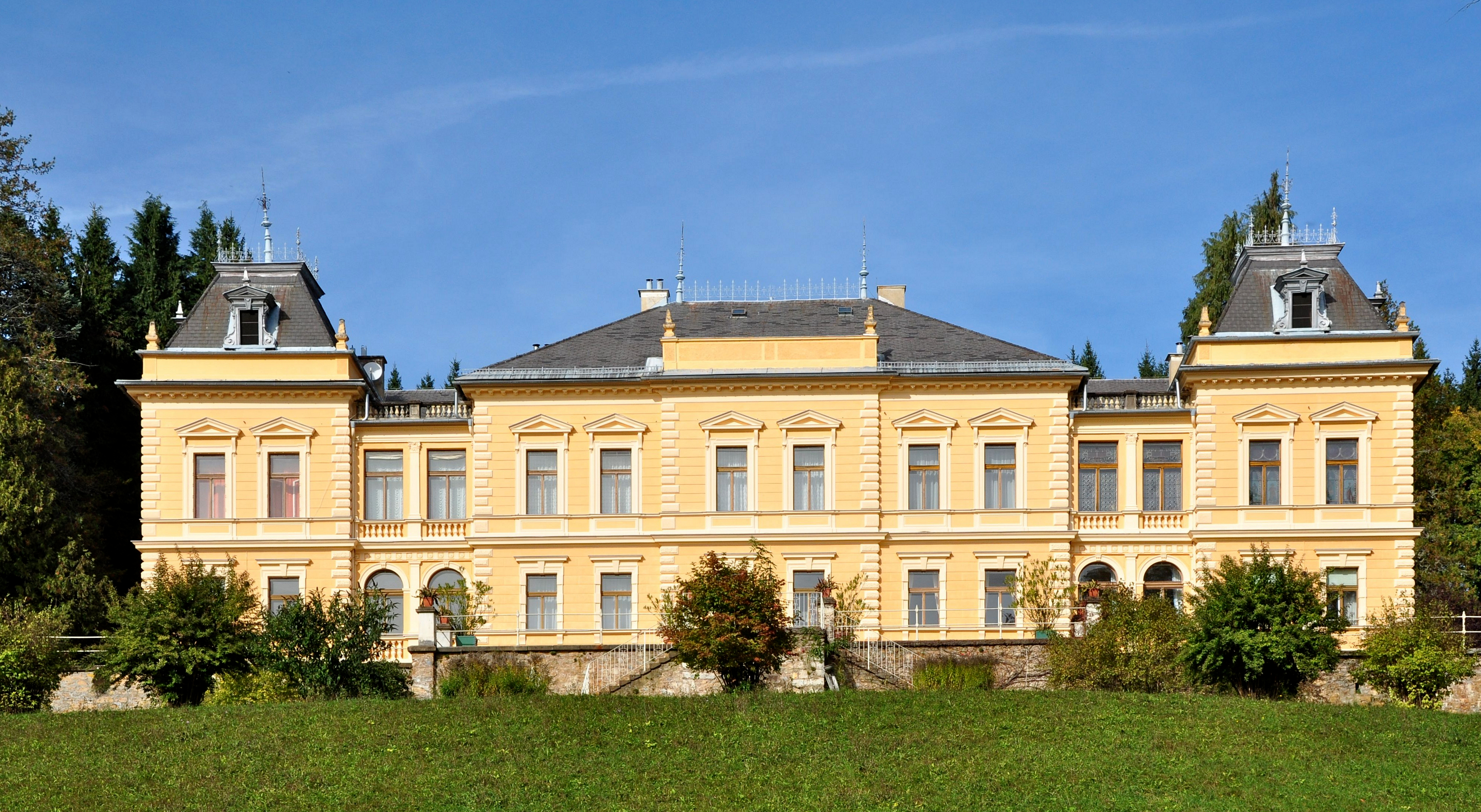
13. Замок Веєр

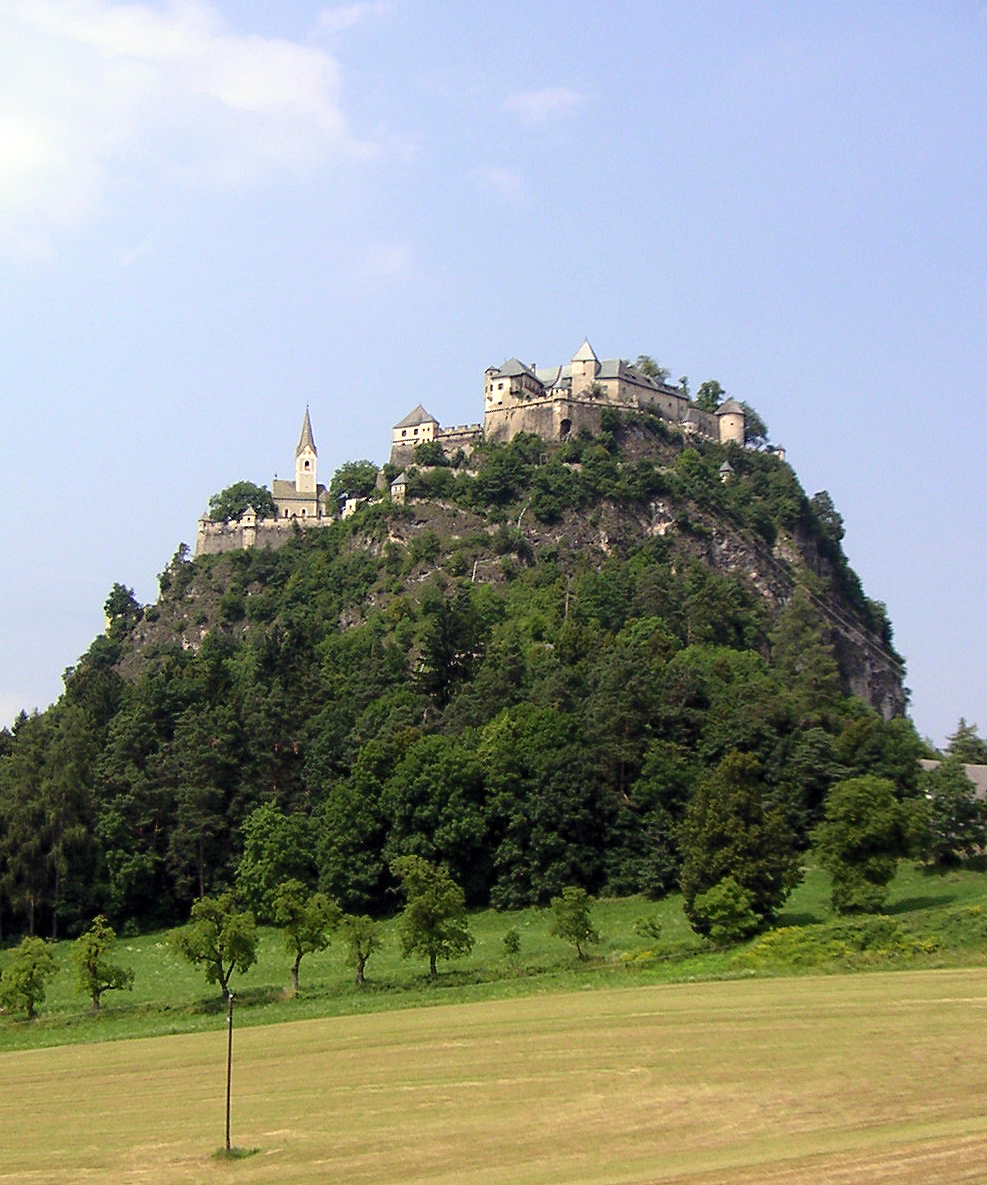
35. Замок Гохостервітц

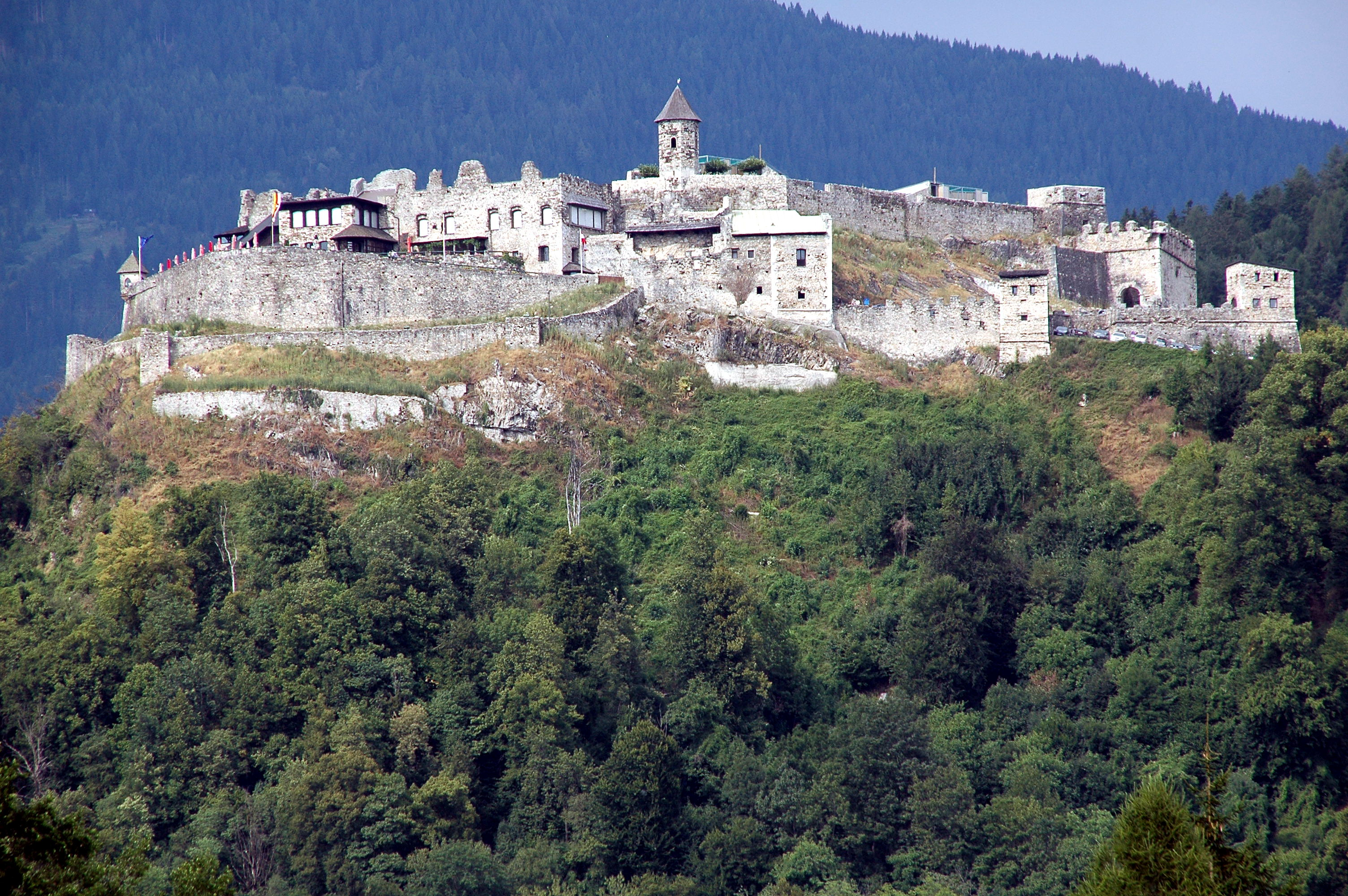
43. Замок Ландскрон

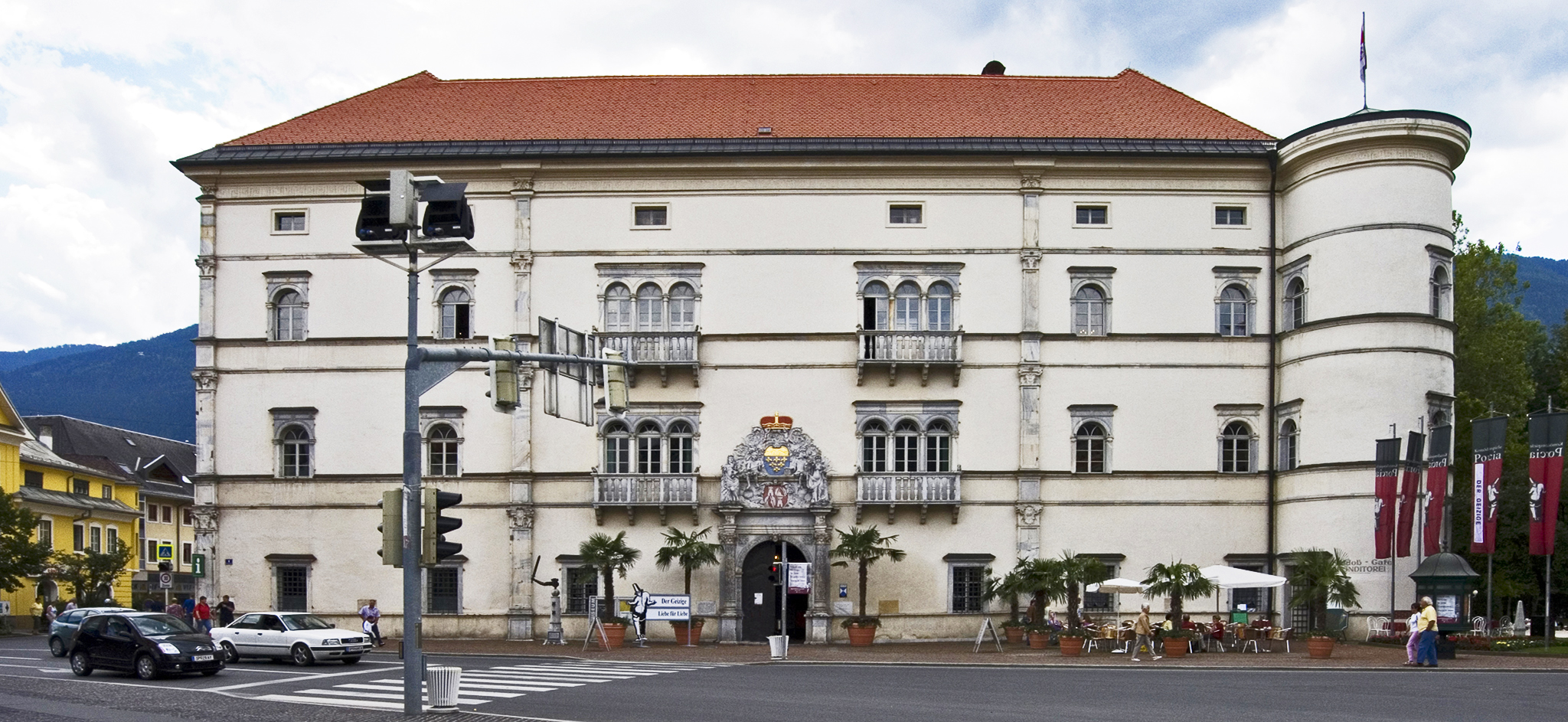
53. Замок Порцья

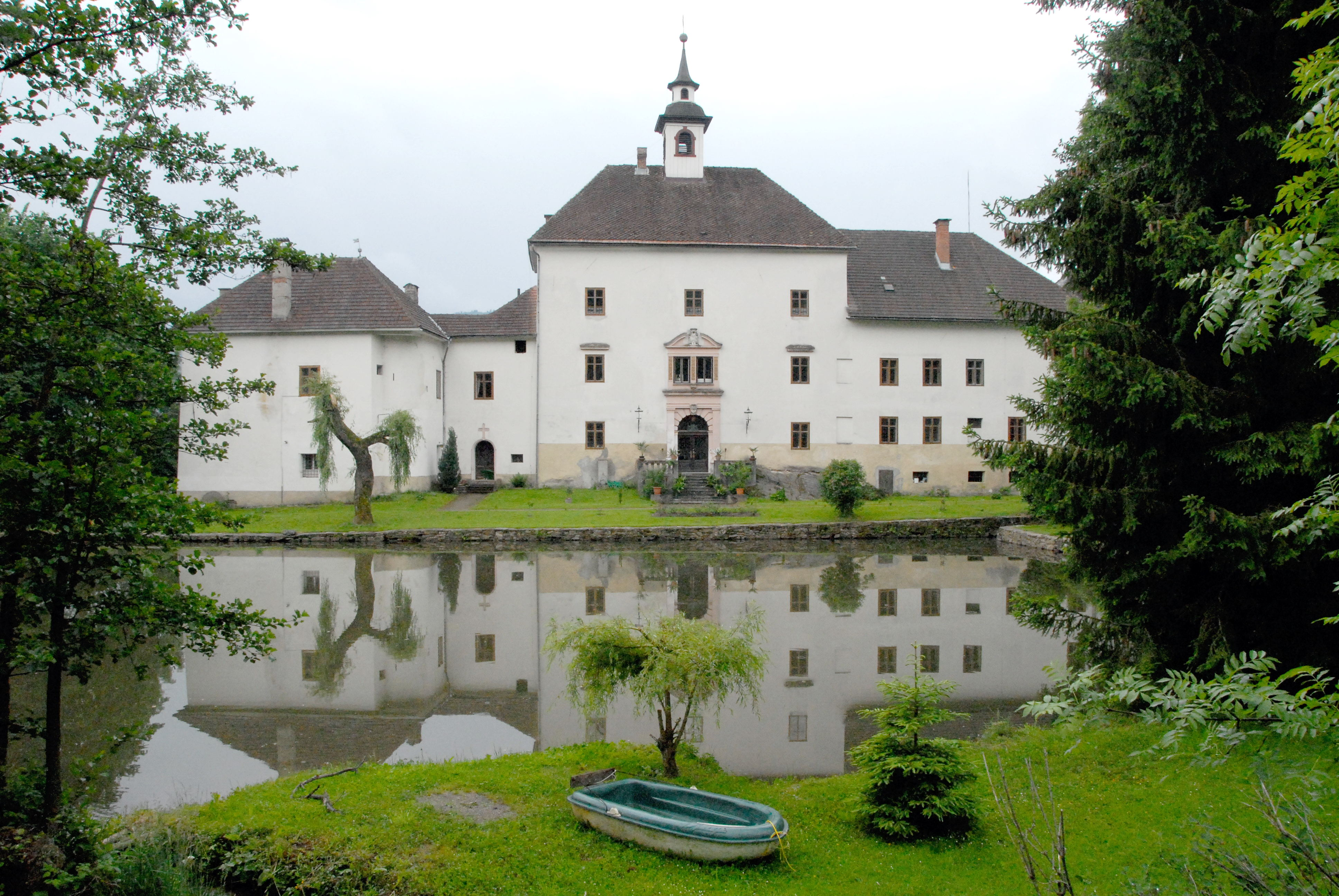
56. Замок Ротентурн

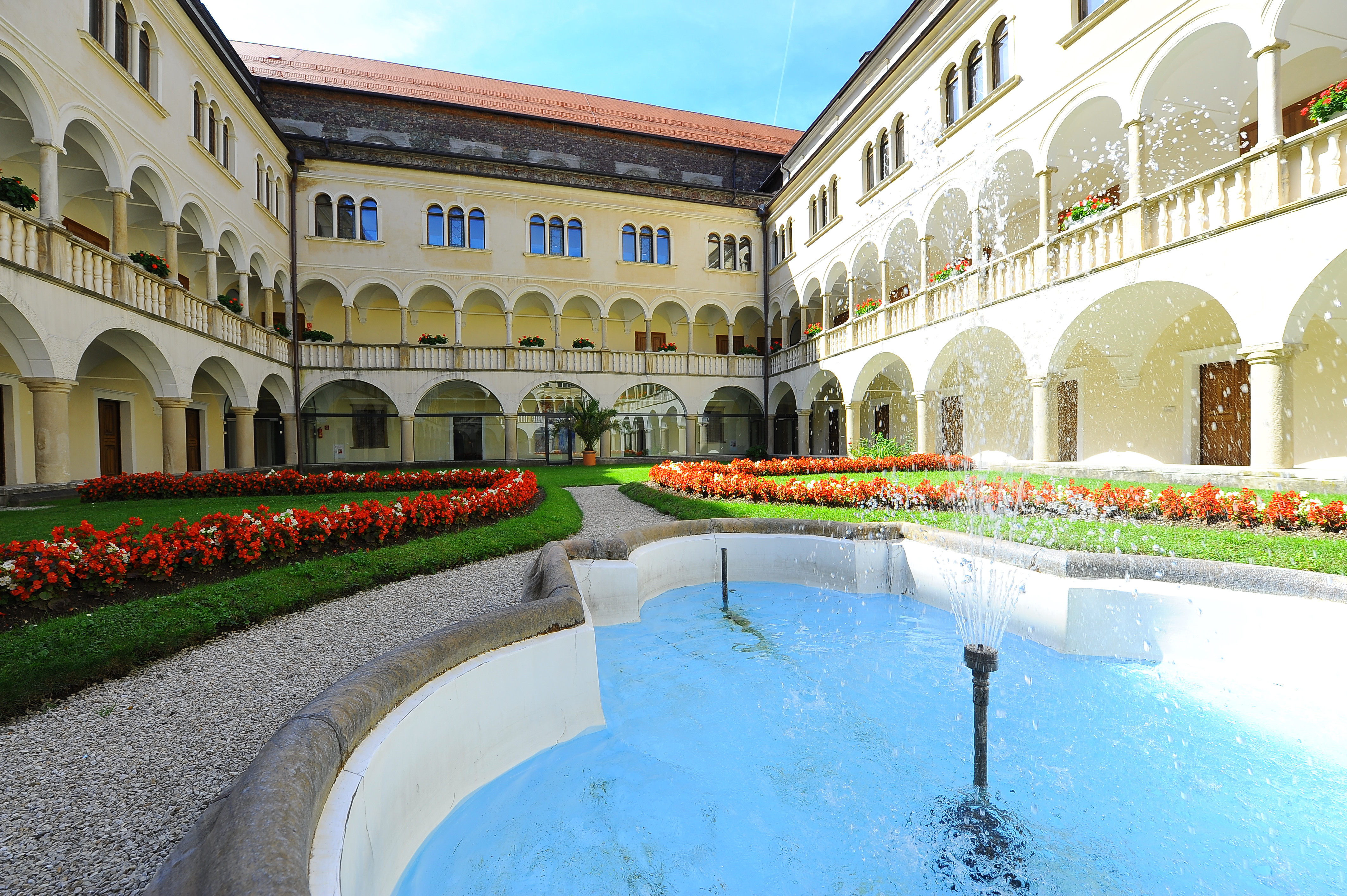
57. Замок Танценберґ

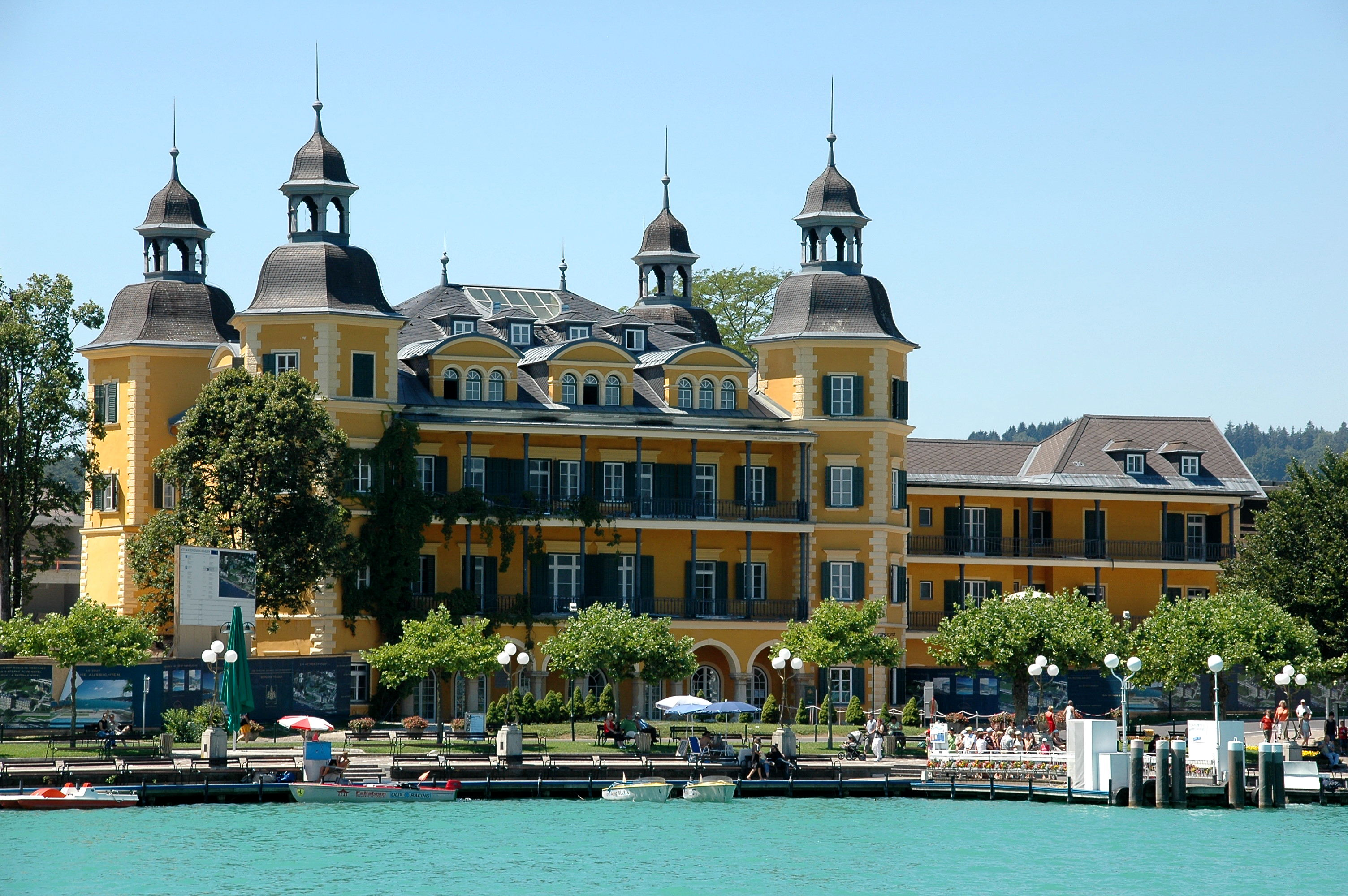
62. Замок Фельден

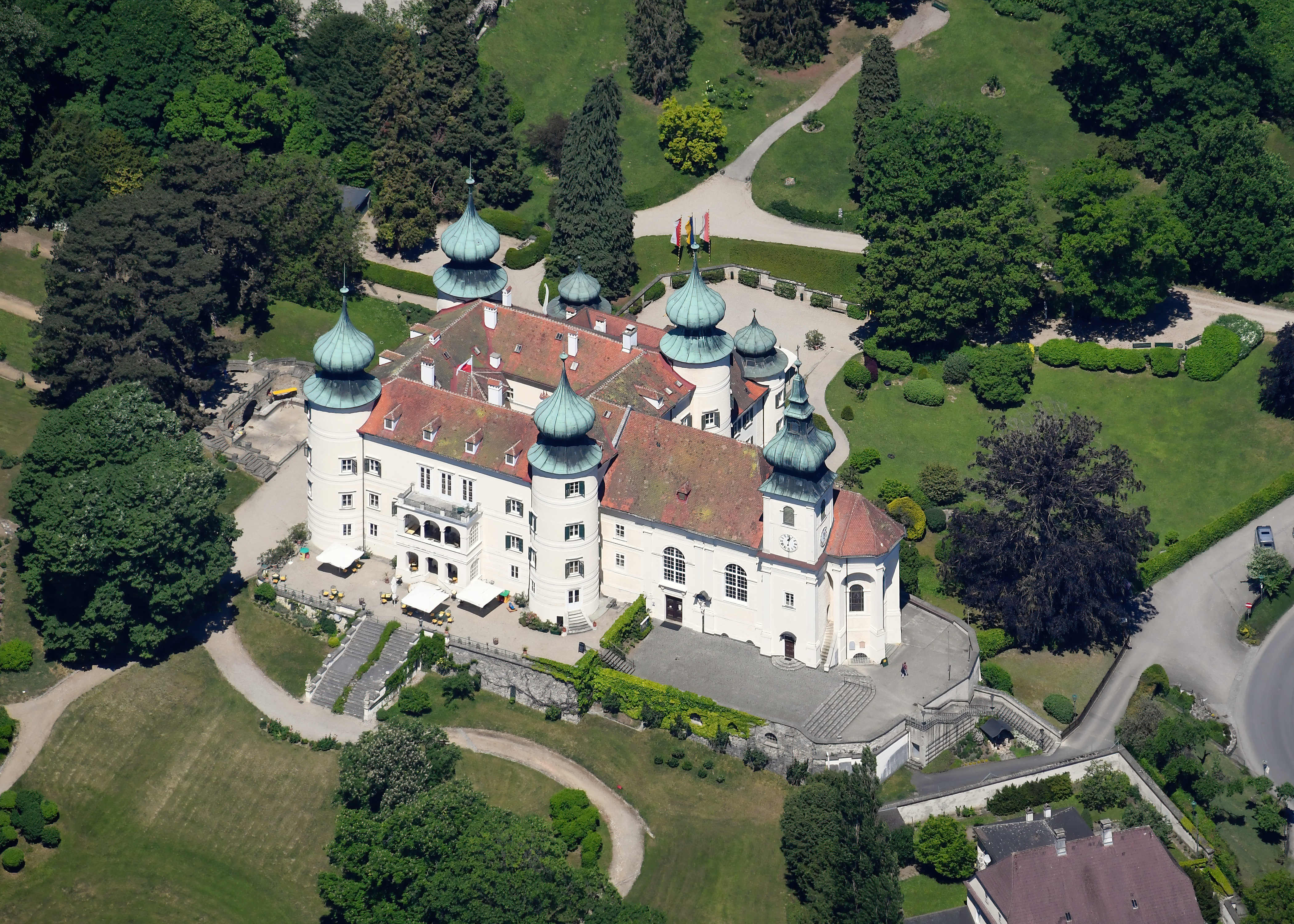
4. Замок Артштеттен

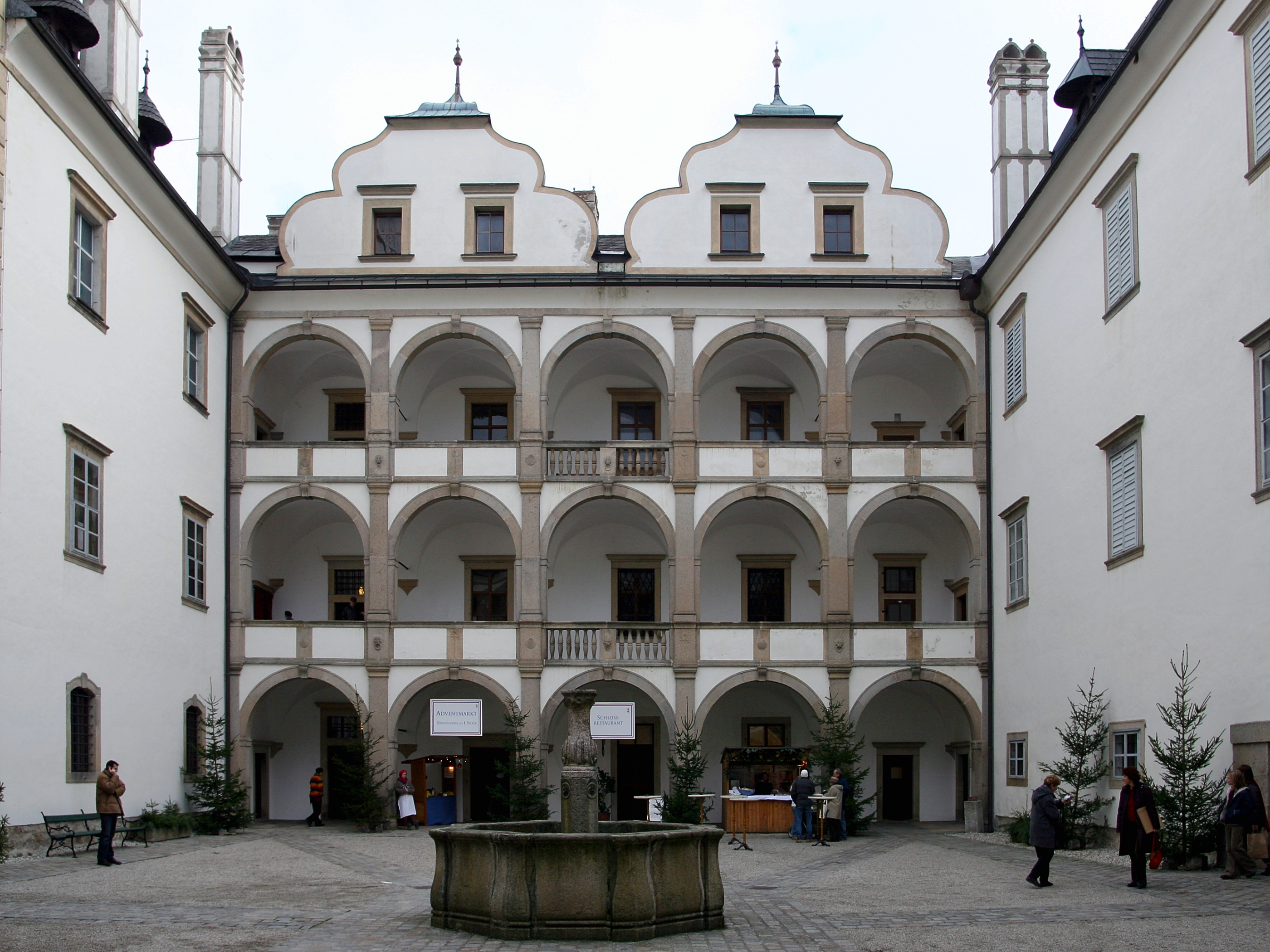
11. Замок Вайтра

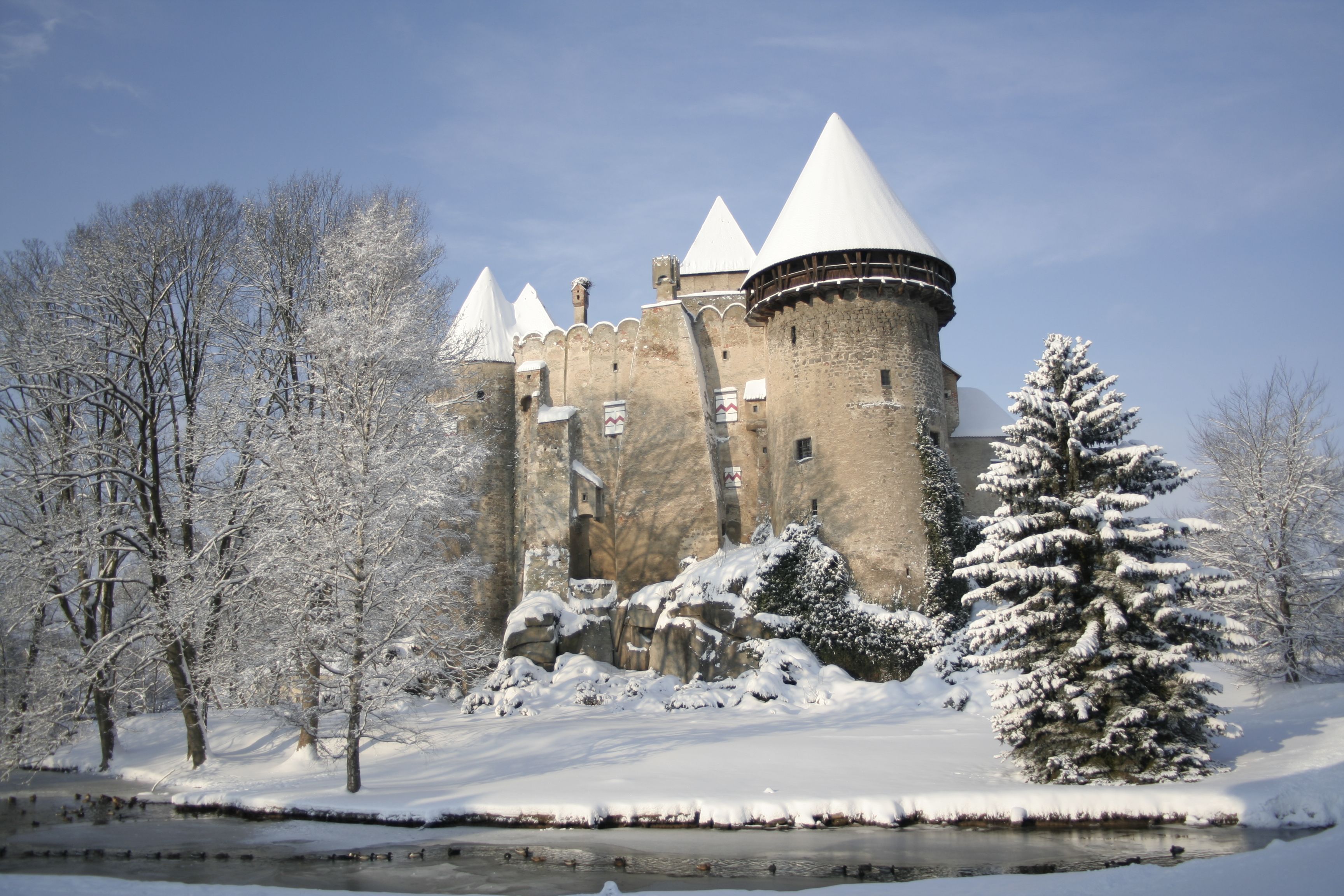
21. Замок Гайденрайхштайн

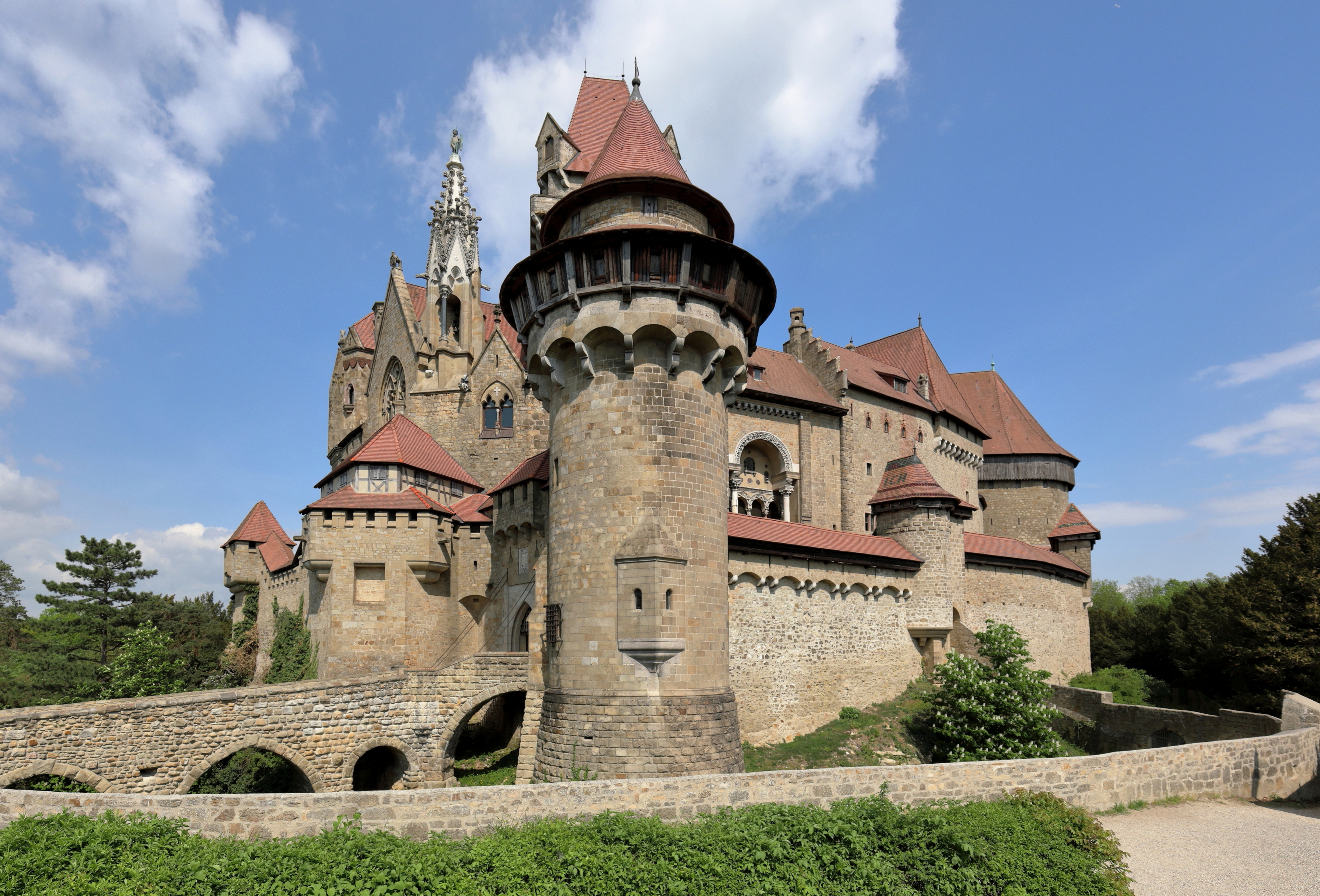
36. Замок Кройцштайн

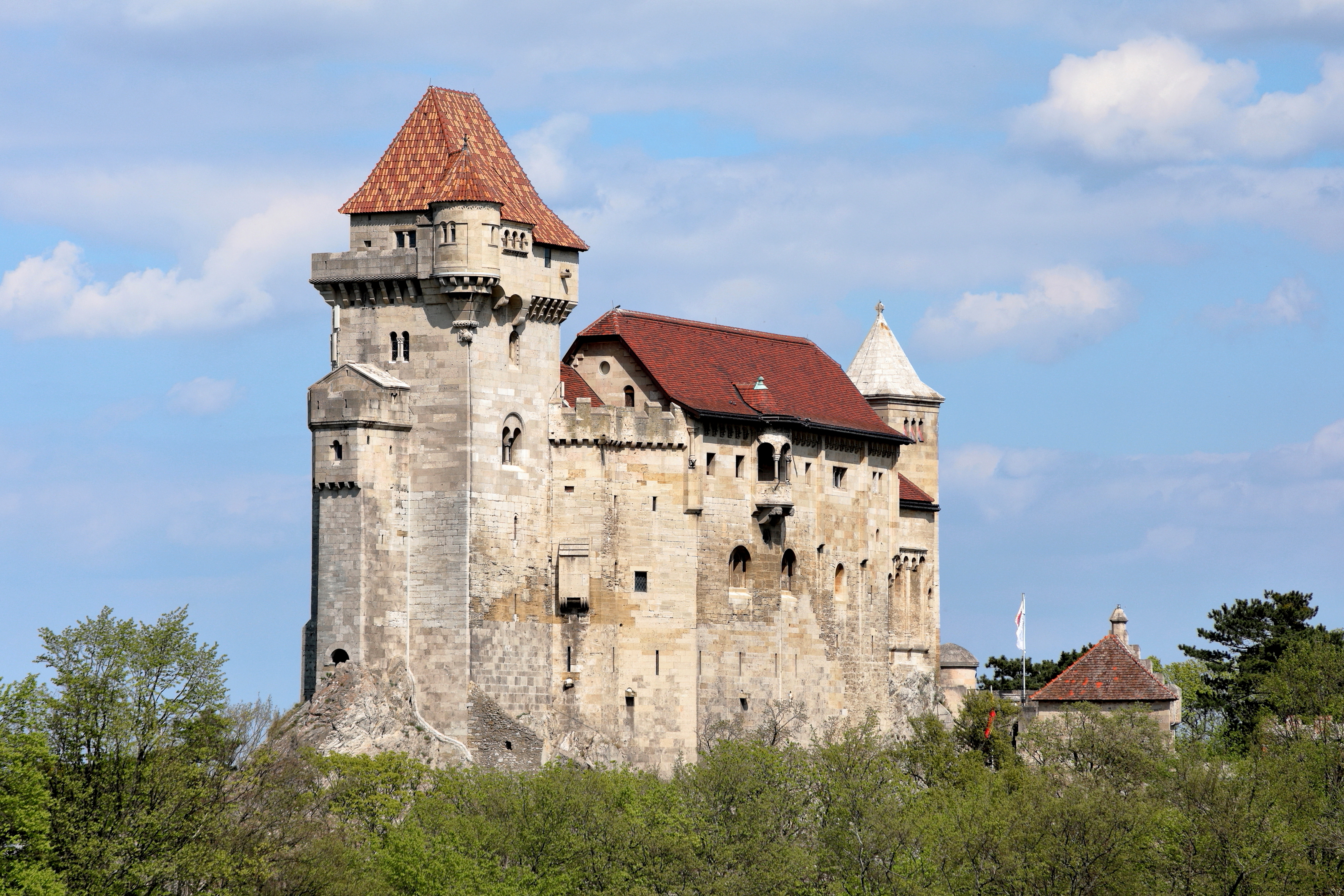
40. Замок Ліхтенштейн

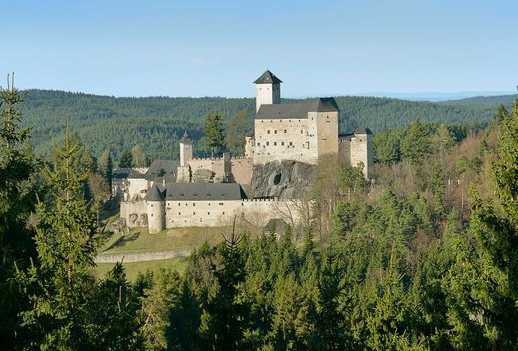
55. Замок Раппоттенштайн

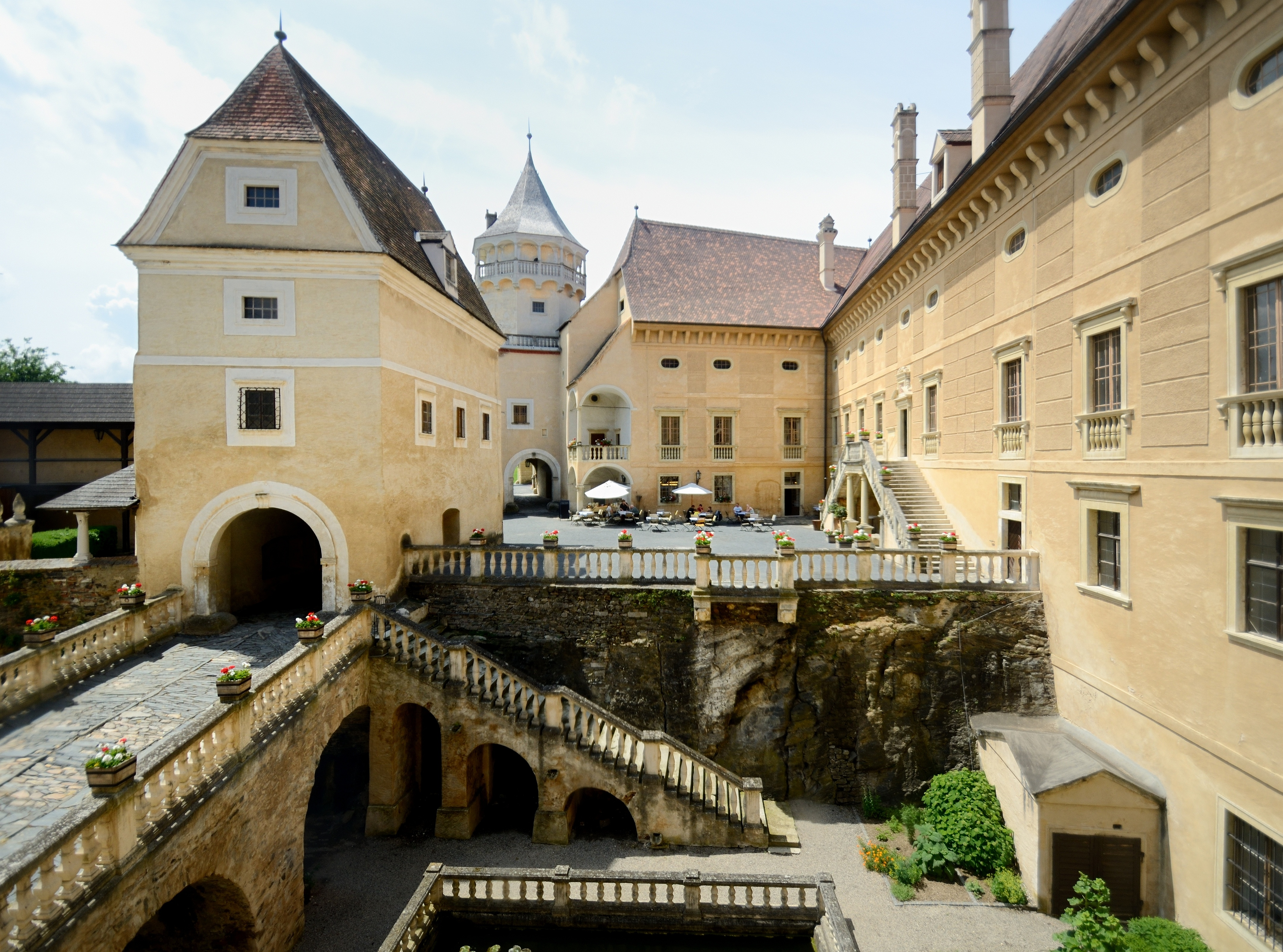
58. Замок Росенбурґ

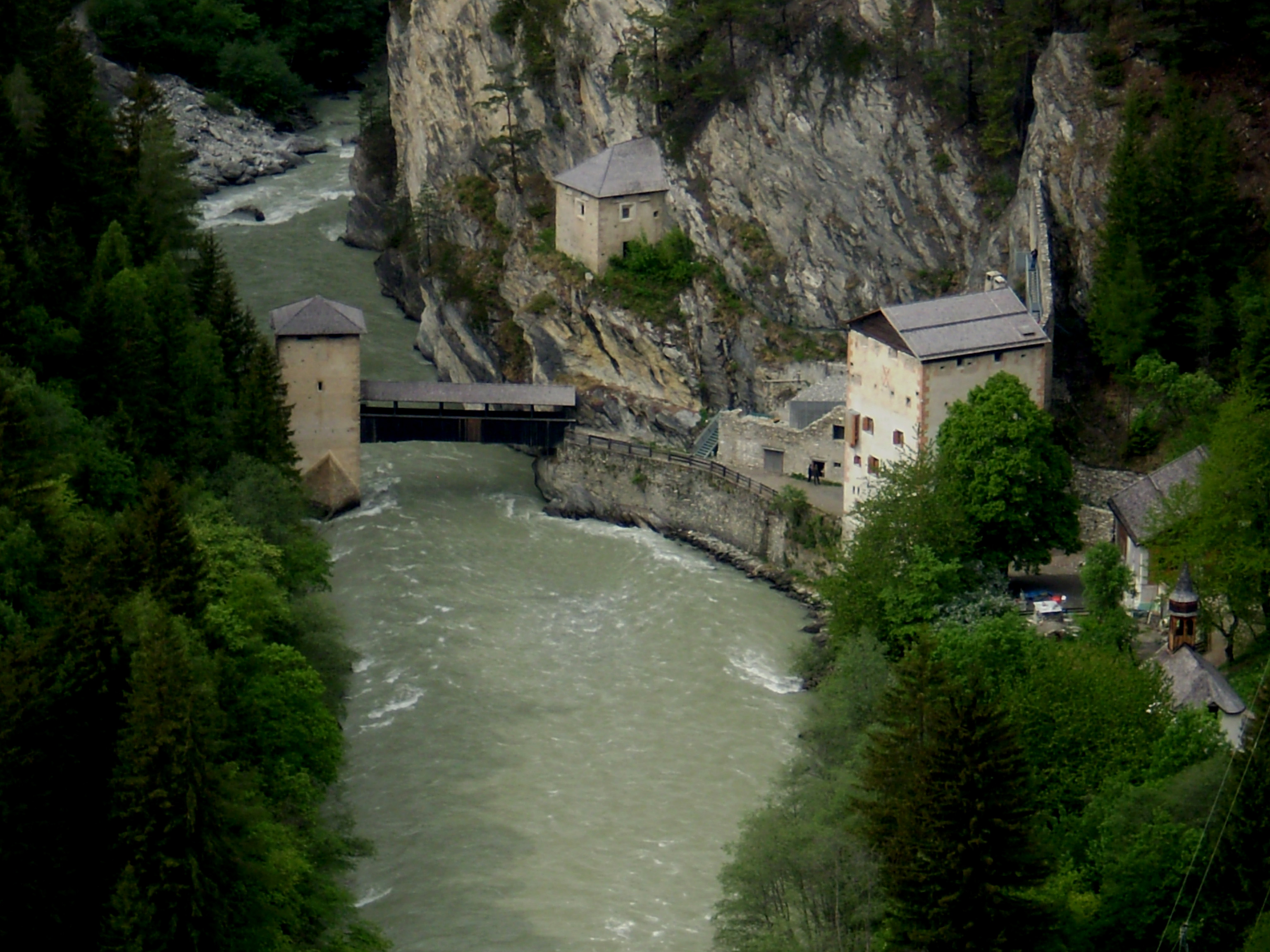
1. Альтфінстермюнц

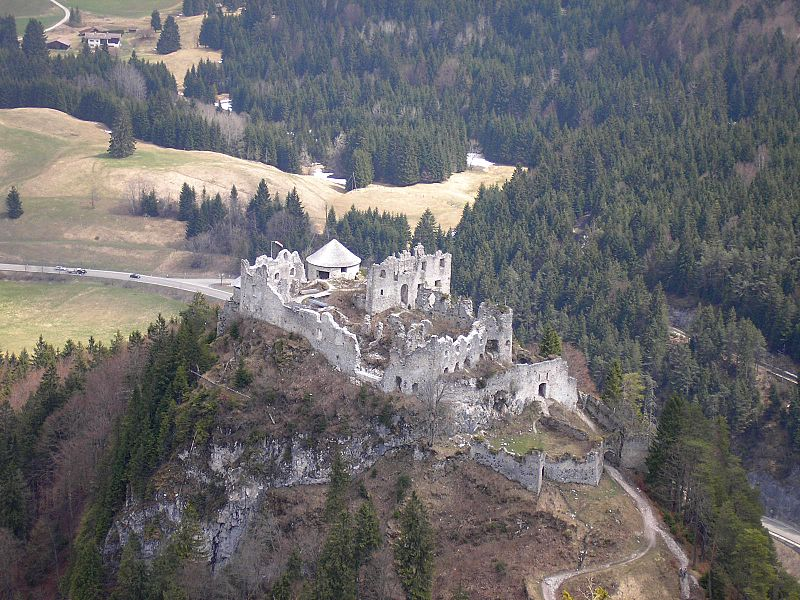
10. Замок Еренберґ

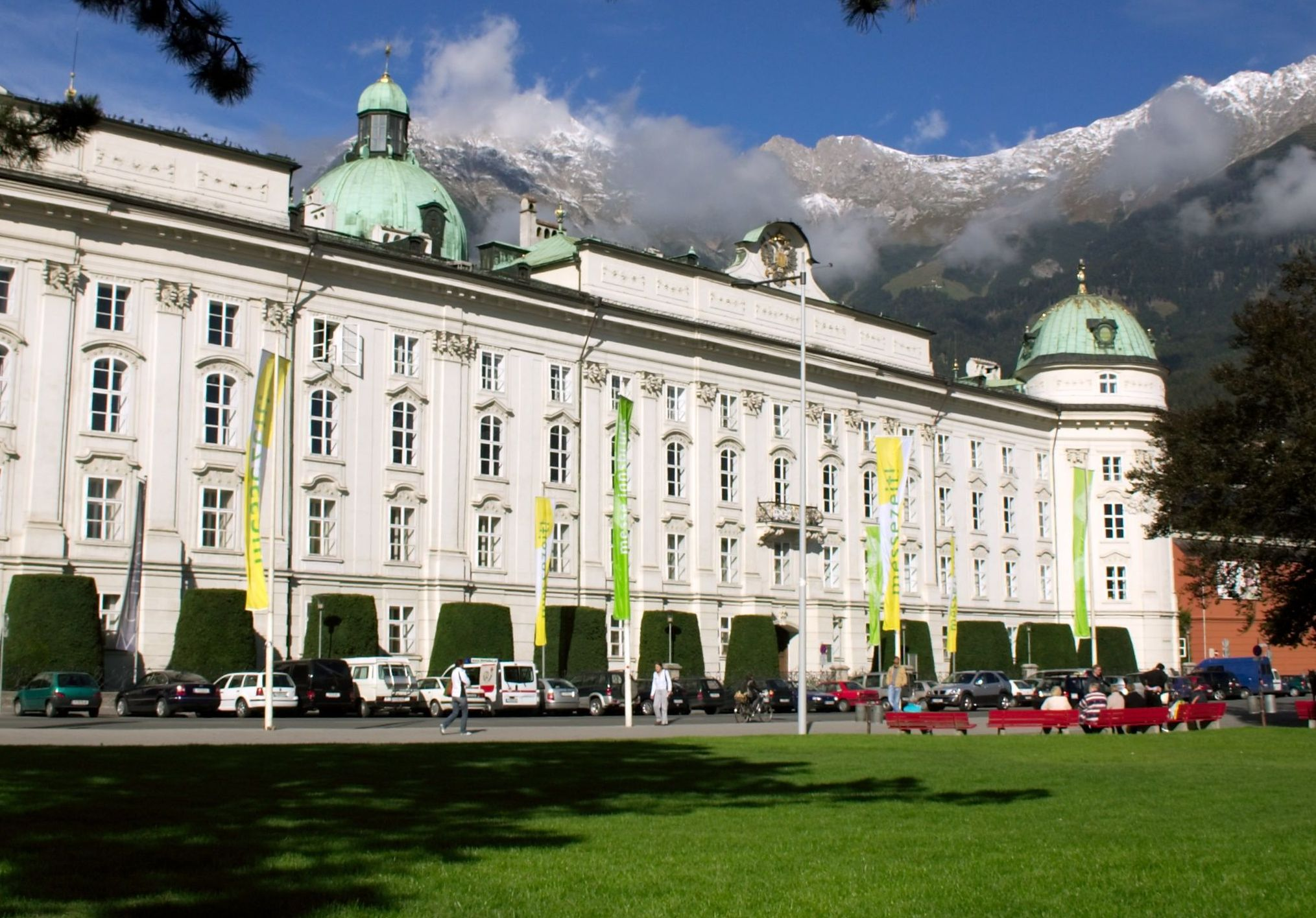
13. Гофбурґ

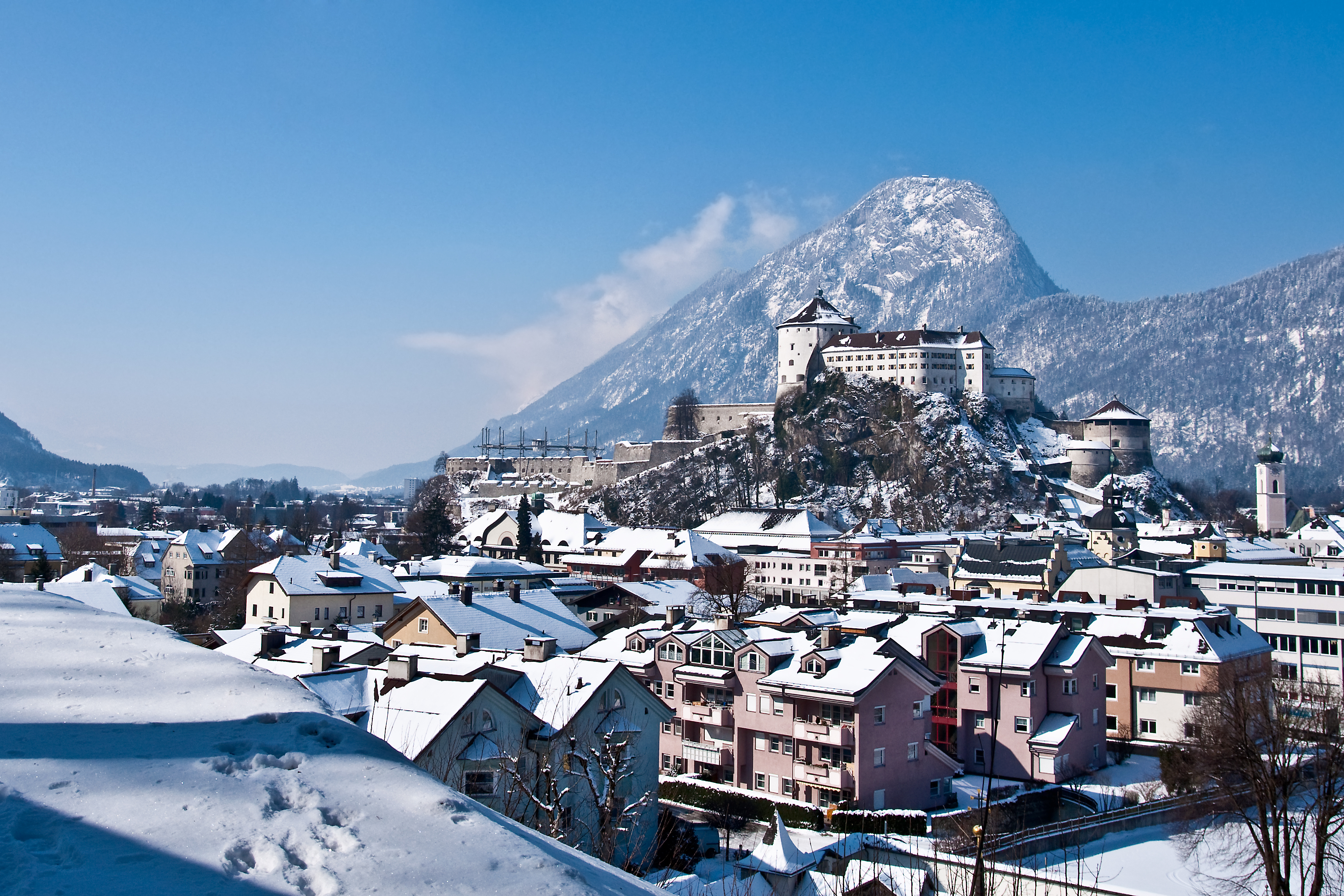
18. Фортеця Куфштайн

1. Баттяни[de]
2. Замок Бернштайн[de]
3. Замок Гюссінг[de]
4. Замок Гальбтурн[de]
5. Замок Дойчкройц[de]
6. Замок Драсбург[de]
7. Замок Еберау[de]
8. Естергазі
9. Кіттзеє (Altes Schloss Kittsee[de])
10. Замок Коберсдорф[de]
11. Замок Кофідіш[de]
12. Замок Лакенбах[de]
13. Локенгаус
14. Замок Оберпуллендорф[de]
15. Замок Рехніц[de]
16. Замок Рорау[de]
17. Замок Ротентурм[de]
18. Замок Табор[de]
19. Замок Форхтенштайн[de]
20. Шлайнінг

### Руїни замків

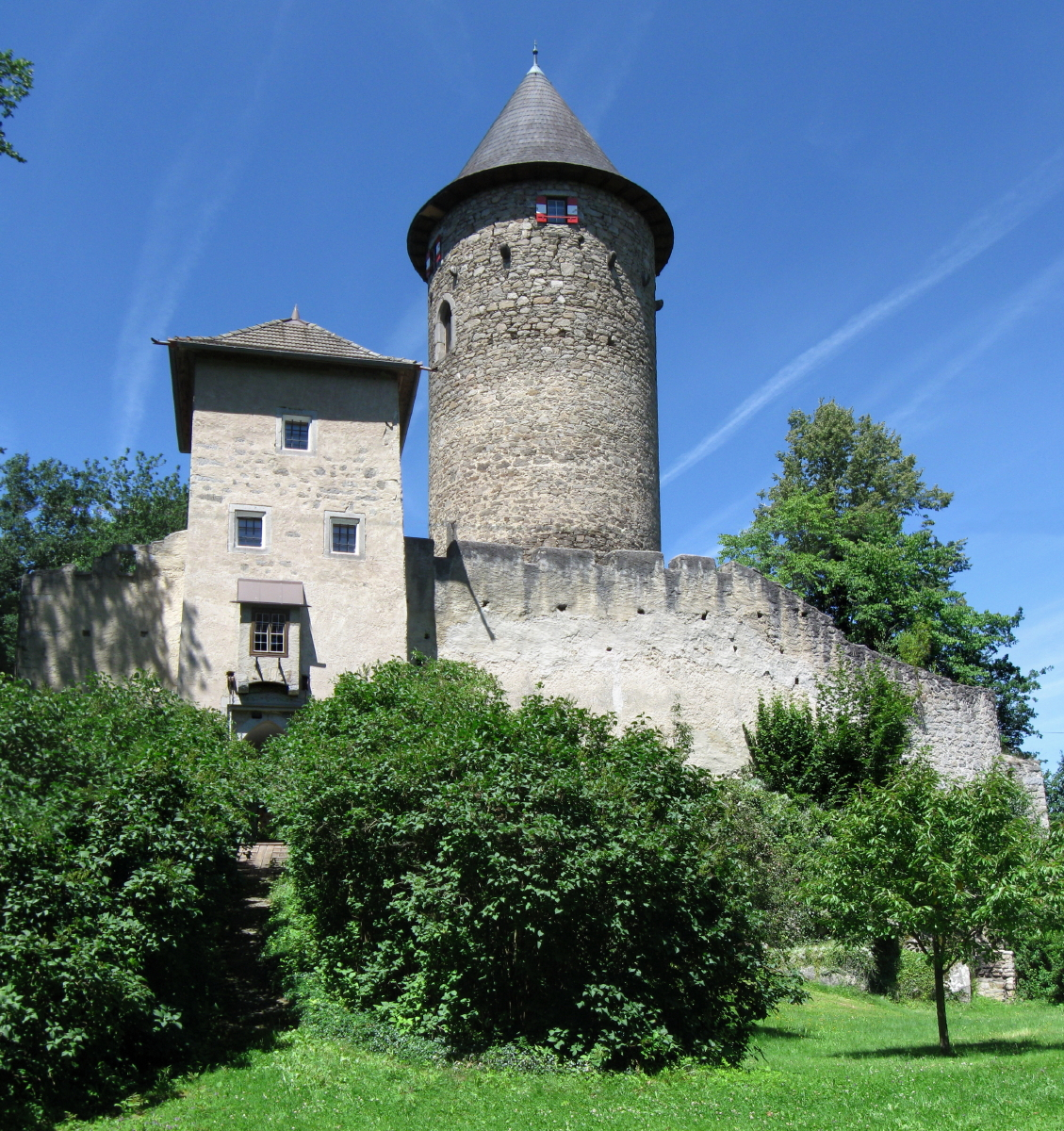
3. Замок Дорнах

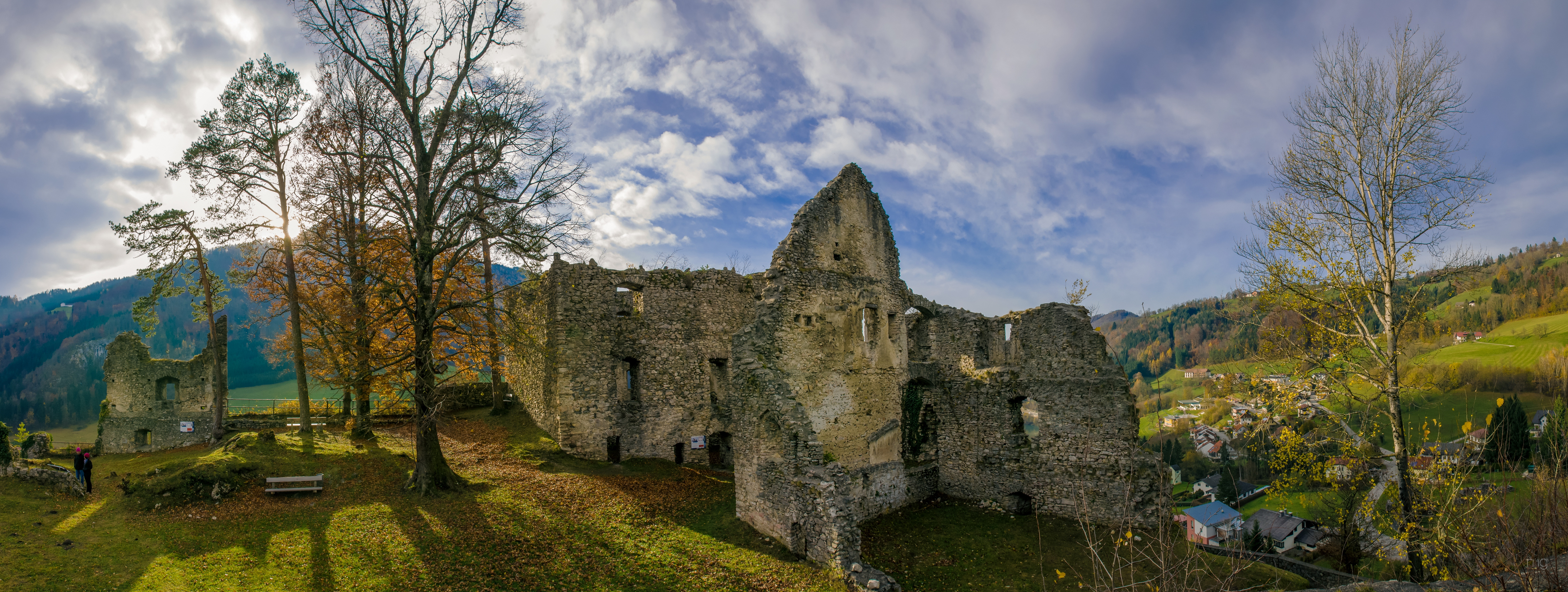
7. Замок Лосенштайн

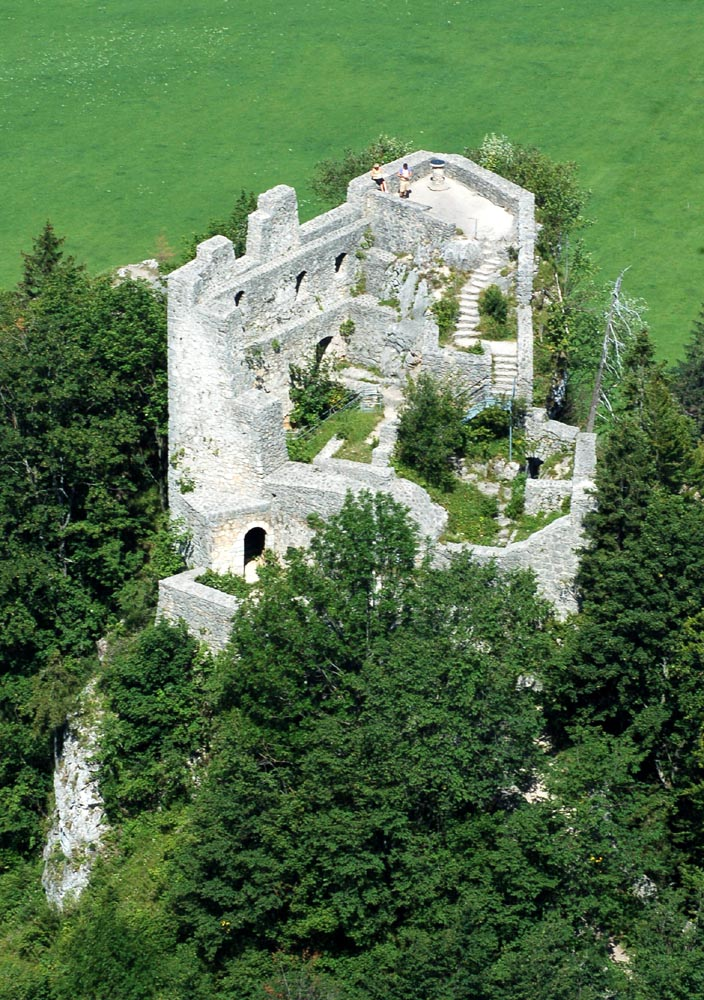
1. Замок Вартенфелс

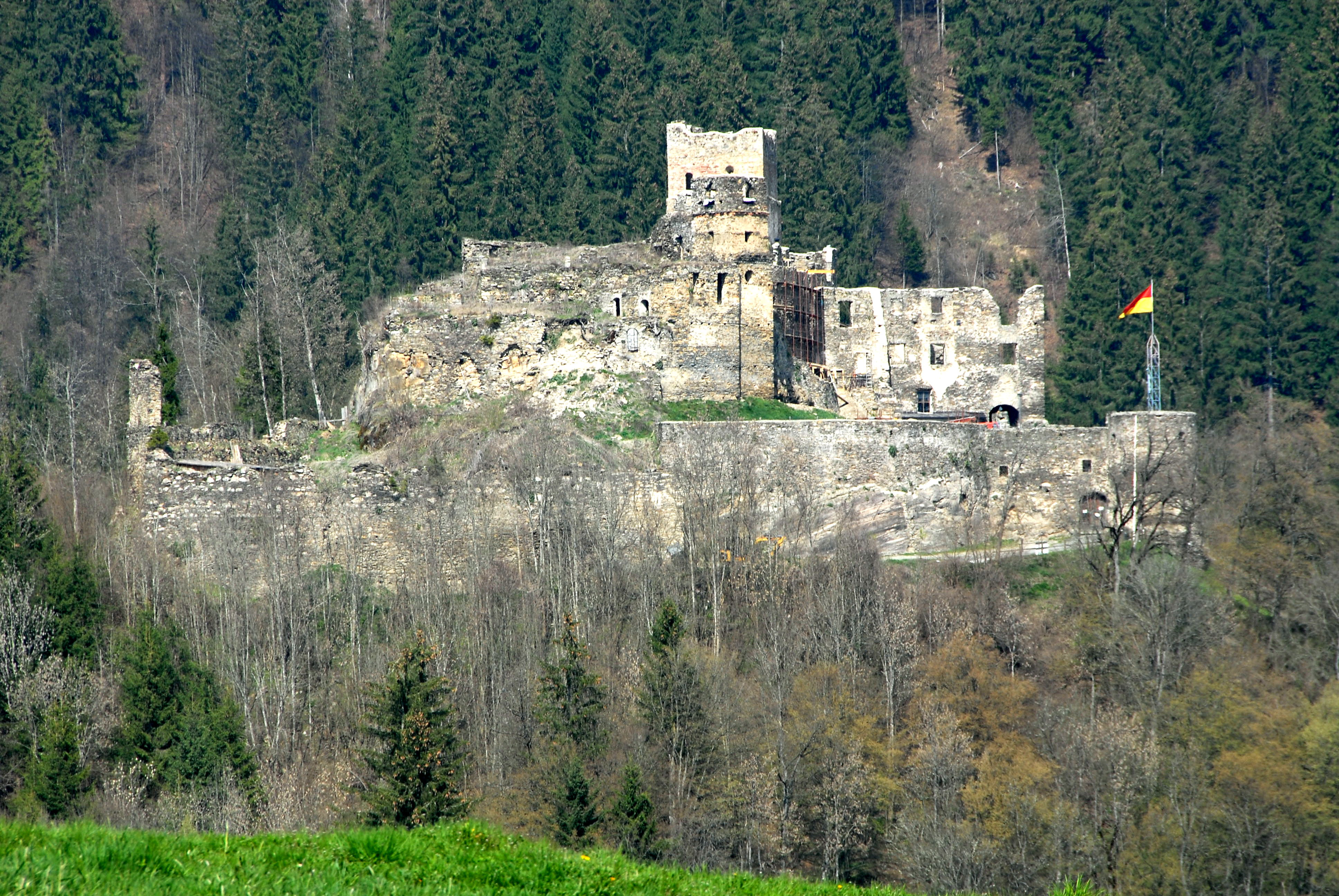
4. Замок Ґланеґґ

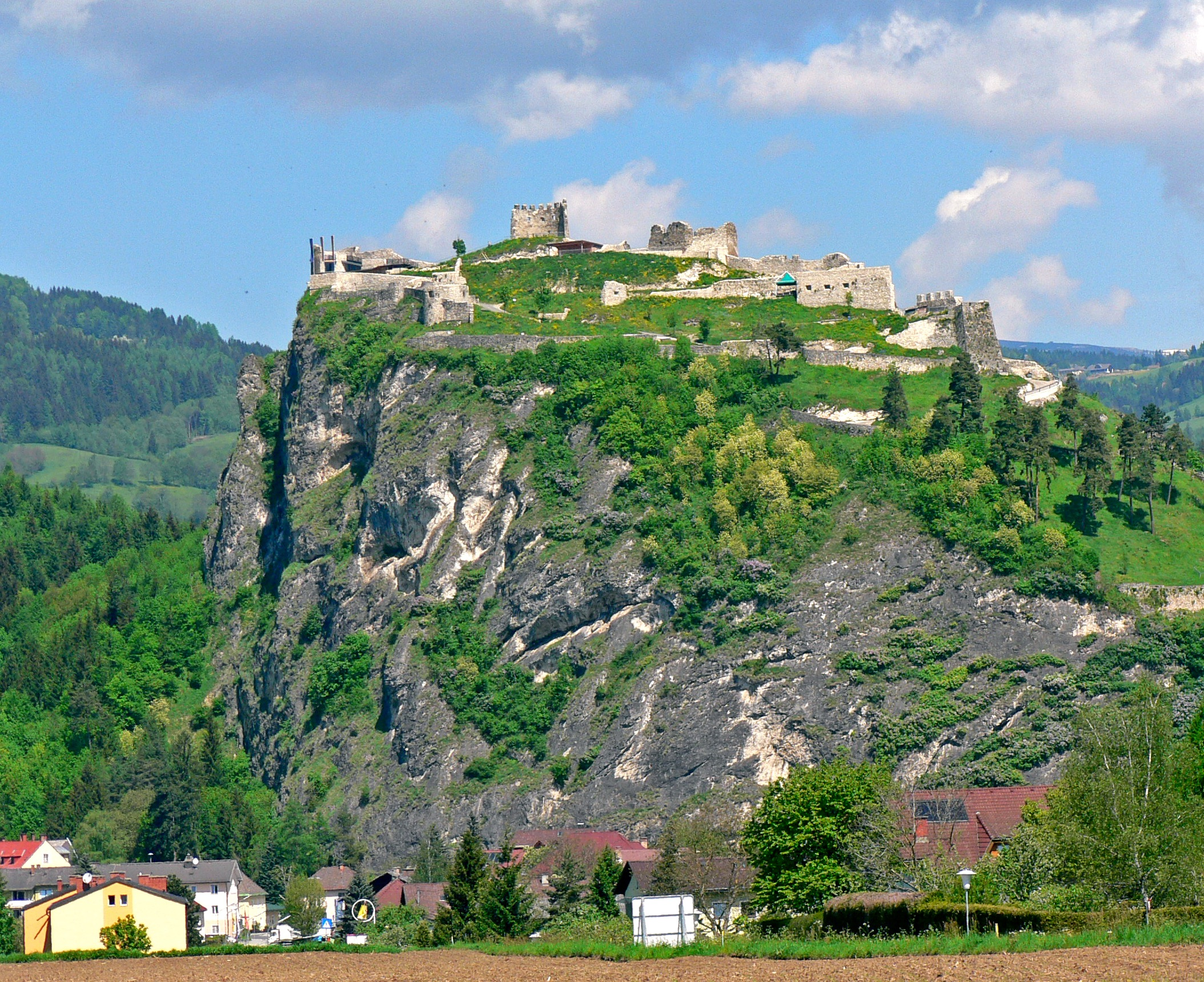
8. Замок Ґріффен

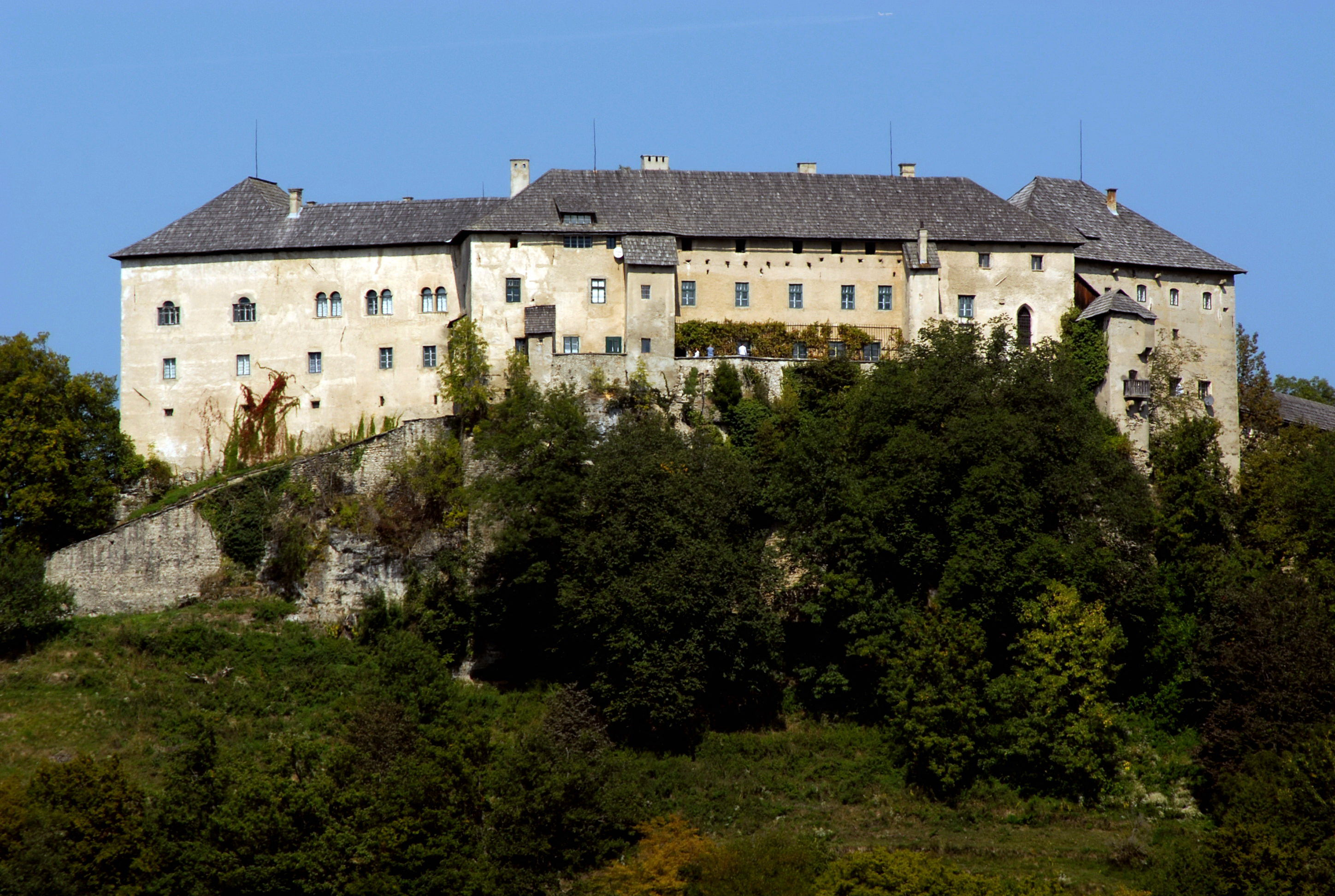
11. Замок Голленбурґ

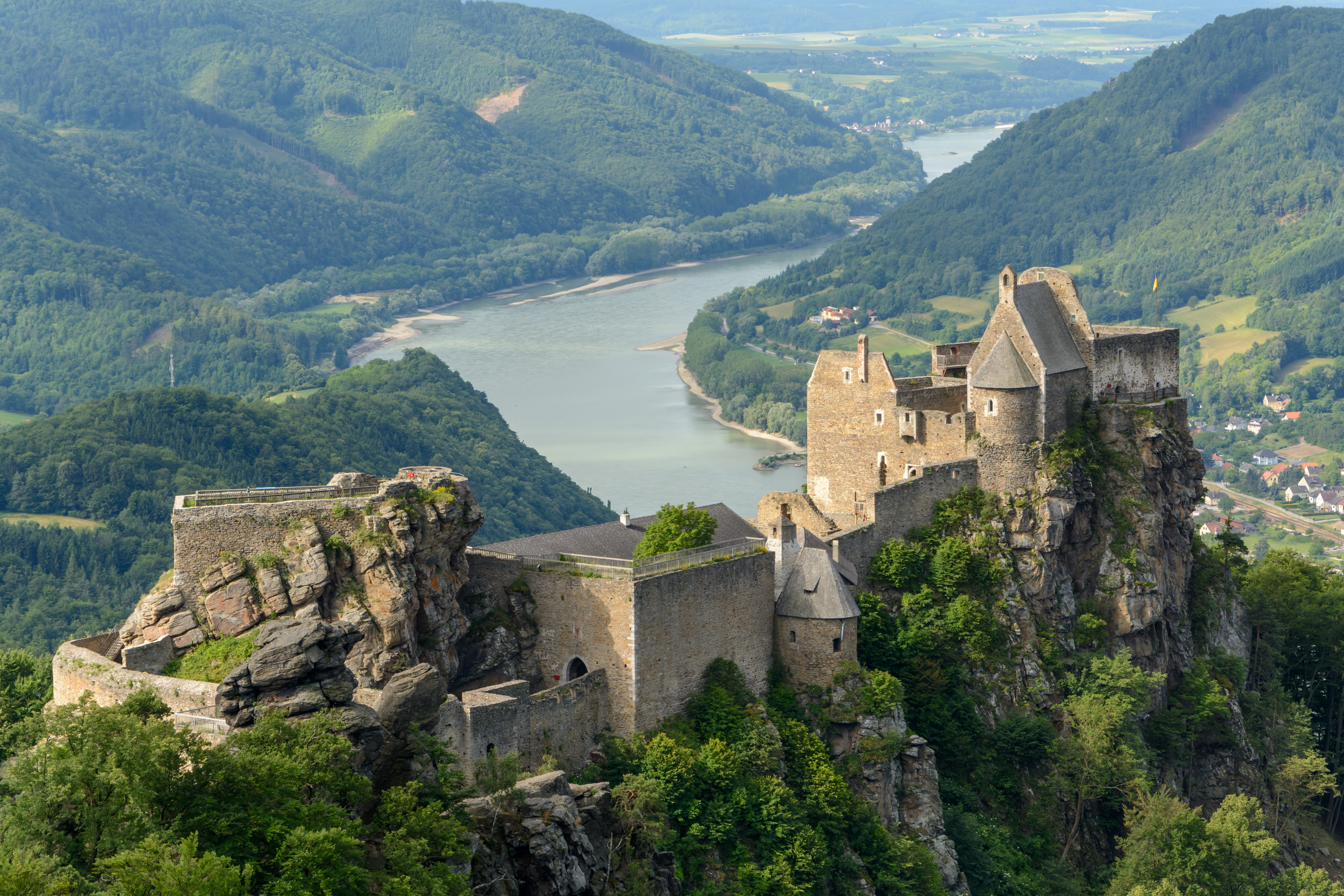
1. Замок Аґґштайн

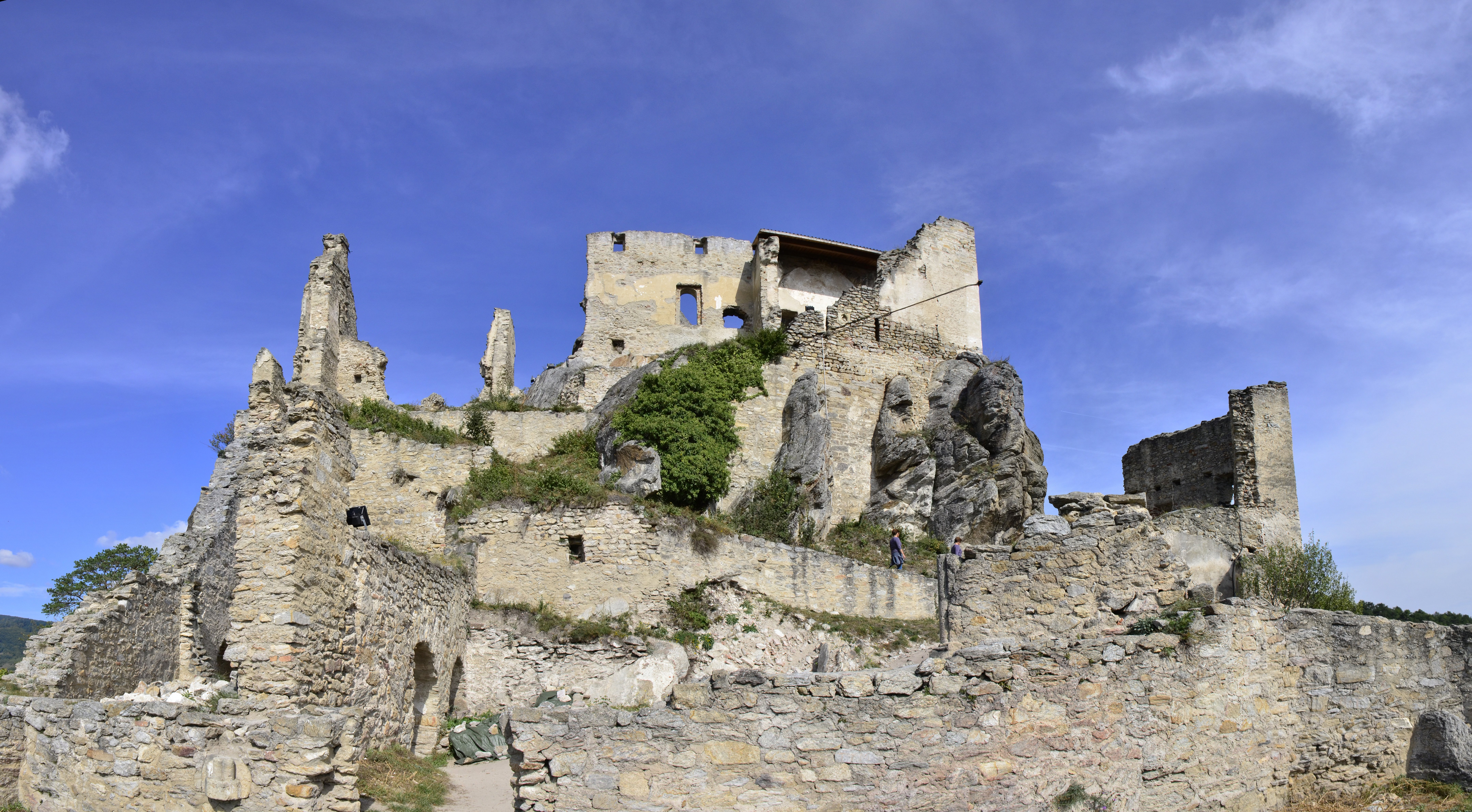
4. Замок Дюрнштайн

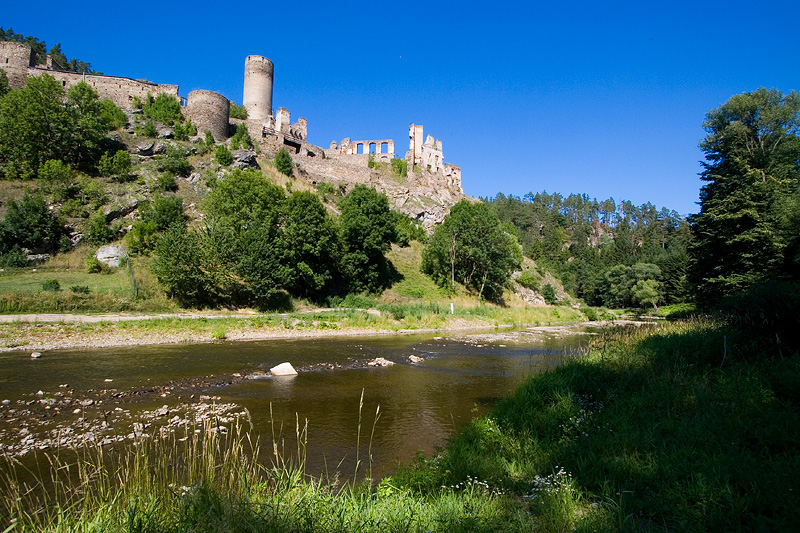
16. Замок Коллміц

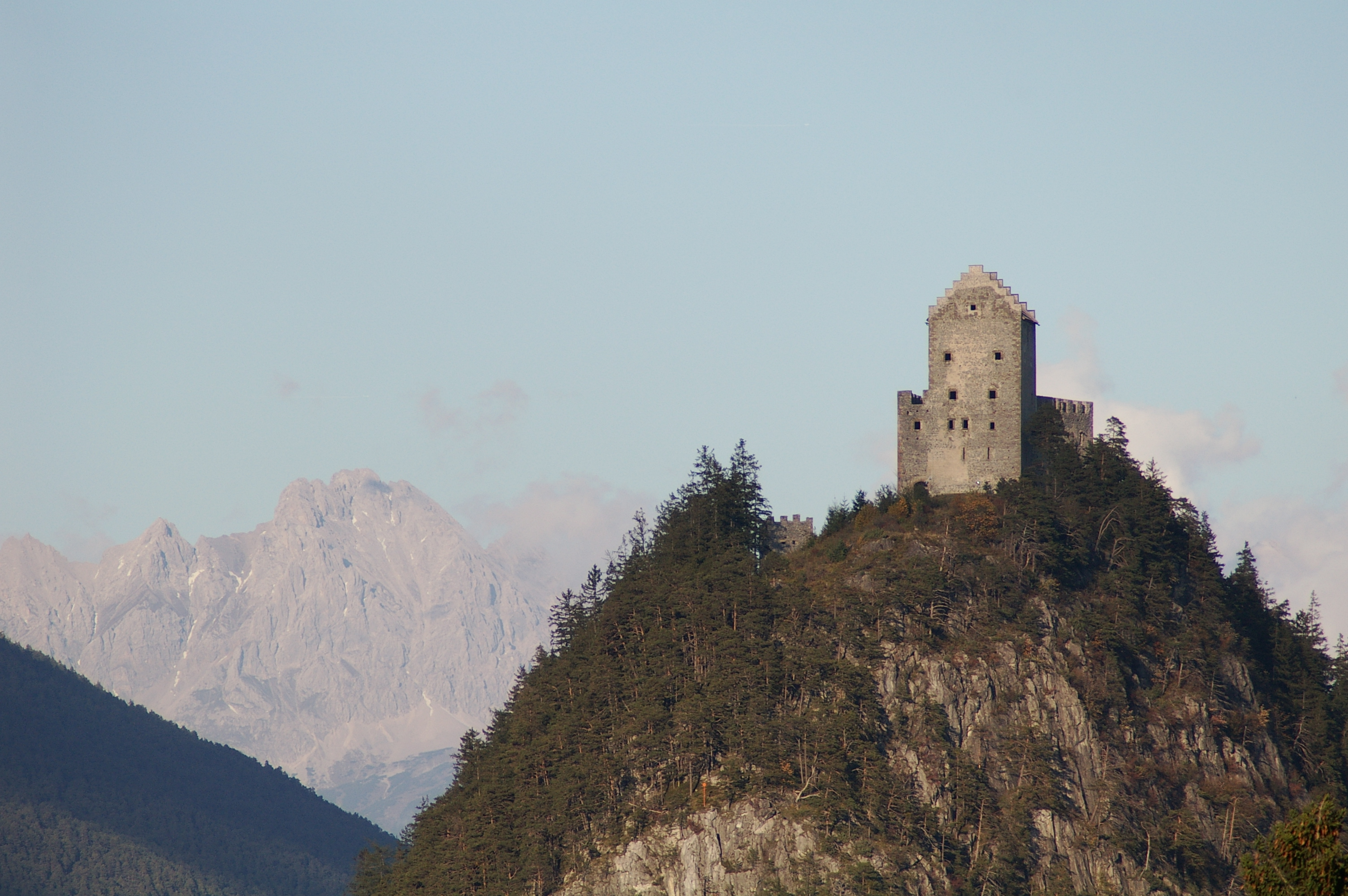
4. Замок Кронбург

1. Ландзеє[de]
2. Нойгаус-ам-Клаузенбах[de]

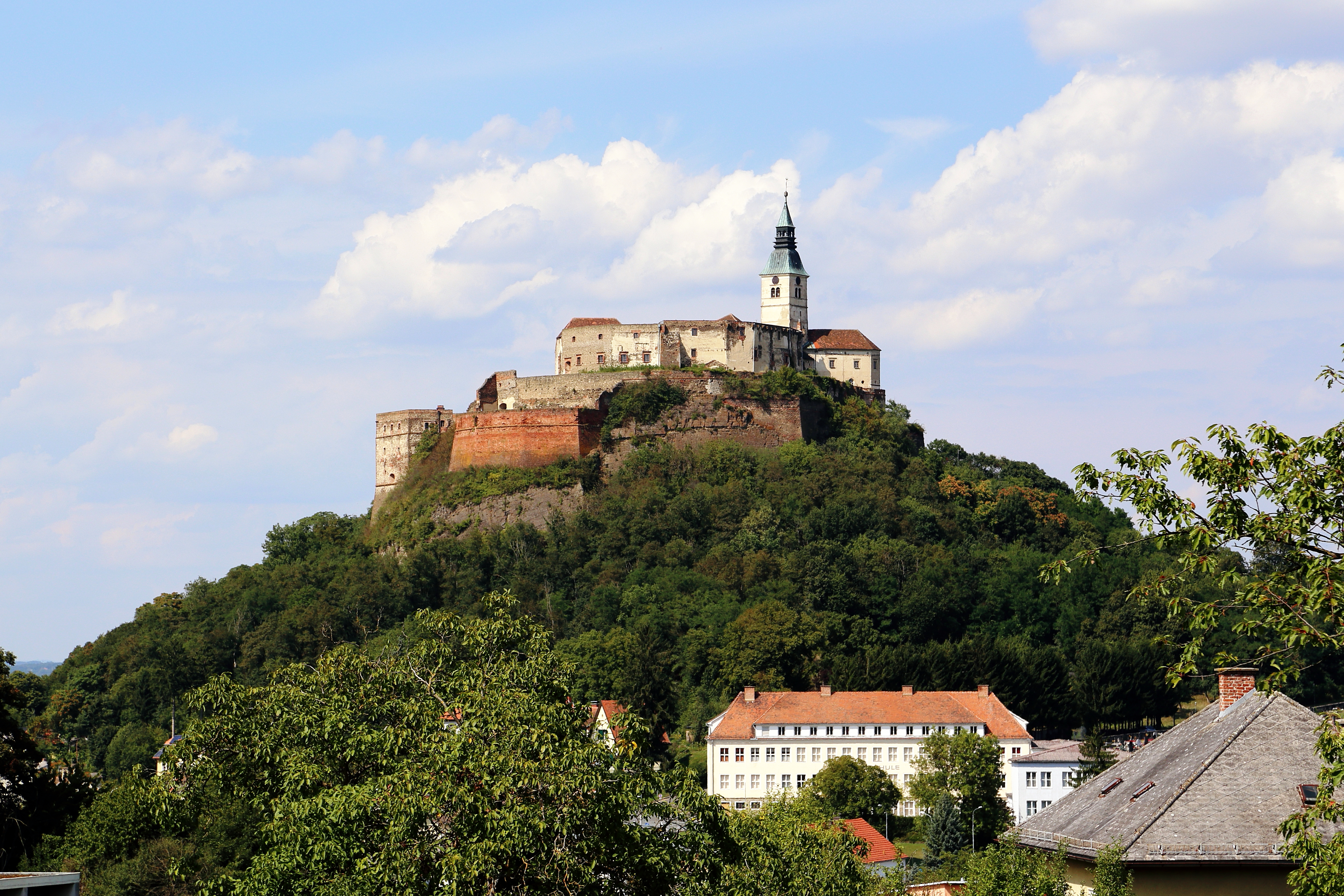
3. Замок Гюссінг
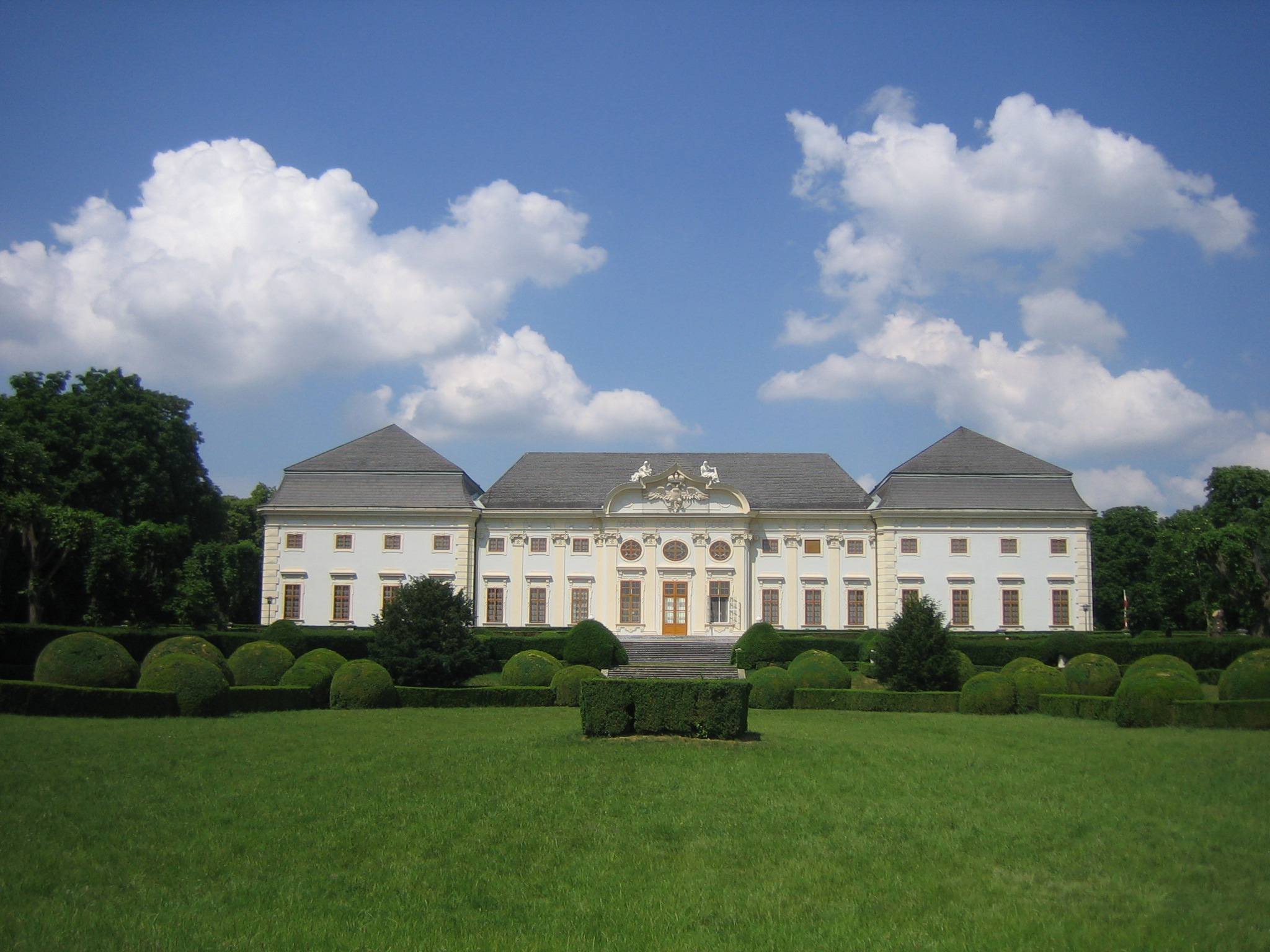
4. Замок Гальбтурн
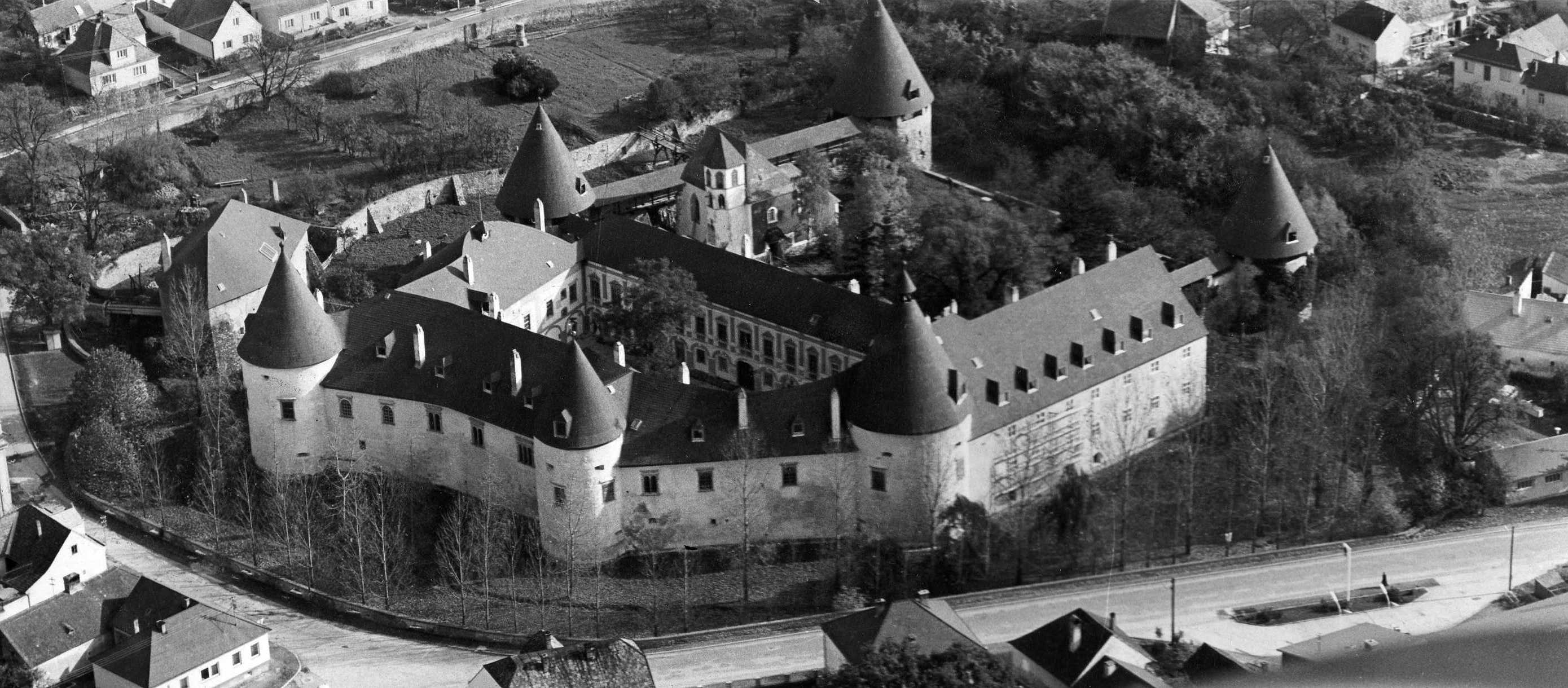
10. Замок Коберсдорф
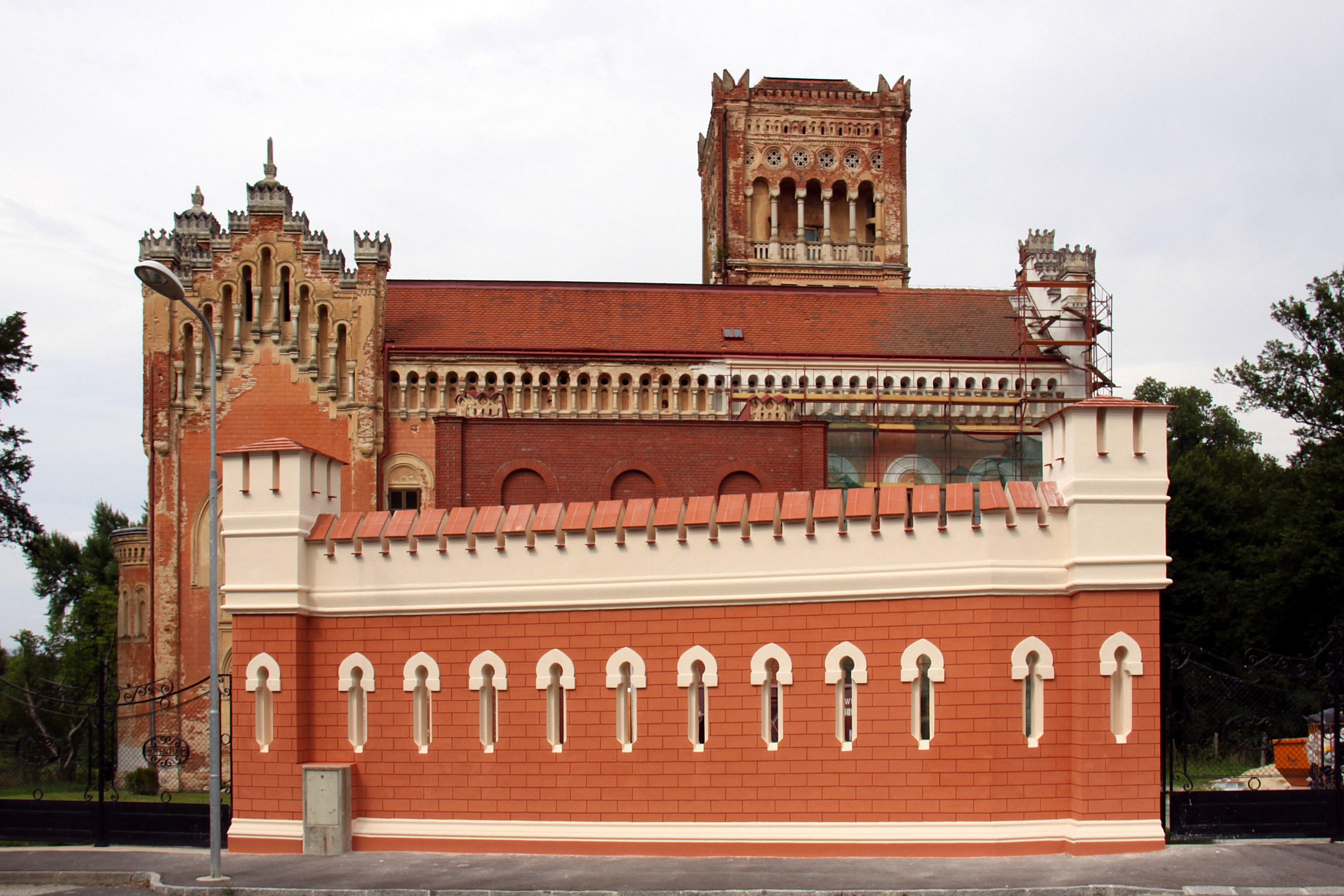
17. Замок Ротентурм
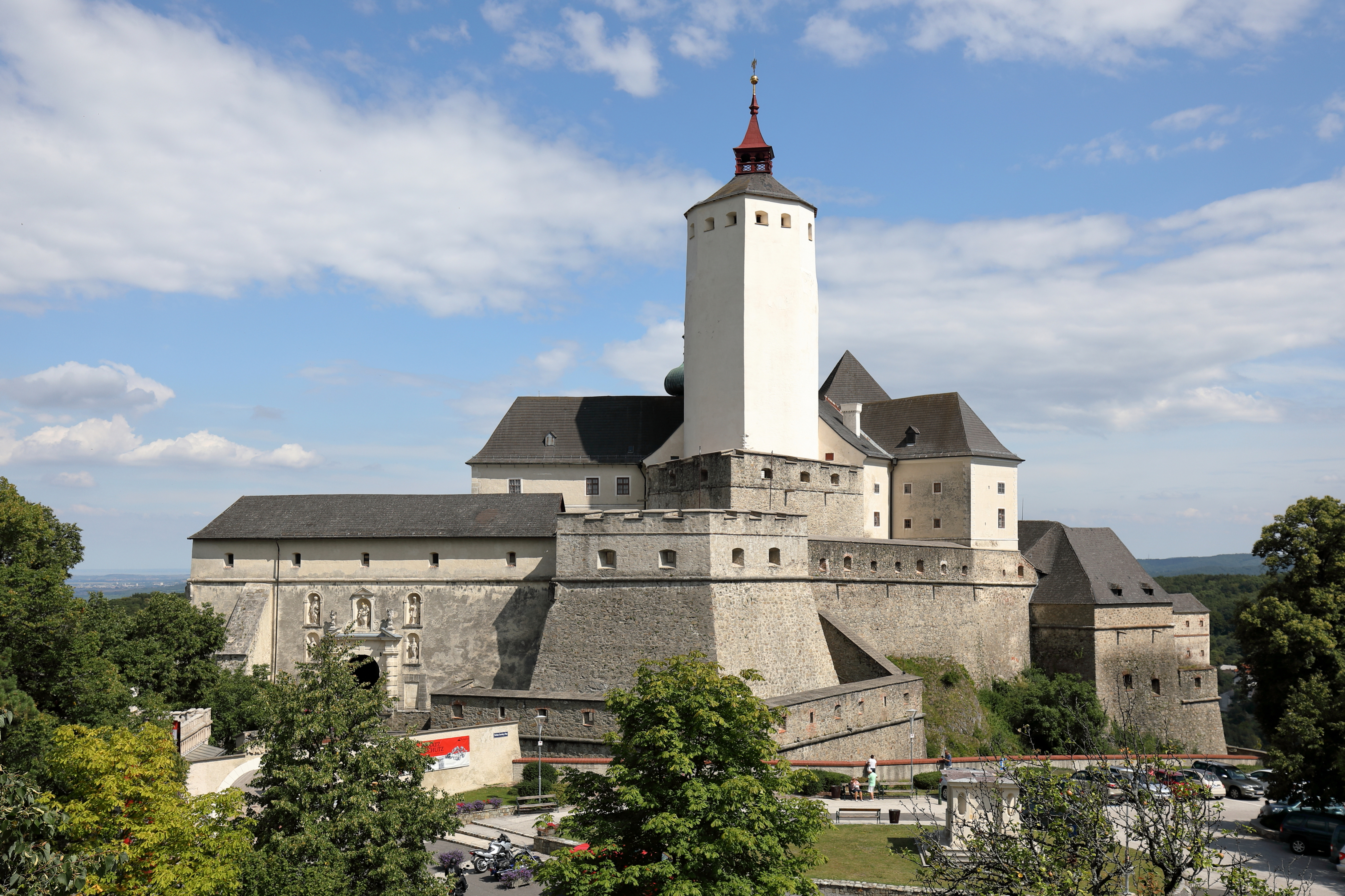
19. Замок Форхтенштайн

## Верхня Австрія

### Замок

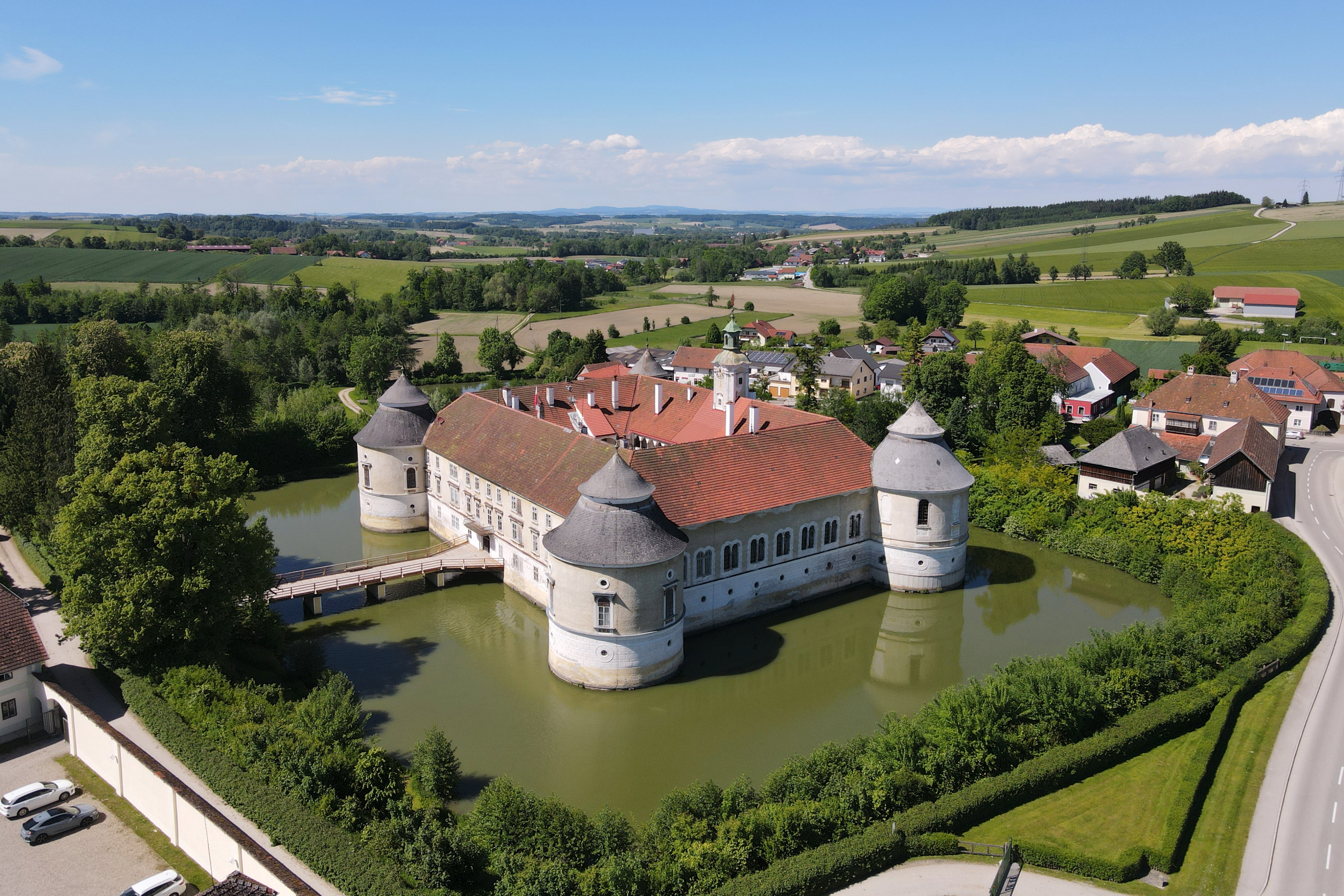
2. Замок Аістернгайм

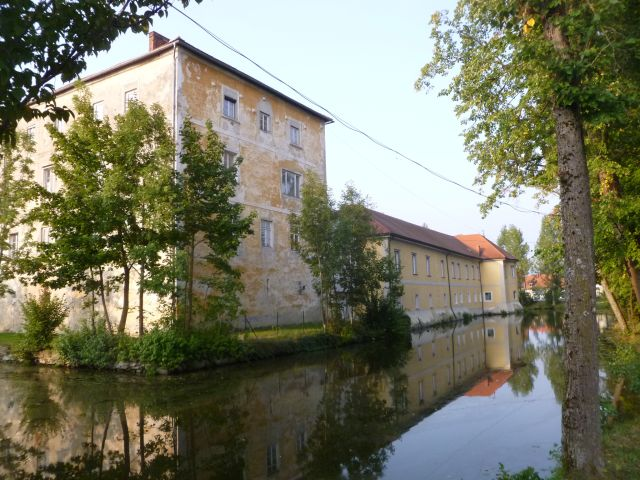
12. Замок Вайденгольц

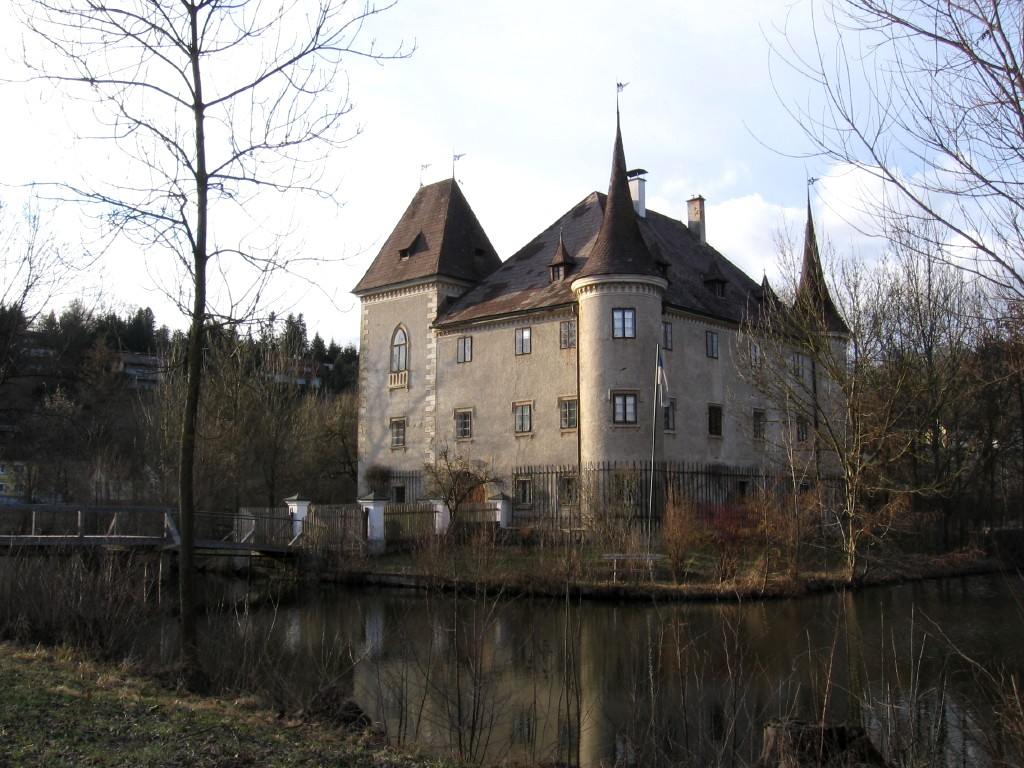
16. Замок Вайер

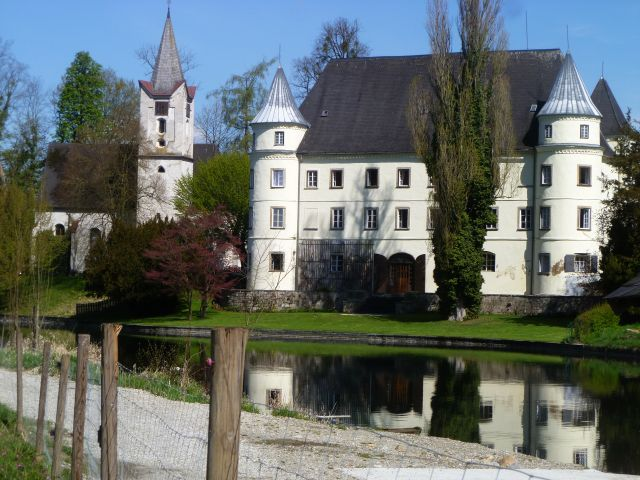
34. Замок Гаґенау

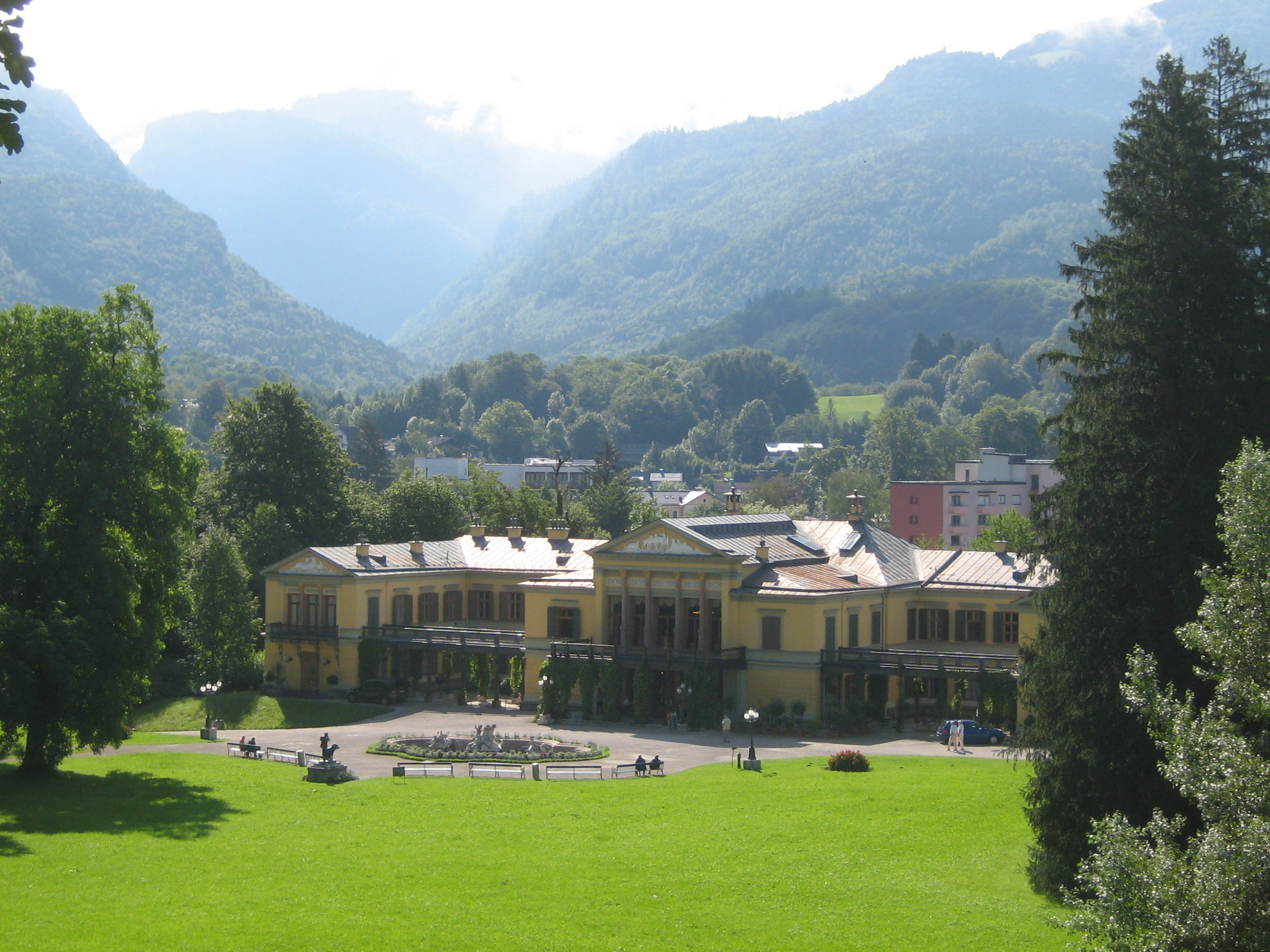
44. Вілла Кайзера

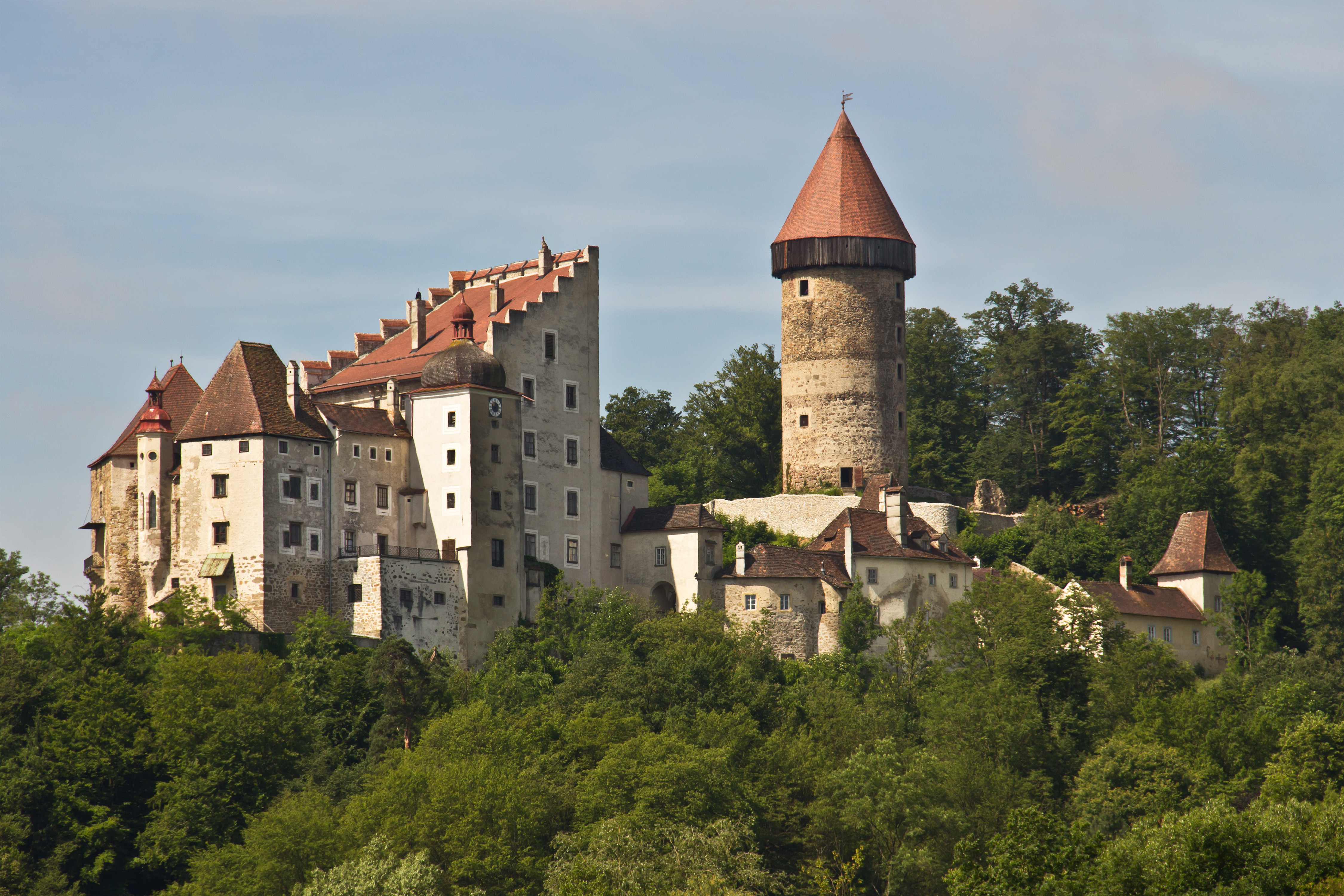
48. Замок Кламм

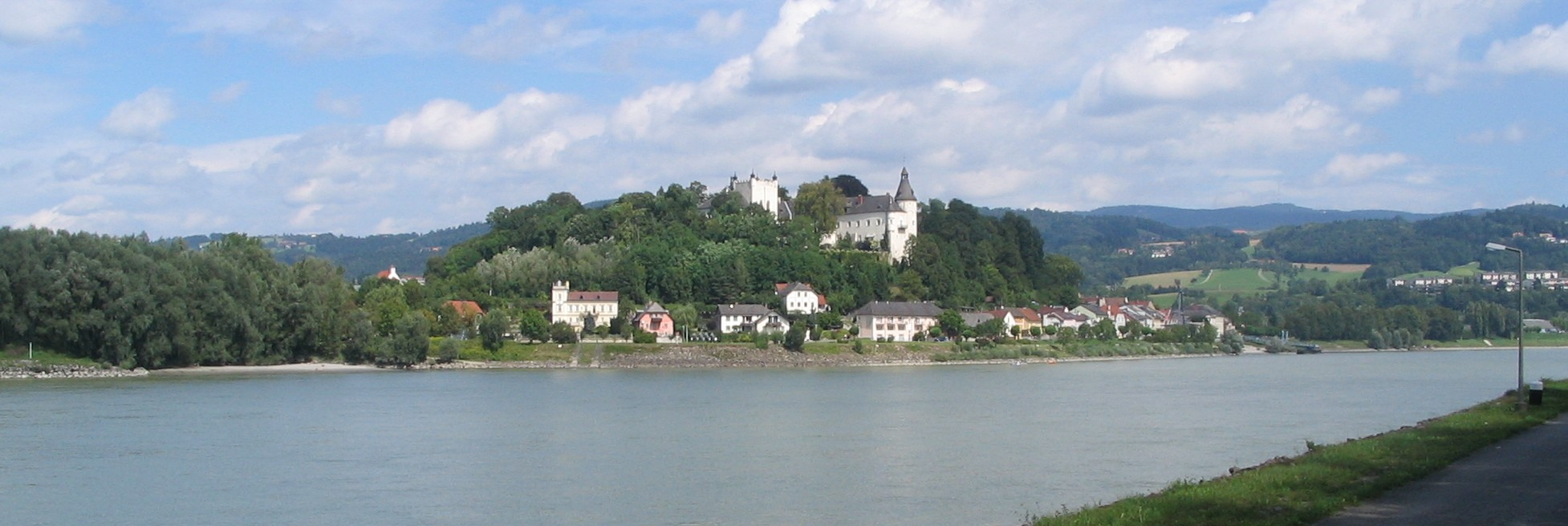
66. Замок Оттенсгайм

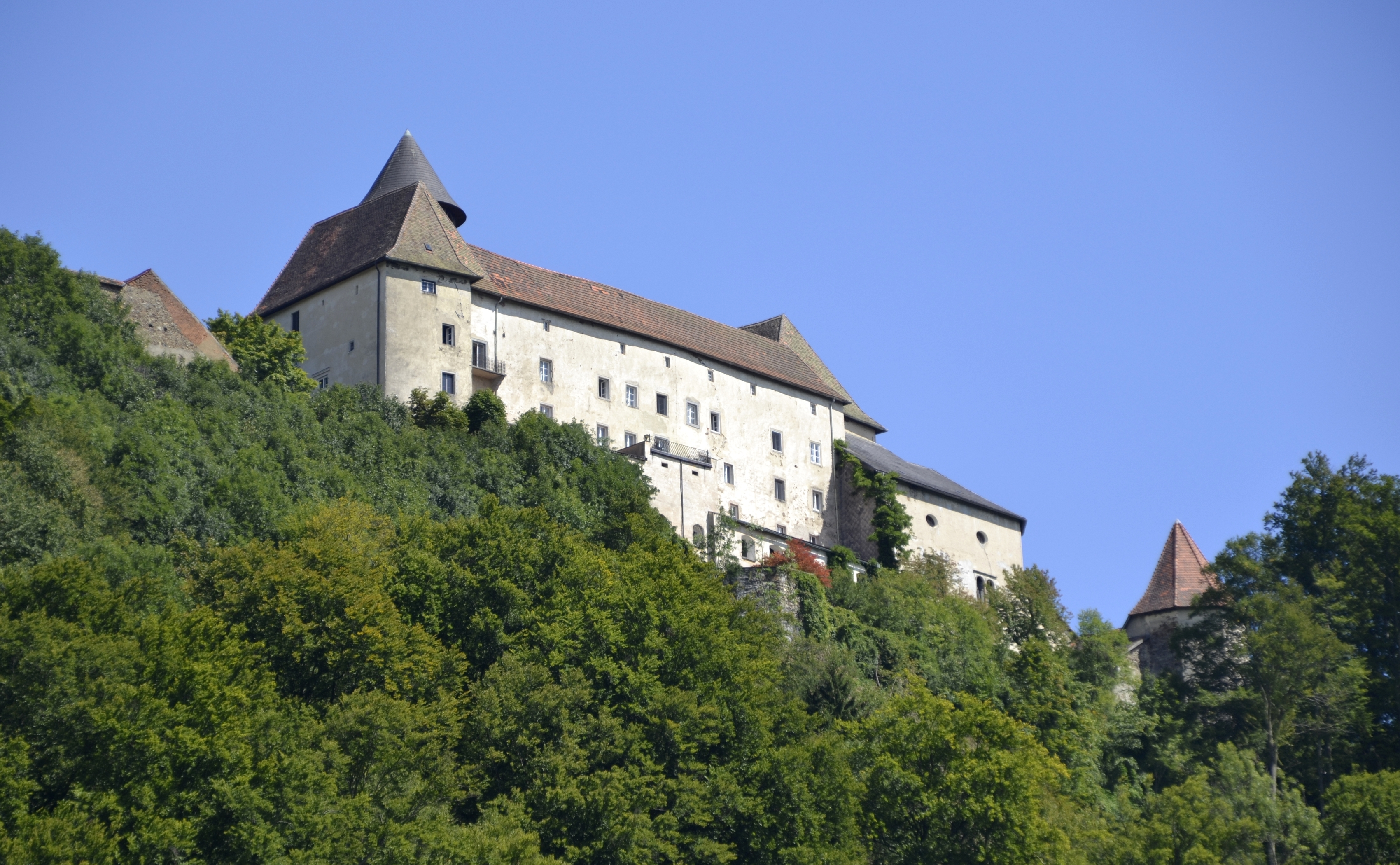
73. Замок Раннарідль

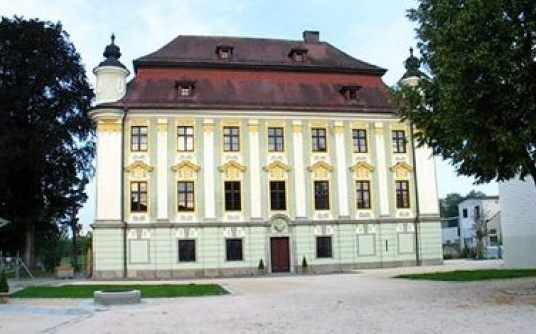
77. Замок Траун

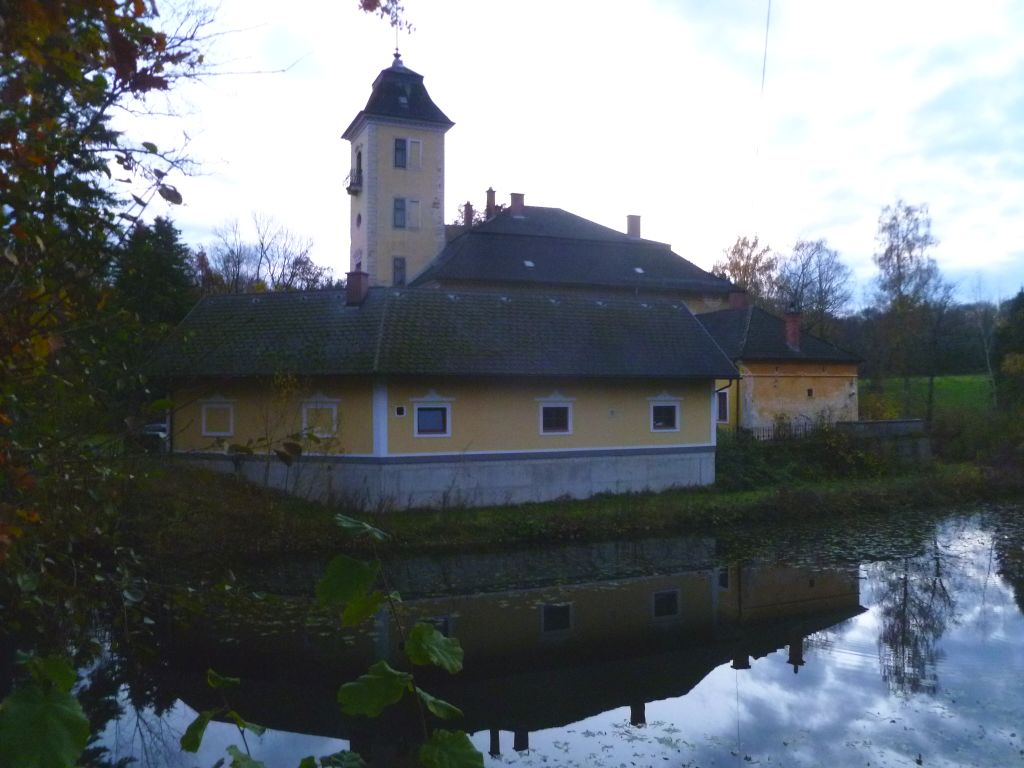
81. Замок Фрайлінґ

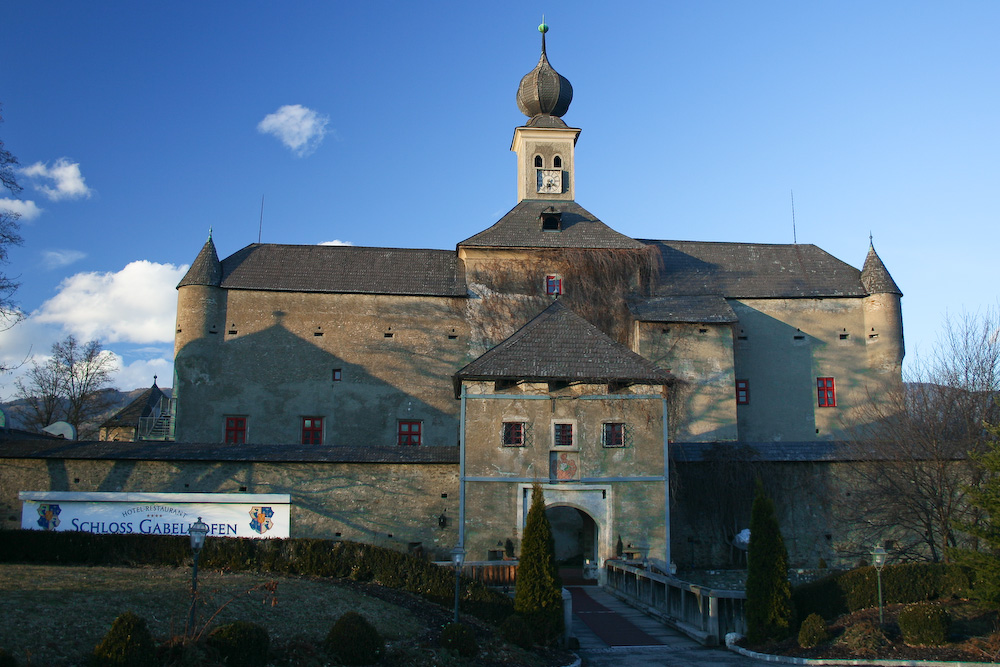
8. Замок Ґабельгофен

11. Замок Гайнфельд

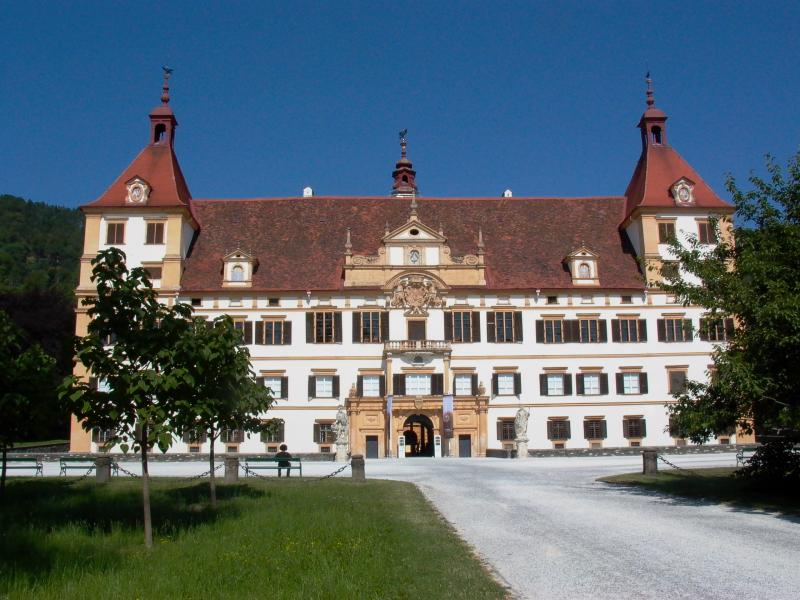
18. Замок Еґґенберґ

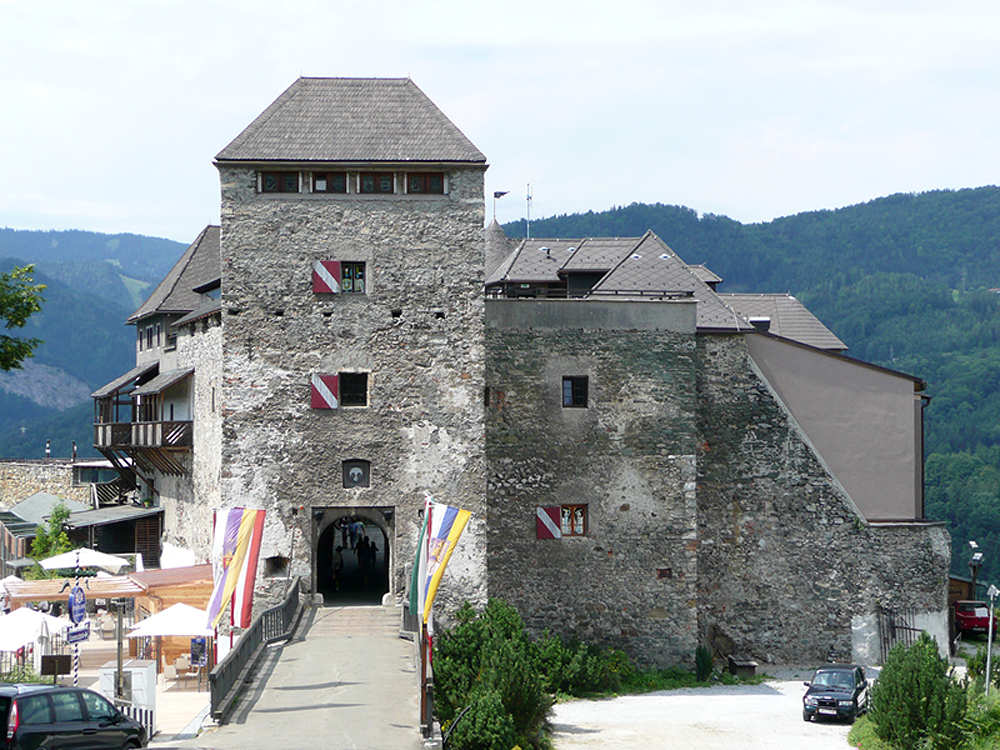
33. Замок Оберкампфенберґ

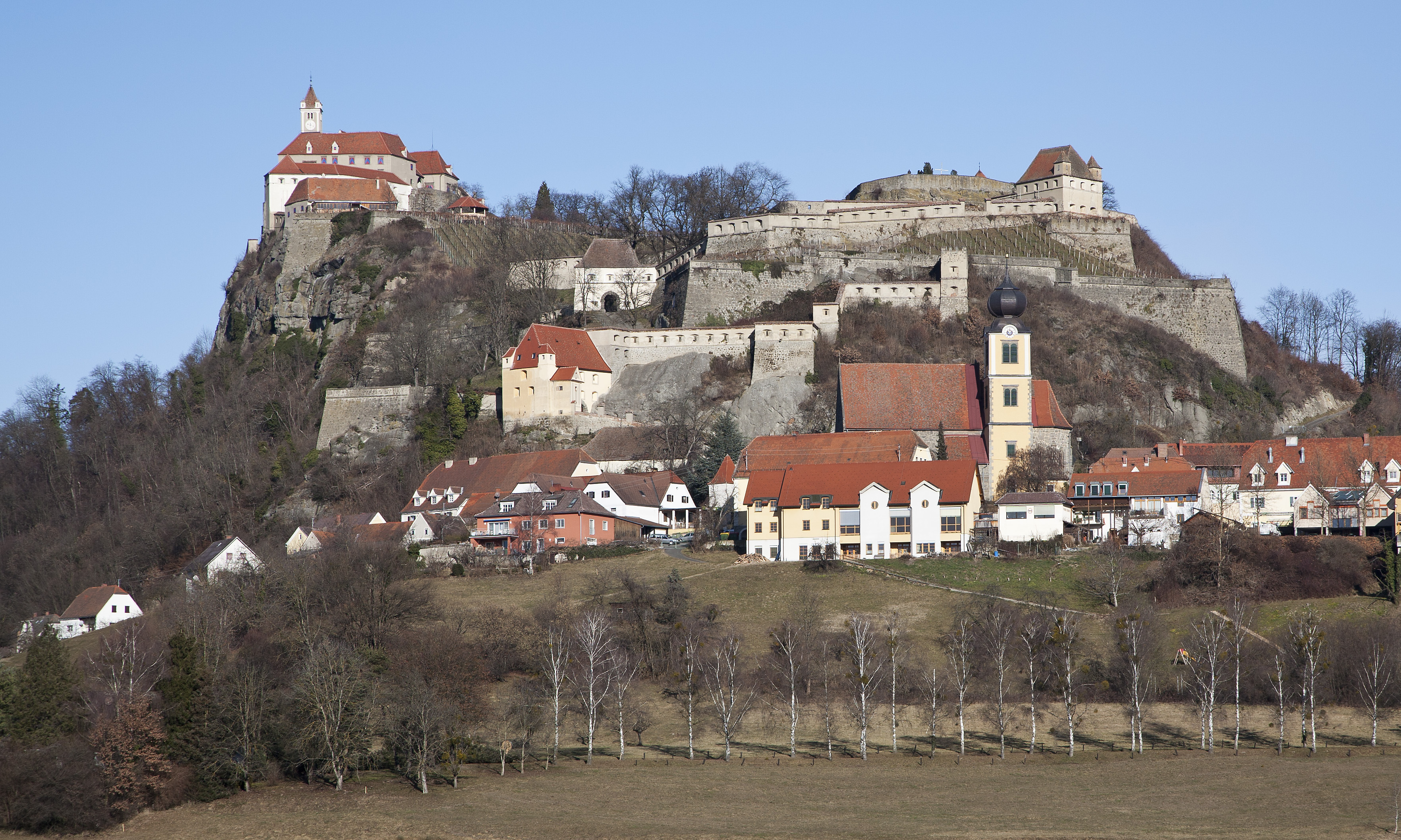
43. Замок Ріґерсбурґ

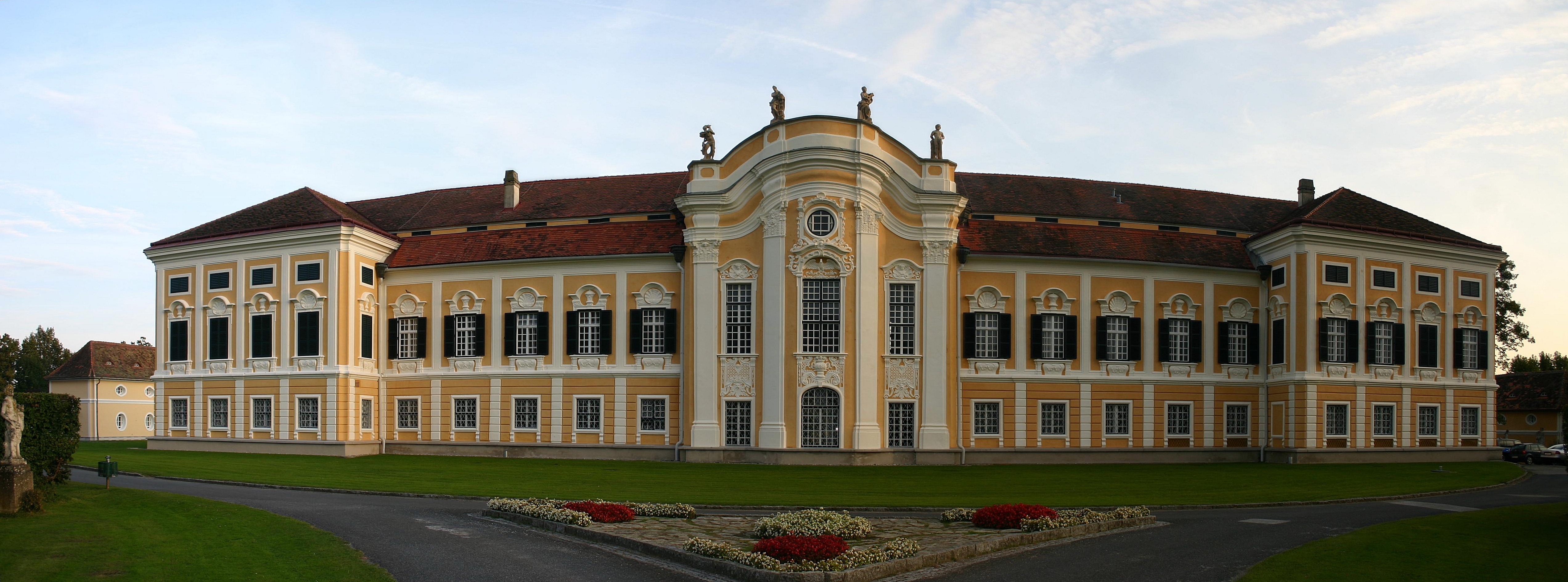
56. Замок Шіллайтен

1. Замок Аіґен[de]
2. Замок Аістернгайм[de]
3. Замок Альмеґґ[de]
4. Альтпернштайн[de]
5. Замок Ашах[de]
6. Замок Аурольцмюнстер[de]
7. Замок Берґгайм[de]
8. Замок Бернау[de]
9. Замок Боґенгофен[de]
10. Замок Вальхен[de]
11. Замок Вальденфельс[de]
12. Замок Вайденгольц[de]
13. Замок Вайнберґ[de]
14. Замок Вайсберґ[de]
15. Вернштайн[de]
16. Замок Вайер[de]
17. Вільдберґ[de]
18. Замок Вільдсгут[de]
19. Замок Віндерн[de]
20. Замок Вюртінґ[de]
21. Замок Ебельсберґ[de]
22. Замок Ебенцваєр[de]
23. Замок Еґґенбер[de]
24. Замок Енґельсеґґ[de]
25. Замок Еннсеґґ[de]
26. Замок Ерб[de]
27. Ґаллшпах[de]
28. Замок Ґнайзенау[de]
29. Замок Ґрайнбурґ[de]
30. Ґруб[de]
31. Замок Ґрюнау[de]
32. Замок Ґшвендт[de]
33. Замок Гакледт[de]
34. Замок Гаґенау[de]
35. Замок Гаґенберґ[de]
36. Замок Гаммеріс[de]
37. Замок Гартгайм[de]
38. Замок Гельфенберґ[de]
39. Замок Гохгаус[de]
40. Замок Гогенбрунн[de]
41. Замок Гуеб[de]
42. Замок Гуеб[de]
43. Замок Зігартінґ[de]
44. Замок Іннерзеє[de]
45. Вілла Кайзера
46. Замок Каммер[de]
47. Замок Катценберґ[de]
48. Замок Клам[de]
49. Замок Клаус[de]
50. Замок Коґл[de]
51. Замок Кьоппах[de]
52. Кремпельштайн[de]
53. Замок Кремсеґґ[de]
54. Замок Ламберґ[de]
55. Замок Ліхтенау[de]
56. Ліхтенеґґ[de]
57. Замок Лінца[de]
58. Лінц ландгаус (Linzer Landhaus[de])
59. Замок Літцлберґ[de]
60. Замок Мамлінґ[de]
61. Марсбах[de]
62. Замок Мюльдорф[de]
63. Замок Нойгаус[de]
64. Замок Нойгаус[de]
65. Замок Орт
66. Замок Оттенсгайм[de]
67. Замок Парц[de]
68. Замок Пауербах[de]
69. Піберштайн[de]
70. Замок Полгайм[de]
71. Замок Пухберґ[de]
72. Замок Пюрнштайн[de]
73. Замок Раннарідль[de]
74. Замок Рідеґґ[de]
75. Замок Тіллисбурґ[de]
76. Замок Толлет[de]
77. Замок Траун[de]
78. Фіхтенштайн[de]
79. Замок Форштерн[de]
80. Замок Фрауенштайн[de]
81. Фрайлінґ[de]
82. Замок Фрайн[de]
83. Фрайштадт[de]
84. Замок Швертберґ[de]
85. Замок Шпрінценштайн[de]
86. Замок Штауфф[de]
87. Замок Штаргемберґ[de]
88. Замок Штайнгаус[de]
89. Замок Целл[de]
90. Замок Целлгоф[de]
91. Замок Цвікледт[de]

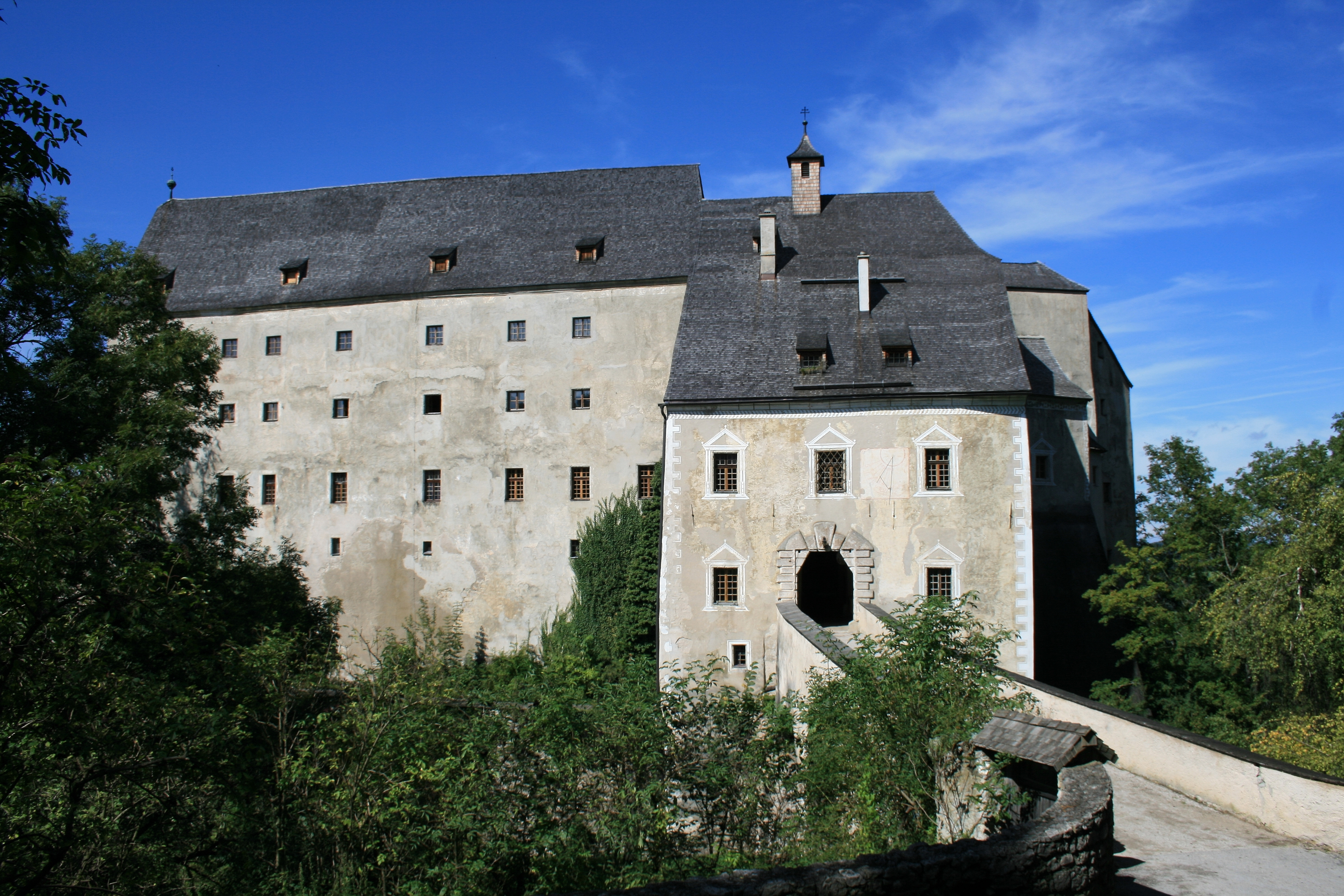
4. Замок Альтпернштайн
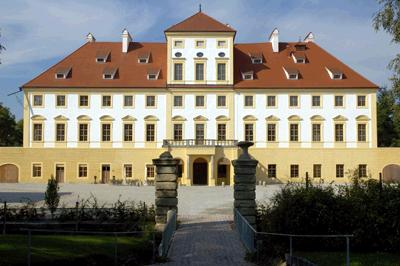
6. Замок Аурольцмюнстер
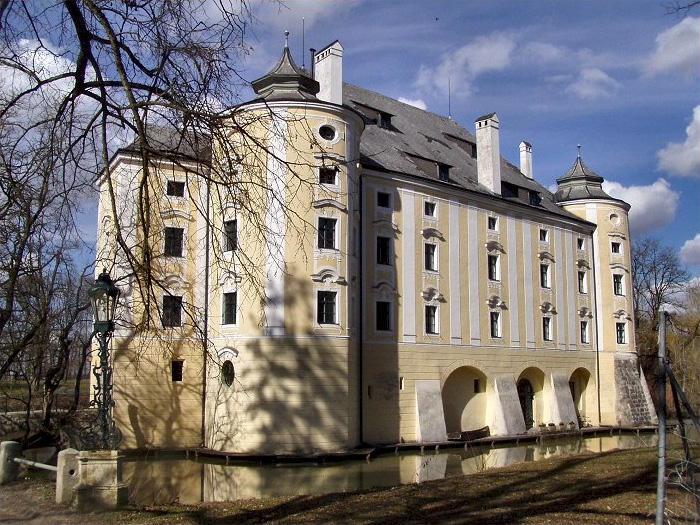
8. Замок Бернау
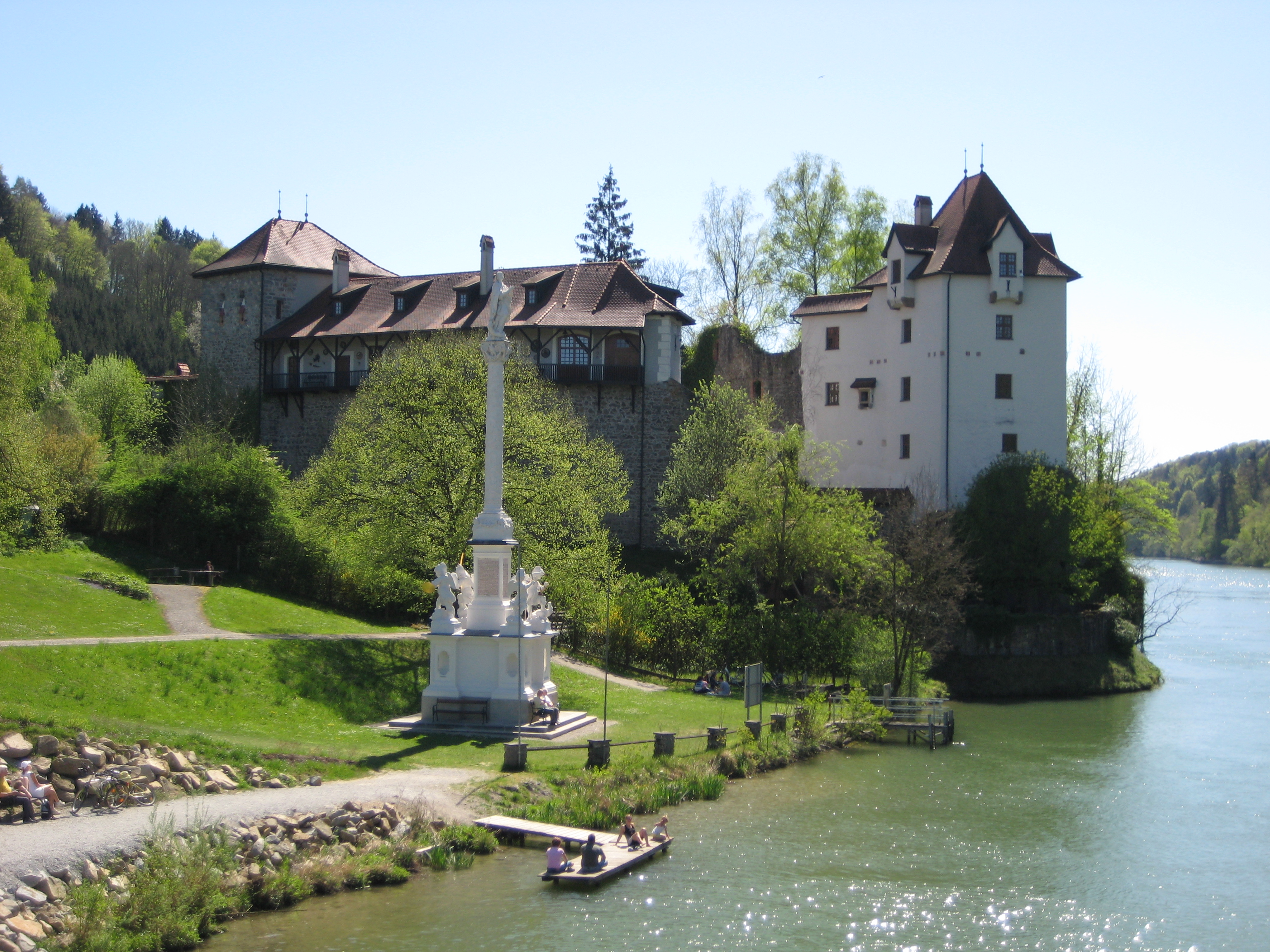
15. Замок Вернштайн
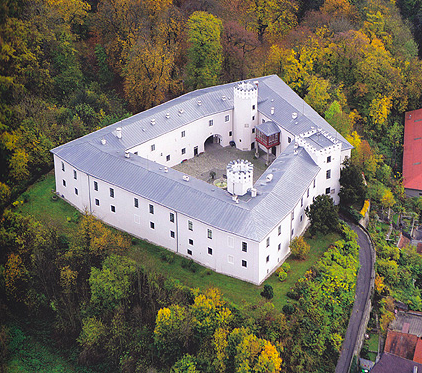
21. Замок Ебельсберґ
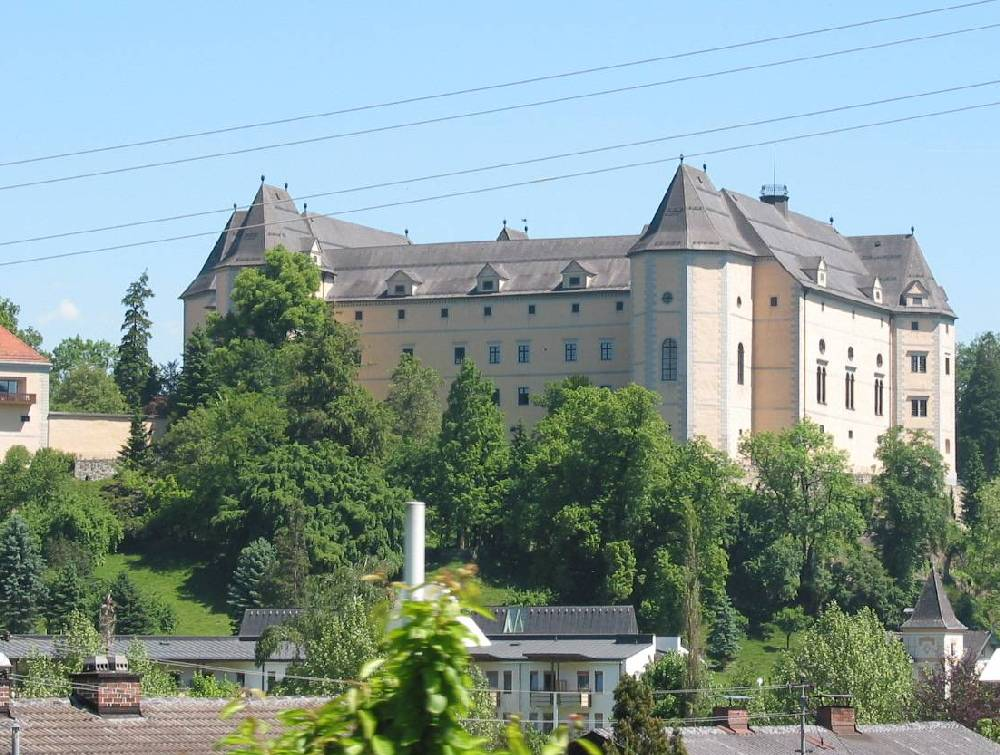
29. Замок  Ґрайнбурґ
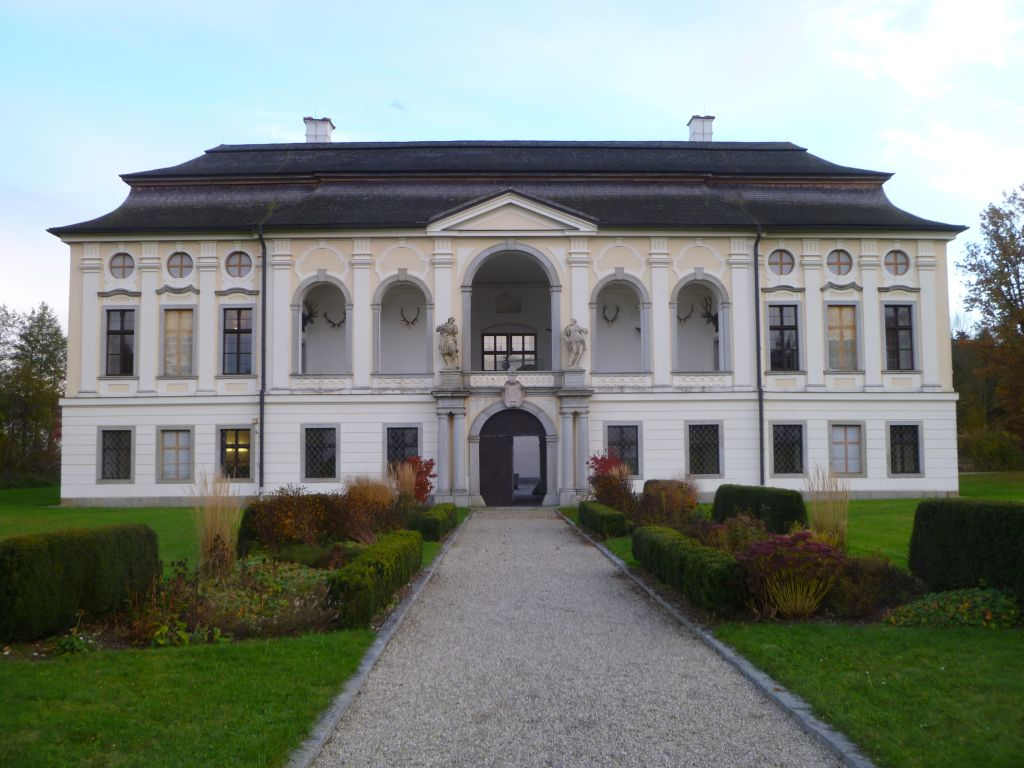
40. Замок Гогенбрунн
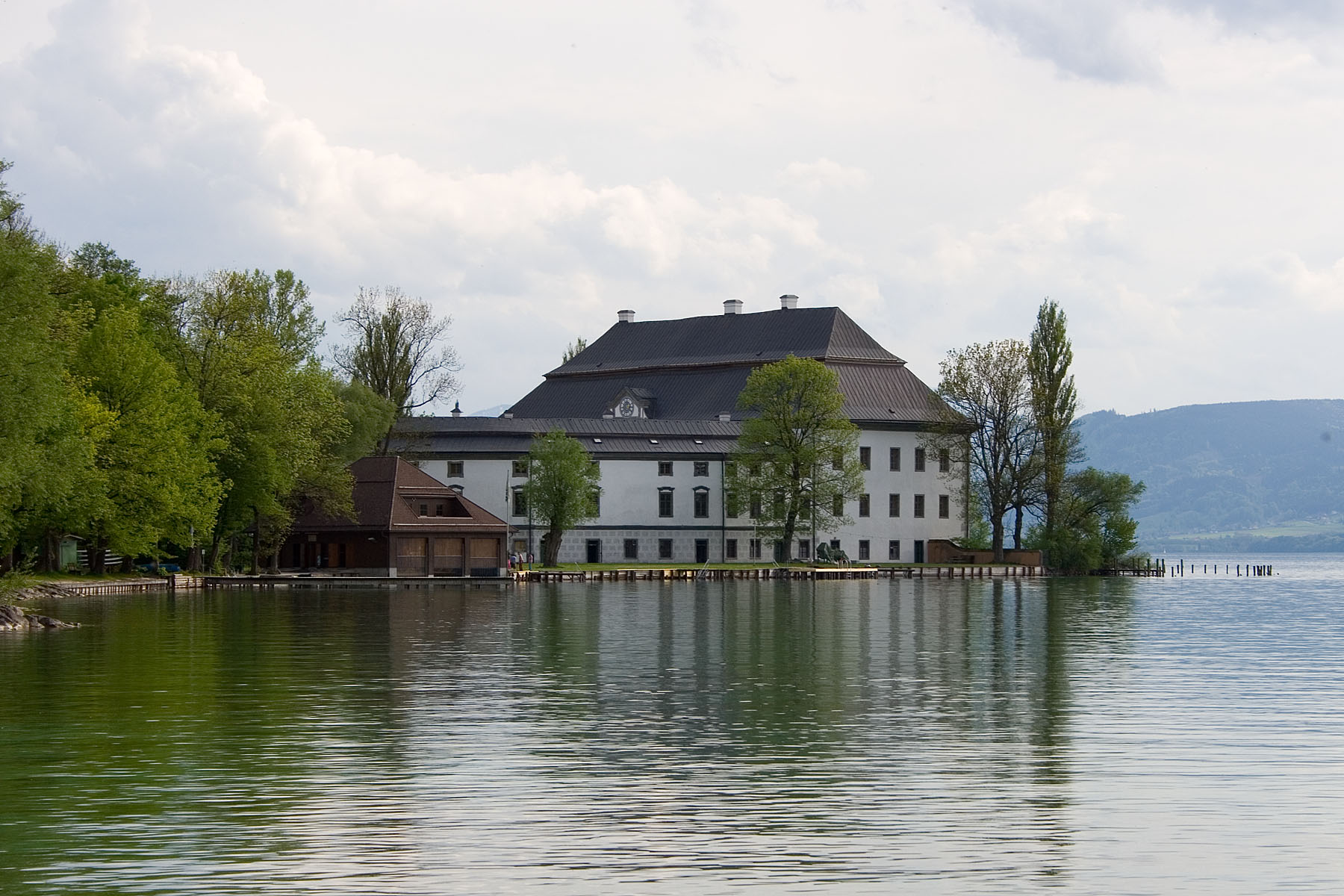
46. Замок Каммер
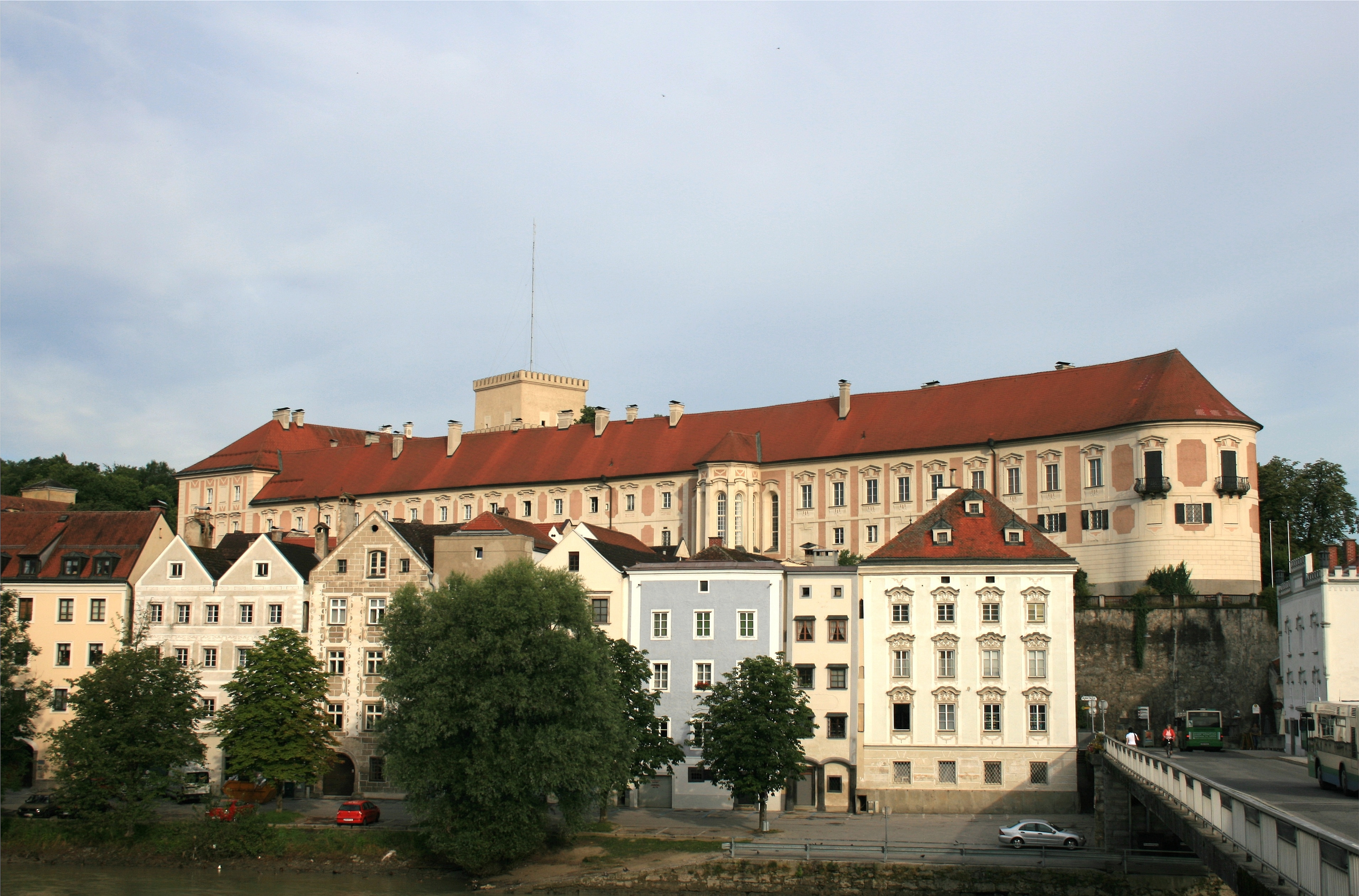
54. Замок Ламберґ
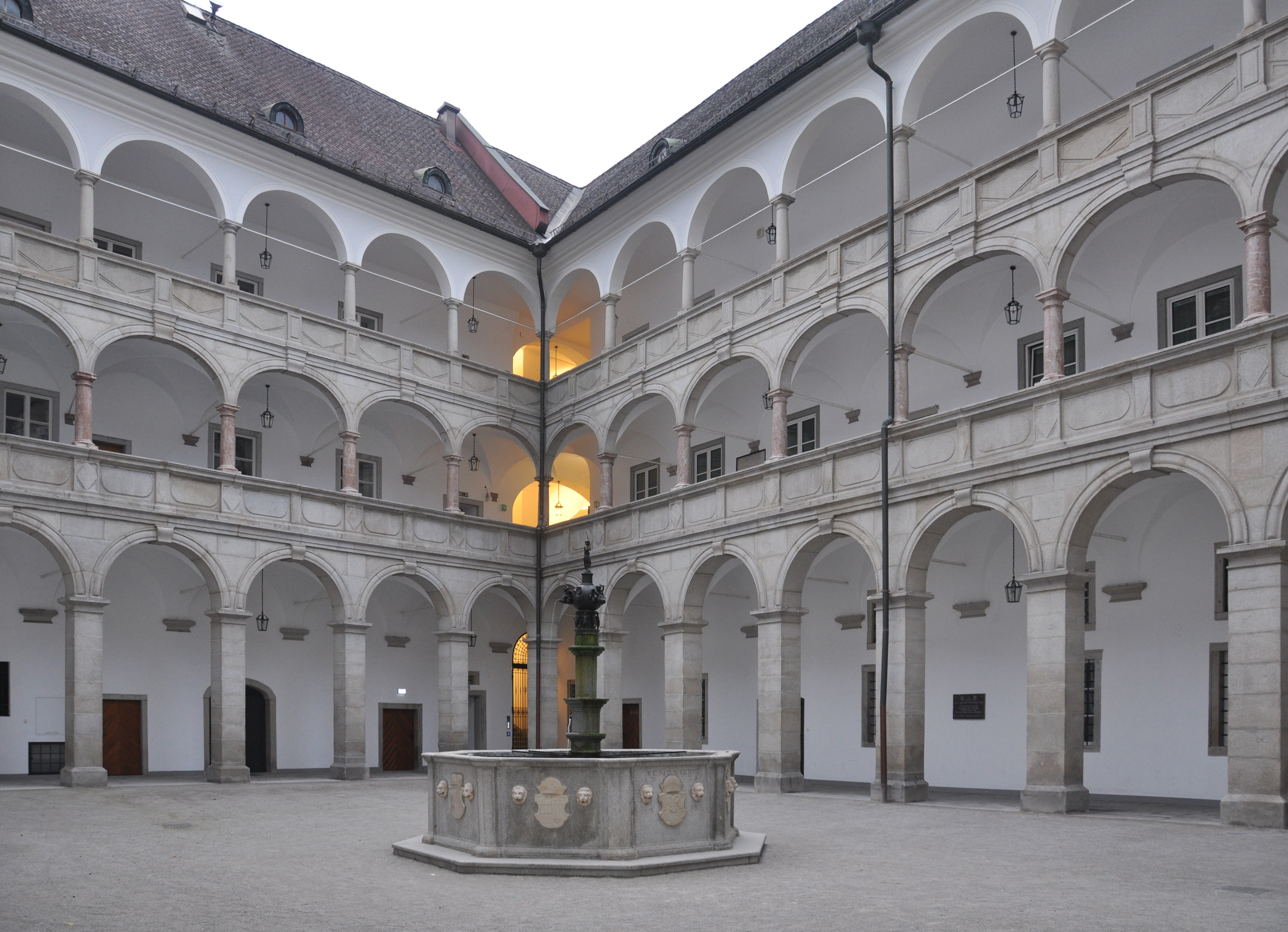
58. Замок Лінцу
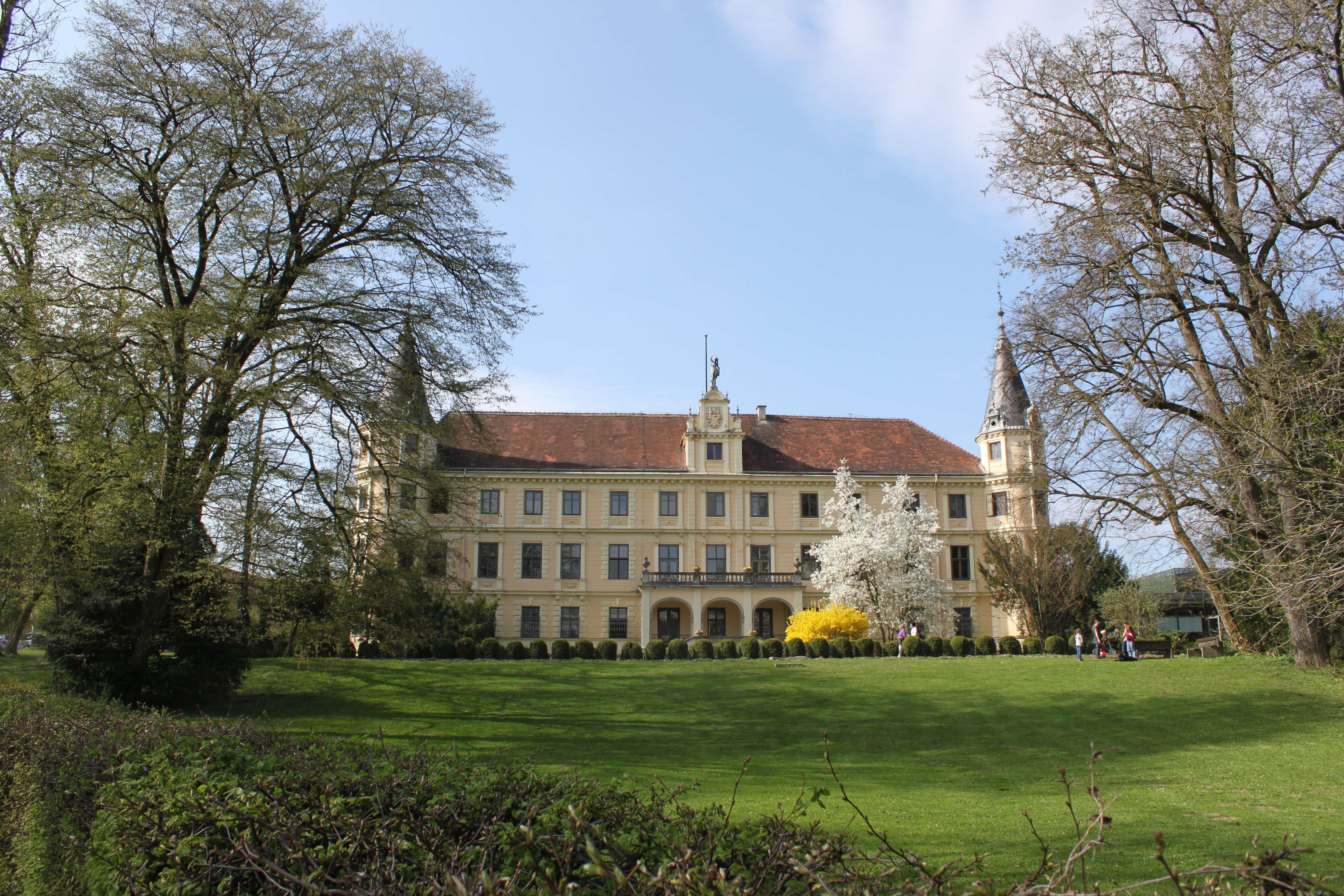
71. Замок Пухберґ
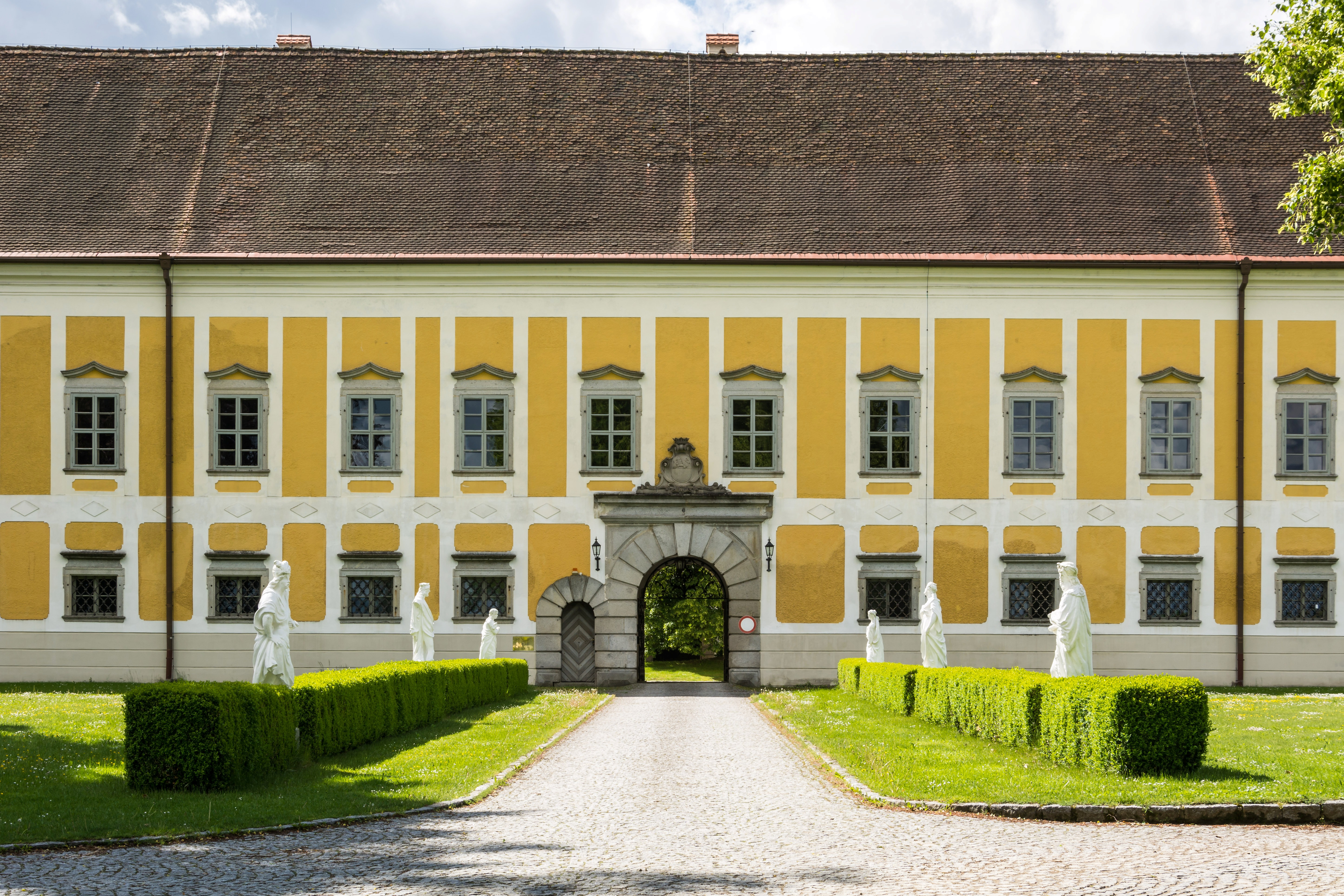
75. Замок Тіллисбурґ
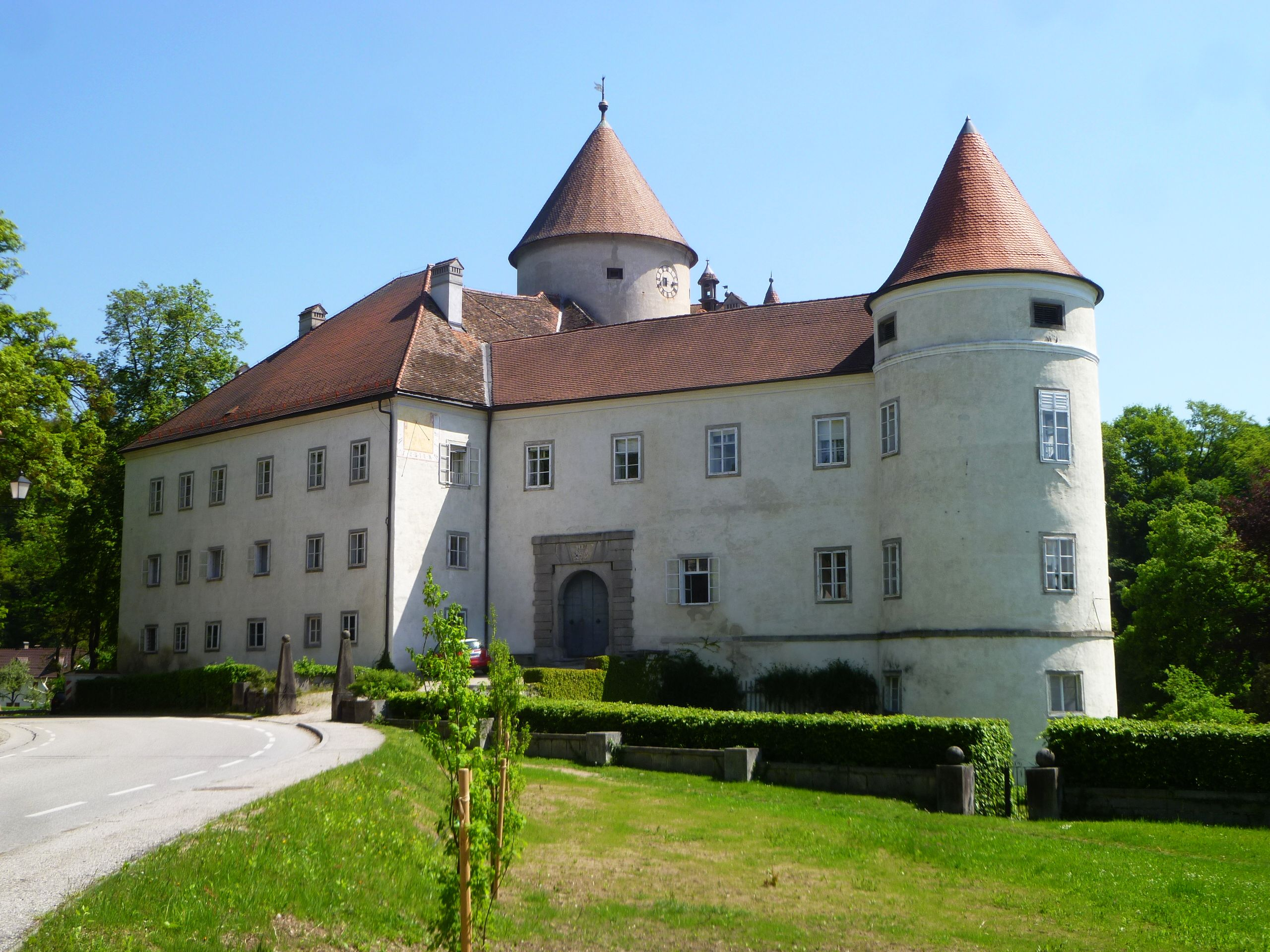
84. Замок Швертберґ

### Руїни замків
1. Ваксенберґ[de]
2. Весен(інші мови)
3. Руїни замку Дорнах[de]
4. Зайзенбурґ (Seisenburg[de])
5. Ліхтенгаґ[de]
6. Руїни замку Лобенштайн[de]
7. Лосенштайн[de]
8. Оберваллзеє[de]
9. Прандеґґ[de]
10. Руїни замку Райхенау[de]
11. Райхенштайн[de]
12. Руттенштайн[de]
13. Шаунберґ[de]
14. Шпільберґ[de]
15. Штауф[de]

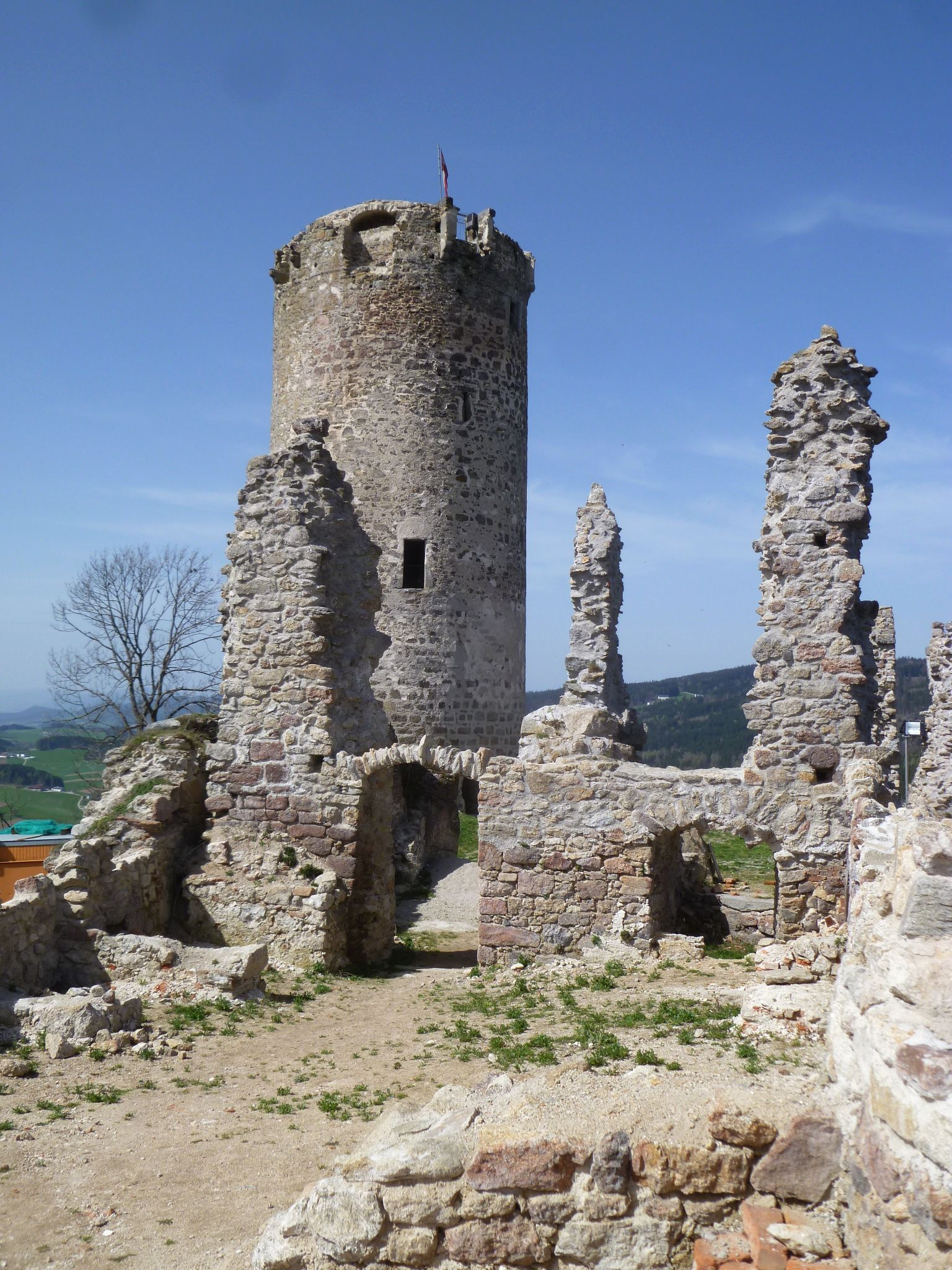
1. Замок Ваксенберґ
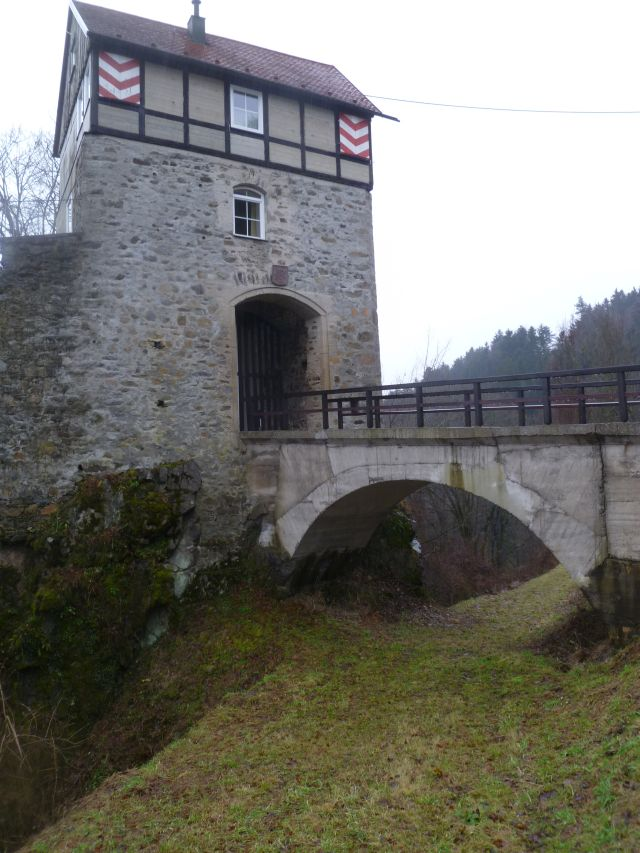
2. Замок Весен
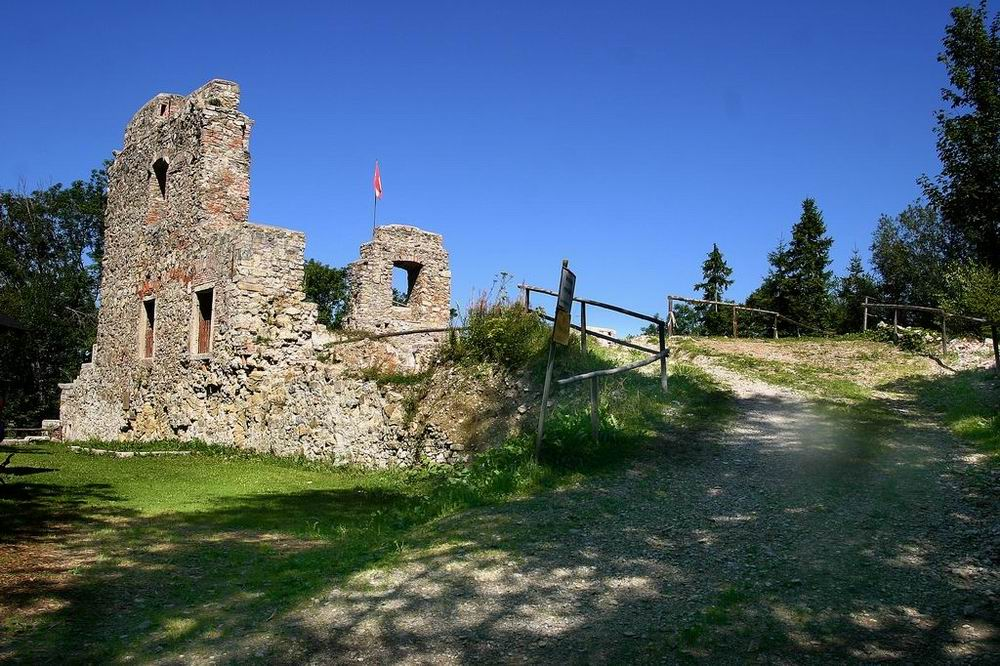
4. Замок Зайзенбурґ
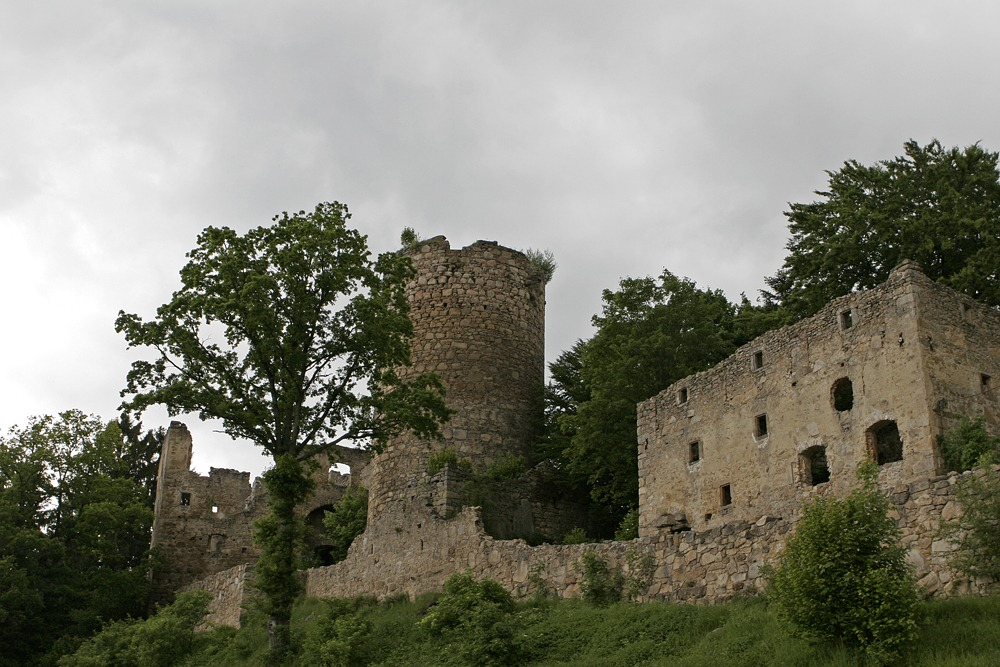
9. Замок  Прандеґґ

## Зальцбург

### Замки
1. Замок Аніф[de]
2. Замок Блюнбах[de]
3. Вайтмосершльоссл (Weitmoserschlössl[de])
4. Замок Вішпах[de]
5. Замок Ґланеґґ
6. Замок Ґолдеґґ[de]
7. Замок Ґолдштайн[de]
8. Ґоллінґ[de]
9. Замок Ґрубгоф[de]
10. Замок Гауншперґ[de]
11. Замок Геллбрунн[de]
12. Замок Геррнау[de]
13. Замок Гохнойкірхен[de]
14. Гогензальцбург
15. Гогенверфен
16. Замок Гох[de]
17. Замок Гюттенштайн[de]
18. Замок Дорфгайм[de]
19. Замок Емсбурґ[de]
20. Замок Заалгоф[de]
21. Замок Зеєбурґ[de]
22. Замок Зьольгайм[de]
23. Замок Калшперґ [de]
24. Замок Капрун[de]
25. Кламмштайн[de]
26. Замок Клессгайм
27. Купельвізер[de]
28. Замок Лассереґґ[de]
29. Замок Ліхтенау[de]
30. Замок Ліхтенберґ[de]
31. Замок Маттзеє[de]
32. Замок Мауер[de]
33. Замок Маутерндорф[de]
34. Замок Міттерсілл[de]
35. Замок Моосгам[de]
36. Замок Нойгаус[de]
37. Замок Оберрайн[de]
38. Замок Пухштайн[de]
39. Замок Розенберґ[de]
40. Замок Тандалір[de]
41. Замок Шернберґ[de]
42. Фармах (Schloss Farmach[de])
43. Фінстергрюн
44. Замок Фішгорн[de]
45. Фледербахшльоссл (Flederbachschlössl[de])
46. Замок Фрайзаал[de]
47. Фройшльоссл (Freyschlössl[de])
48. Замок Фронбурґ[de]
49. Замок Фушль[de]
50. Шльоссель[de]

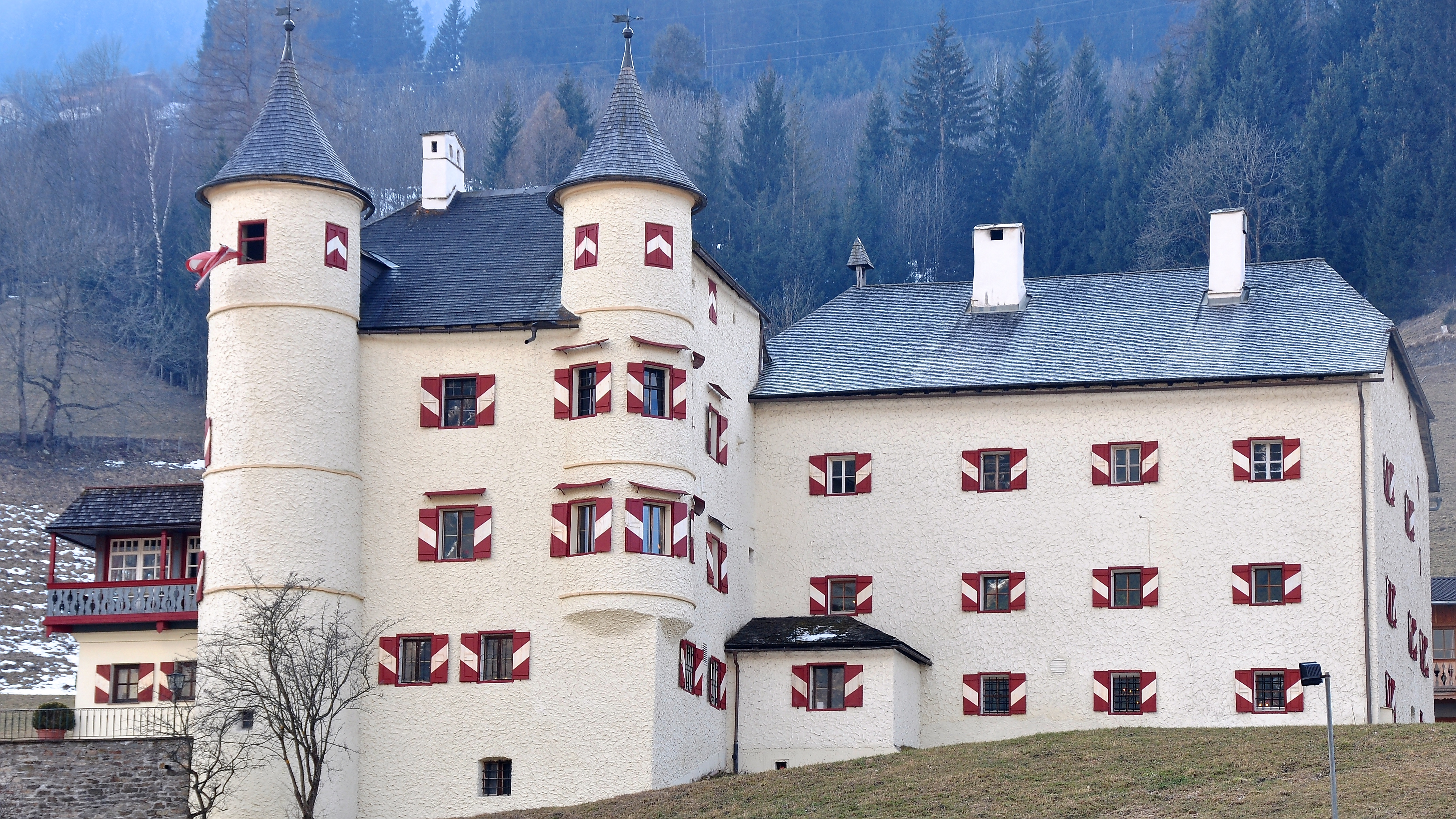
3. Замок Вайтмосершльоссл
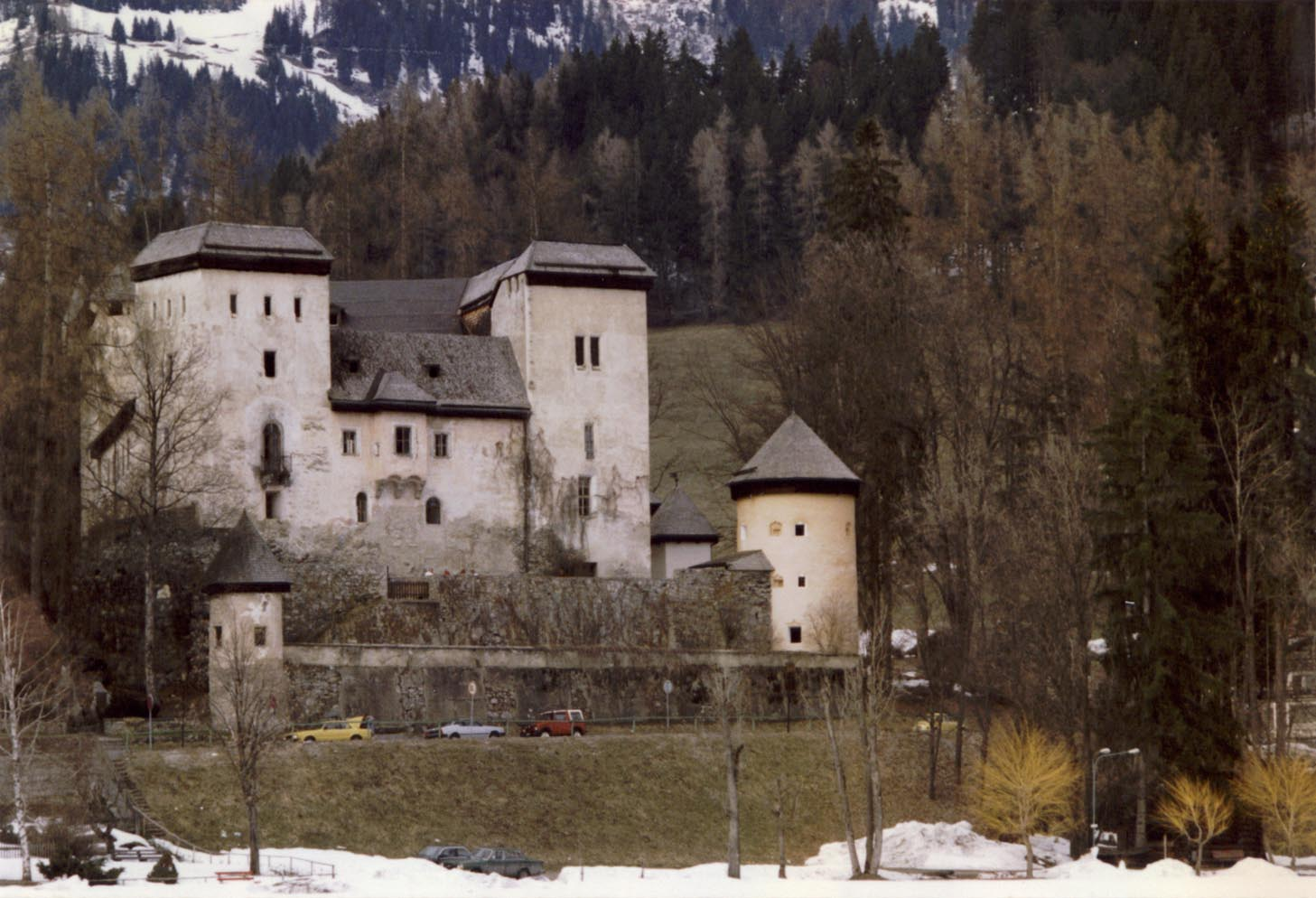
6. Замок Ґолдеґґ
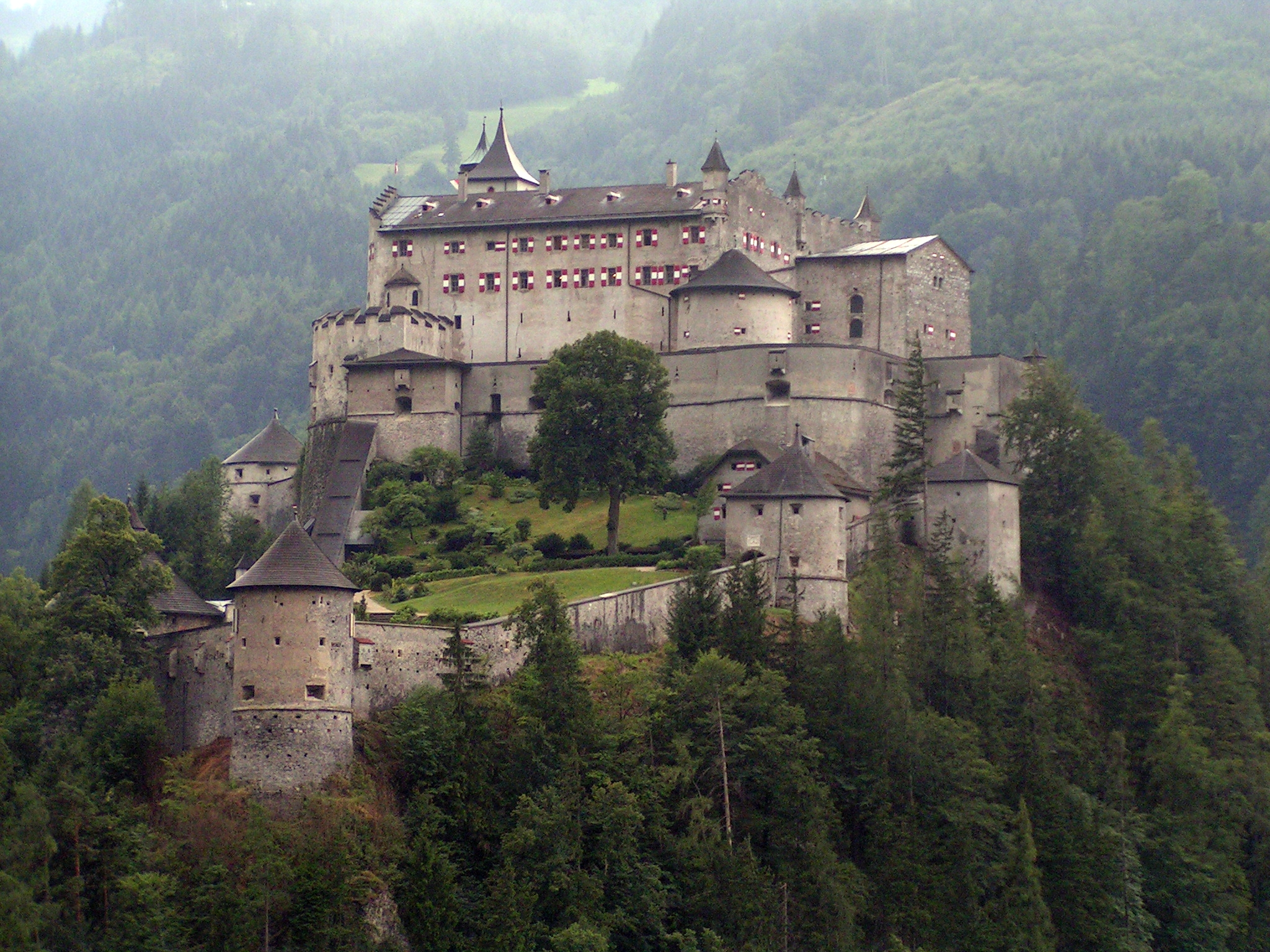
15. Замок Гогенверфен
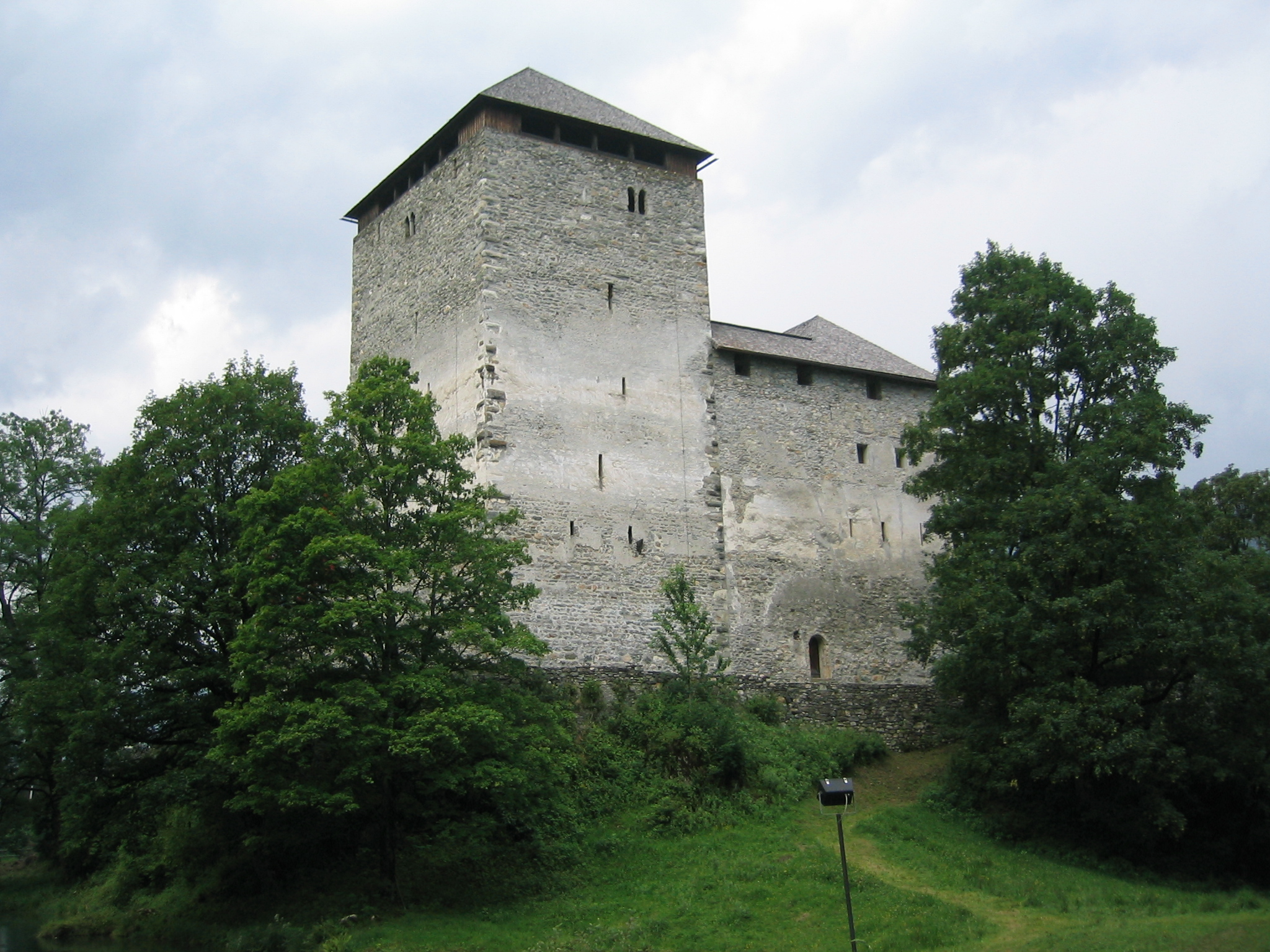
24. Замок Капрун
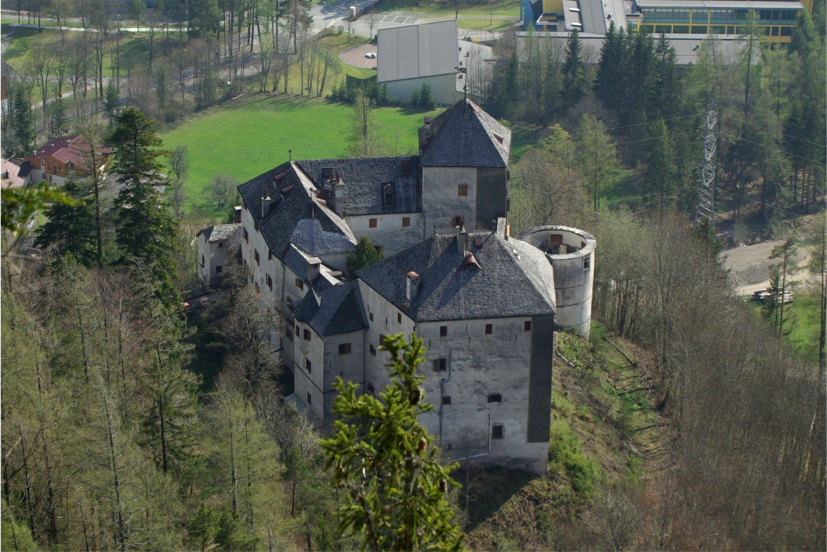
30. Замок Ліхтенберґ
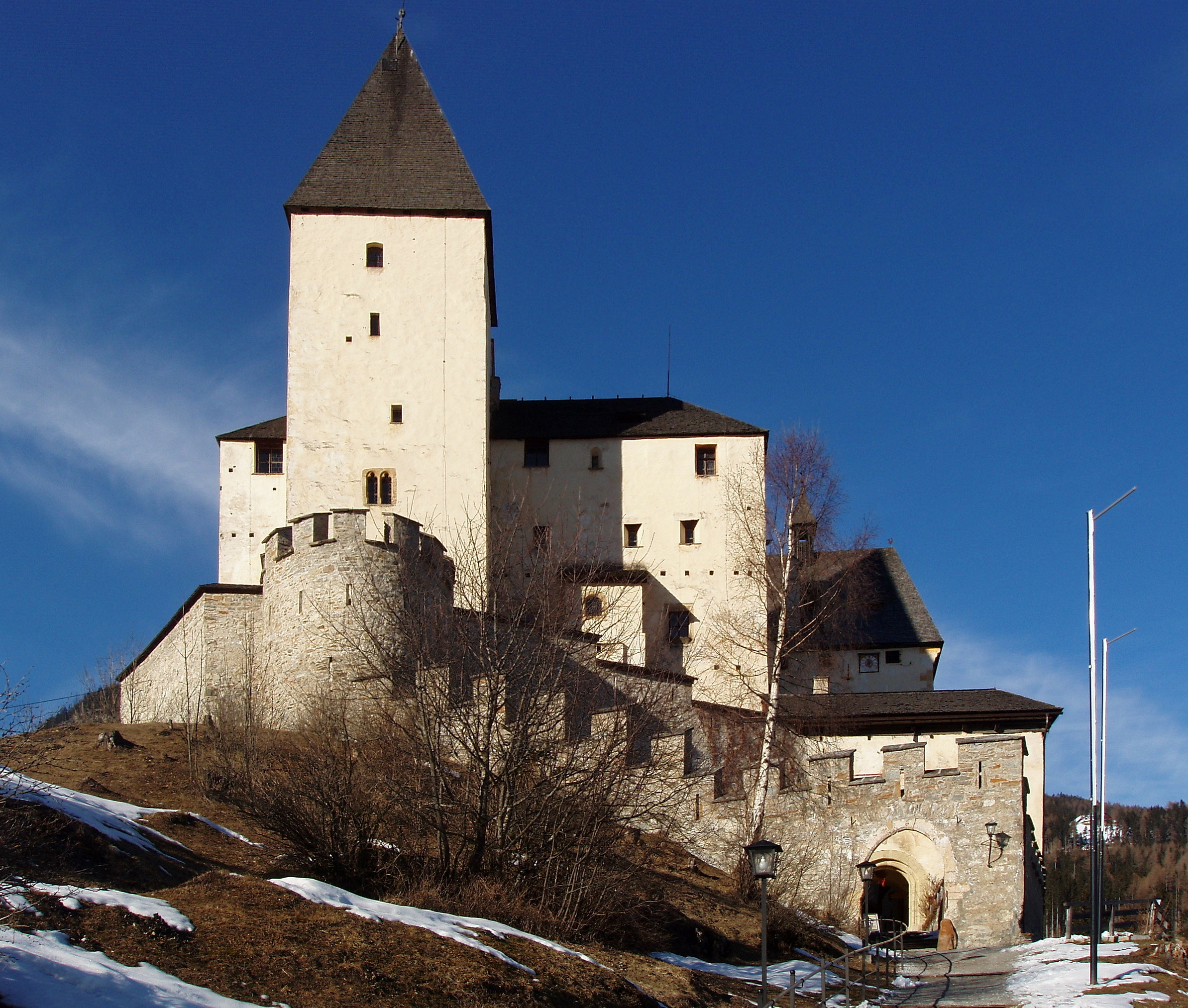
33. Замок Маутерндорф
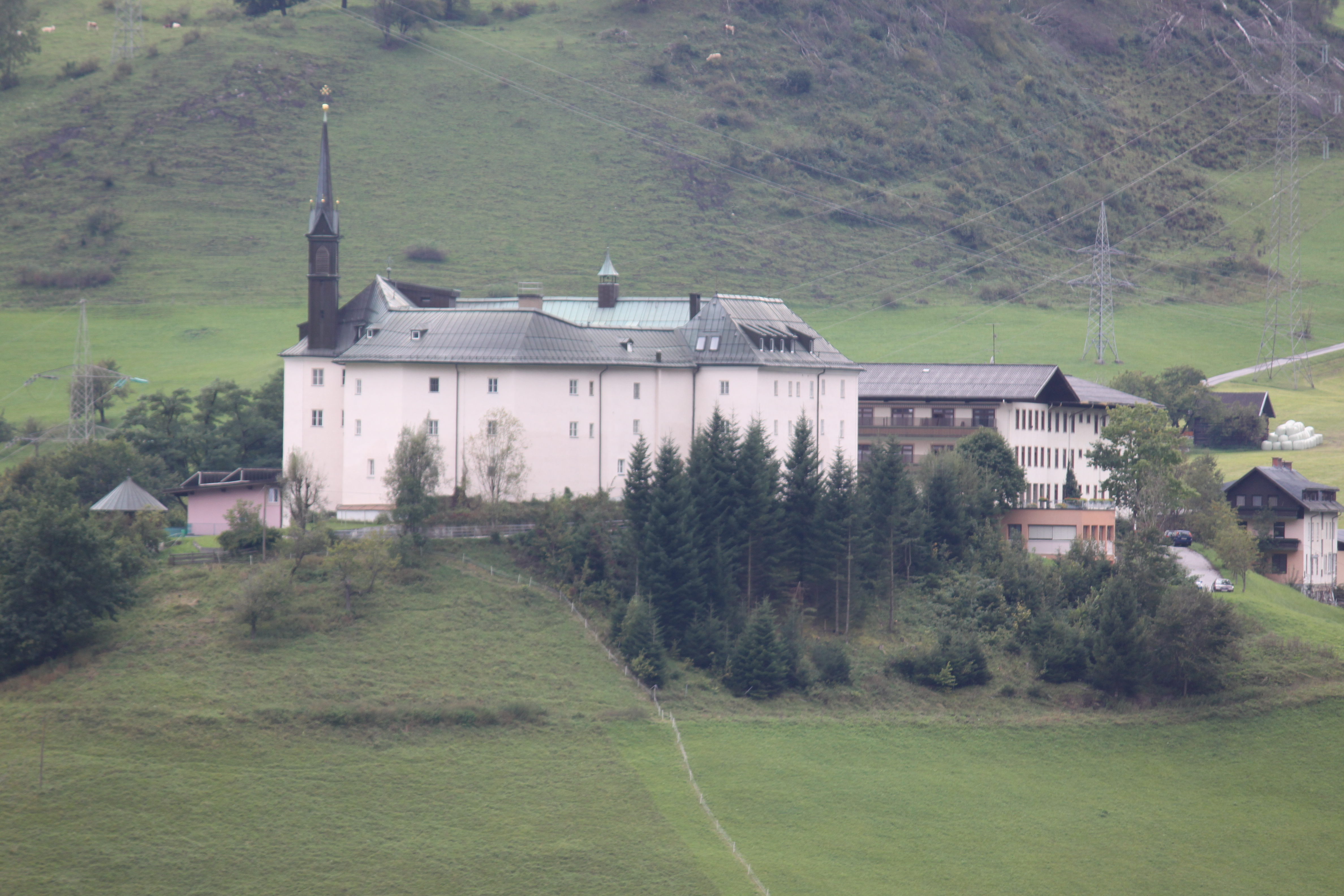
41. Замок Шернберґ
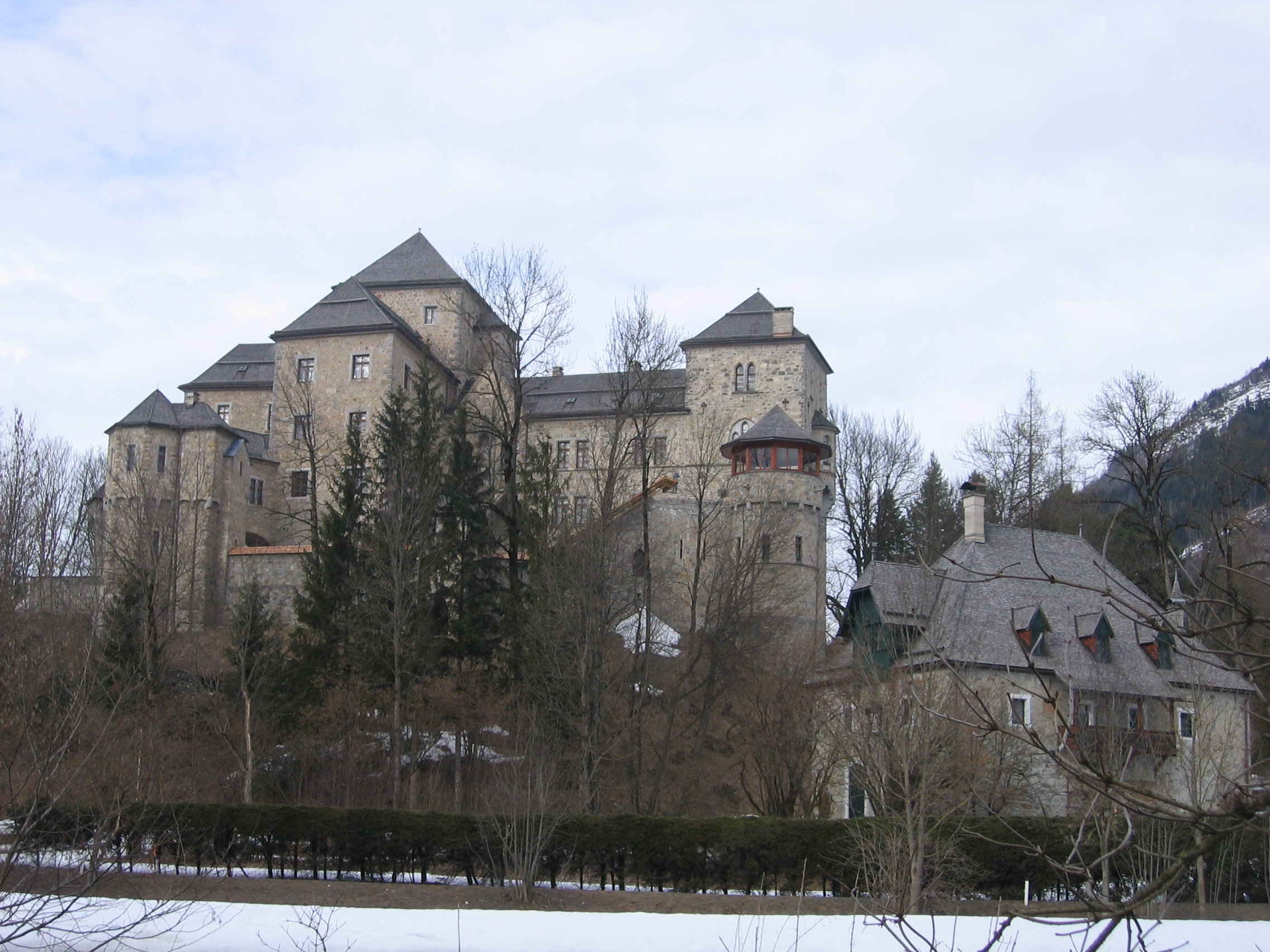
44. Замок Фішгорн
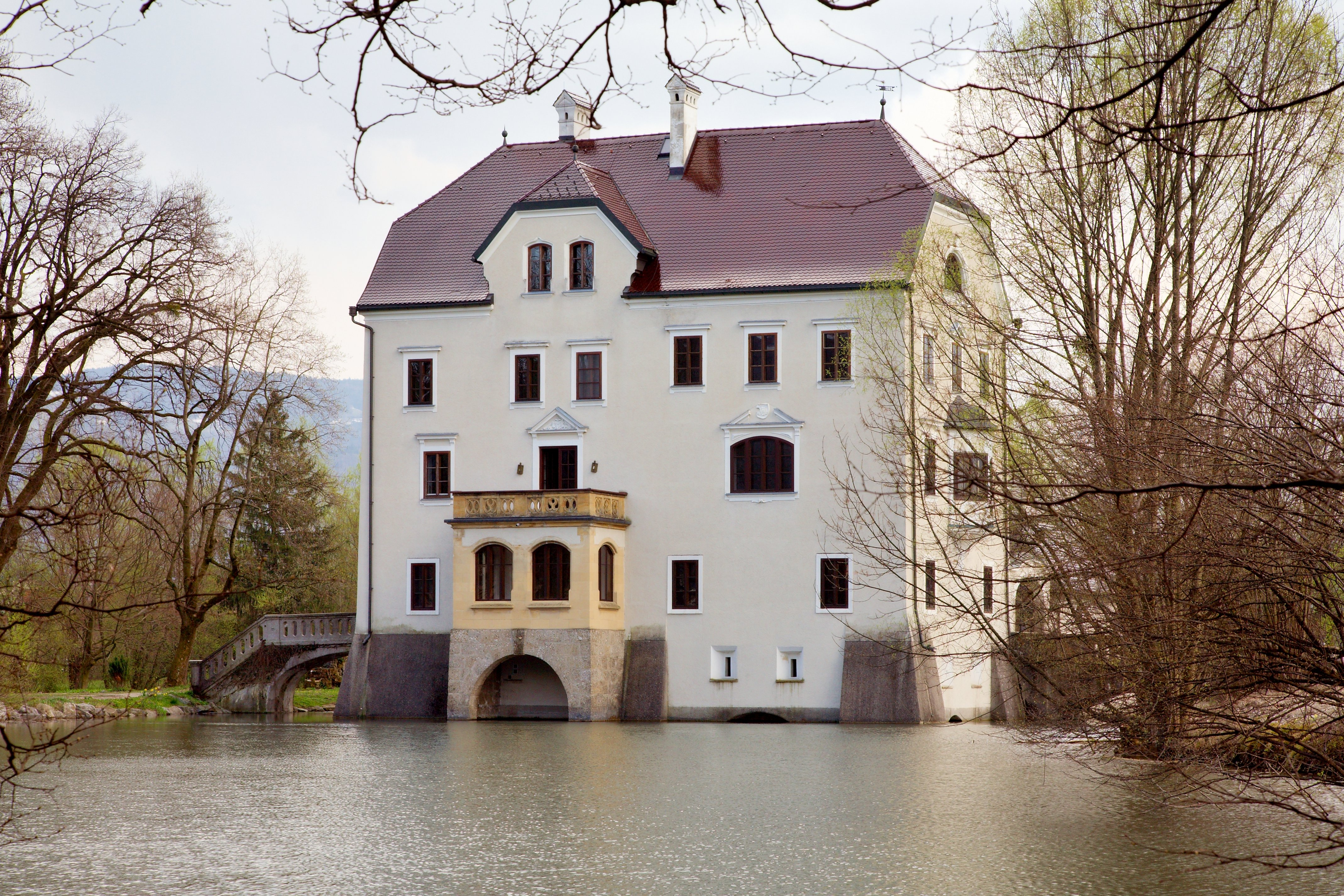
46. Замок Фрайзаал
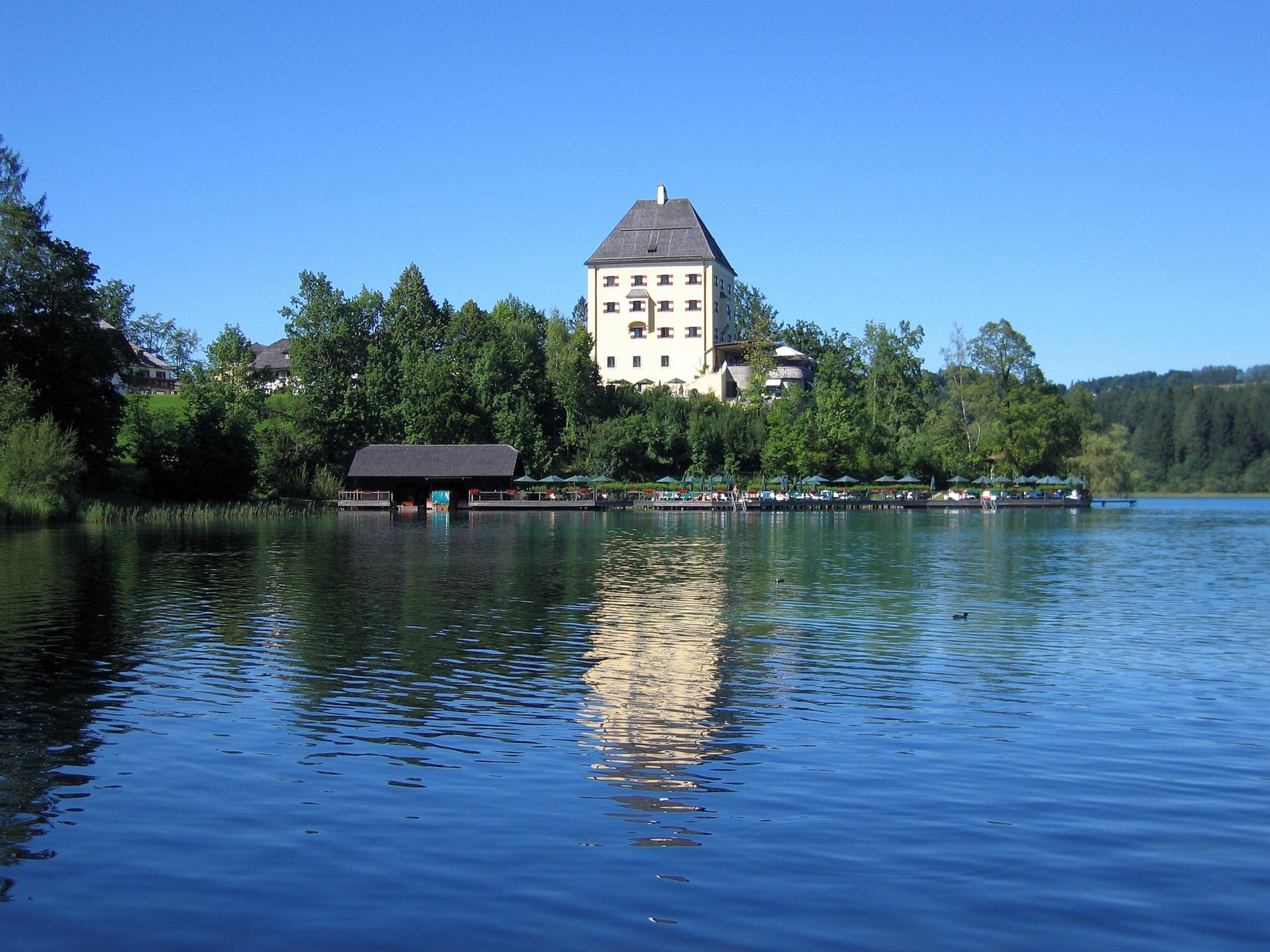
49. Замок Фушль

### Руїни замків
1. Вартенфелс[de]
2. Руїни замку Веєр[de]
3. Ґутрат[de]
4. Гібурґ[de]
5. Клаузеґґ[de]
6. Плайнбурґ[de]
7. Саалеґґ[de]
8. Тюрндл[de]

## Каринтія

### Замки
1. Аннабіхль[de]
2. Арнульсфесте (Arnulfsfeste[de])
3. Замок Бах[de]
4. Замок Баєргофен[de]
5. Замок Біберштайн[de]
6. Замок Бляйбурґ[de]
7. Замок Боденгоф[de]
8. Вайсенберґ[de]
9. Замок Вальденштайн[de]
10. Замок Вайлдеґґ[de]
11. Замок Вайссенеґґ[de]
12. Замок Веєр[de]
13. Замок Вельсбах[de]
14. Замок Вельзенеґґ[de]
15. Замок Вернберґ[de]
16. Замок Вольфсберґ[de]
17. Замок Дорнбах[de]
18. Замок Дорнгоф[de]
19. Замок Драсінґ[de]
20. Замок Ебенау[de]
21. Замок Ебентал[de]
22. Замок Еберштайн[de]
23. Замок Еренфельс[de]
24. Замок Ерентал[de]
25. Замок Еммерсдорф[de]
26. Ґаєрсберґ
27. Замок Ґмюнд[de]
28. Замок Ґрадес[de]
29. Замок Ґрадіш[de]
30. Фортеця Ґроппенштайн[de]
31. Замок Ґросскірхгайм [de]
32. Замок Галлеґґ[de]
33. Замок Гарбах [de]
34. Гіммелау [de]
35. Гохостервітц
36. Замок Гогенштайн [de]
37. Замок Зельтенгайм [de]
38. Замок Зільбереґґ [de]
39. Замок Зюссенштайн [de]
40. Замок Кьольнгоф [de]
41. Замок Крастовіц [de]
42. Замок Кройцен [de]
43. Ландскрон
44. Лавант [de]
45. Замок Лімберґ [de]
46. Замок Маґереґґ[de]
47. Маннсберґ [de]
48. Замок Моосбурґ [de]
49. Замок Нойденштайн [de]
50. Замок Нойгаус [de]
51. Замок Пьокштайн [de]
52. Замок Пьоллан [de]
53. Замок Порцья [de]
54. Райдебен [de]
55. Замок Росенбіхл [de]
56. Замок Ротентурн [de]
57. Замок Танценберґ [de]
58. Замок Тентшах [de]
59. Замок Тюрн [de]
60. Замок Турнгоф [de]
61. Замок Тьошельдорф [de]
62. Замок Фельден [de]
63. Замок Фрауенштайн[de]
64. Замок Фреєнтгурн[de]
65. Замок Штаудахгоф[de]
66. Штайн
67. Замок Штрассбурґ[de]

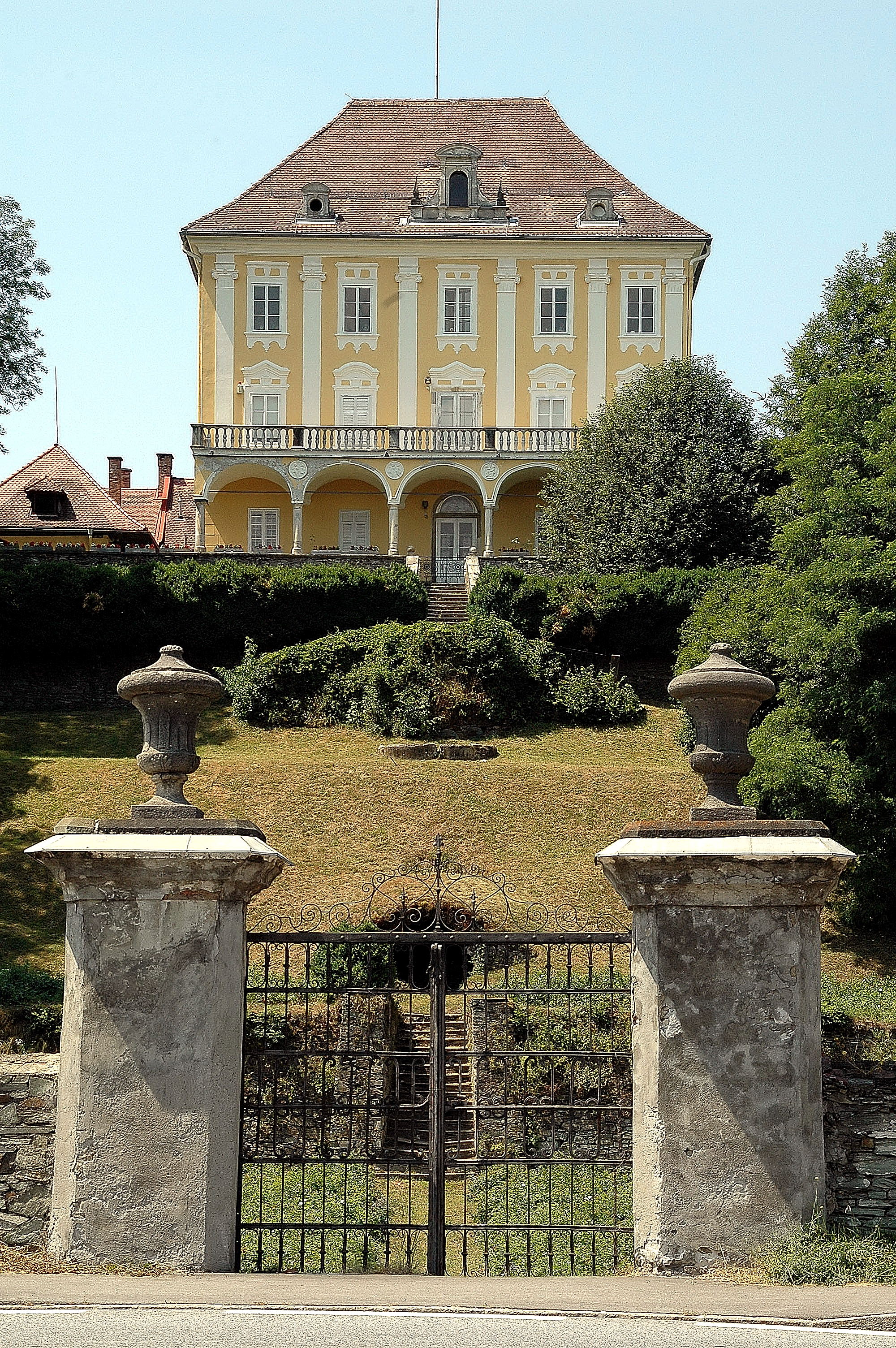
1. Замок Аннабіхль
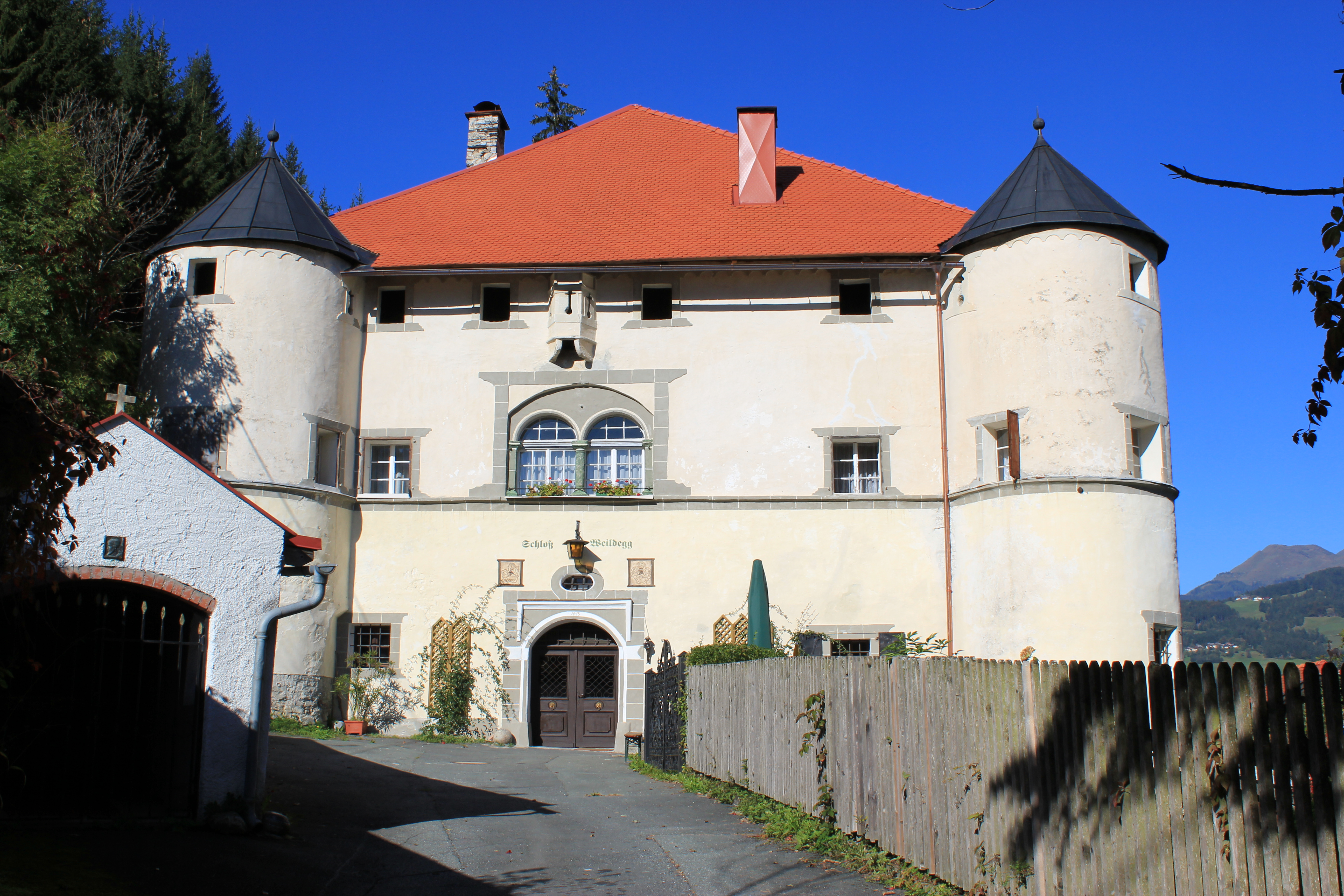
10. Замок Вайлдеґґ
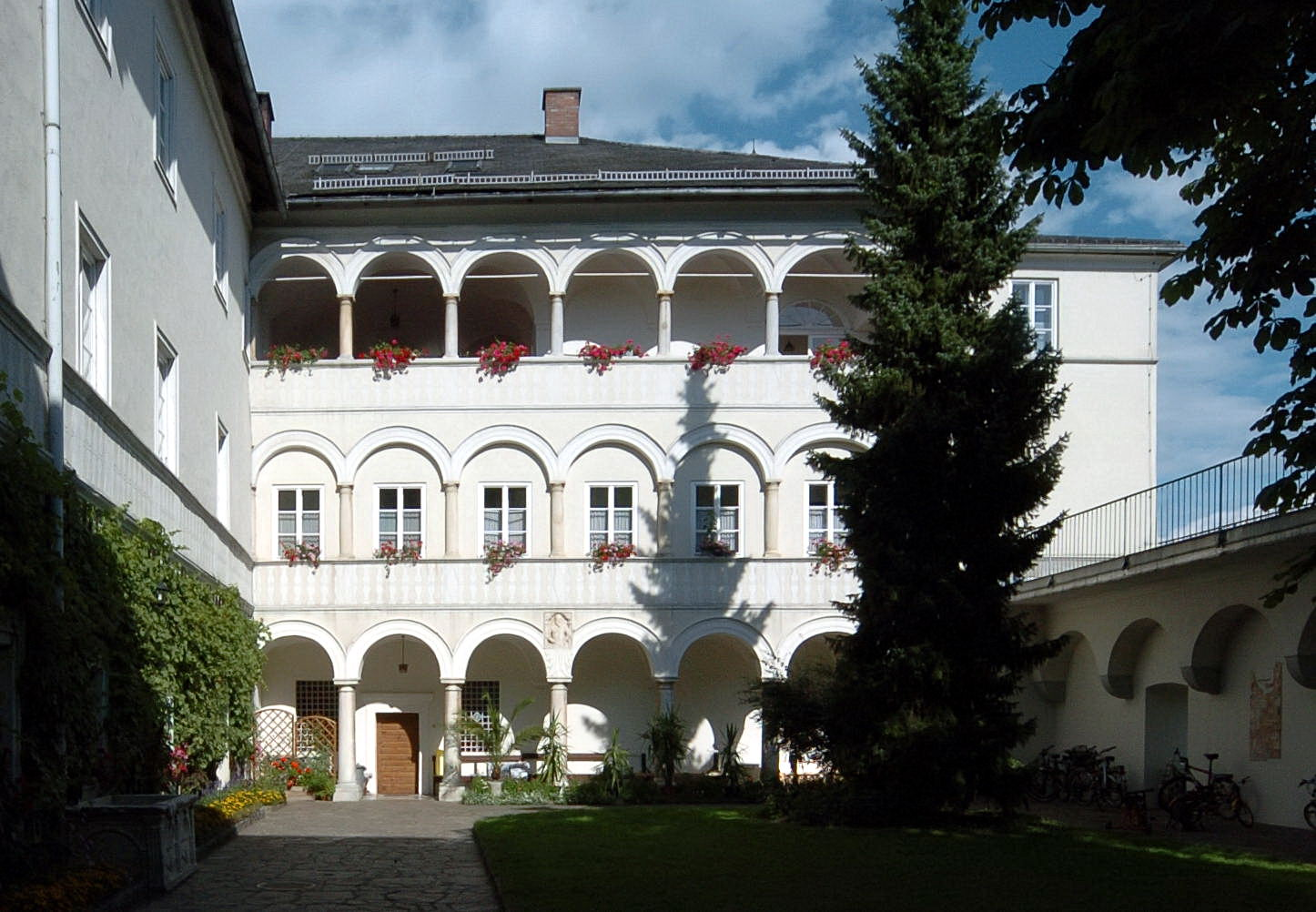
15. Замок Вернберґ
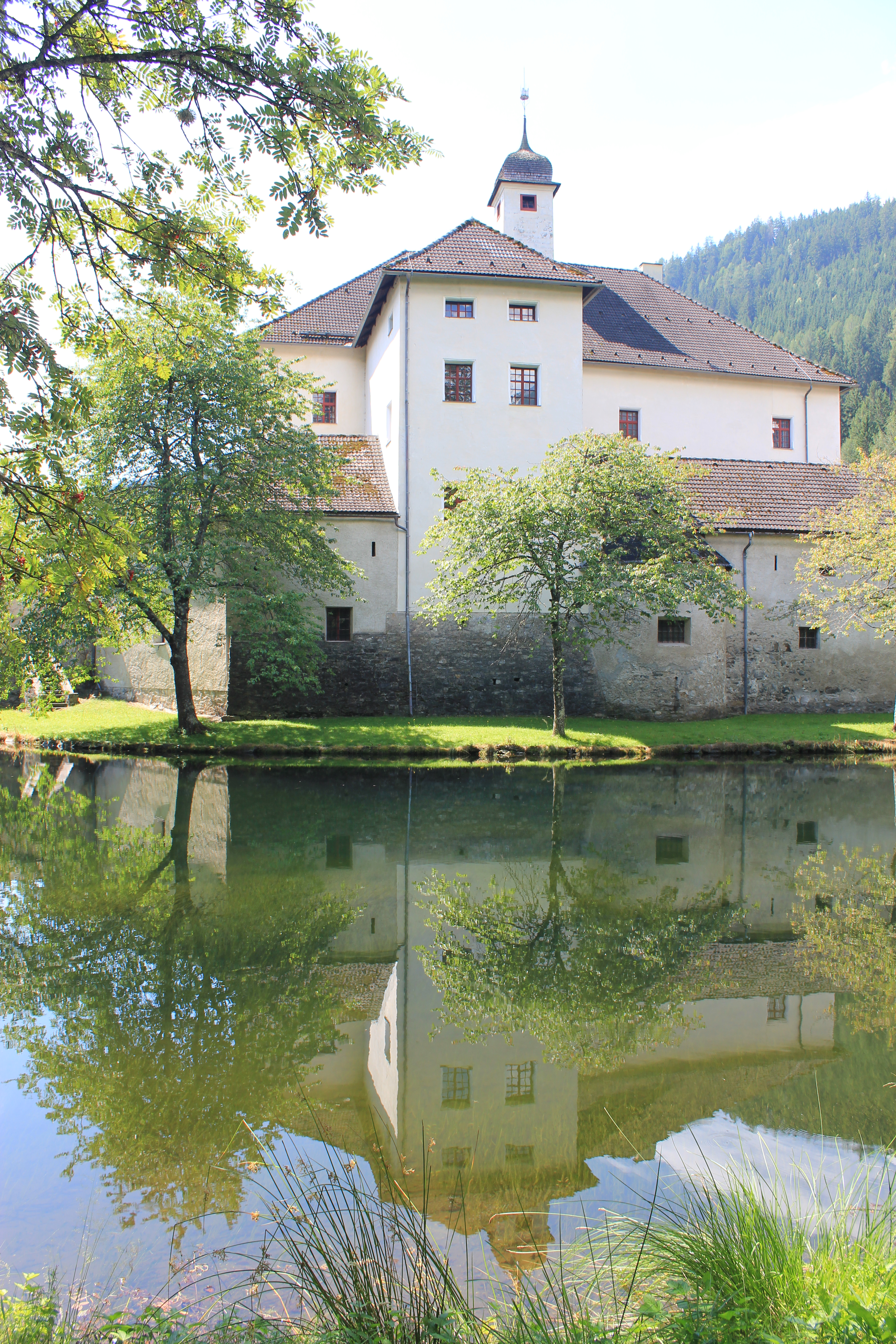
17. Замок  Дорнбах
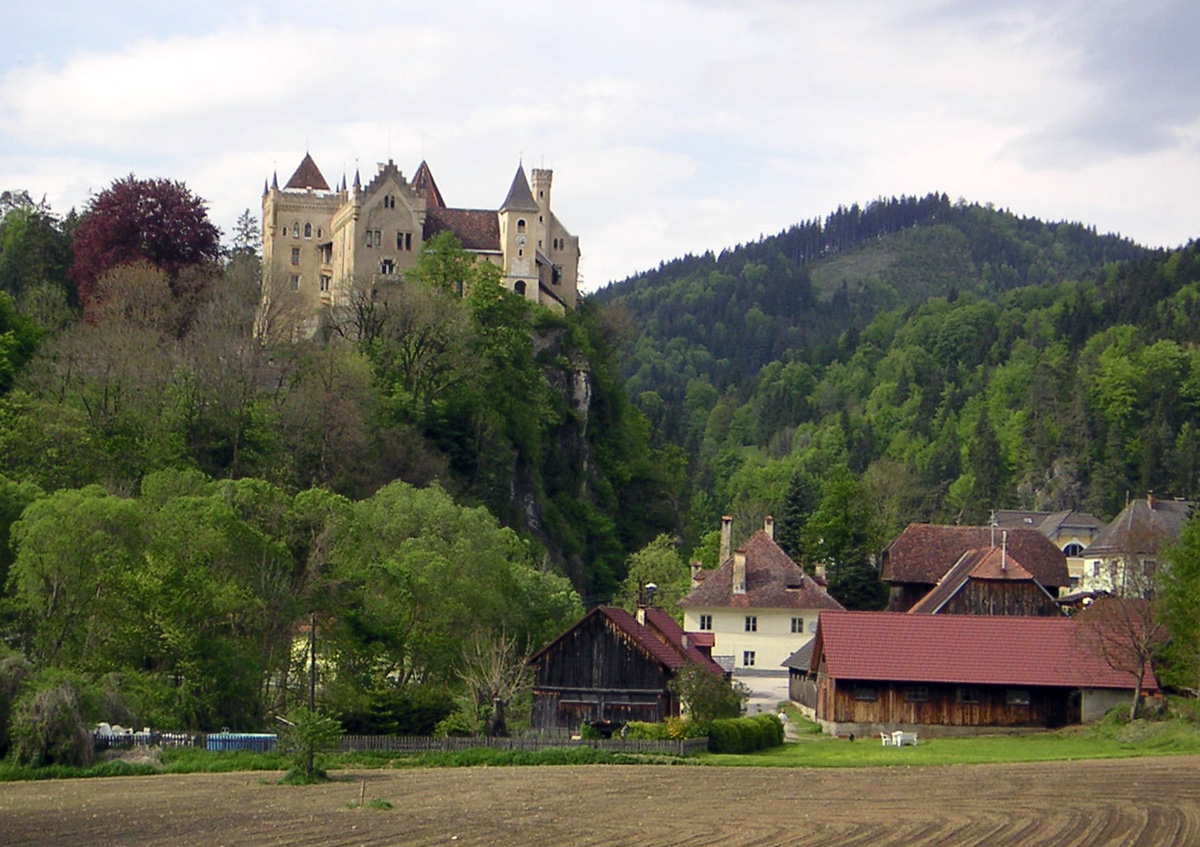
22. Замок Еберштайн
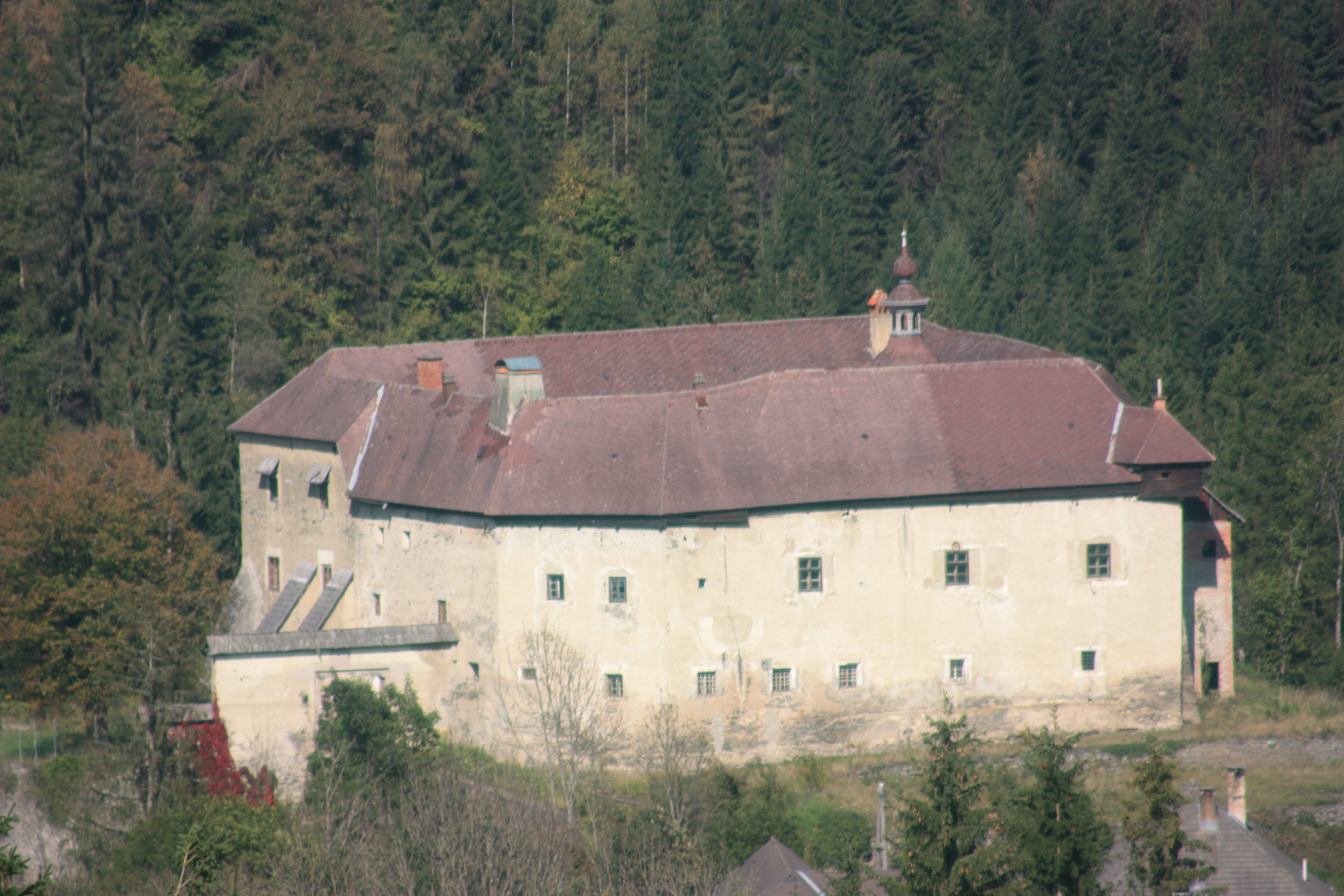
28. Замок Ґрадес
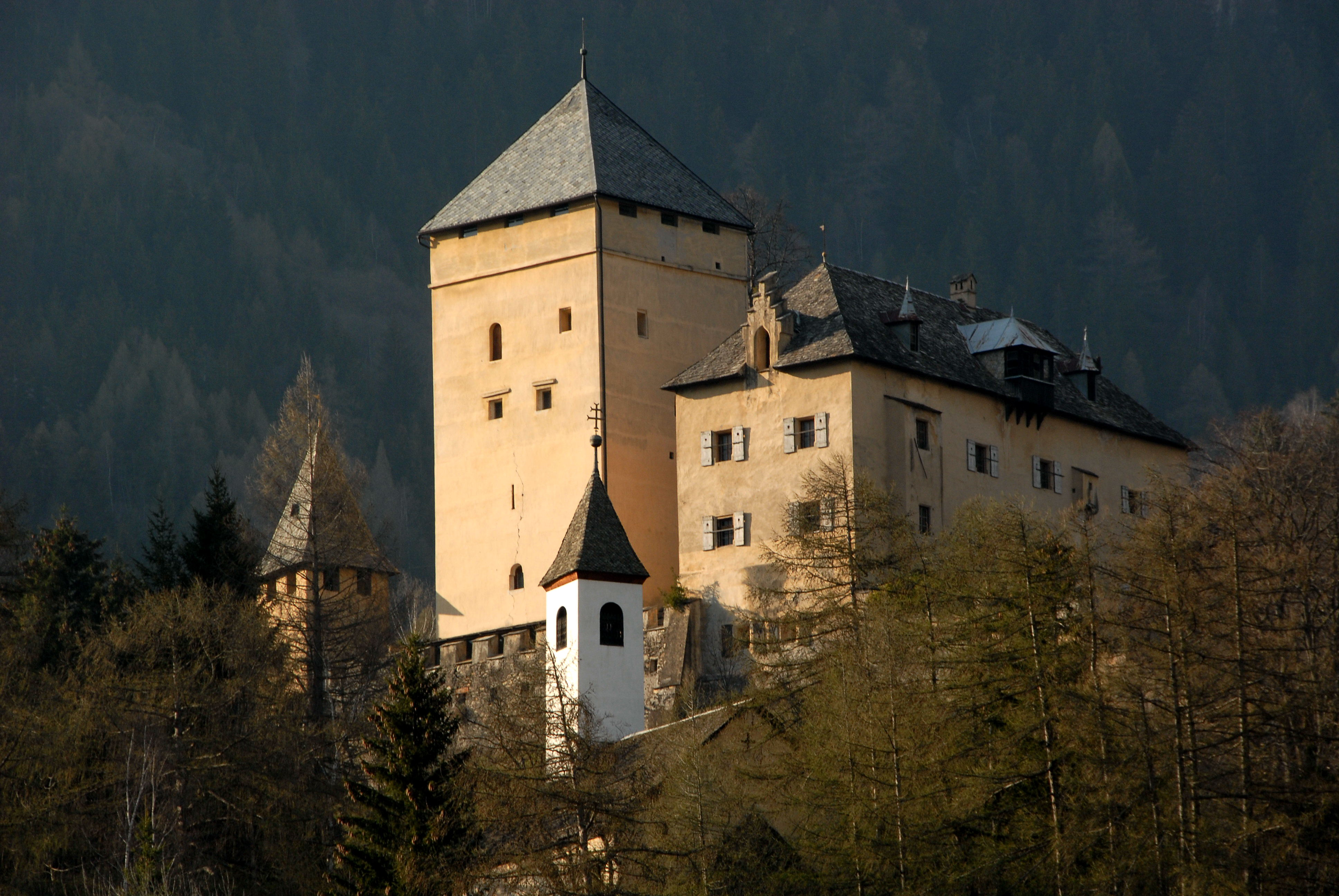
30. Замок Ґроппенштайн
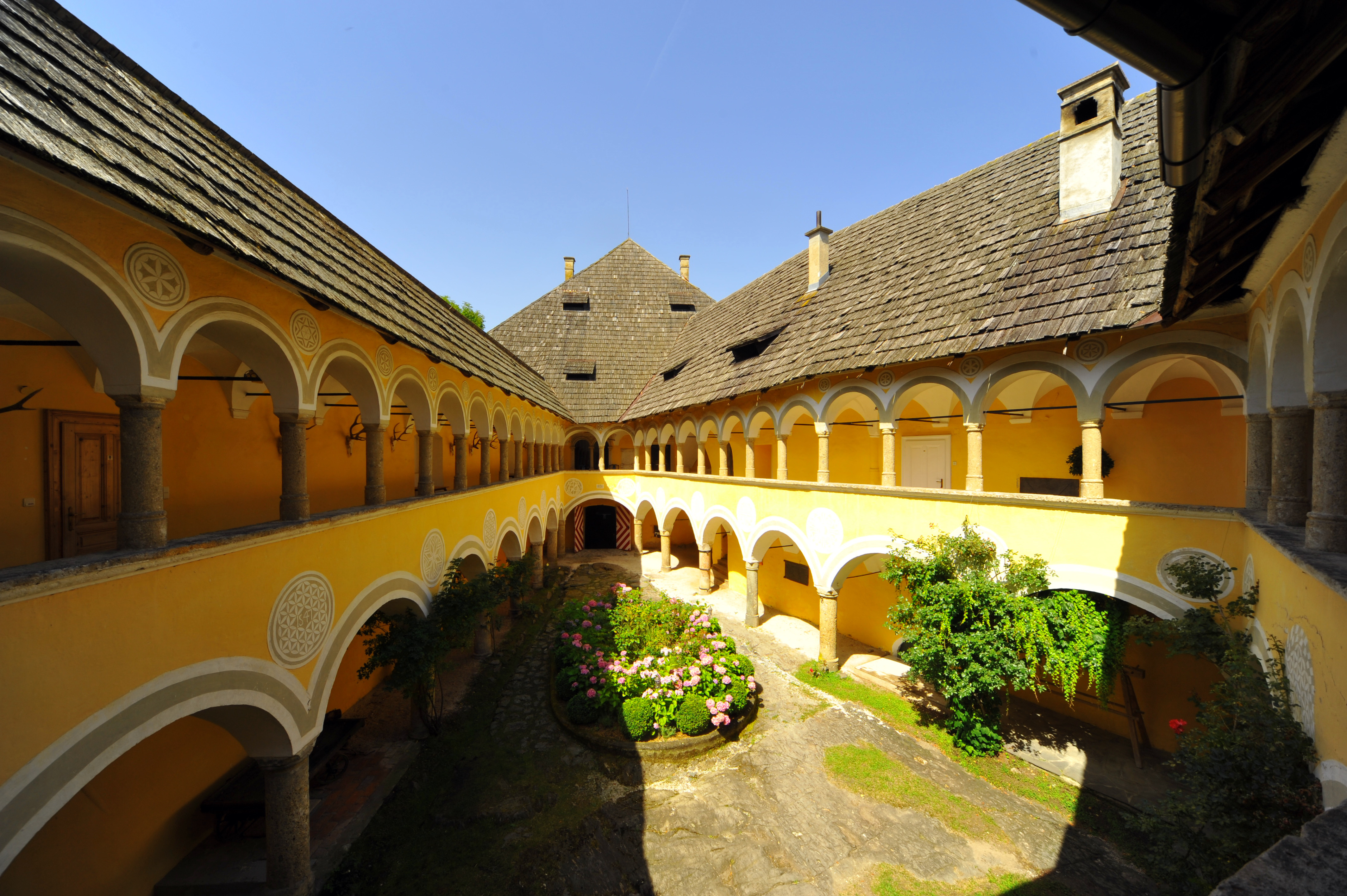
32. Замок Галлеґґ
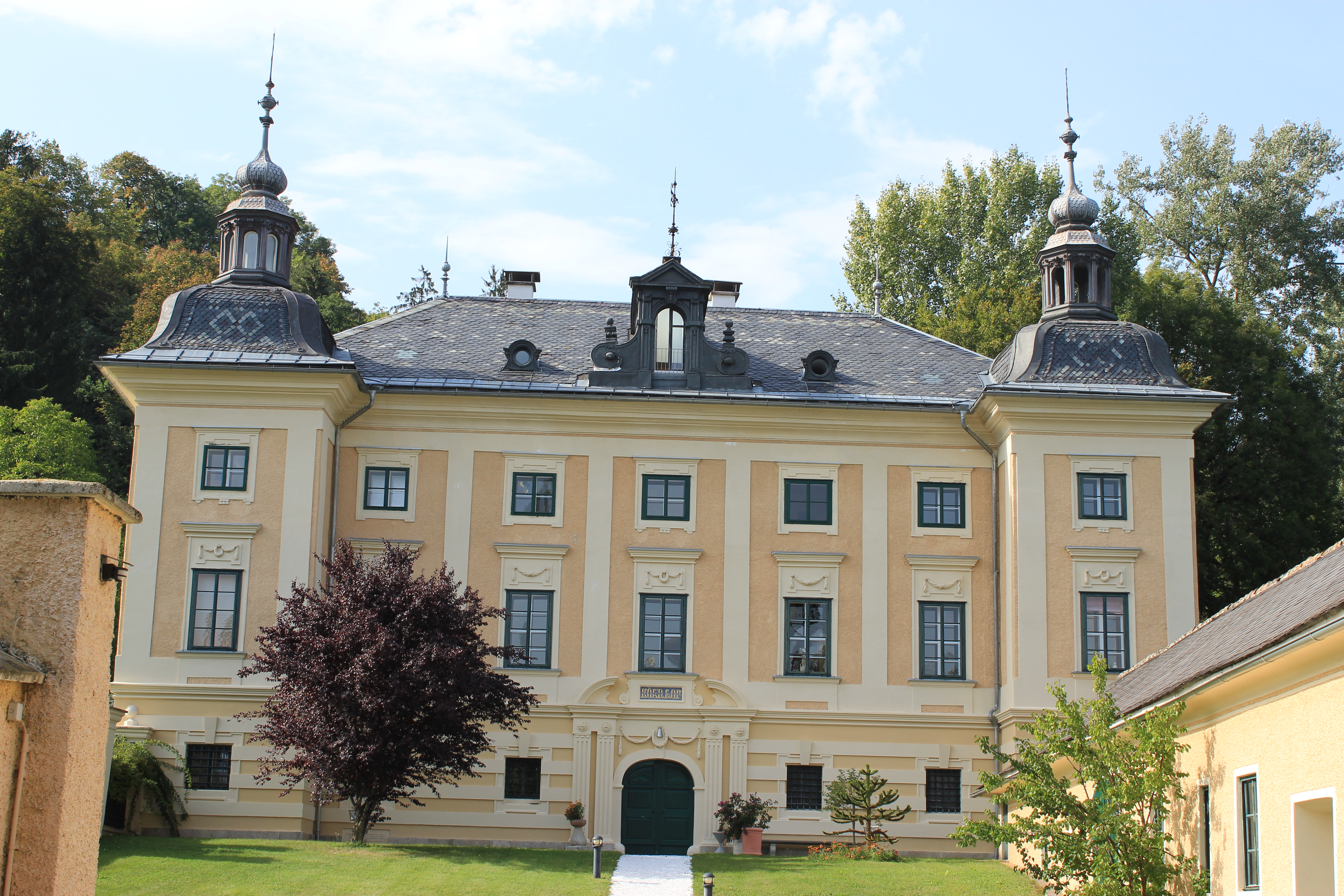
40. Замок Кьольнгоф
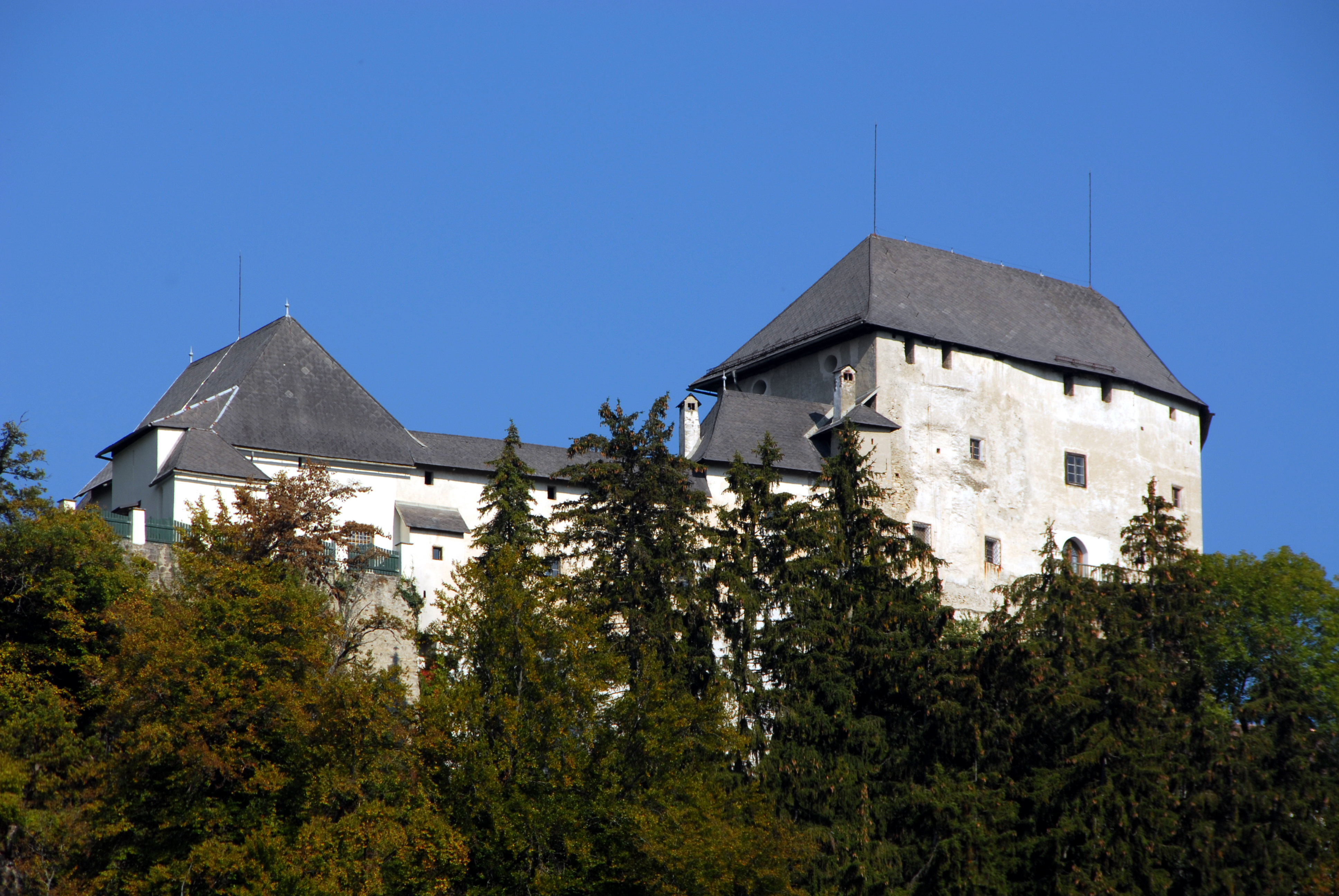
47. Замок Маннсберґ
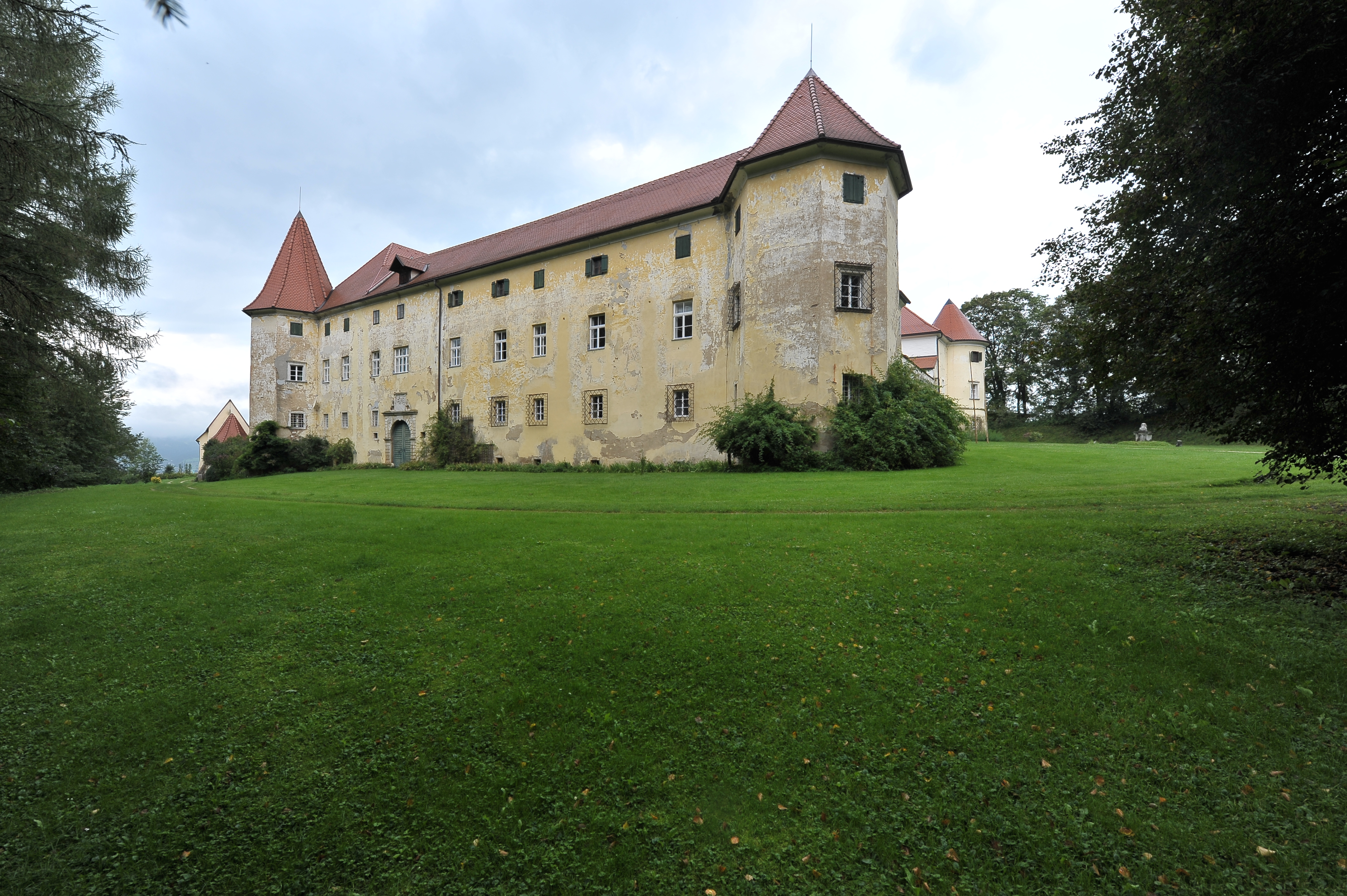
54. Замок Райдебен
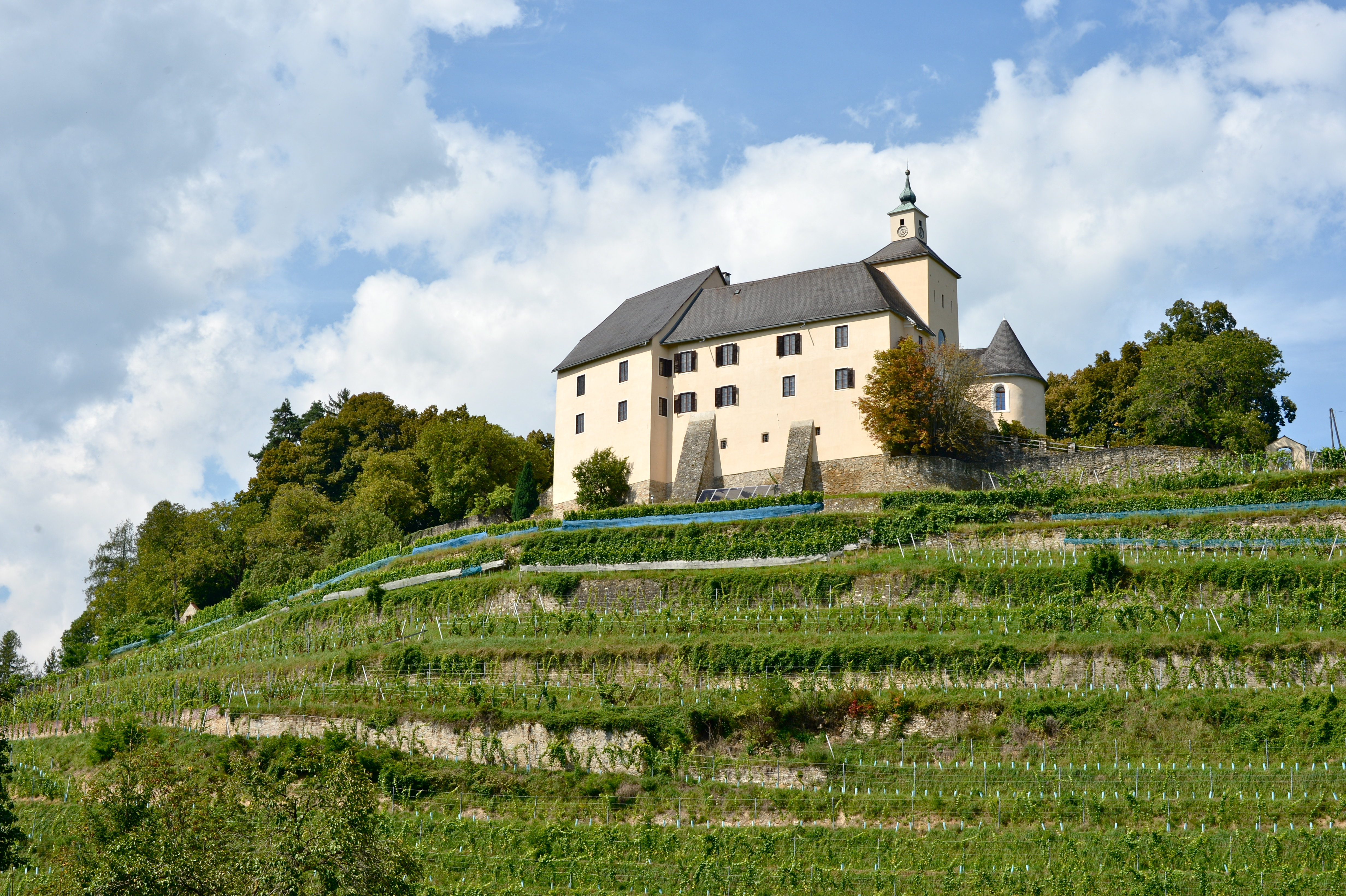
59. Замок Тюрн

### Руїни замків
- 1. Айхельберг
- 2. Альтгаус[de]
- 3. Арнольдштайн [de]
- 4. Ґланеґґ
- 5. Ґмюн
- 6. Ґомарн
- 7. Ґраденеґґ [de]
- 8. Ґріффен
- 9. Гаймбурґ (Haimburg[de])
- 10. Гардеґґ [de]
- 11. Голленбурґ [de]
- 12. Горнбурґ [de]
- 13. Зоммереґґ [de]
- 14. Кюнбурґ [de]
- 15. Крайґер [de]
- 16. Леонштайн [de]
- 17. Лібенфелс
- 18. Нуссберґ [de]
- 19. Ортенбурґ [de]
- 20. Петерсберґ
- 21. Розеґґ [de]
- 22. Таґґенбрунн [de]
- 23. Фалькенштайн [de]
- 24. Федераун
- 25. Фінкенштайн

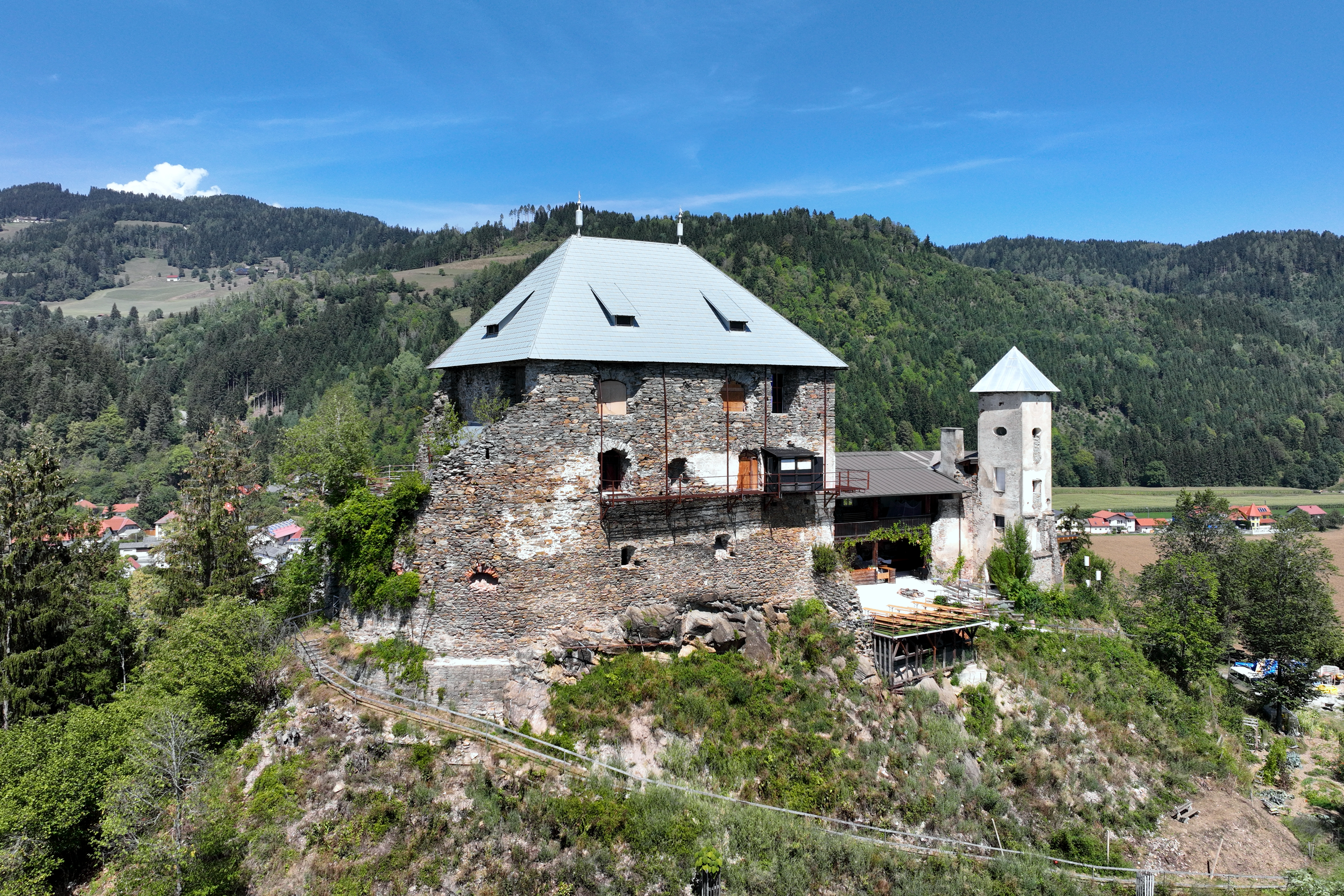
9. Замок Гаймбурґ
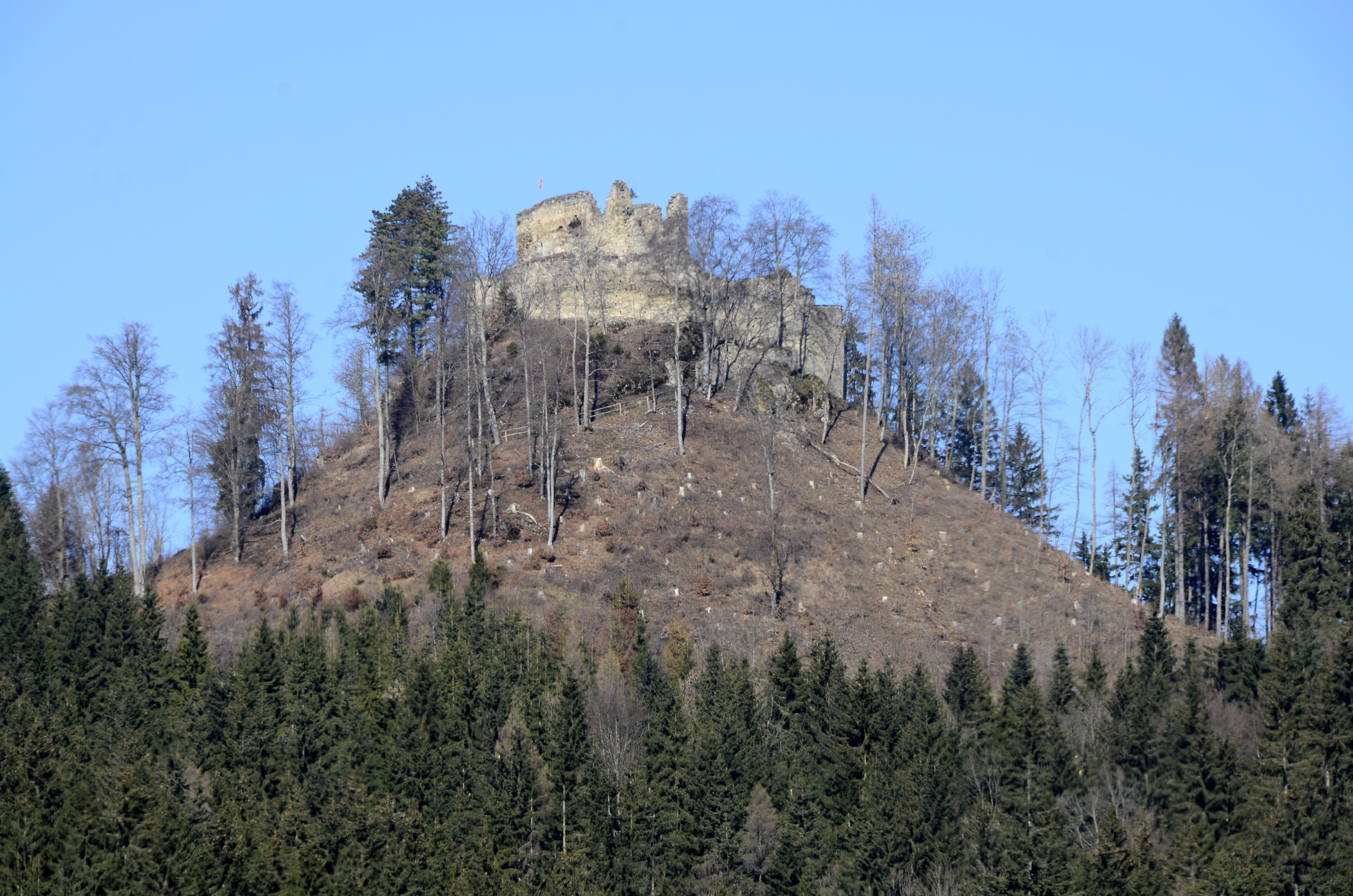
12. Замок Горнбурґ
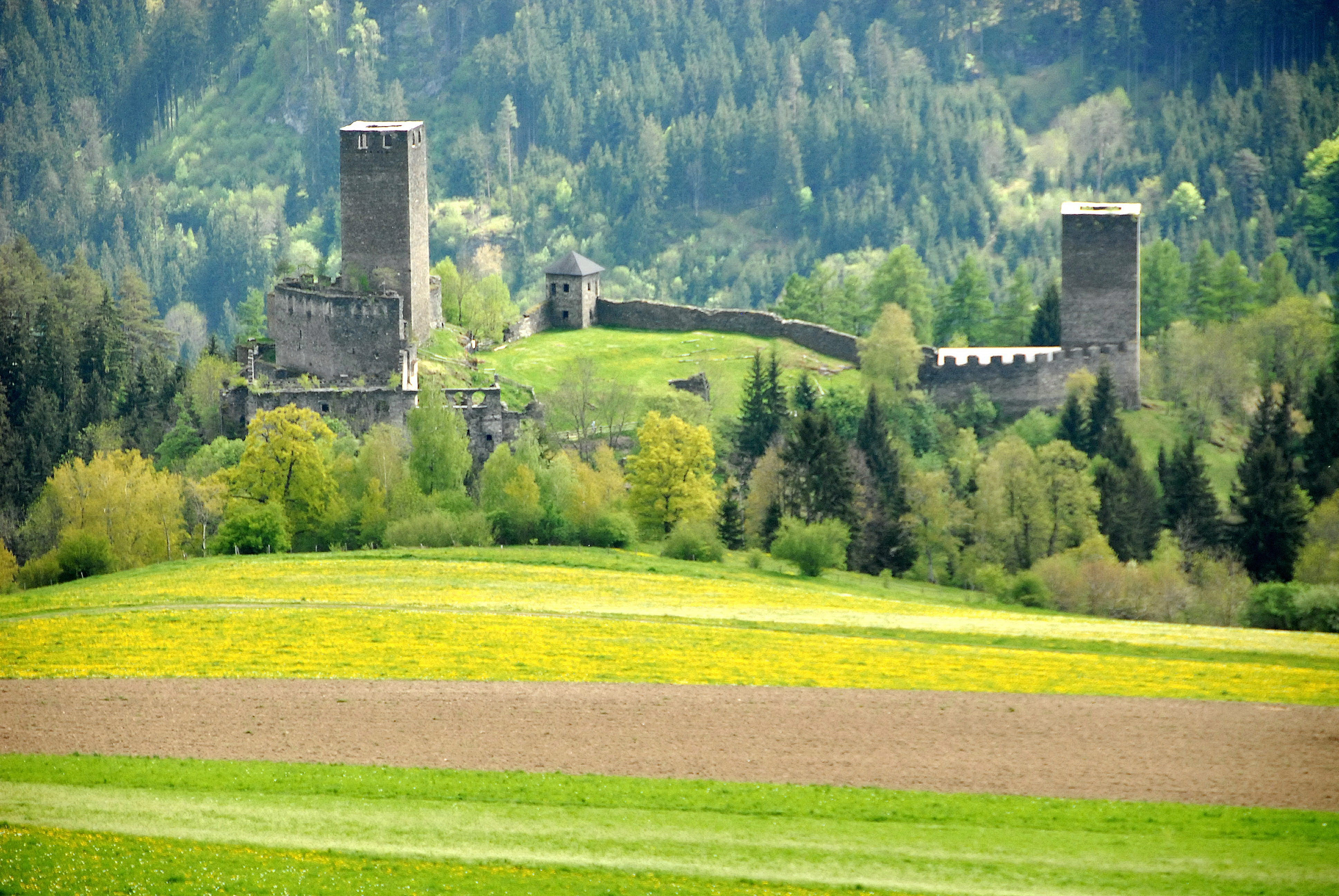
17. Замок Лібенфелс
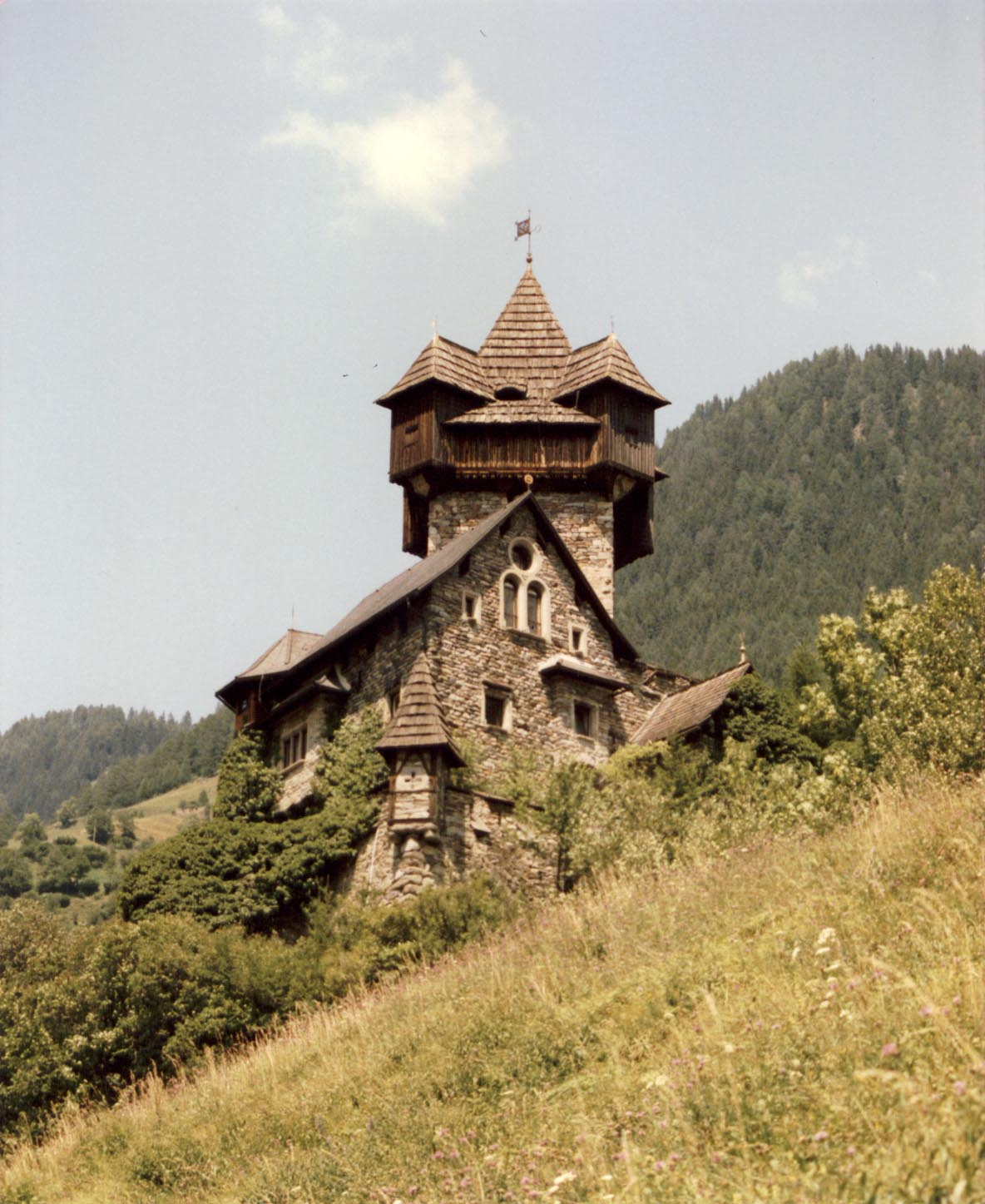
23. Замок Фалькенштайн

## Нижня Австрія

### Замки
- 1. Айхбюхл[de]
- 2. Аллентштайґ[de]
- 3. Альткеттенгоф[de]
- 4. Артштеттен[de]
- 5. Аспарн[de]
- 6. Баумґартен[de]
- 7. Бухберґ[de]
- 8. Бурґшлайнітц[de]
- 9. Вальперсдорф[de]
- 10. Вассербурґ[de]
- 11. Вайтра[de]
- 12. Вайссенбурґ[de]
- 13. Ґлоґґнітц[de]
- 14. Ґобельсбурґ[de]
- 15. Ґрафенеґґ[de]
- 16. Ґрайлленштайн[de]
- 17. Ґросс[de]
- 18. Ґрюнбюгел[de]
- 19. Гардеґґ
- 20. Гартенштайн[de]
- 21. Гайденрайхштайн
- 22. Гоф
- 23. Дросендорф[de]
- 24. Ебенфурт[de]
- 25. Ескартсау[de]
- 26. Ерла[de]
- 27. Ернеґґ[de]
- 28. Ернстбрунн[de]
- 29. Зеєбенштайн[de]
- 30. Катзельдорф[de]
- 31. Карлслюст[de]
- 32. Карлштайн[de]
- 33. Кірхштеттен[de]
- 34. Краніхберґ[de]
- 35. Крайсбах[de]
- 36. Кройцштайн
- 37. Крумбах[de]
- 38. Леєсдорф[de]
- 39. Лайбен[de]
- 40. Ліхтенштейн
- 41. Майлберґ[de]
- 42. Маіссау[de]
- 43. Мархеґґ[de]
- 44. Маєрлінґ
- 45. Нойленґбах[de]
- 46. Нідерфландніц[de]
- 47. Нідервайден[de]
- 48. Орт
- 49. Оттенштайн[de]
- 50. Перхтольдсдорф[de]
- 51. Петронелл[de]
- 52. Планкенштайн
- 53. Пьоґґсталл[de]
- 54. Раабс ан дер Тая
- 55. Раппоттенштайн
- 56. Ріґерсбурґ[de]
- 57. Росенау[de]
- 58. Росенбурґ[de]
- 59. Фрідау[de]
- 60. Фросдорф[de]
- 61. Франценбурґ (Franzensburg[de])
- 62. Фронсбурґ[de]
- 63. Шаллабурґ
- 64. Шьонбугель[de]
- 65. Юліусбурґ[de]

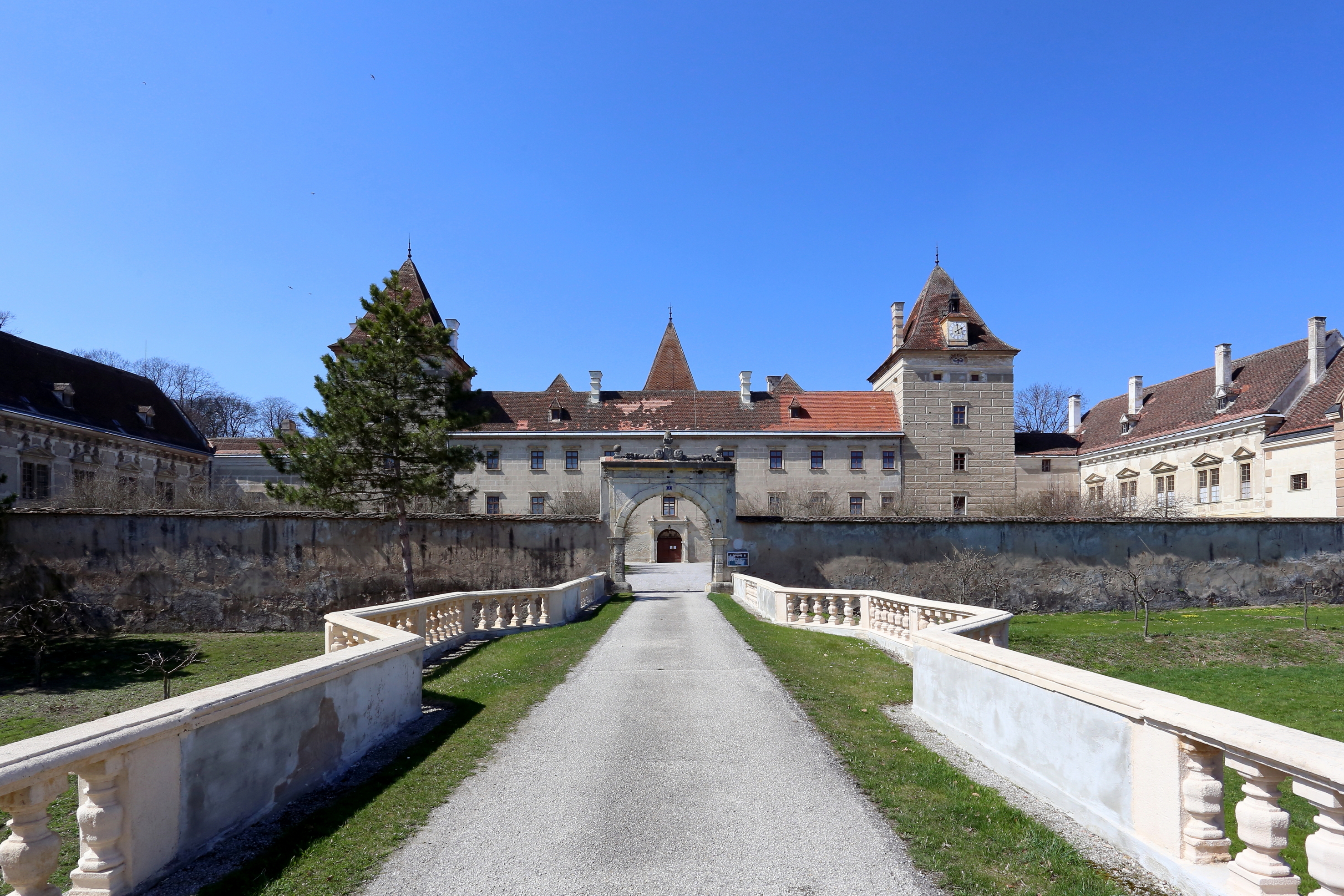
9. Замок Вальперсдорф
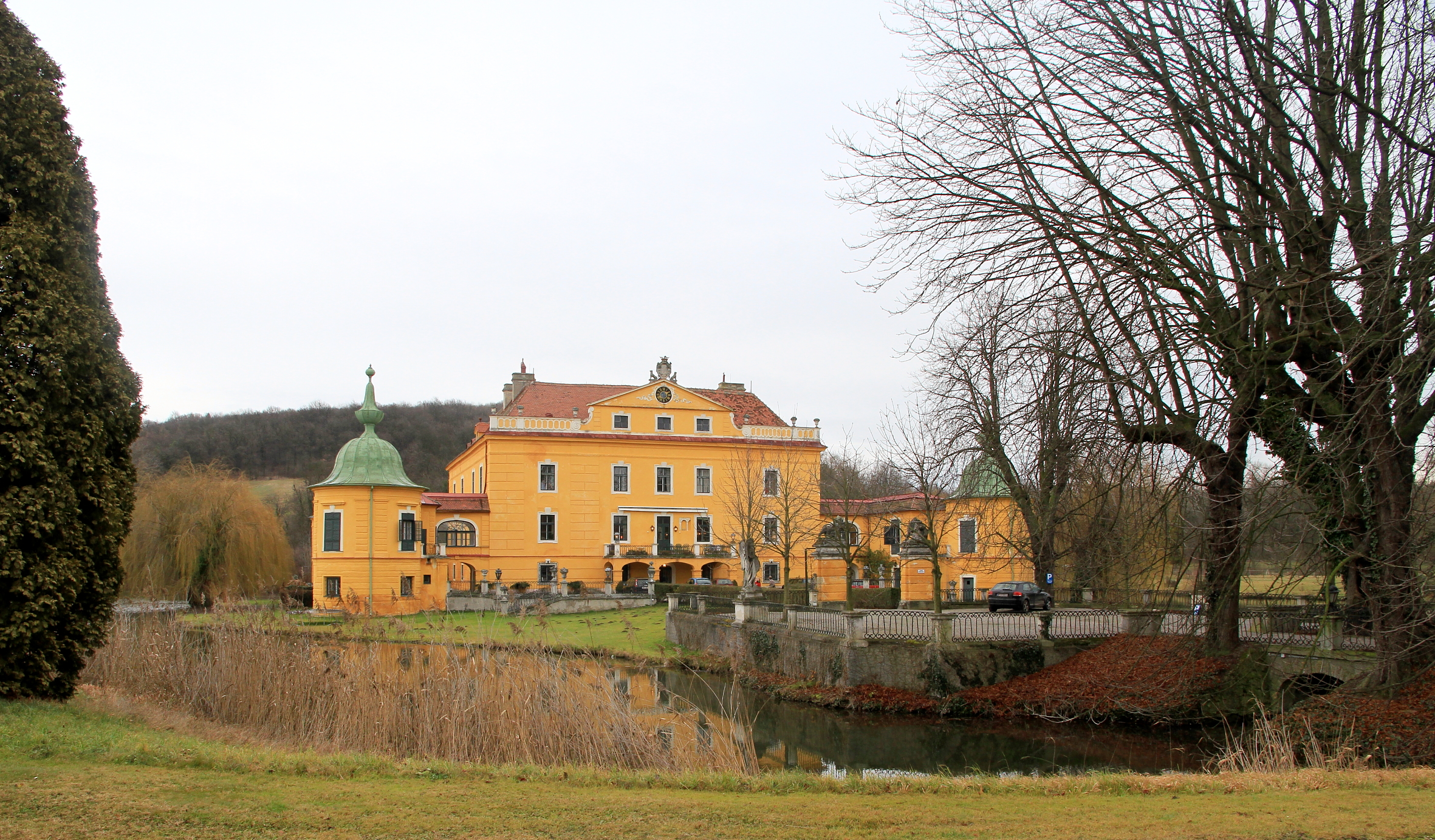
10. Замок Вассербурґ
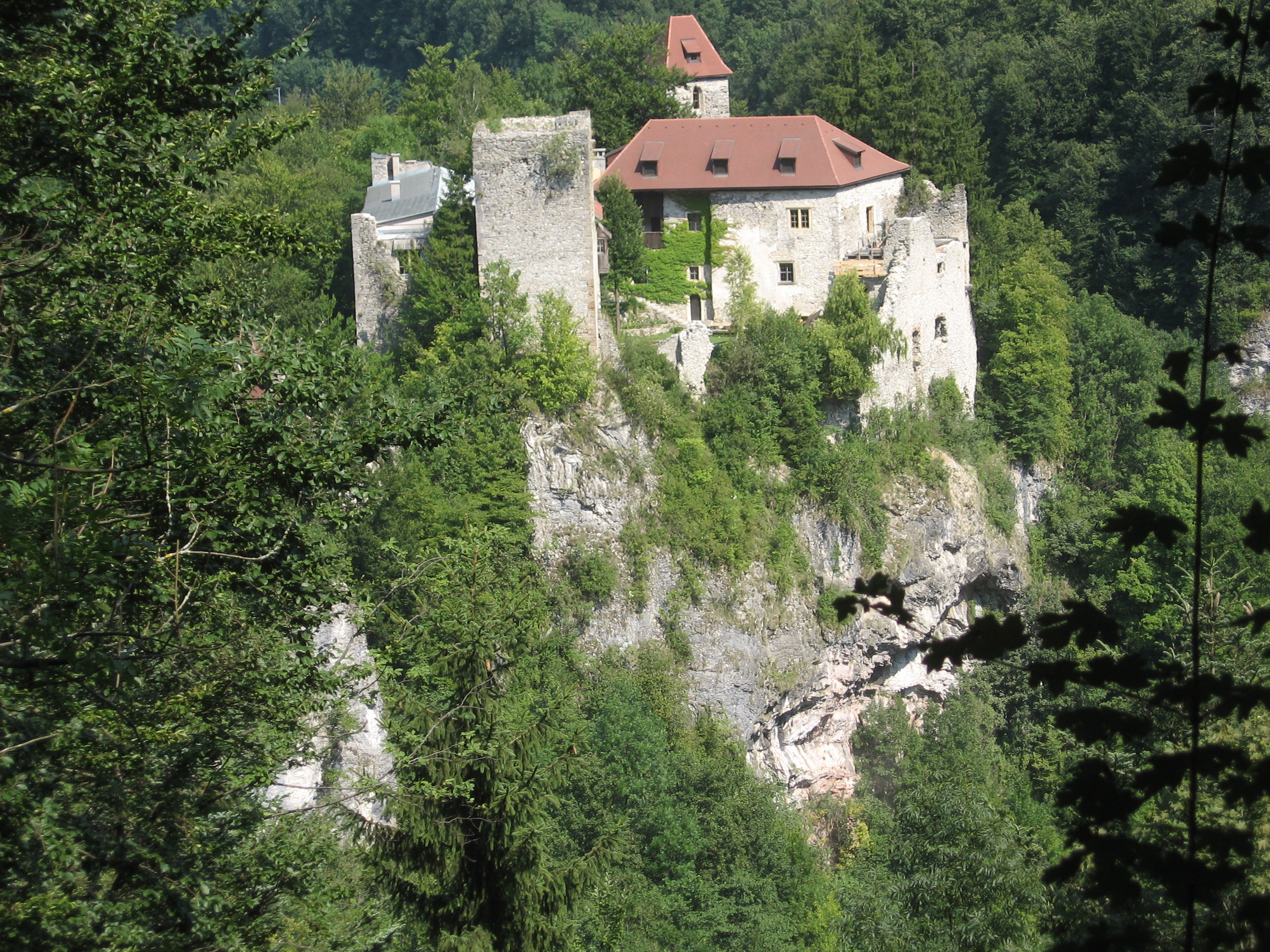
12. Замок Вайссенбурґ
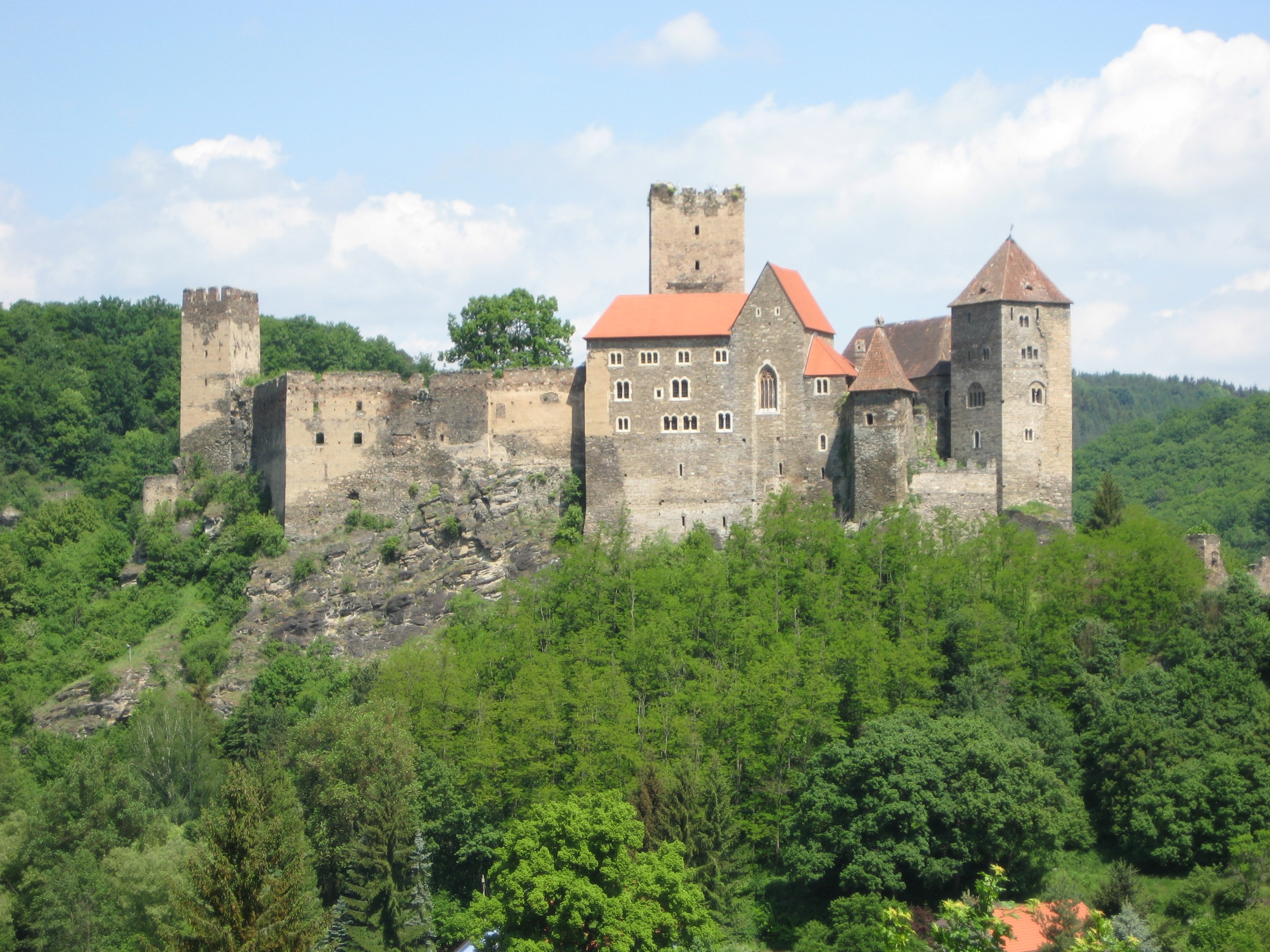
19. Замок Гардеґґ
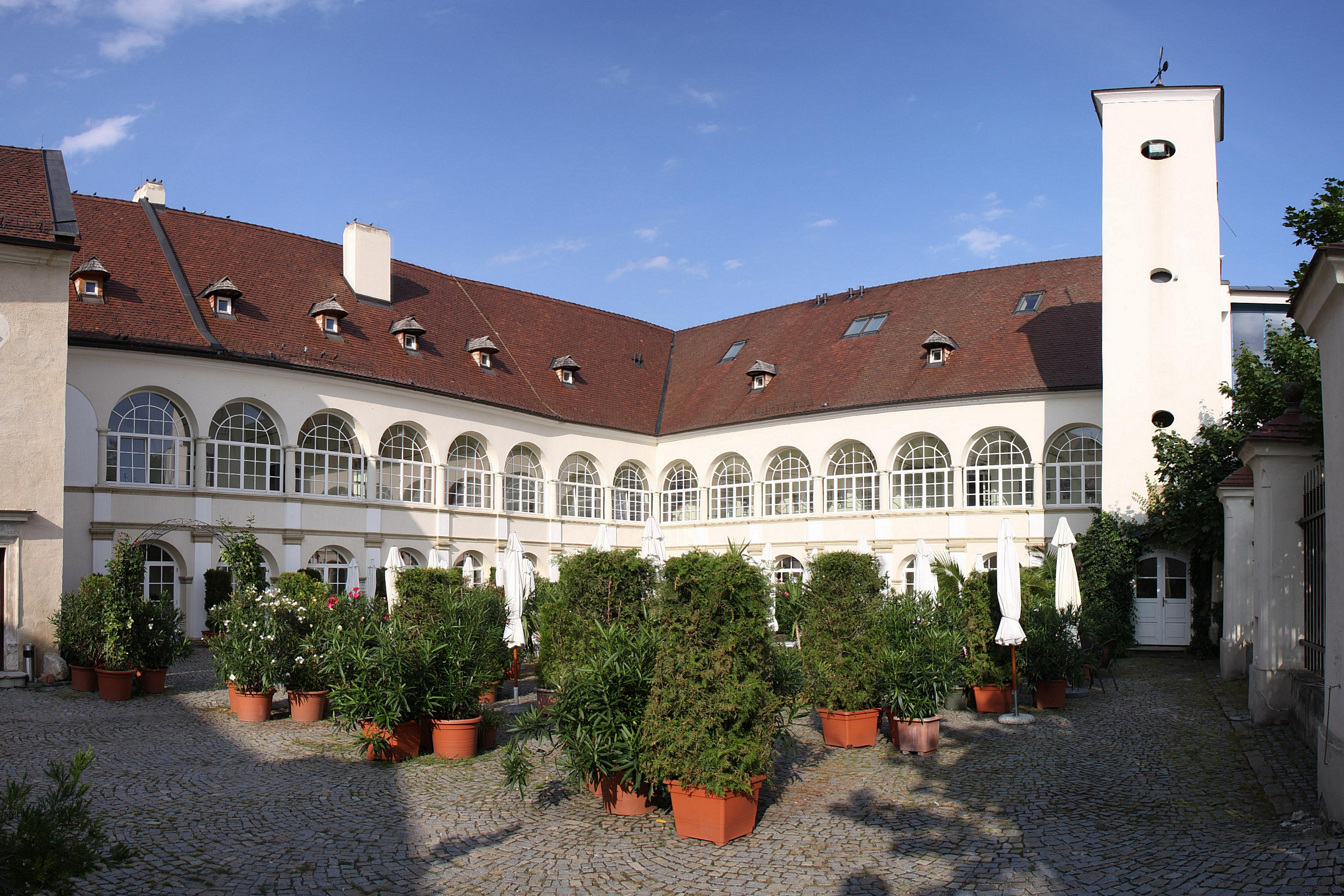
30. Замок Карлслюст
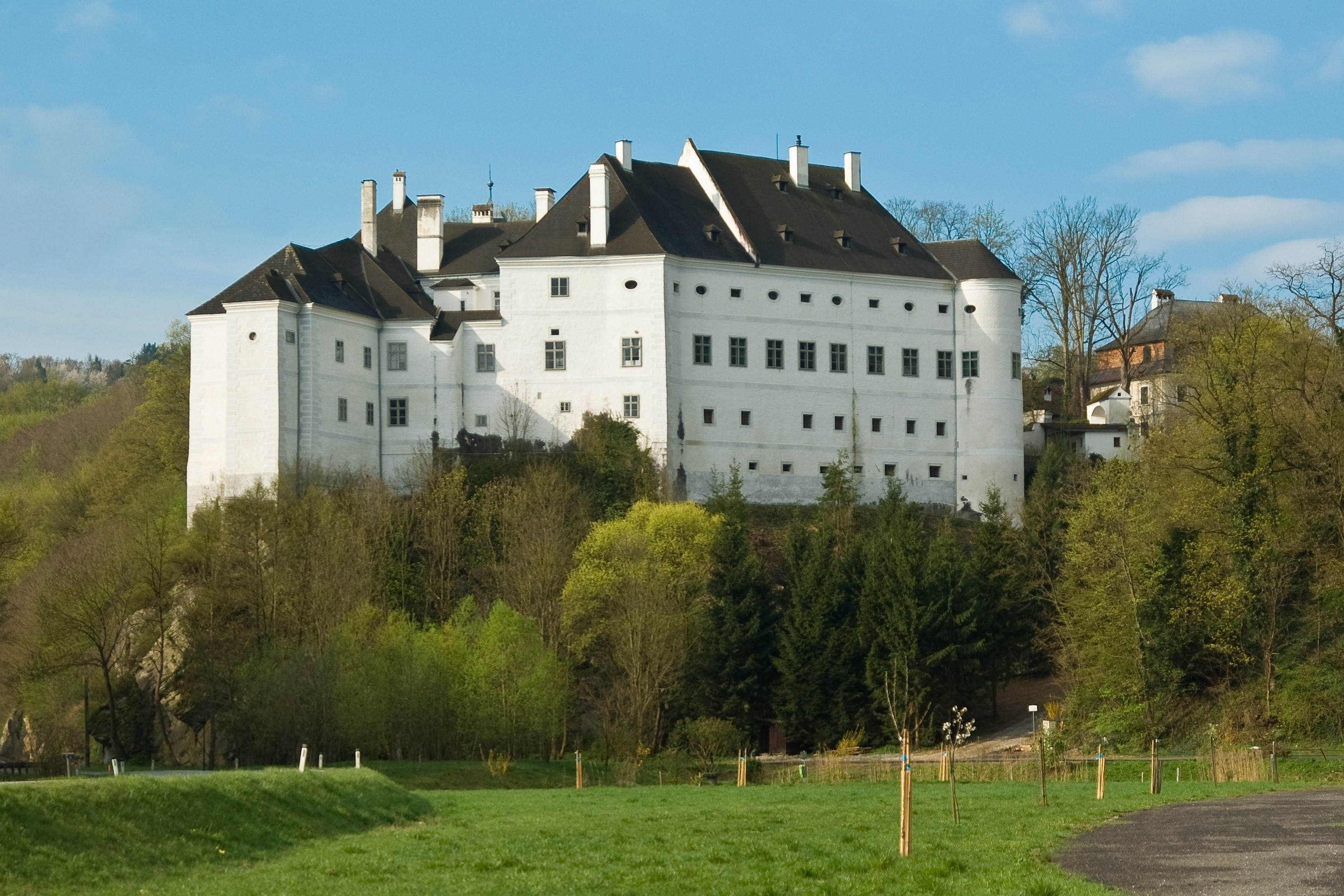
39. Замок Ляйбен
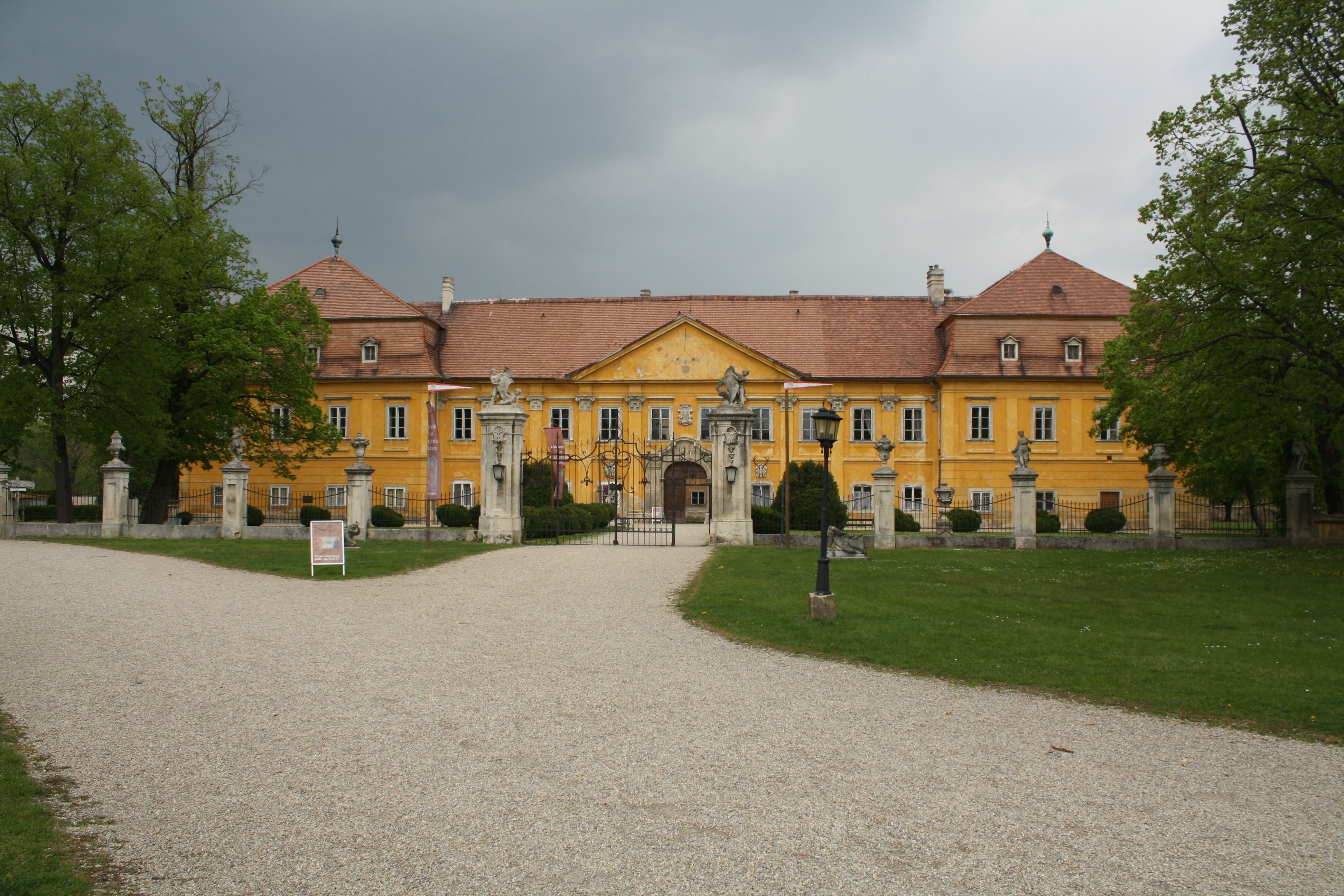
43. Замок Мархеґґ
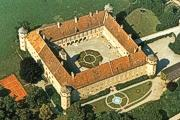
51. Замок Петронелл
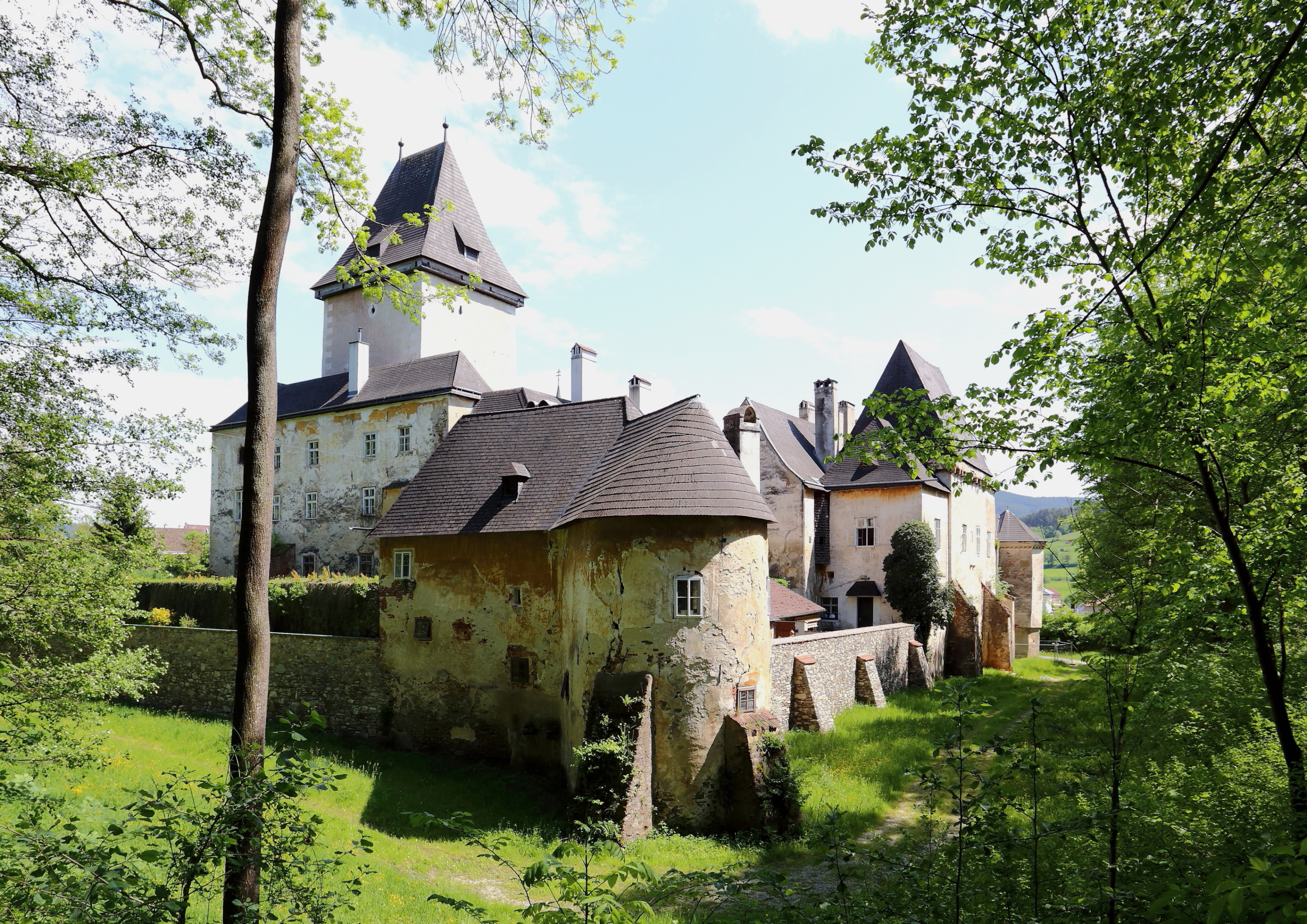
53. Замок Пьоґґсталл
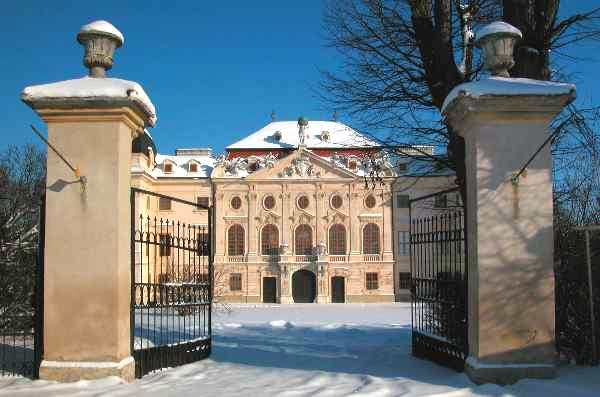
56. Замок Ріґерсбурґ
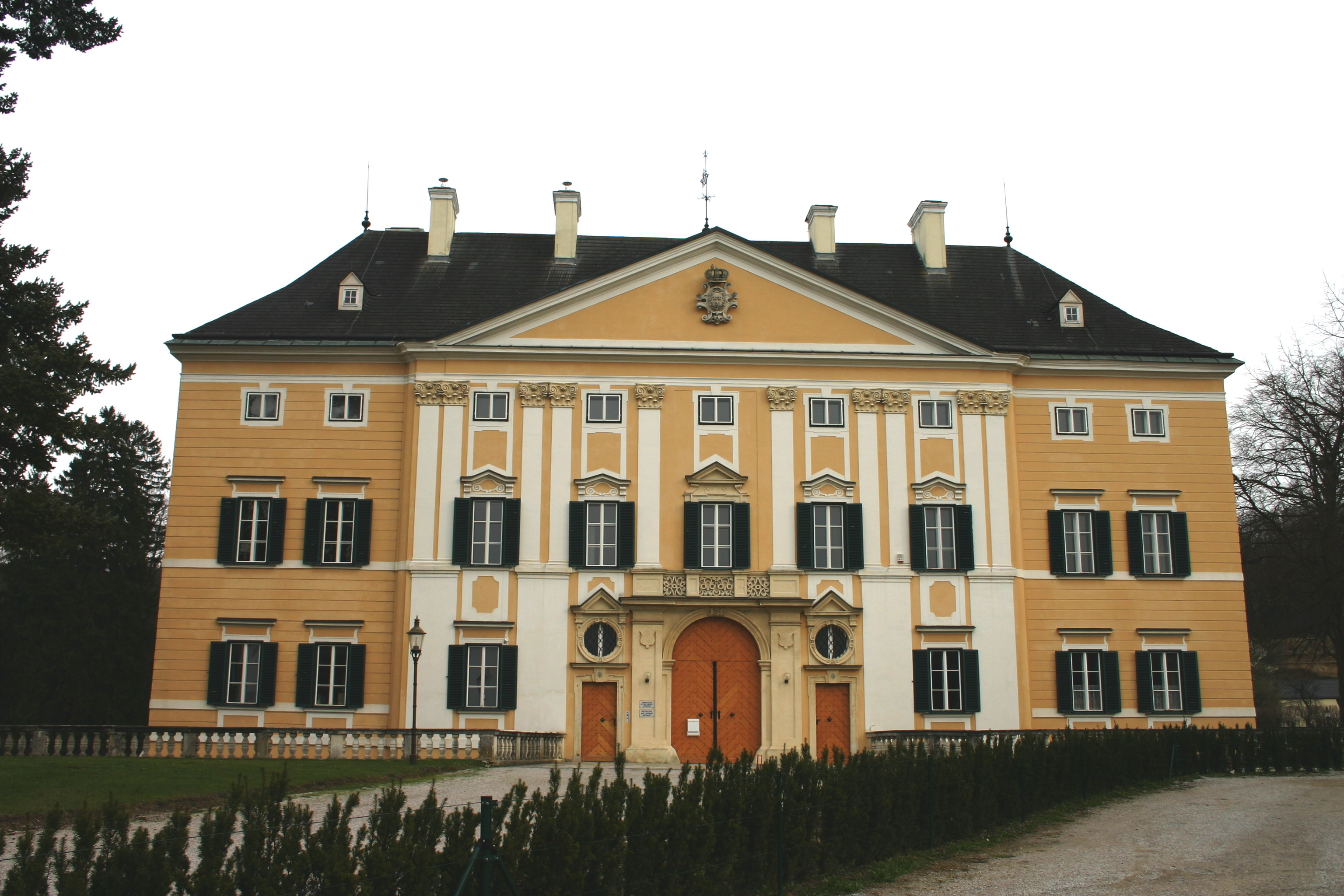
60. Замок Фросдорф
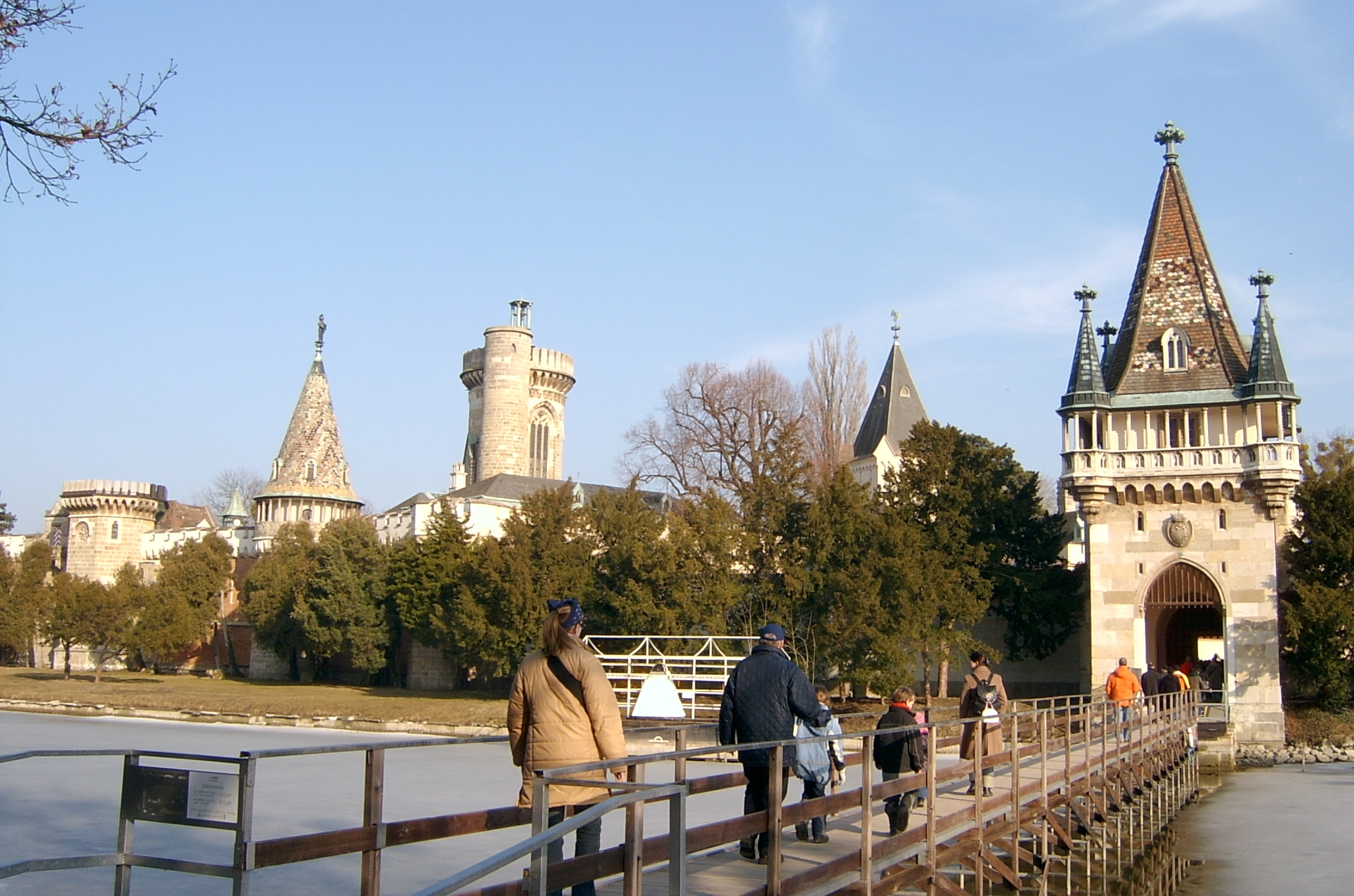
61. Замок Франценбурґ
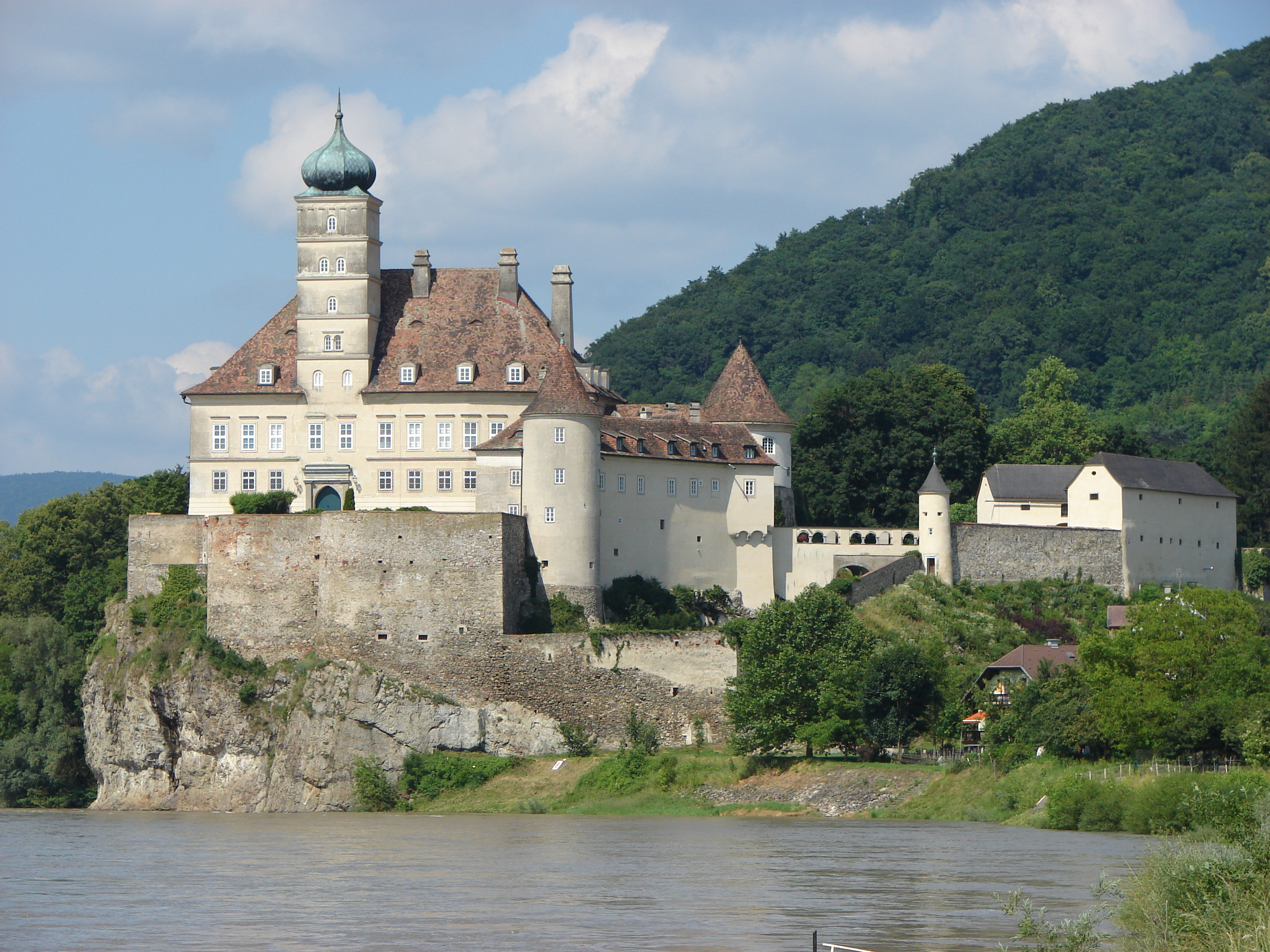
64. Замок Шьонбугель

### Руїни замків
- 1. Аґґштайн[de]
- 2. Арбесбах[de]
- 3. Добра[de]
- 4. Дюрнштайн
- 5. Еммерберґ[de]
- 6. Ґаберкірхе (Gaberkirche[de])
- 7. Ґрайфенштайн[de]
- 8. Ґутенштайн[de]
- 9. Гайменбурґ
- 10. Ганселбурґ[de]
- 11. Гінтергаус[de]
- 12. Гогенберґ[de]
- 13. Гогенеґґ[de]
- 14. Йоганнштайн[de]
- 15. Кая[de]
- 16. Коллміц
- 17. Ліхїтенфелс[de]
- 18. Раугенштайн
- 19. Тернберґ[de]
- 20. Фалькенштайн[de]
- 21. Шауенштайн[de]

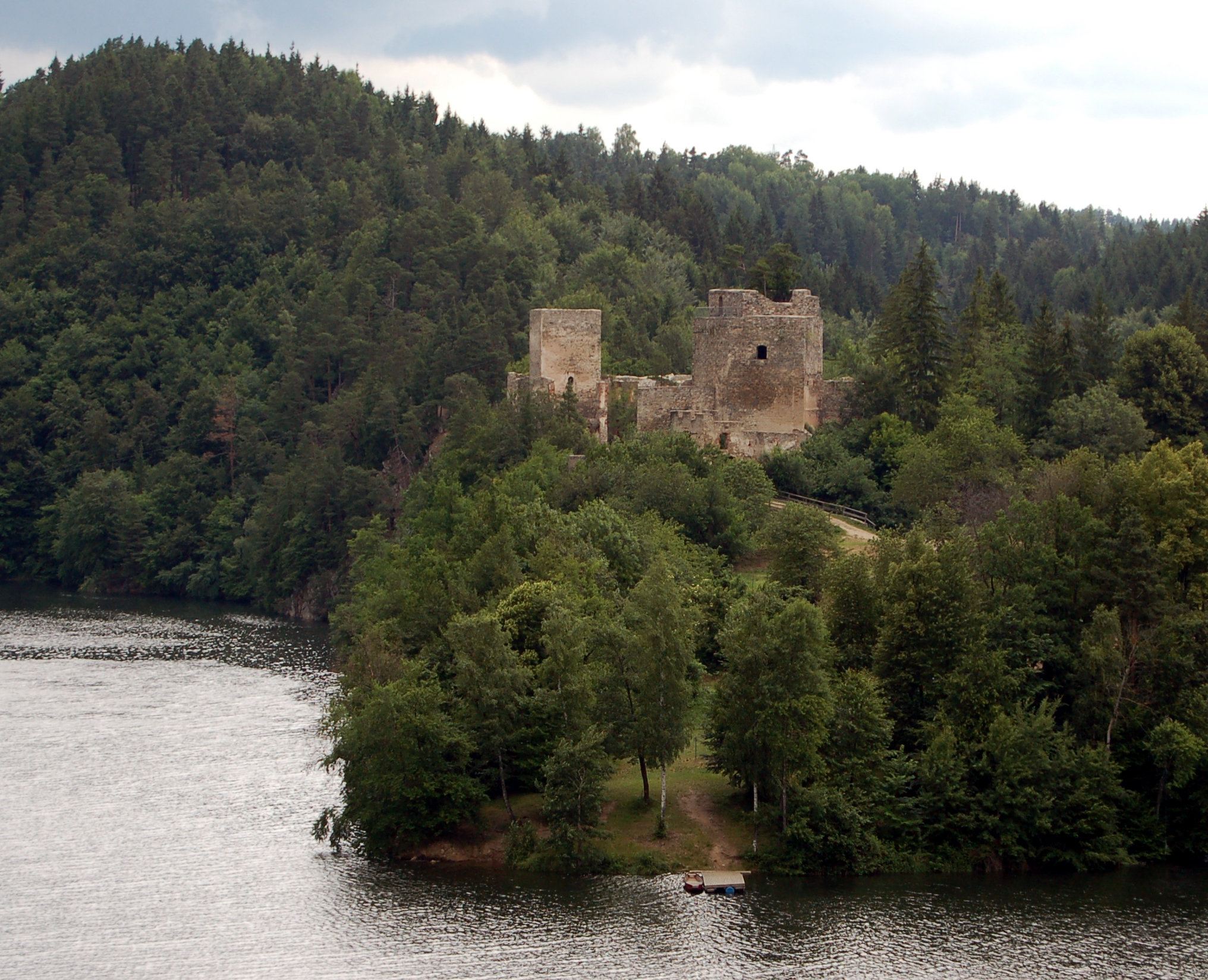
3. Замок Добра
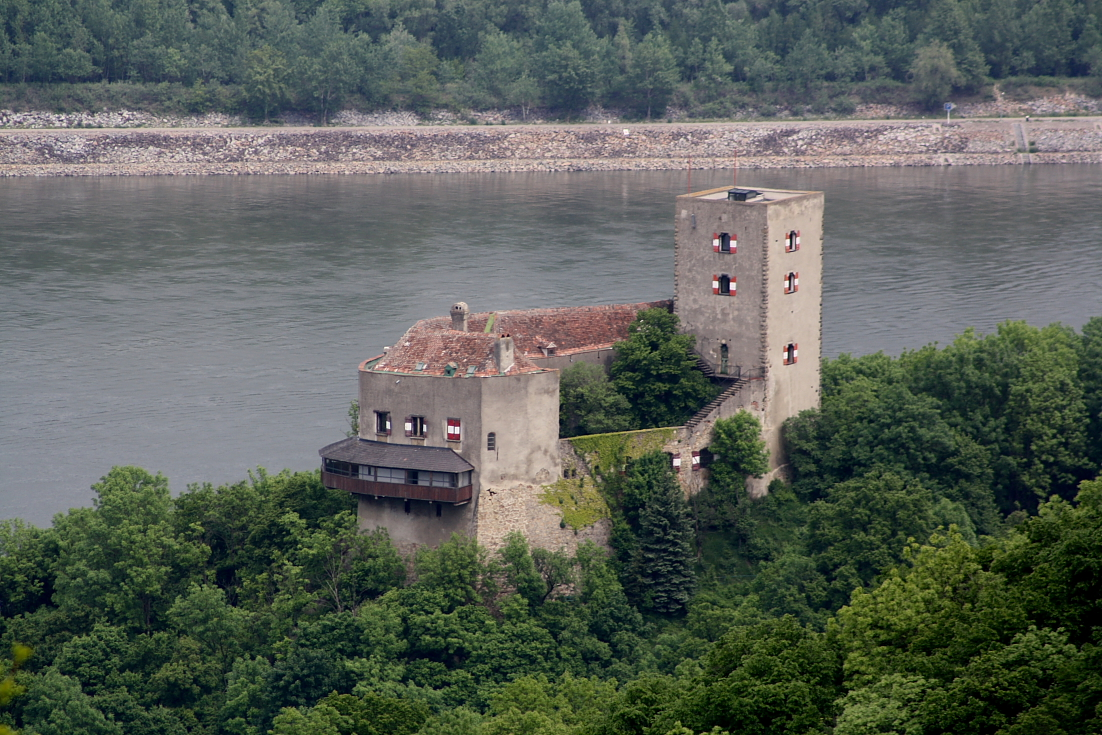
7. Замок Ґрайфенштайн
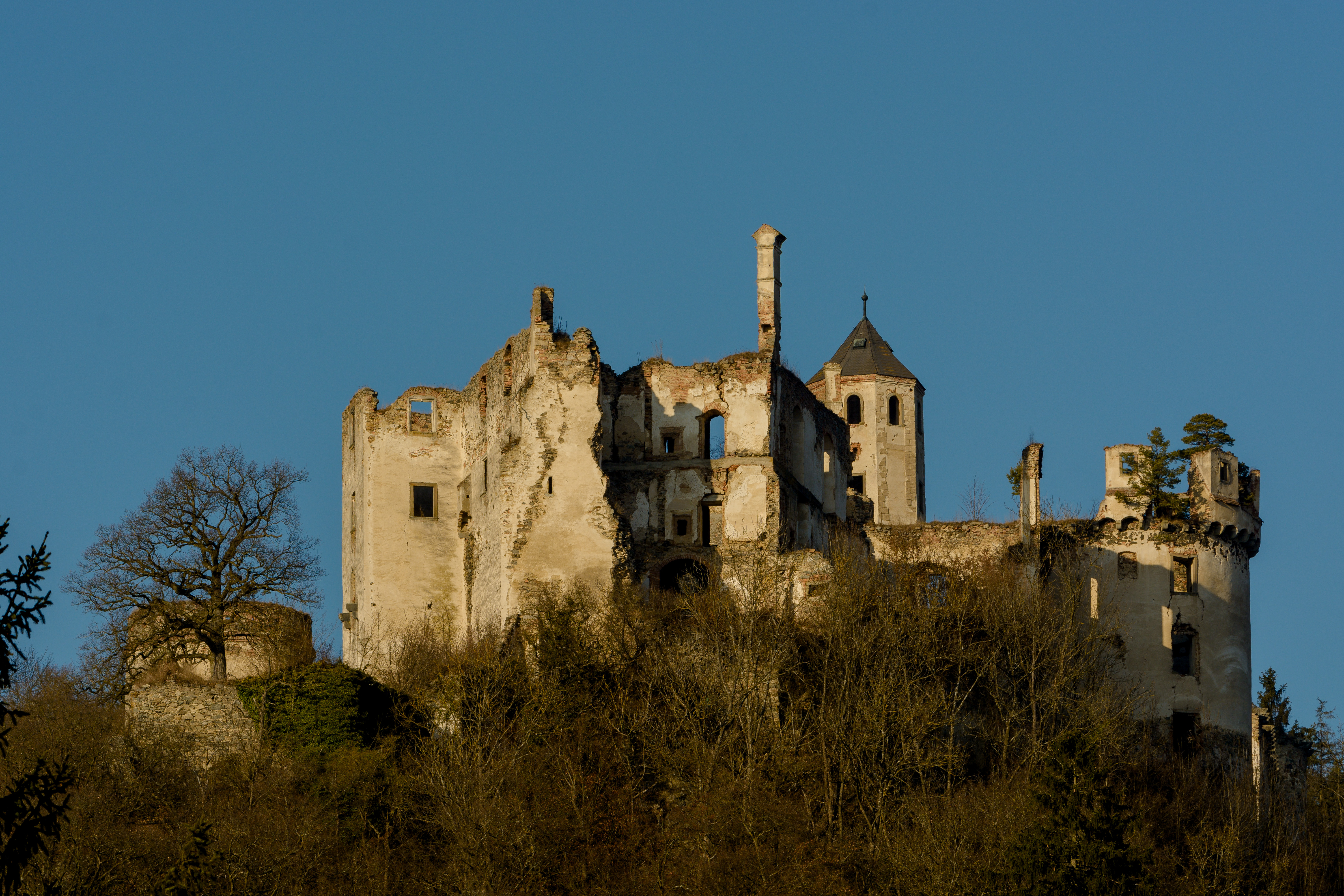
13. Замок Гогенеґґ
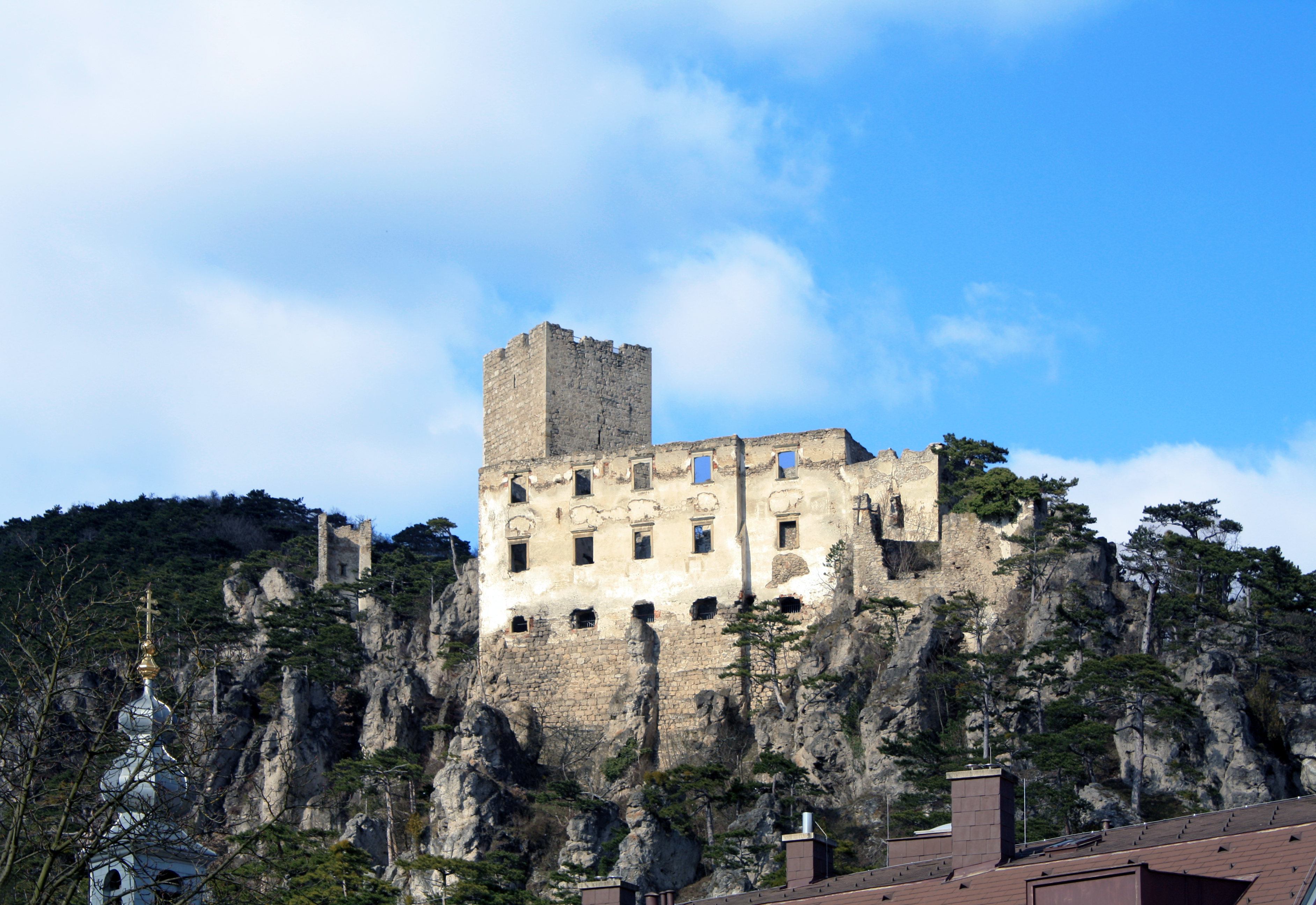
18. Замок Раугенштайн

## Тіроль

### Замки
- 1. Альтфінстермюнц (Altfinstermünz[de])
- 2. Амбрас.
- 3. Анрас[de]
- 4. Арнгольц[de]
- 5. Ахерайн[de]
- 6. Ашах[de]
- 7. Бернек
- 8. Біденеґґ
- 9. Брук[de]
- 10. Еренберґ
- 11. Гасеґґ[de]
- 12. Гайнфелс
- 13. Гофбурґ[de]
- 14. Зіґмундслюст[de]
- 15. Зіґмундсфрід[de]
- 16. Іттер
- 17. Кламм[de]
- 18. Куфштайн
- 19. Ландек[de]
- 20. Ланеґґ[de]
- 21. Лебенберґ[de]
- 22. Ленґберґ[de]
- 23. Ліхтенверт[de]
- 24. Маріяштайн[de]
- 25. Мартінсбюге[de]
- 26. Матцен[de]
- 27. Ментберґ[de]
- 28. Мюніхау[de]
- 29. Наудерсберґ[de]
- 30. Петерсберґ[de]
- 31. Нойматцен[de]
- 32. Нойштаркенберґ[de]
- 33. Ротгольц[de]
- 34. Трацберґ[de]
- 34. Фройндберґ[de]
- 35. Фрідберґ[de]
- 36. Фюґен[de]
- 37. Шнеєбурґ[de]

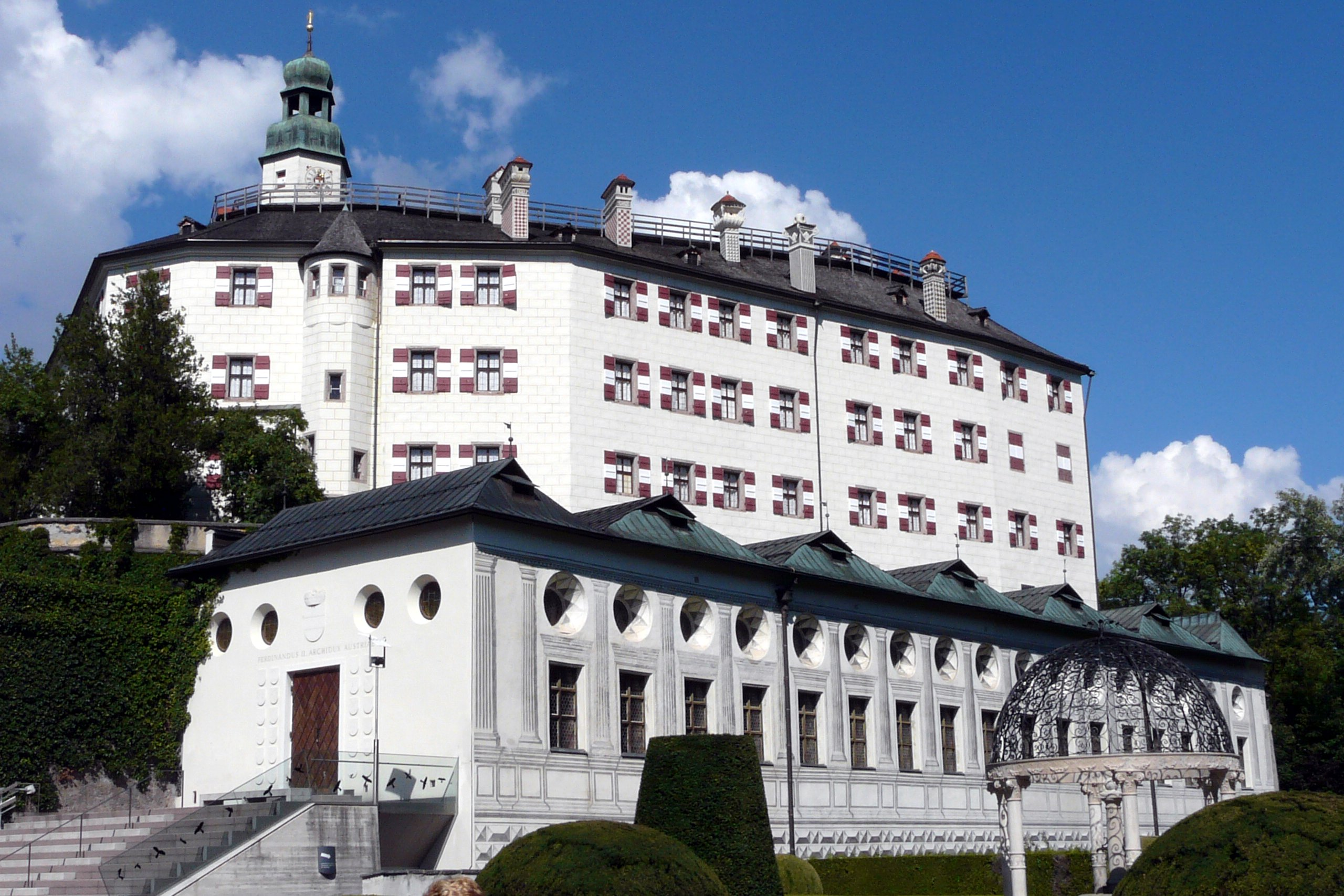
2. Замок Амбрас
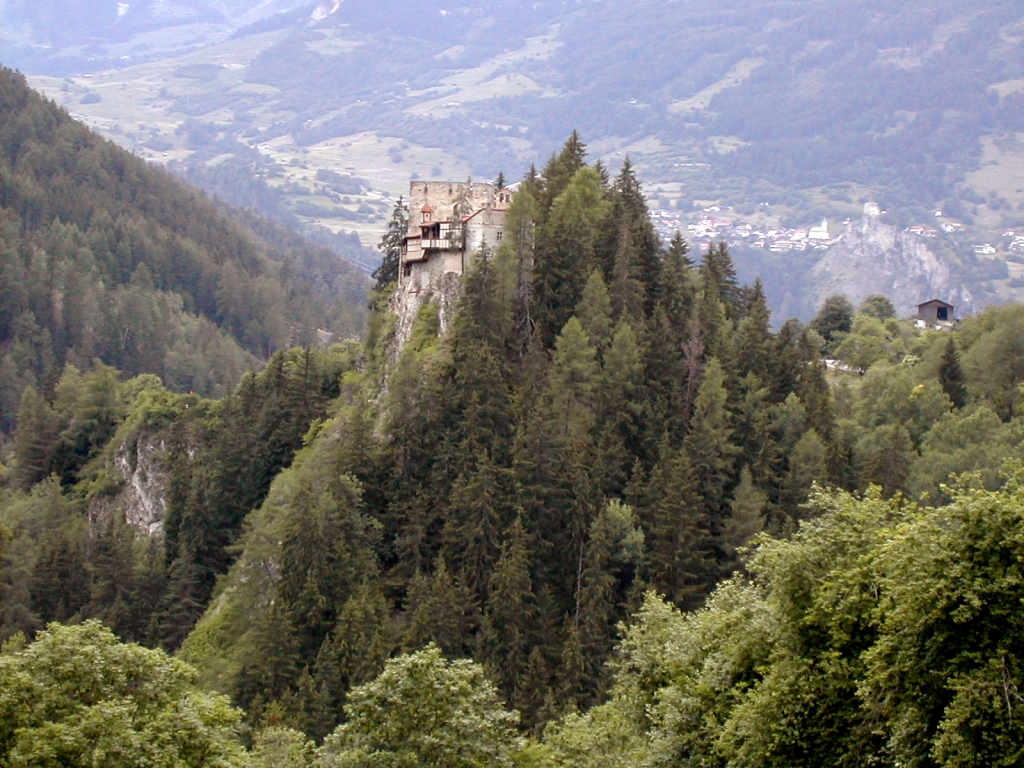
7. Замок Бернек
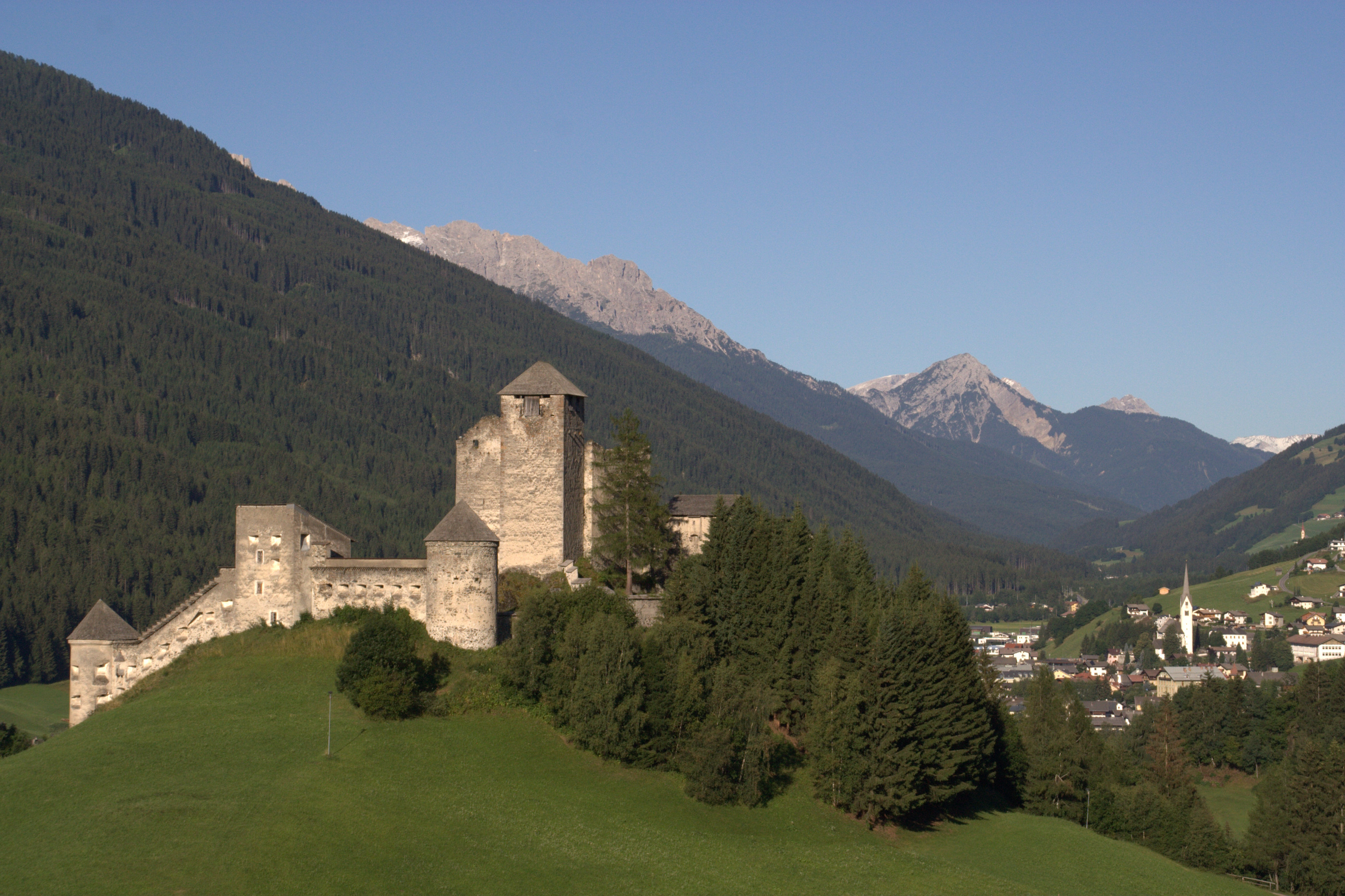
12. Замок Гайнфелс
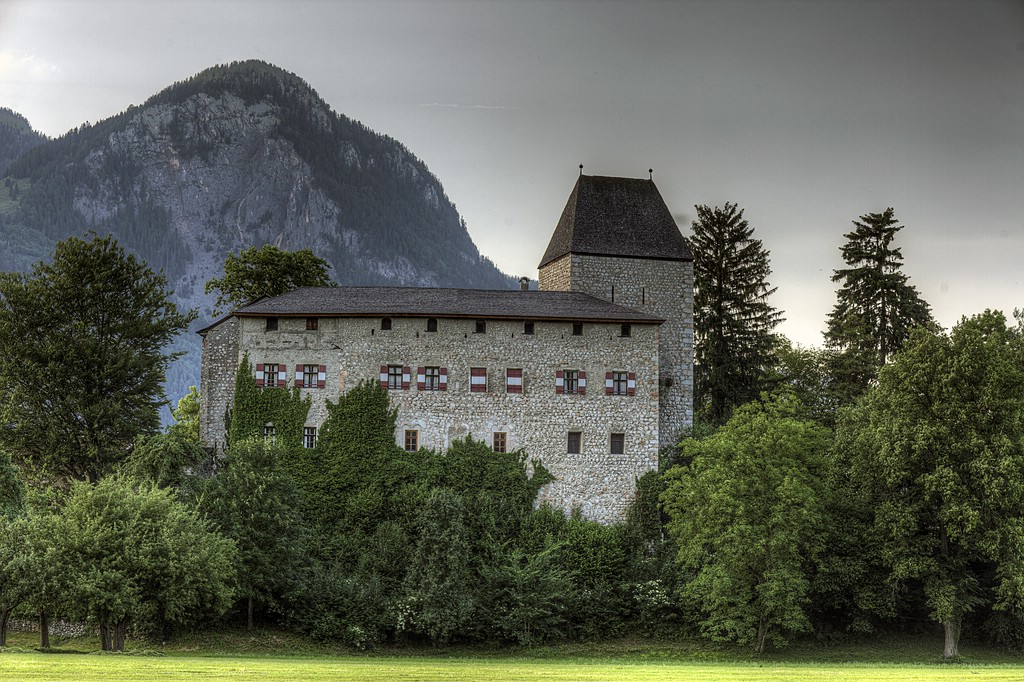
23. Замок Ліхтенверт
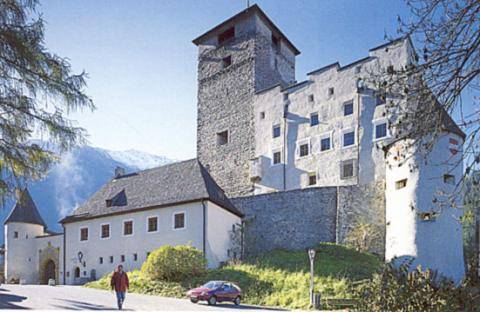
19. Замок Ландек
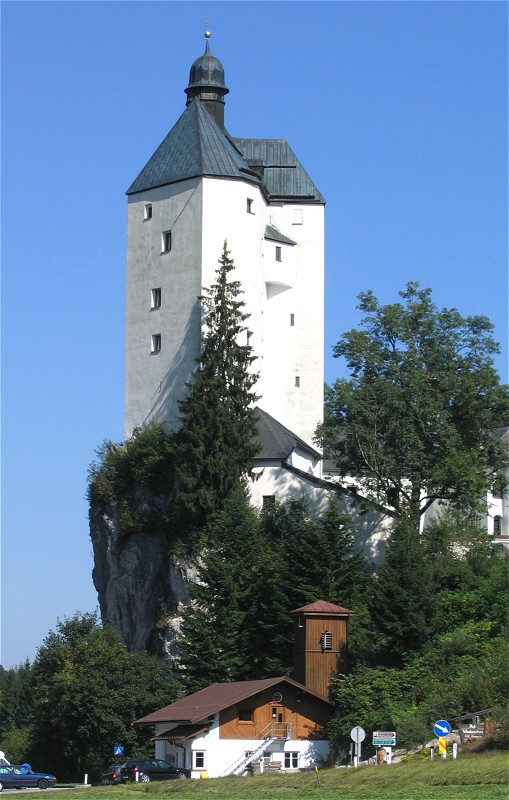
24. Замок Маріяштайн
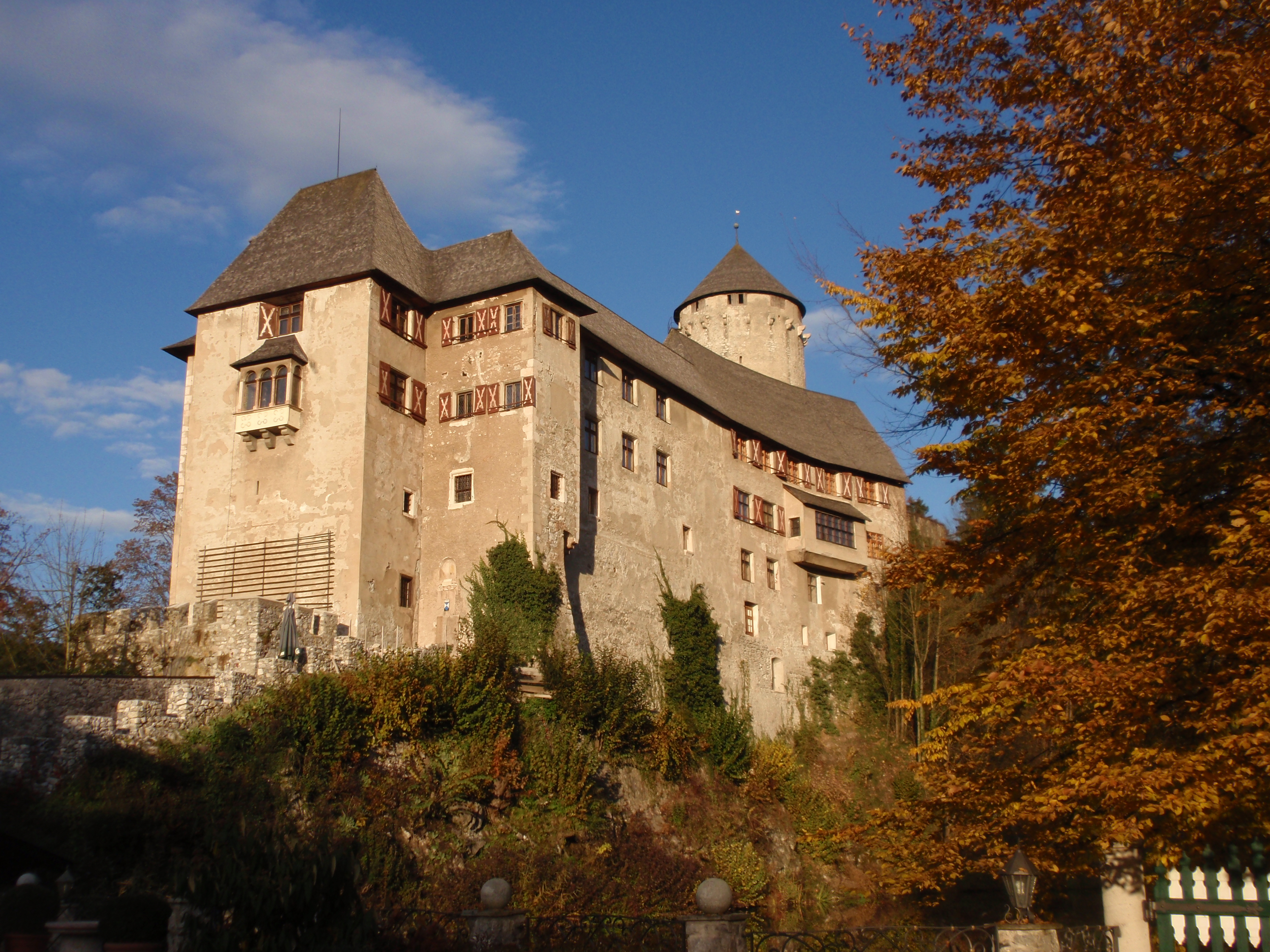
26. Замок Матцен
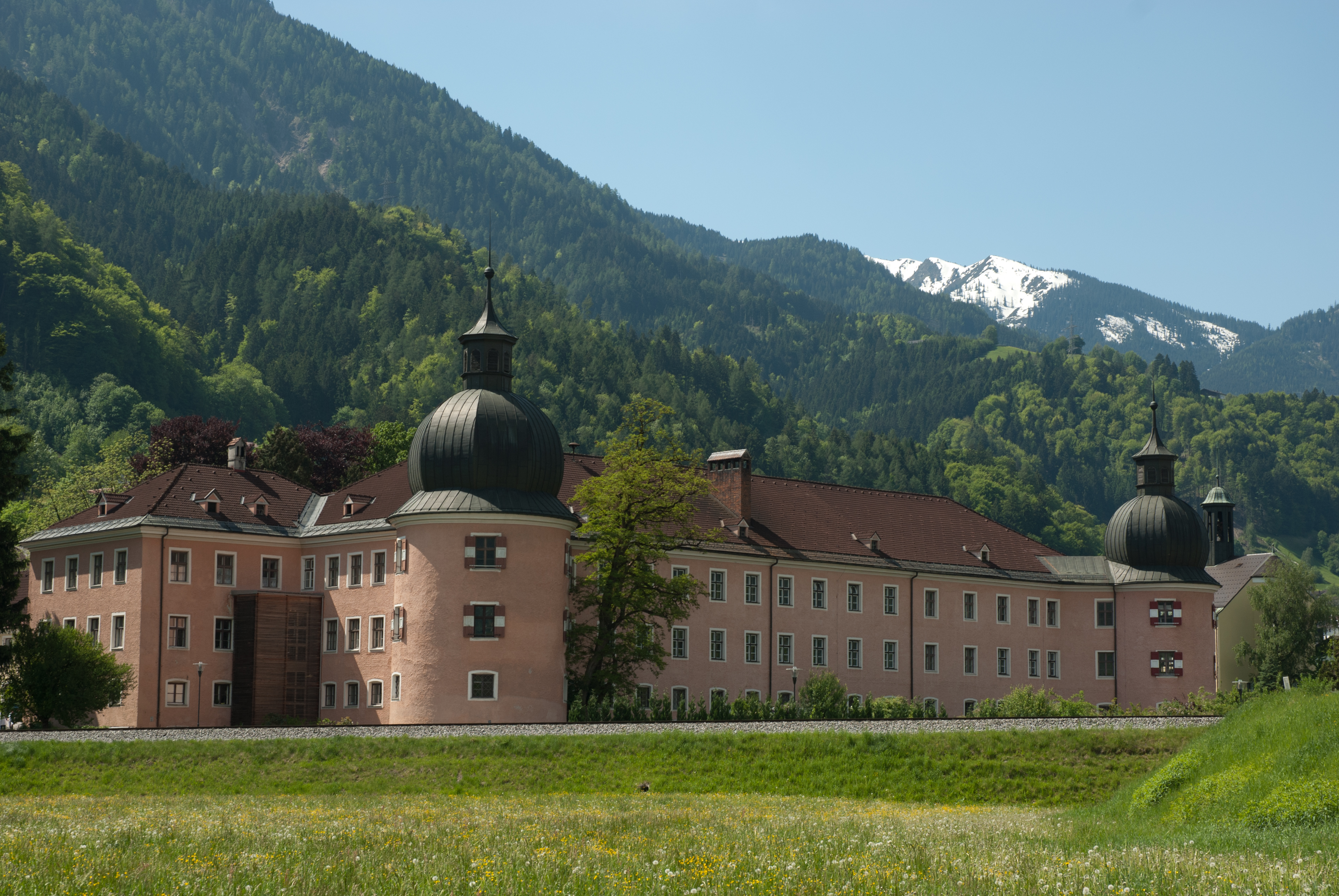
33. Замок Ротгольц
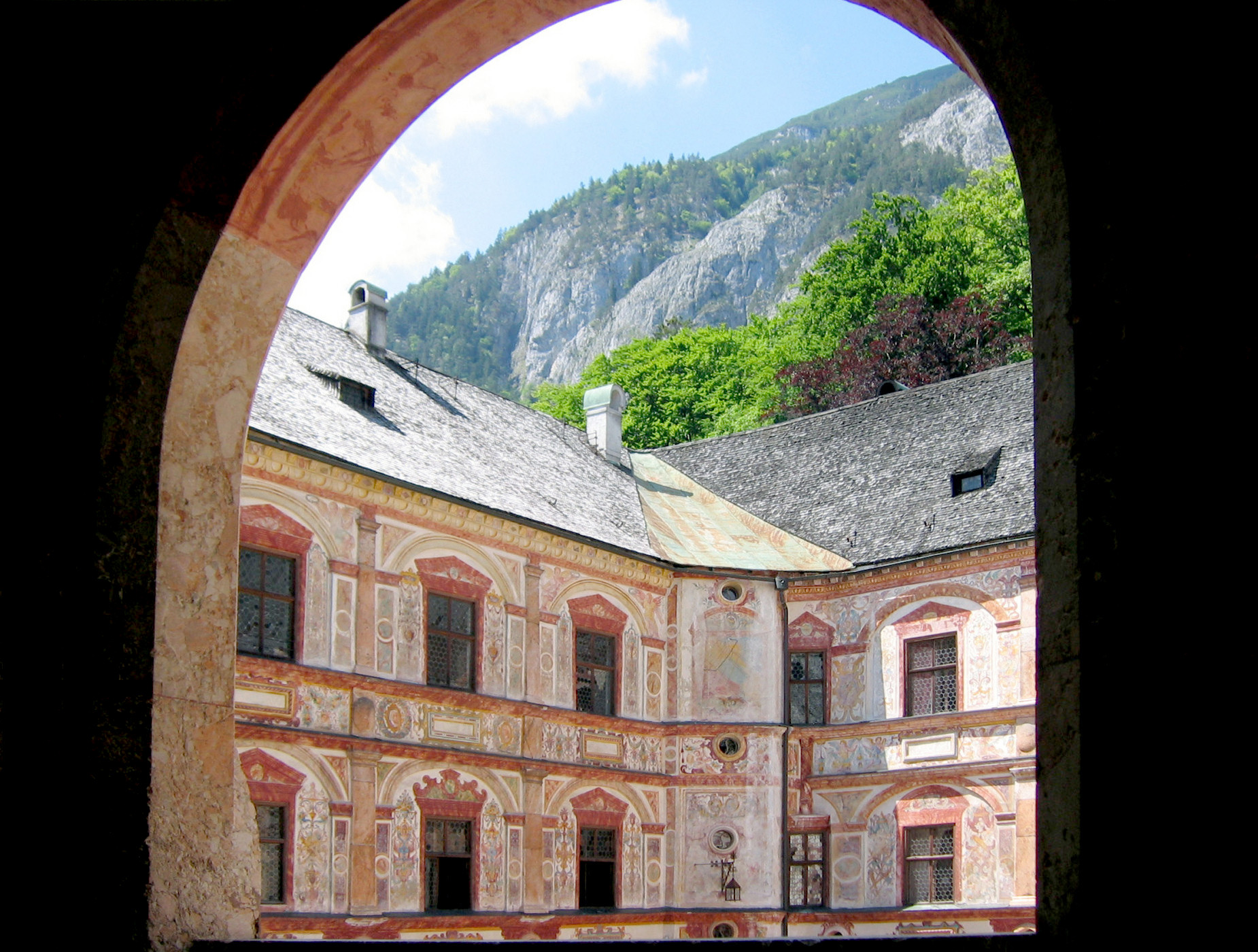
34. Замок Фройндберґ
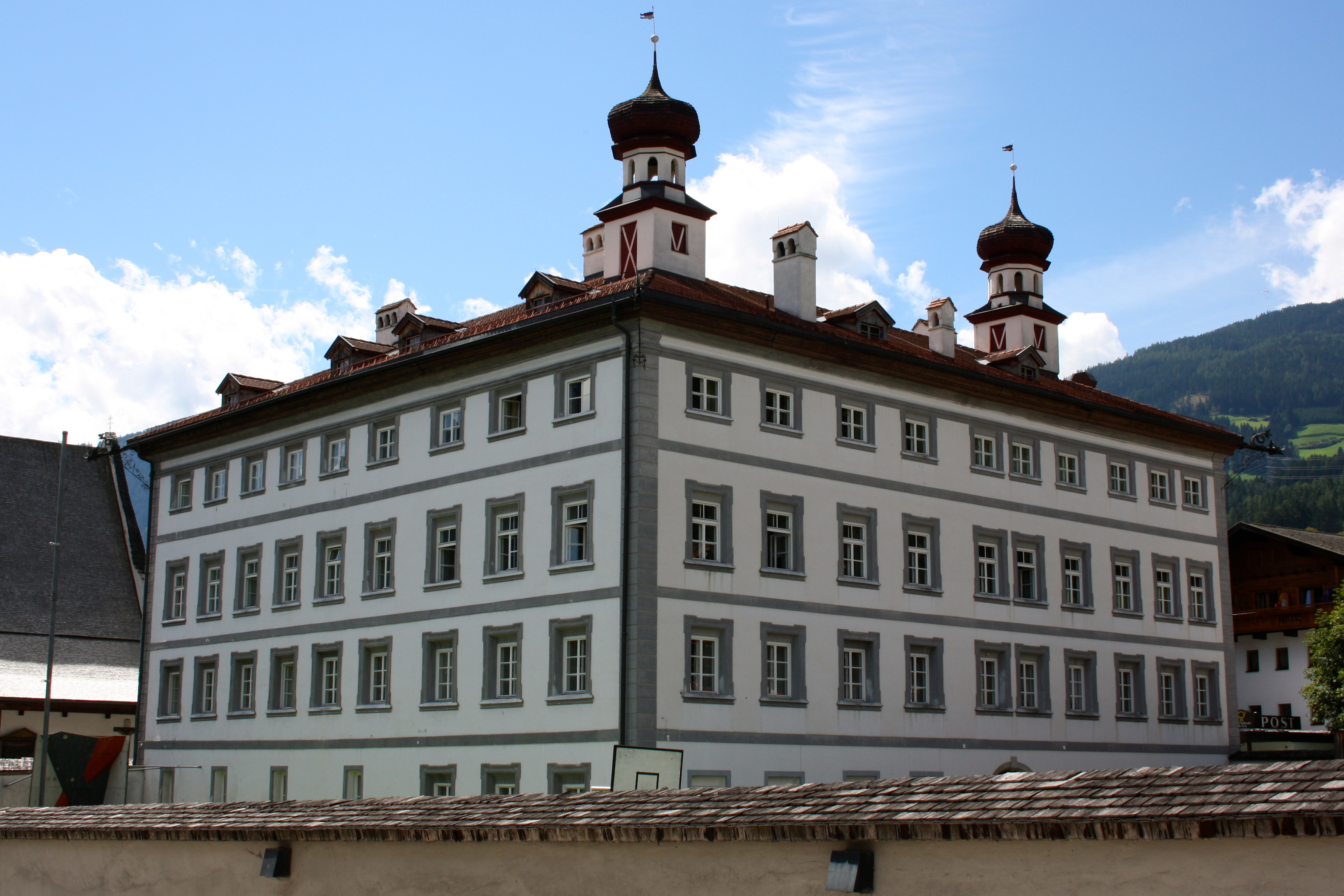
36. Замок Фюґен

### Руїни замків
- 1. Валленштайн[de]
- 2. Вісберґ[de]
- 3. Кінбурґ [de]
- 4. Кронбург
- 5. Лаудеґґ
- 6. Лох[de]
- 7. Ной-Реттенберґ[de]
- 8. Рабенштайн[de]
- 9. Роттенбурґ[de]
- 10. Таур[de]
- 11. Тірберґ
- 12. Філзеґґ[de]
- 13. Фрагенштайн[de]
- 14. Шрофенштайн

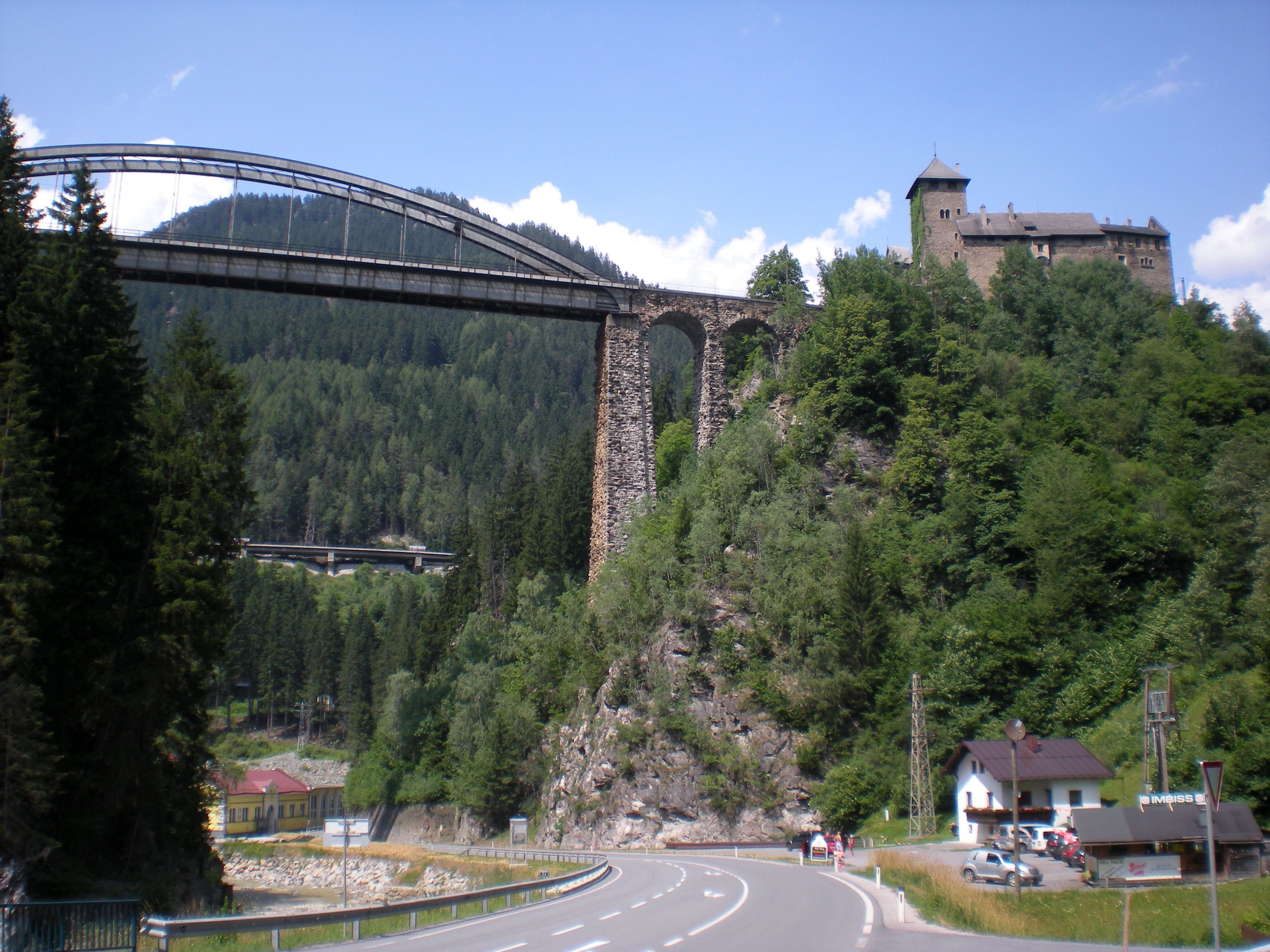
2. Замок Вісберґ
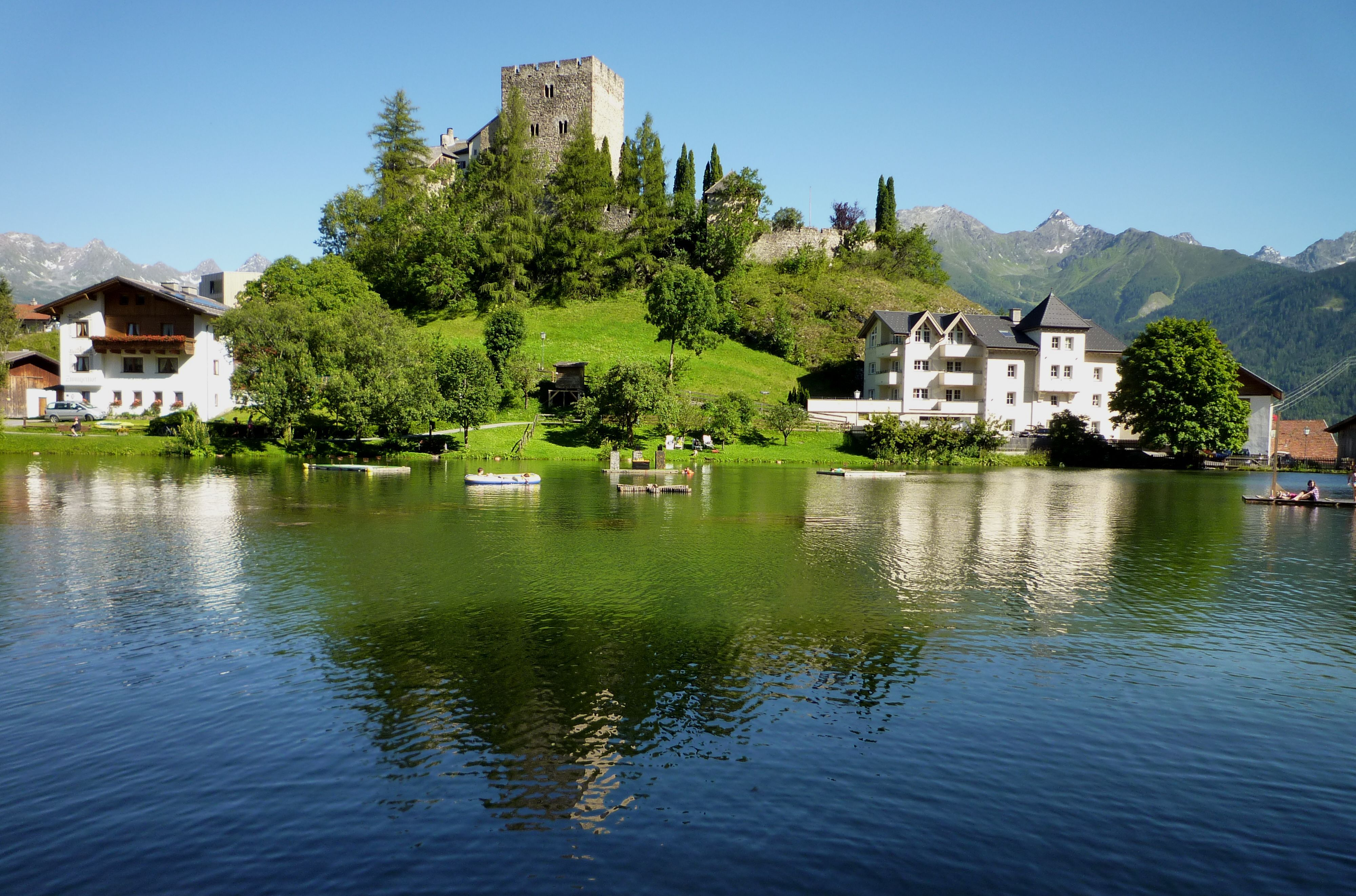
5. Замок Лаудеґґ
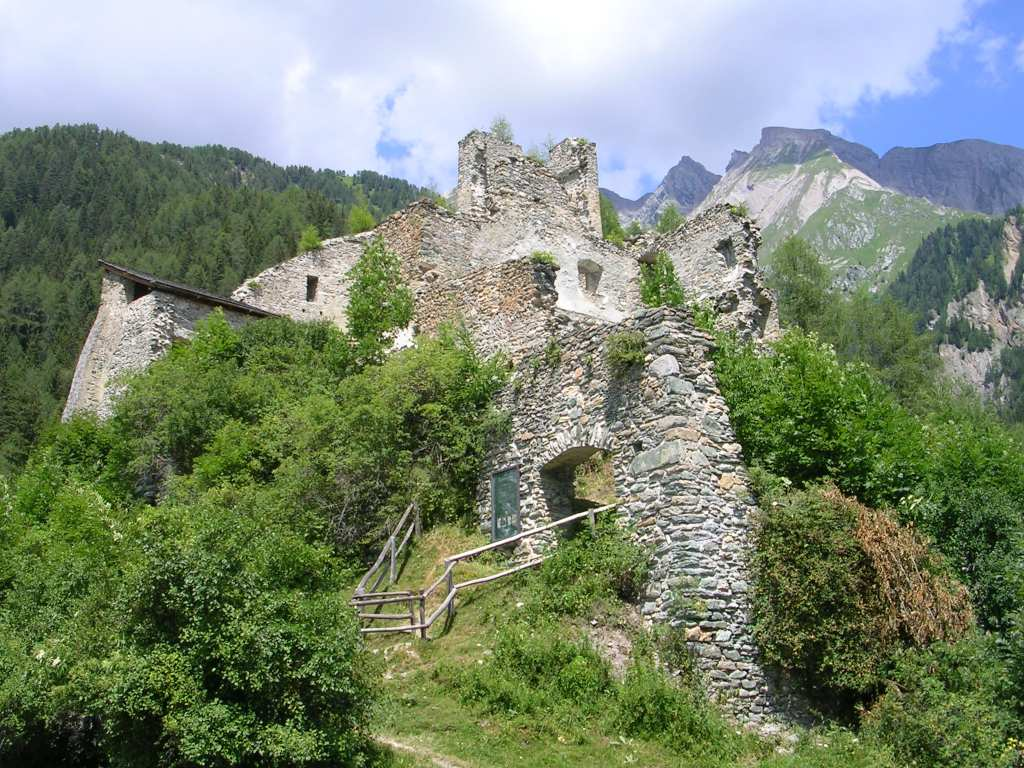
8. Замок Рабенштайн
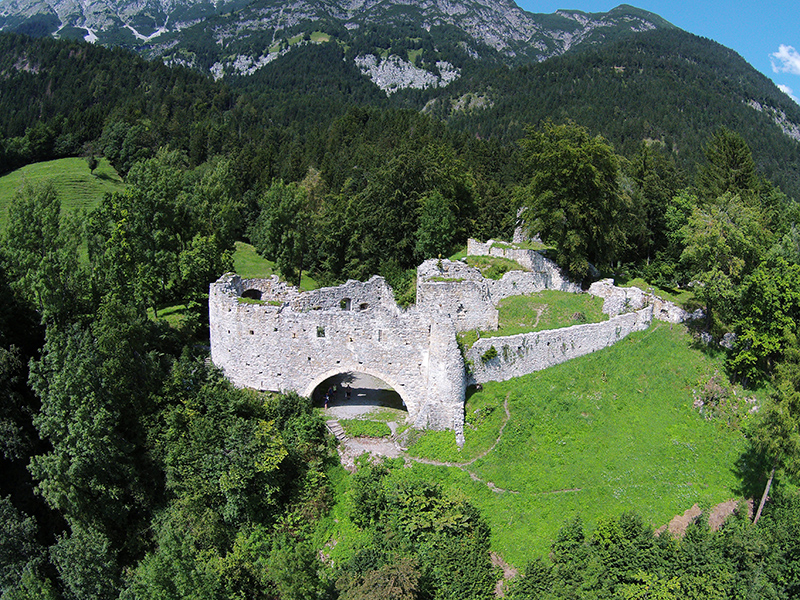
10. Замок Таур
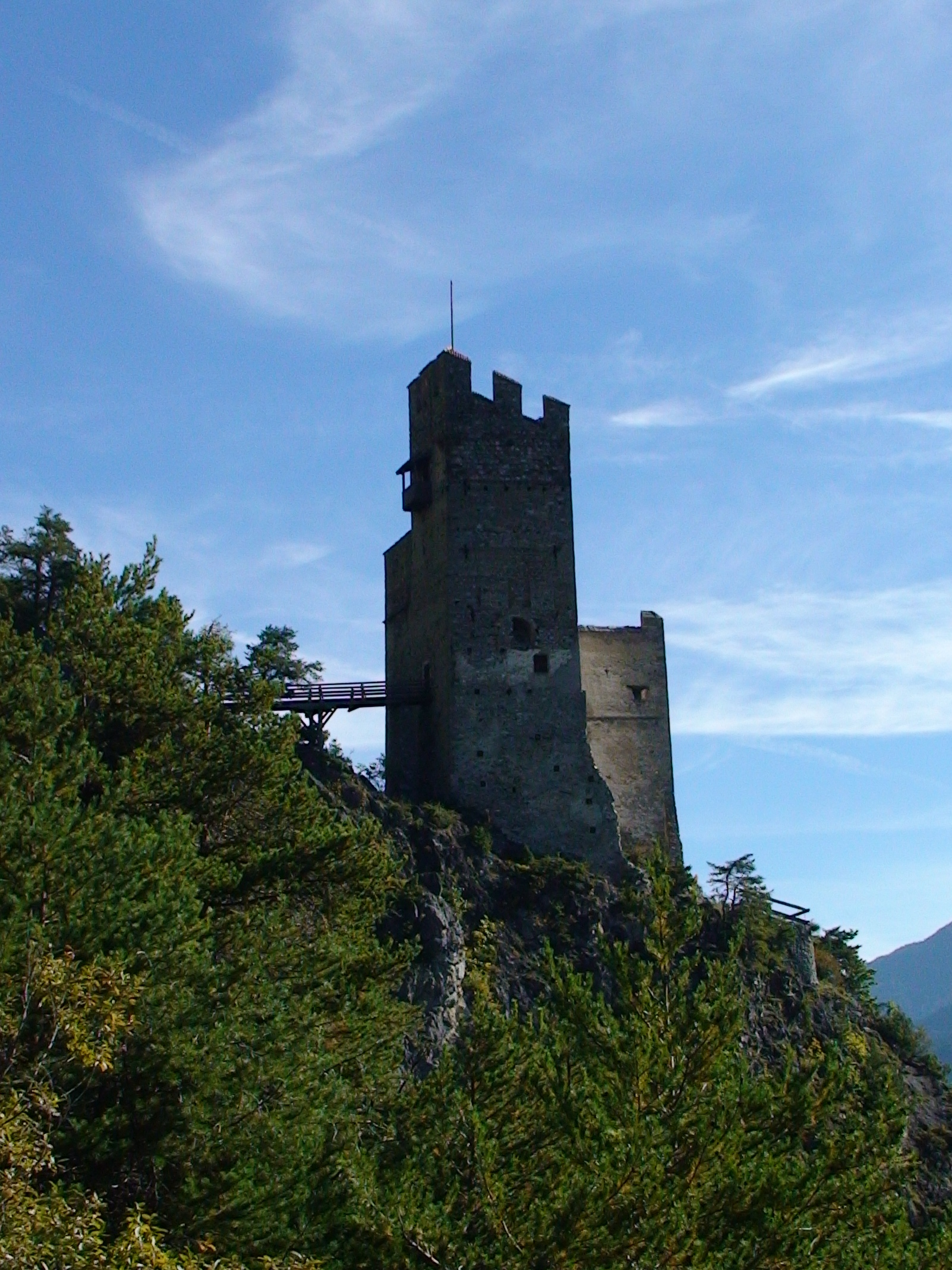
14. Замок Шрофенштайн

## Форарльберг

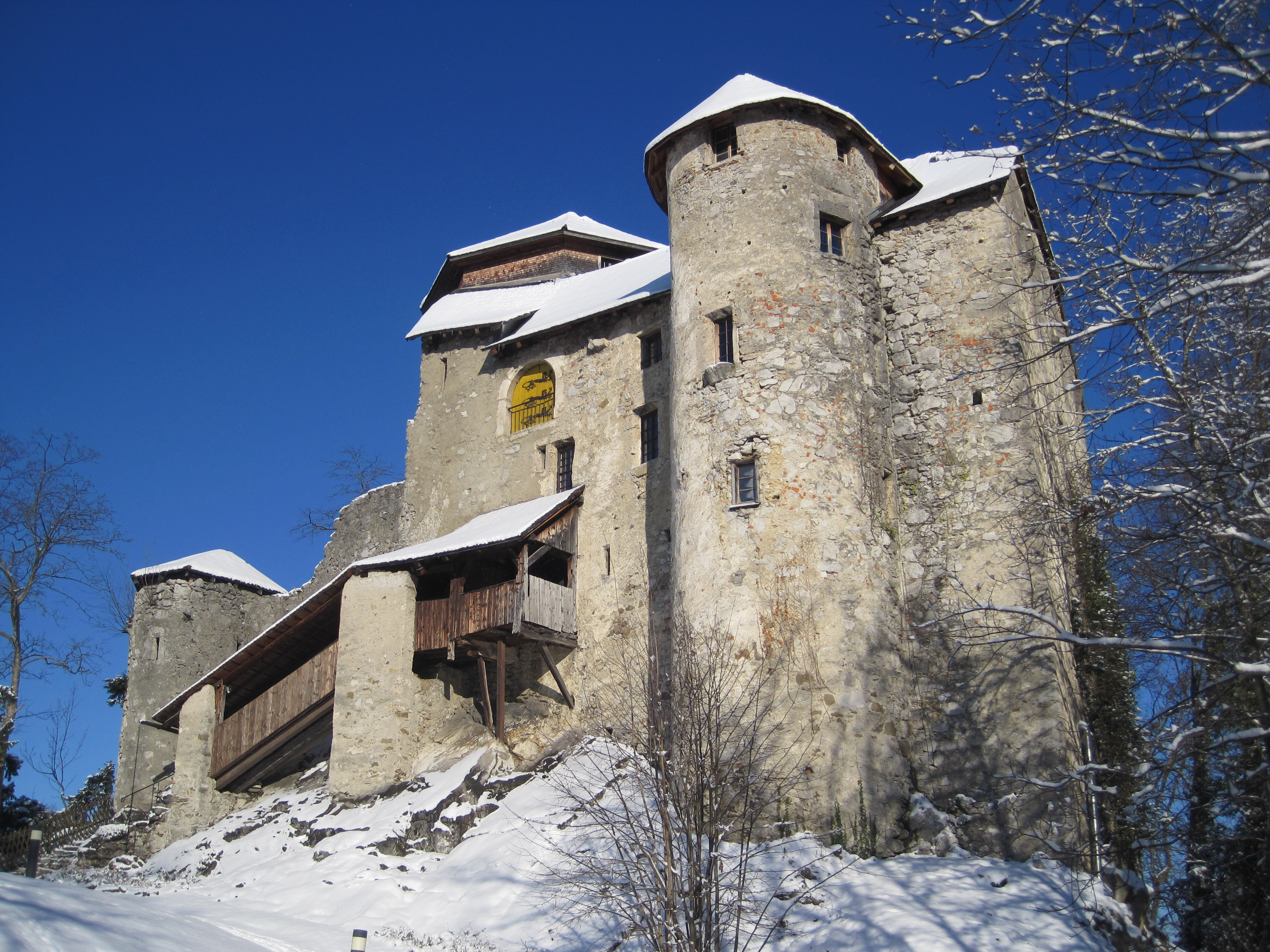
8. Замок Ной-Емс

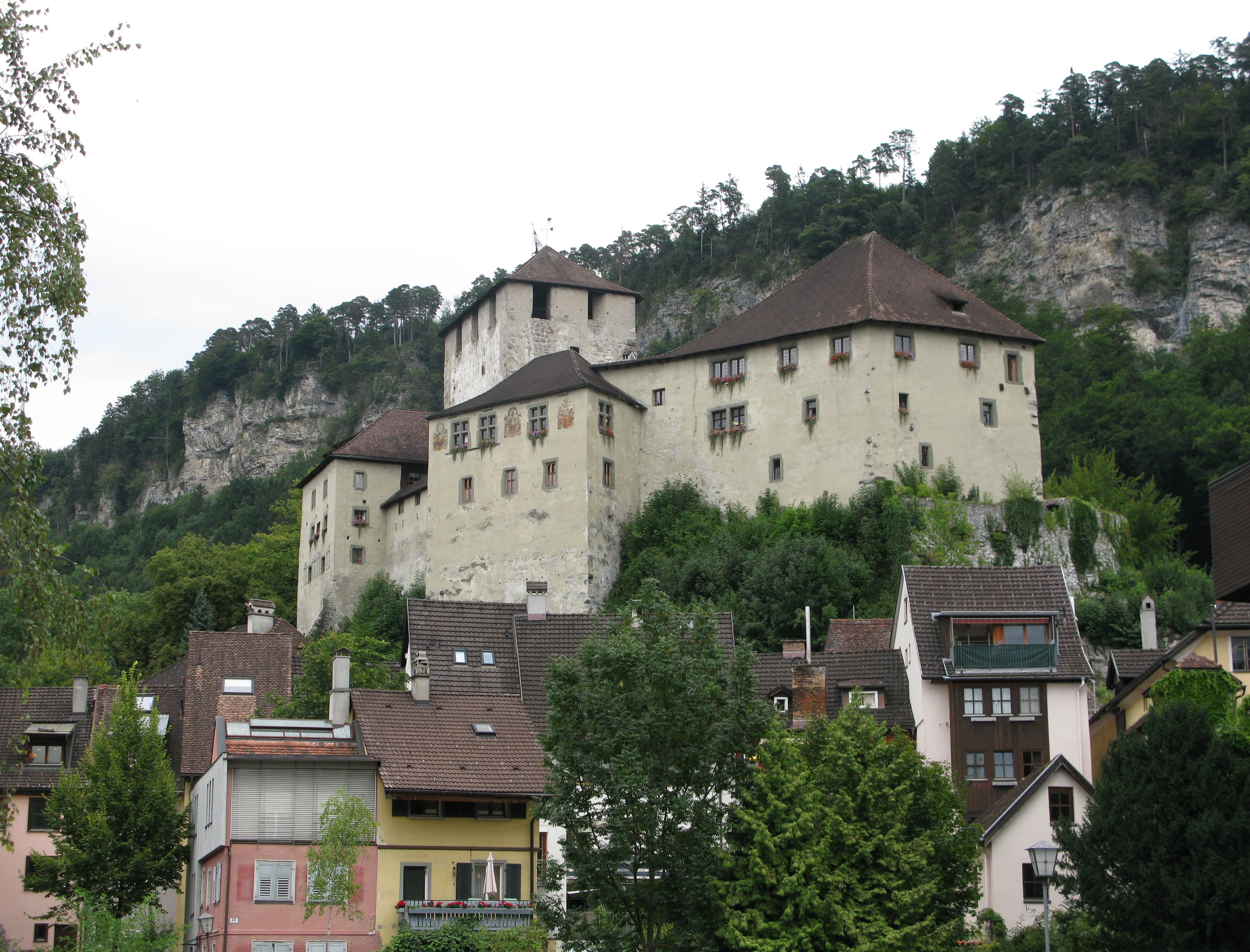
9. Замок Шаттенбурґ

### Замки
- 1. Вольффурт[de]
- 2. Ґаєнгофен[de]
- 3. Гогенбреґенц[de]
- 4. Гогенемс[de]
- 5. Гофен[de]
- 6. Зондерберґ[de]
- 7. Міттельвайгербурґ (Mittelweiherburg[de])
- 8. Ной-Емс
- 9. Шаттенбурґ

### Руїни замків
- 1. Альт-Емс (Alt-Ems[de])
- 2. Блюменеґґ[de]
- 3. Зіґберґ[de]
- 4. Зонненберґ[de]
- 5. Ной-Монтфорт[de]
- 6. Нойбурґ[de]
- 7. Рамшваґ[de]
- 8. Розенеґґ[de]
- 9. Руггбурґ (Ruggburg[de])
- 10. Тостерс[de]
- 11. Фалькаітіль[de]
- 12. Яґтберґ[de]

4. Замок Гогенемс
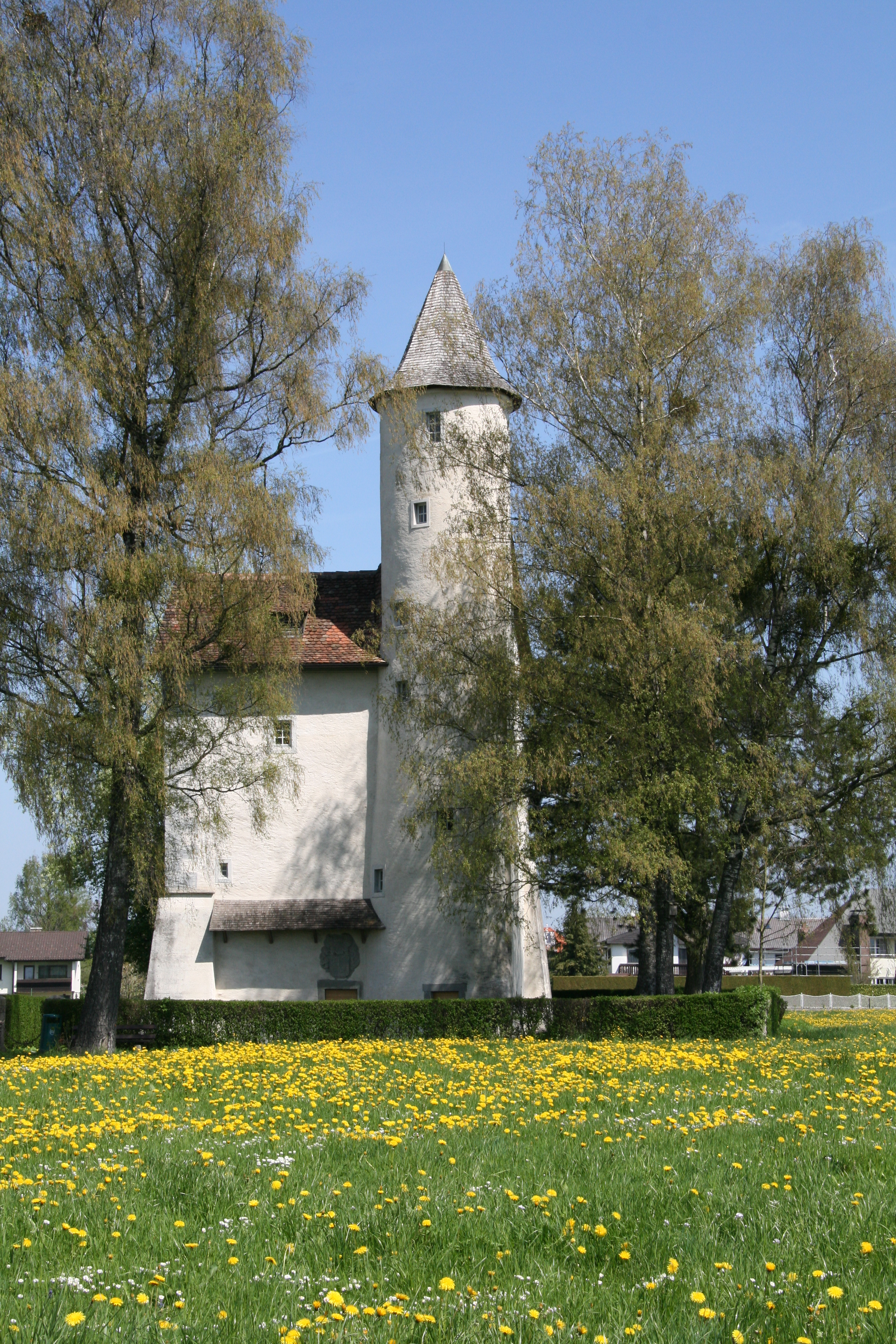
7. Замок Міттельвайгербурґ
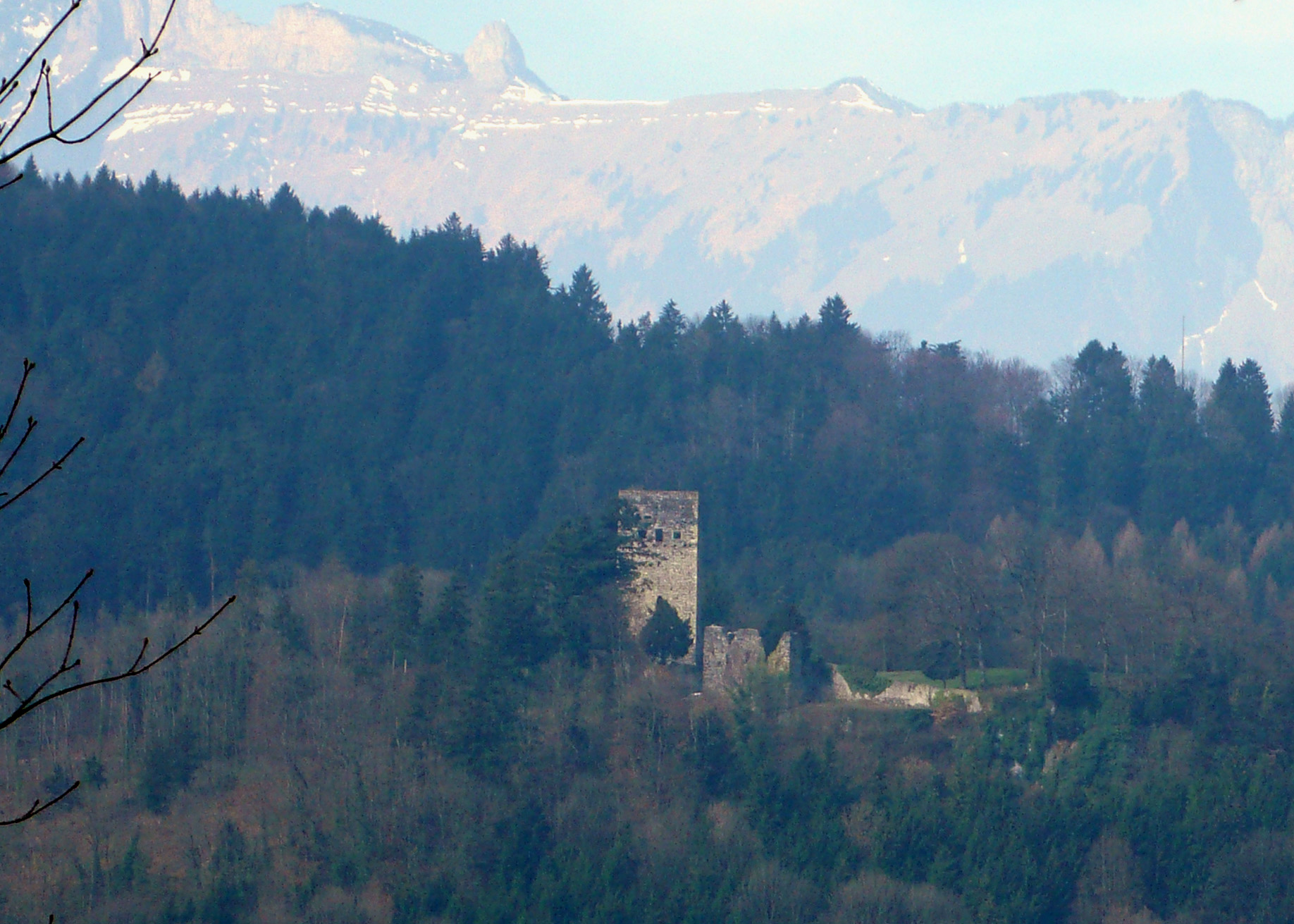
10. Замок Тостерс
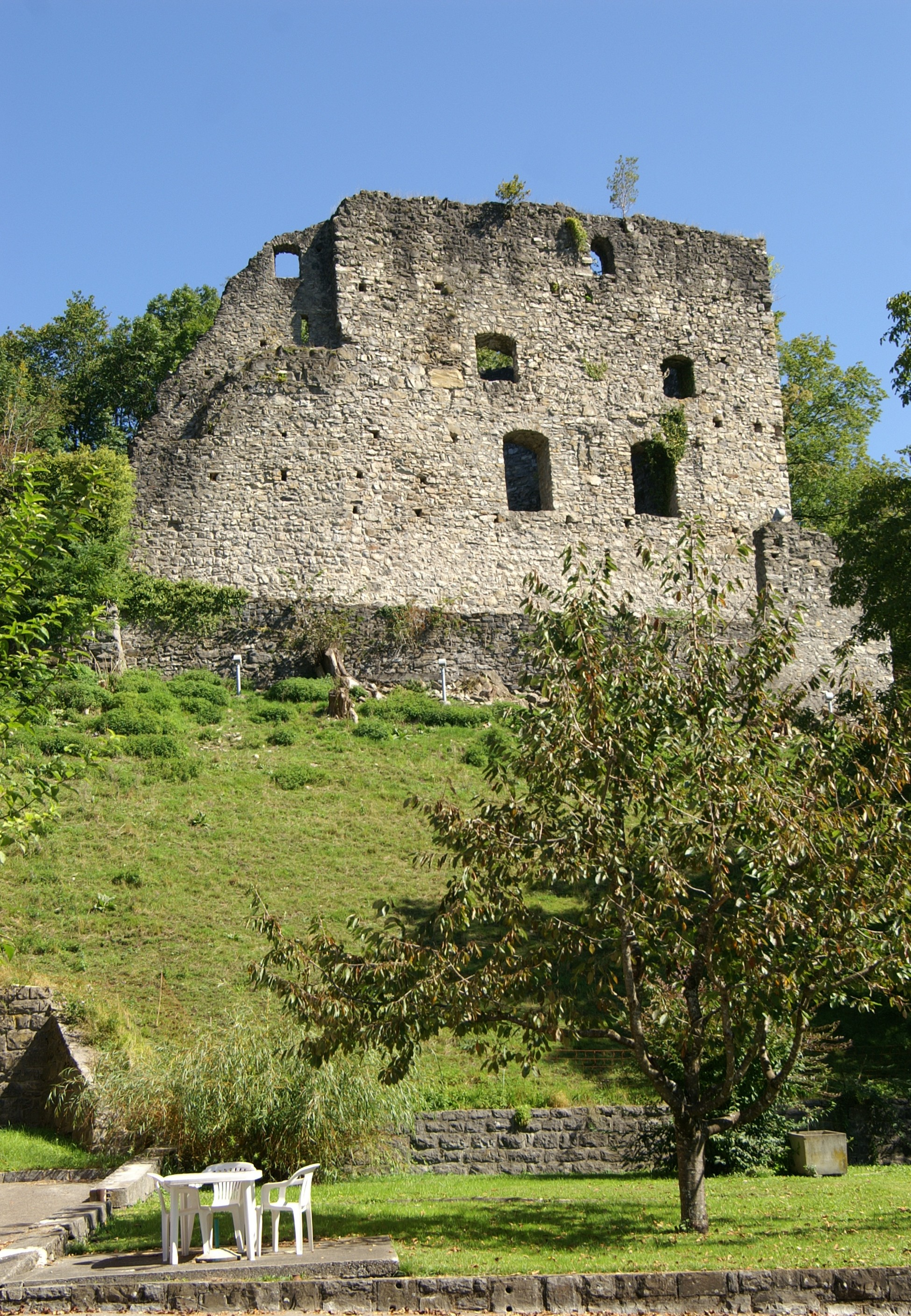
12. Замок Яґтберґ

## Штирія

### Замок
- 1. Айхберґ[de]
- 2. Альґерсдорф[de]
- 3. Альт-Кайнах[de]
- 4. Альтенберґ[de]
- 5. Бертольдштайн[de]
- 6. Вайнбурґ ам Сассбах[de]
- 7. Веєр[de]
- 8. Ґабельгофен[de]
- 9. Ґ'яйдгоф[de]
- 10. Грац Замкова гора[de]
- 11. Гайнфельд[de]
- 12. Галлершлосс[de]
- 13. Гартберґ[de]
- 14. Герберштайн
- 15. Голленеґґ[de]
- 16. Дойчландсберґ[de]
- 17. Дорнгофен[de]
- 18. Еґґенберґ
- 19. Еренгаузен[de]
- 20. Зеґґау[de]
- 21. Йонсдорф[de]
- 22. Кайнбах[de]
- 23. Кайнберґ[de]
- 24. Кайзерау[de]
- 25. Капфенштайн[de]
- 26. Кассеґґ[de]
- 27. Корнберґ[de]
- 28. Лаубеґґ[de]
- 29. Ліхтенштайн[de]
- 30. Мозергоф[de]
- 31. Нойберґ[de]
- 32. Нойгаус[de]
- 33. Оберкампфенберґ
- 34. Обермаєргофен[de]
- 35. Оттерсбах[de]
- 36. Пернеґґ[de]
- 37. Планкенварт[de]
- 38. Поппендорф[de]
- 39. Рабенштайн[de]
- 40. Райнталь[de]
- 41. Райтенреґґ[de]
- 42. Рецгоф[de]
- 43. Ріґерсбурґ
- 44. Рьотелштайн[de]
- 45. Ротенфелс
- 46. Талберґ[de]
- 47. Таузендлюст[de]
- 48. Таннеґґ[de]
- 49. Траутенфельс[de]
- 50. Тьорл[de]
- 51. Унтергал[de]
- 52. Файштріц[de]
- 53. Фестенбурґ[de]
- 54. Фрауенталь[de]
- 55. Фрайберґ[de]
- 56. Шіллайтен[de]
- 57. Штайнц[de]
- 58. Штайн[de]
- 59. Штубенберґ[de]

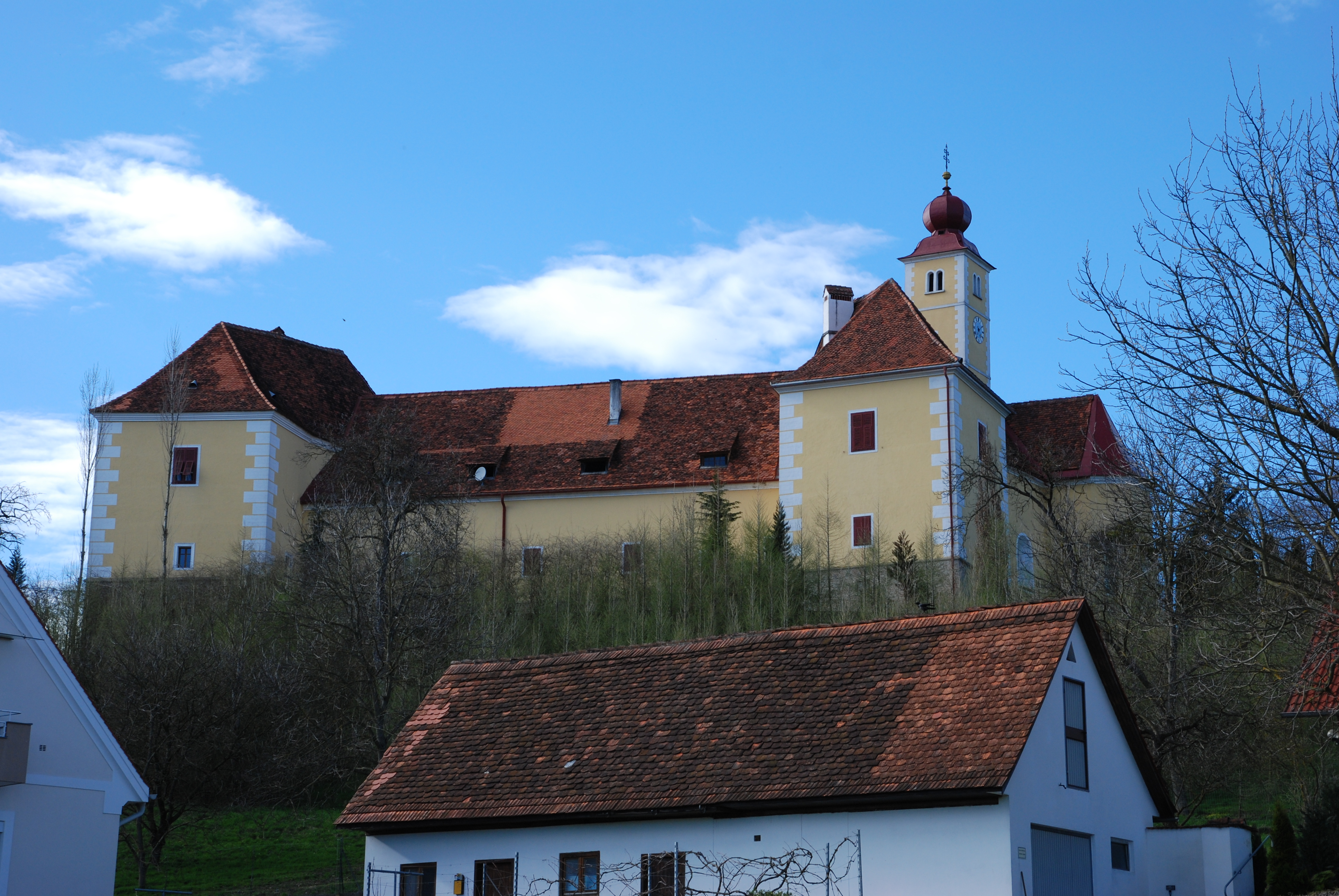
6. Замок Вайнбурґ ам Сассбах
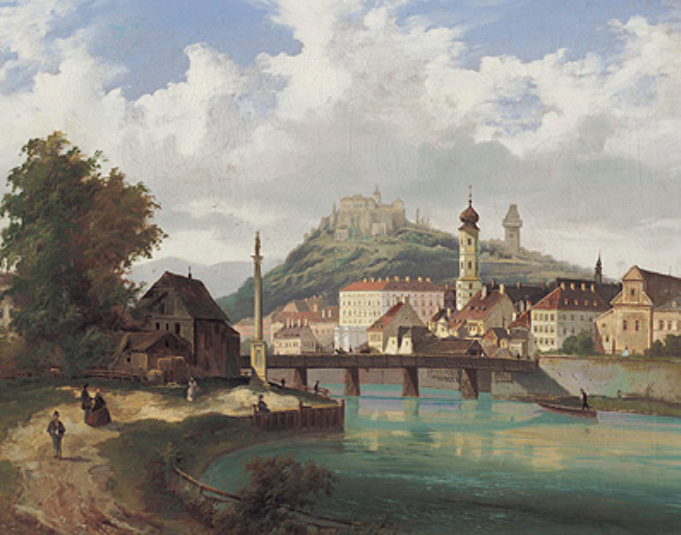
10. Замкова гора Грацу
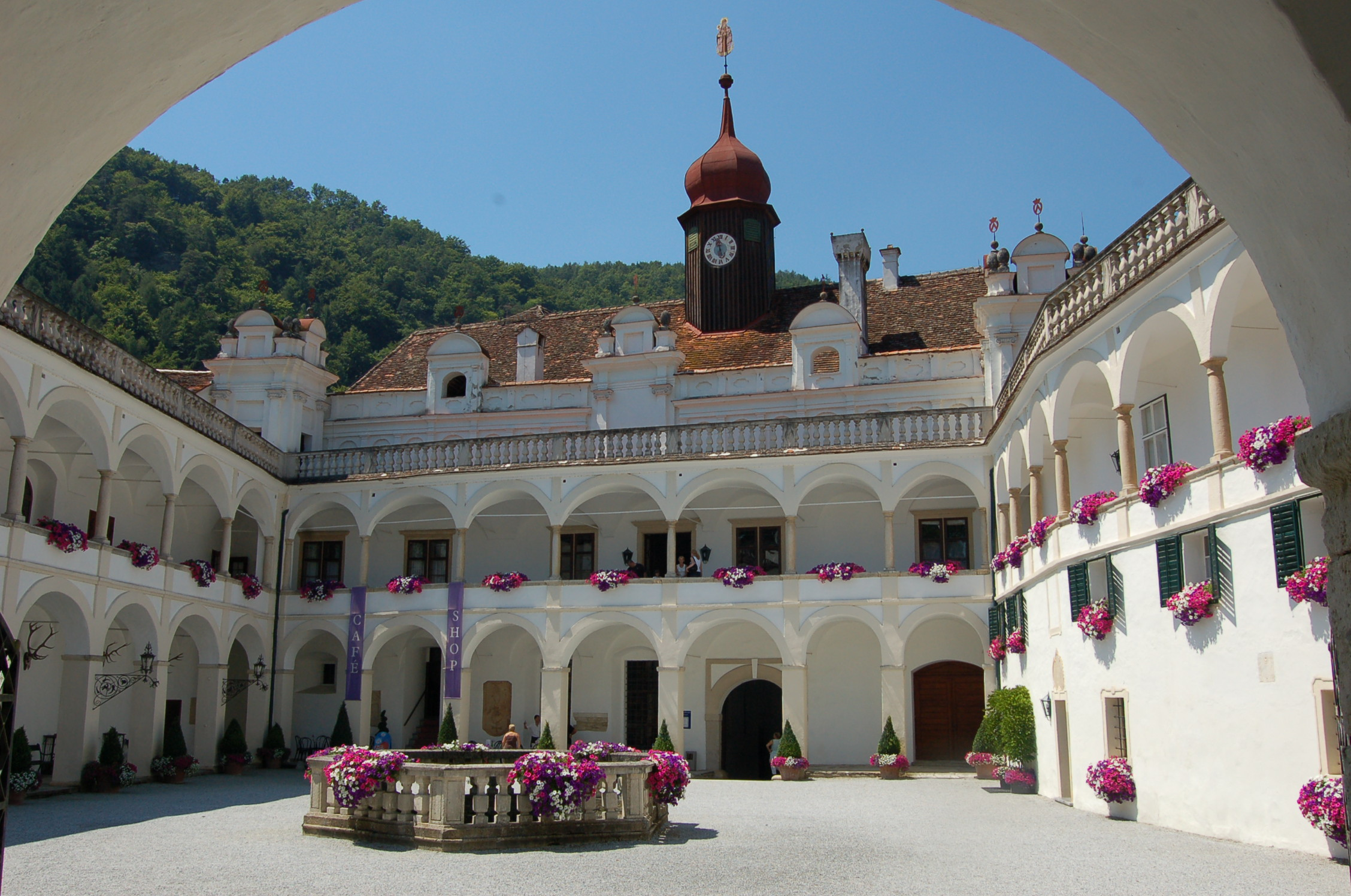
14. Замок Герберштайн
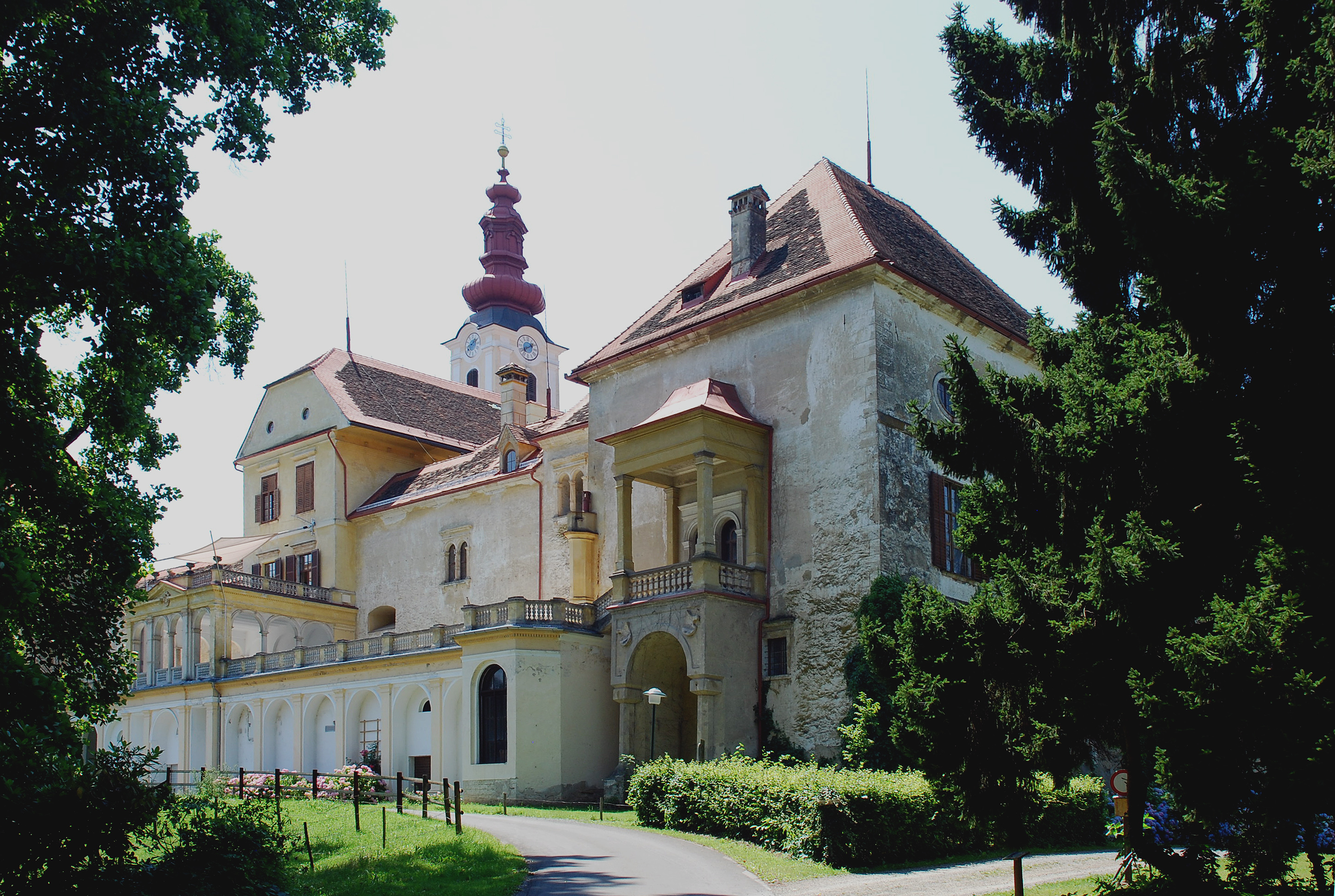
15. Замок Голленеґґ
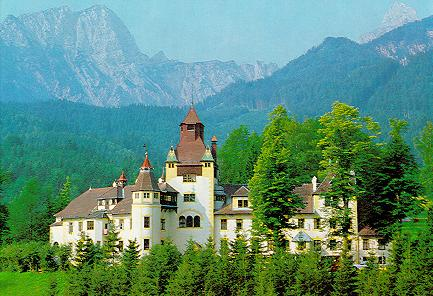
26. Замок Кассеґґ
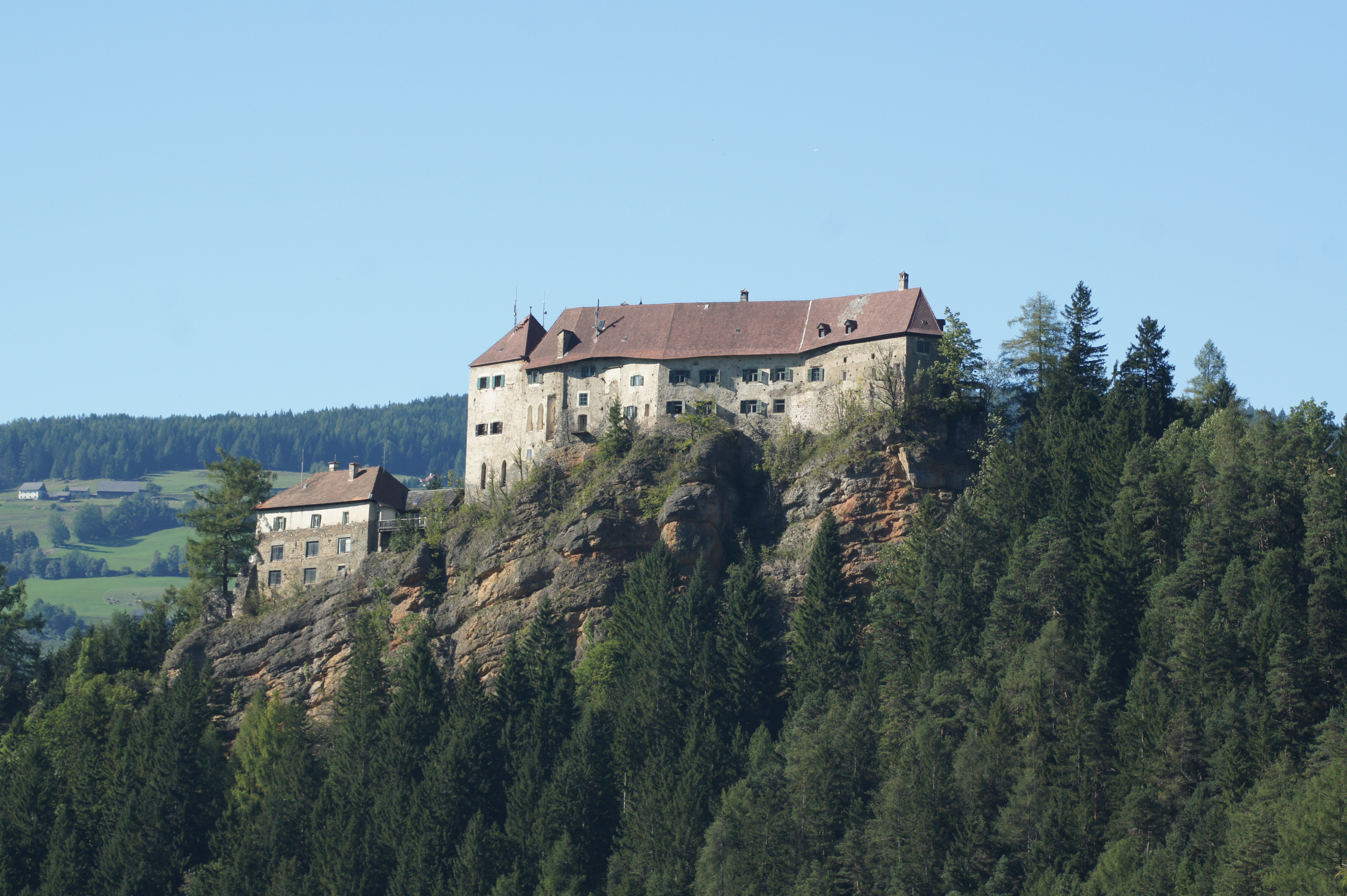
45. Замок Ротенфелс
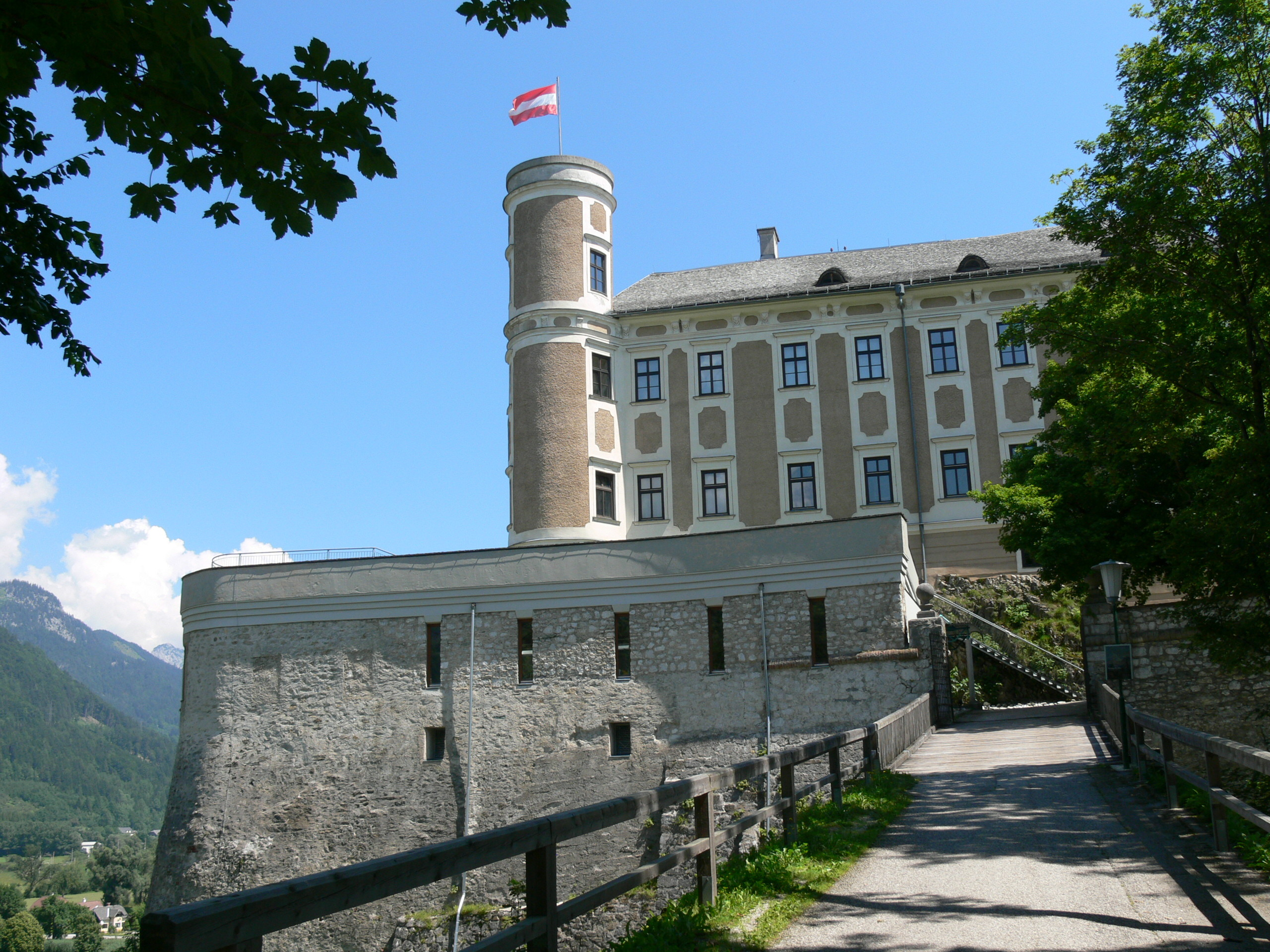
49. Замок Траутенфельс
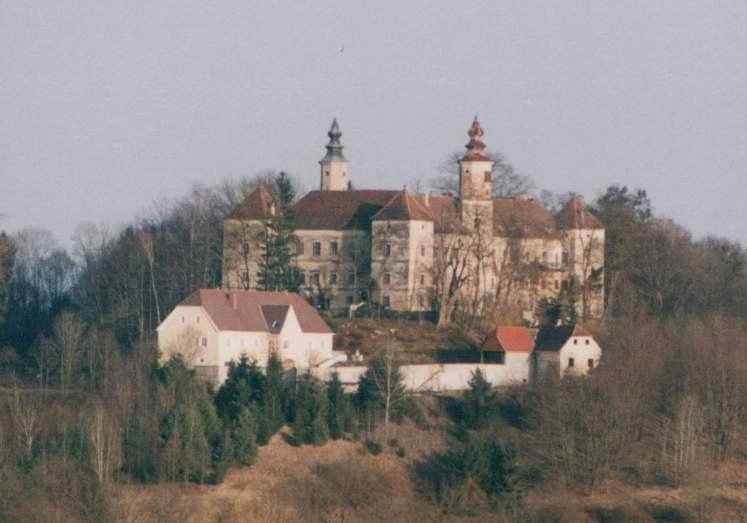
55. Замок Фрайберґ
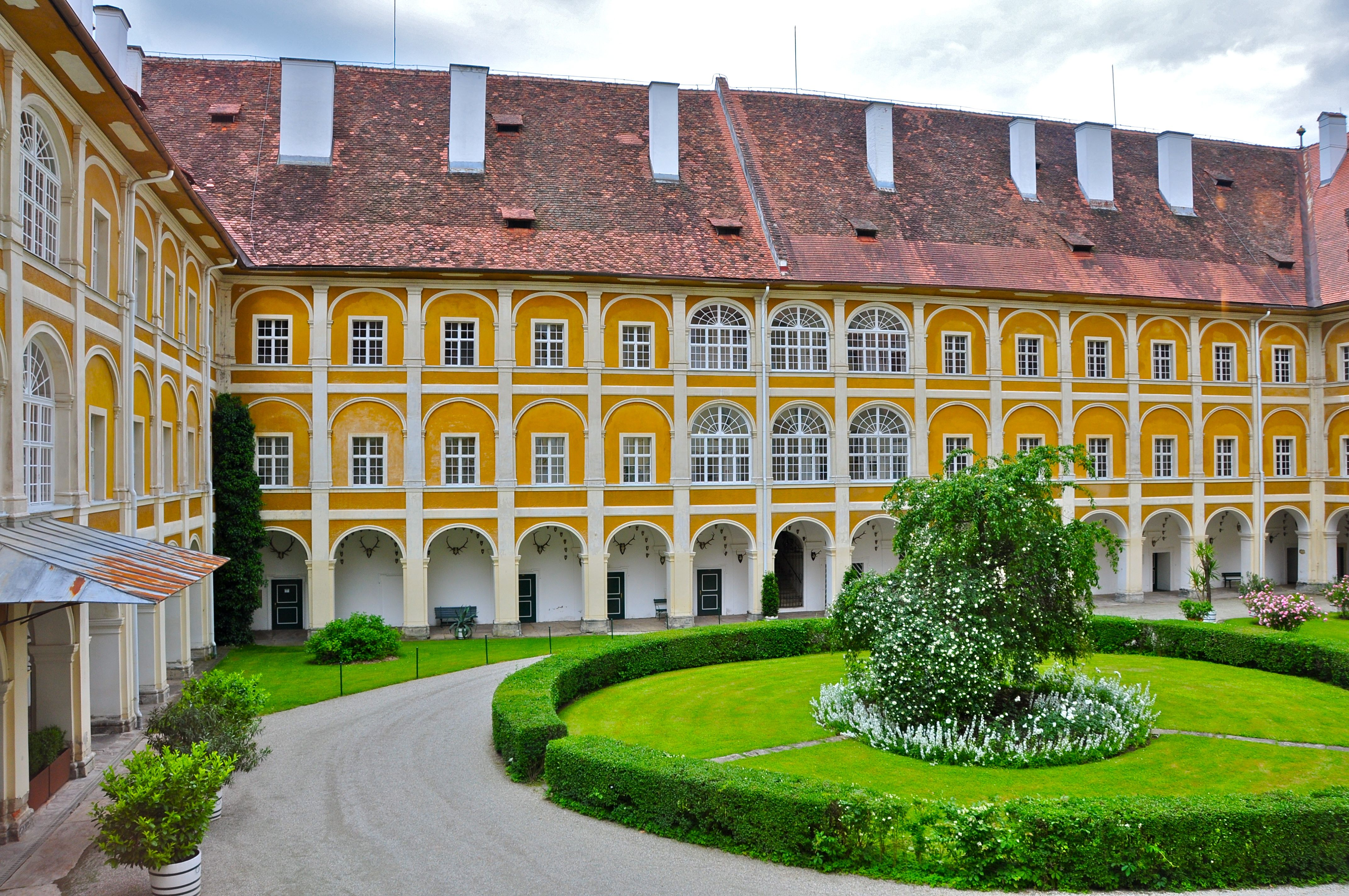
57. Замок Штайнц
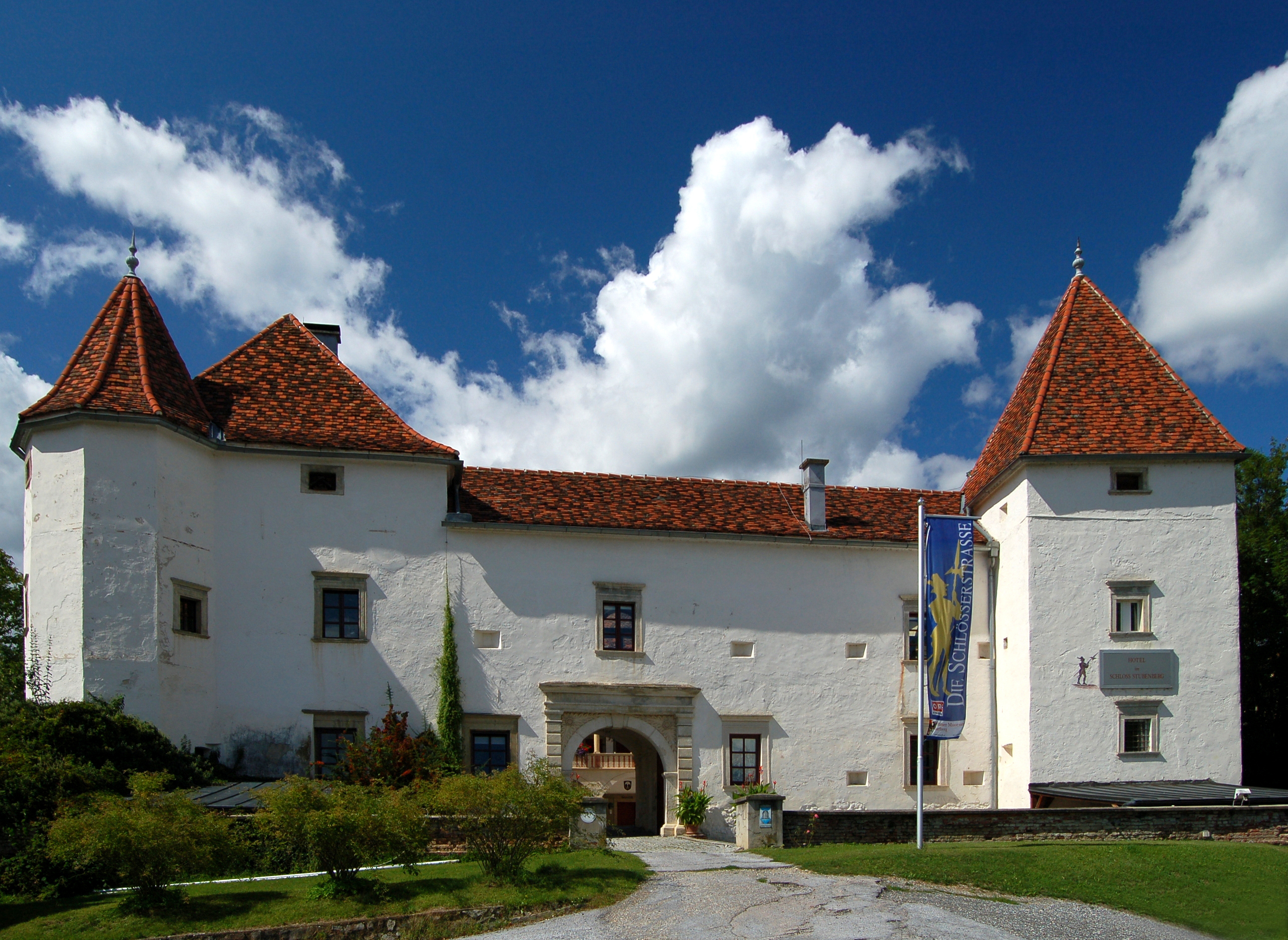
59. Замок Штубенберґ

### Руїни замку

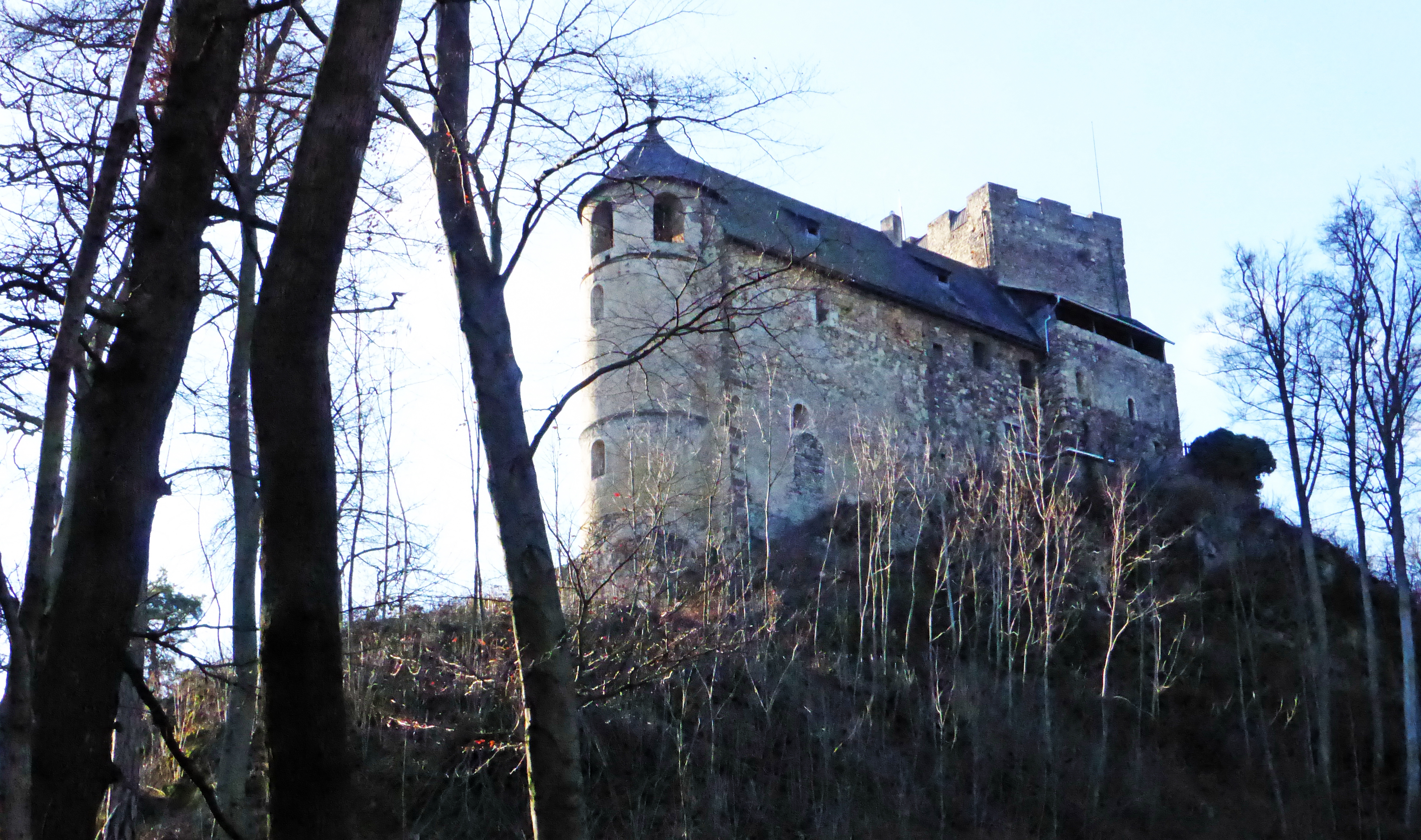
6. Замок Ґестінґ

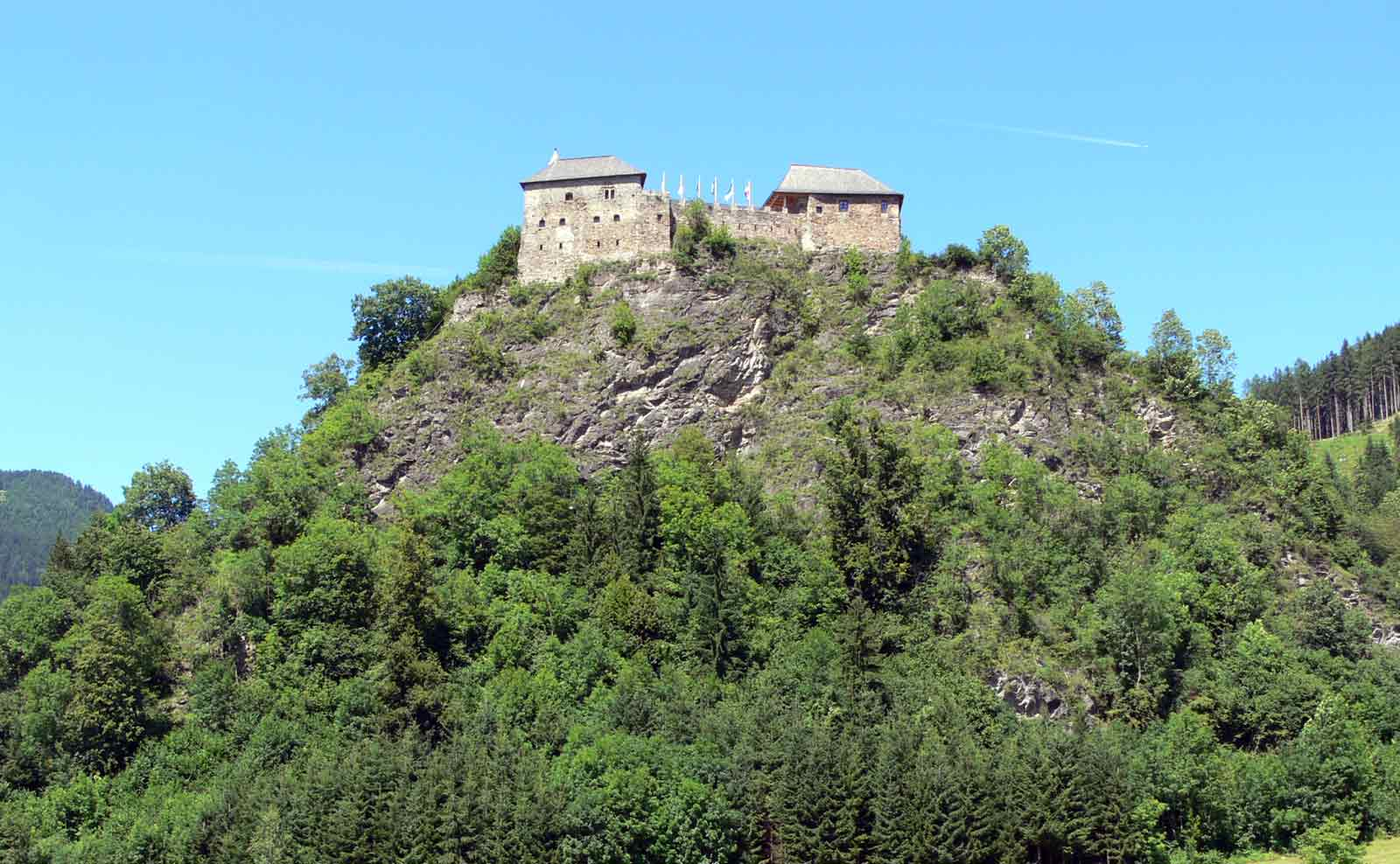
9. Замок Дюрнштайн

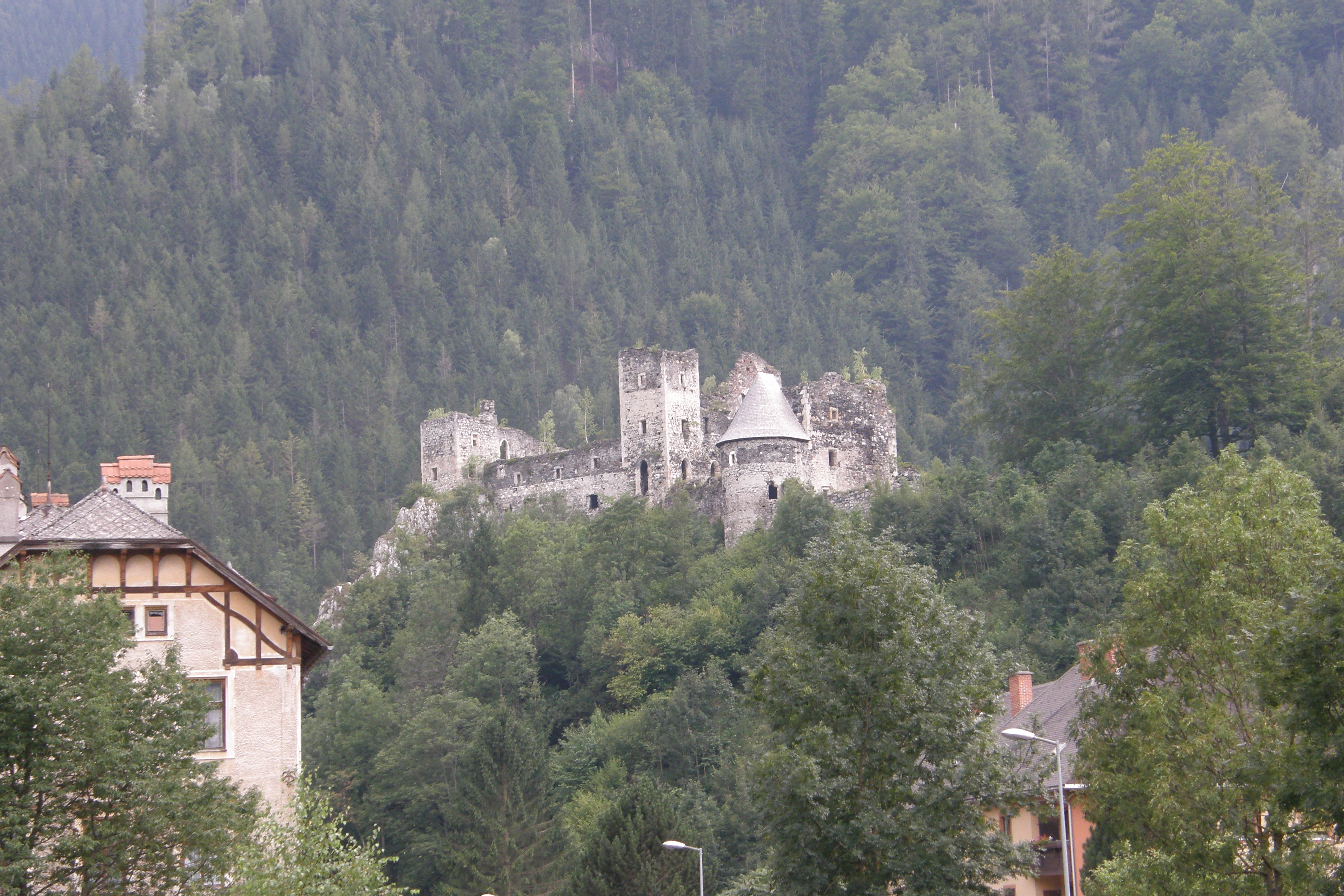
22. Замок Шахенштайн

- 1. Альтшіллайтен (Altschielleiten[de])
- 2. Вальдштайн[de]
- 3. Вассерберґ[de]
- 4. Волькенштайн[de]
- 5. Ґалленштайн [de]
- 6. Ґестінґ
- 7. Гауенштайн
- 8. Гогенванґ[de]
- 9. Дюрнштайн
- 10. Еренфельс[de]
- 11. Еппенштайн[de]
- 12. Кльох[de]
- 13. Кремс
- 14. Ландскрон[de]
- 15. Массенбурґ (Maßenburg[de])
- 16. Обервойтсберґ[de]
- 17. Пфліндсберґ[de]
- 18. Пуксерлох (Puxerloch[de])
- 19. Форхтенштайн[de]
- 20. Фонсдорф[de]
- 21. Фрауенбург[de]
- 22. Шахенштайн
- 23. Шмірнберґ[de]
- 24. Штайншлосс[de]

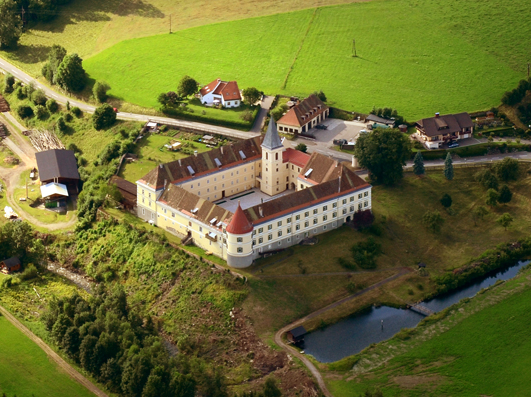
3. Замок Вассерберґ
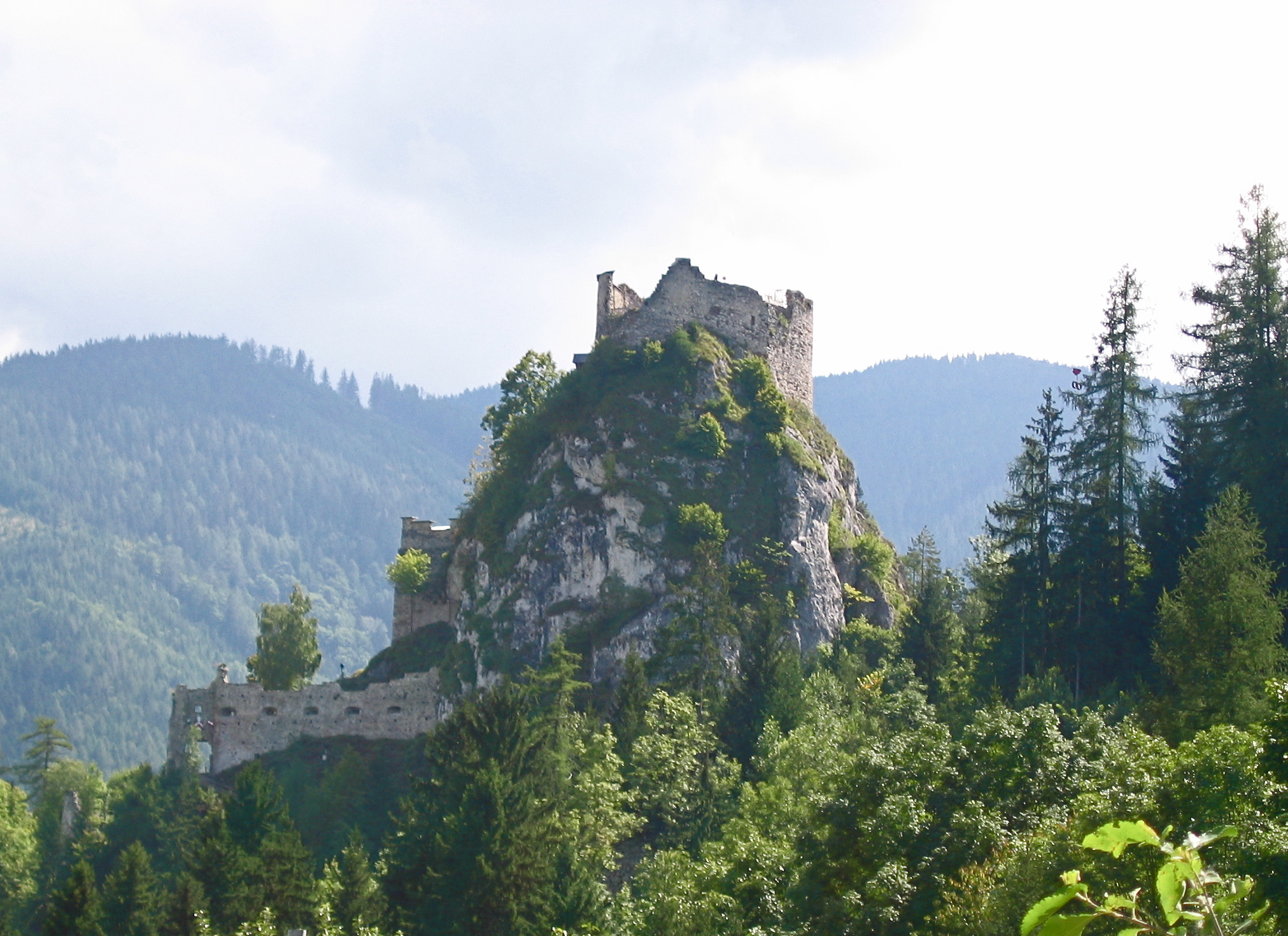
11. Замок Еппенштайн
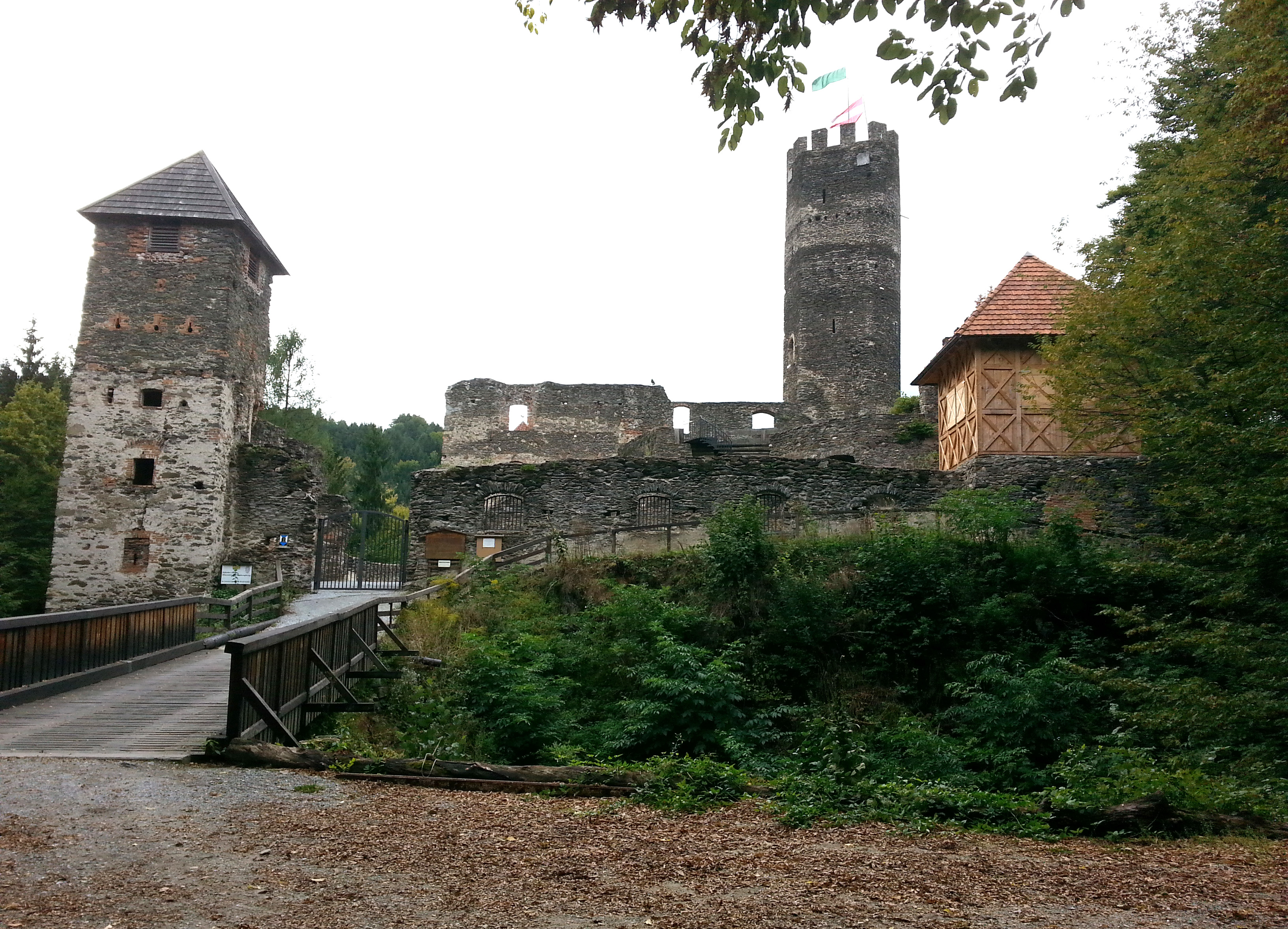
13. Замок Кремс
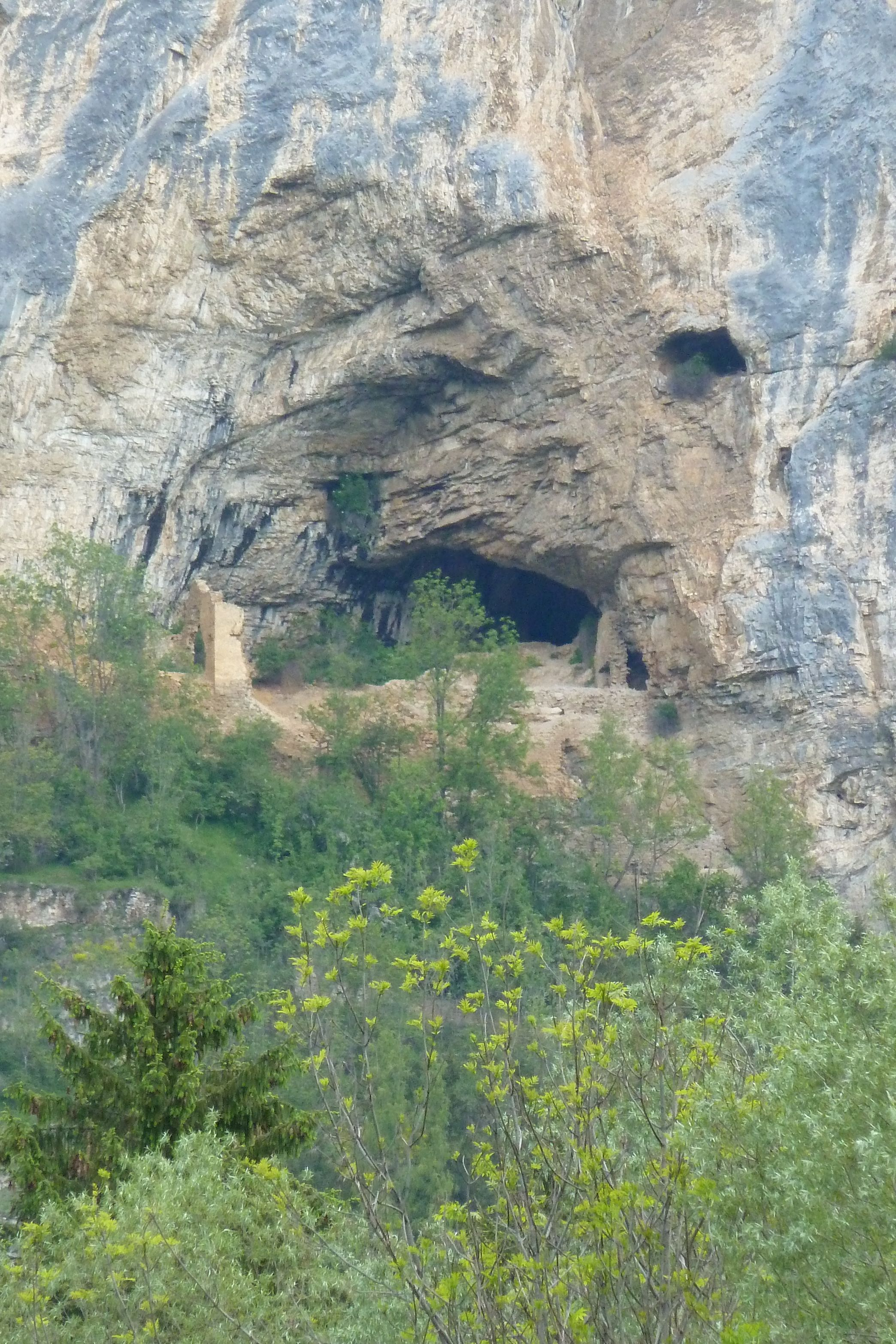
18. Замок Пуксерлох
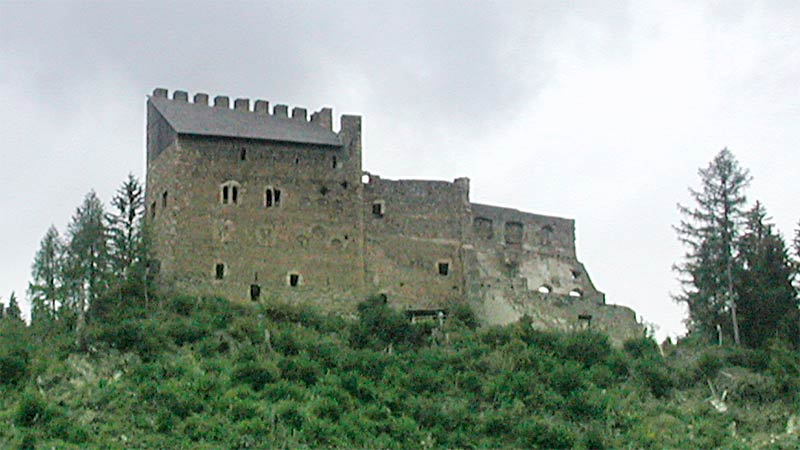
21. Замок Фрауенбурґ

## Відень

### Замки та палаци

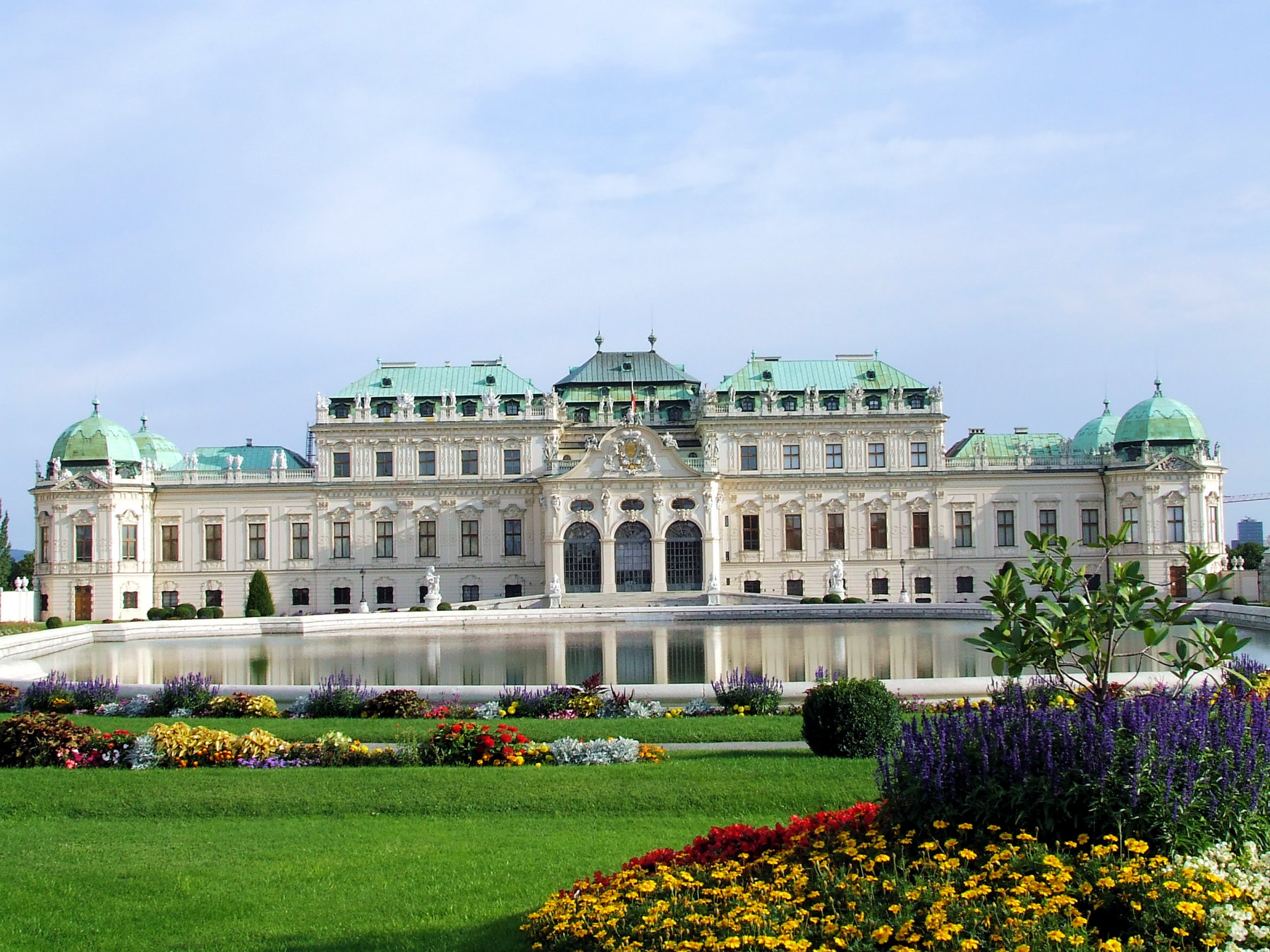
3. Бельведер

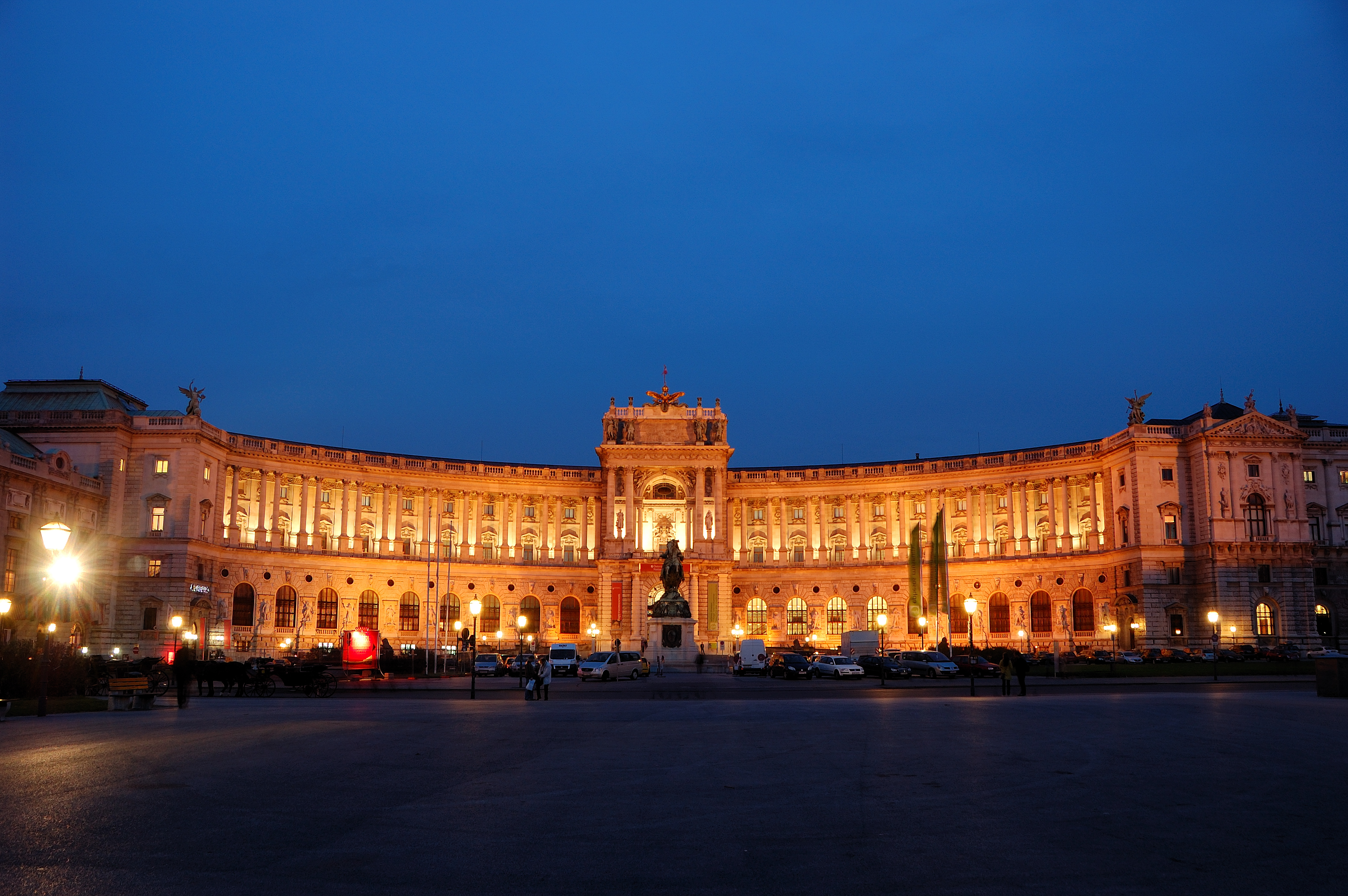
11. Гофбурґ

- 1. Альтерлаа[de]
- 2. Альтманнсдорф[de]
- 3. Бельведер
- 4. Вілла Гермес (Hermesvilla)
- 5. Вільгельмсберґ
- 6. Зюссенбрунн[de]
- 7. Есслінґ[de]
- 8. Ґеймюллершльоссель (Geymüllerschlössel[de])
- 9. Гетцендорф
- 10. Гіршштеттен[de]
- 11. Гофбурґ
- 12. Гофманнсгал[de]
- 13. Кайзереберсдорф[de]
- 14. Лаудон[de]
- 15. Марії-Терезії[de]
- 16. Естергазі (Miller-von-Aichholz-Schlössel[de])

21. Шенбрунн

- 17. Нойґебойде
- 18. Нойвальдеґґ
- 19. Пьотцлайнсдорф[de]
- 20. Родаун[de]
- 21. Шенбрунн
- 22. Шпрінґер[de]

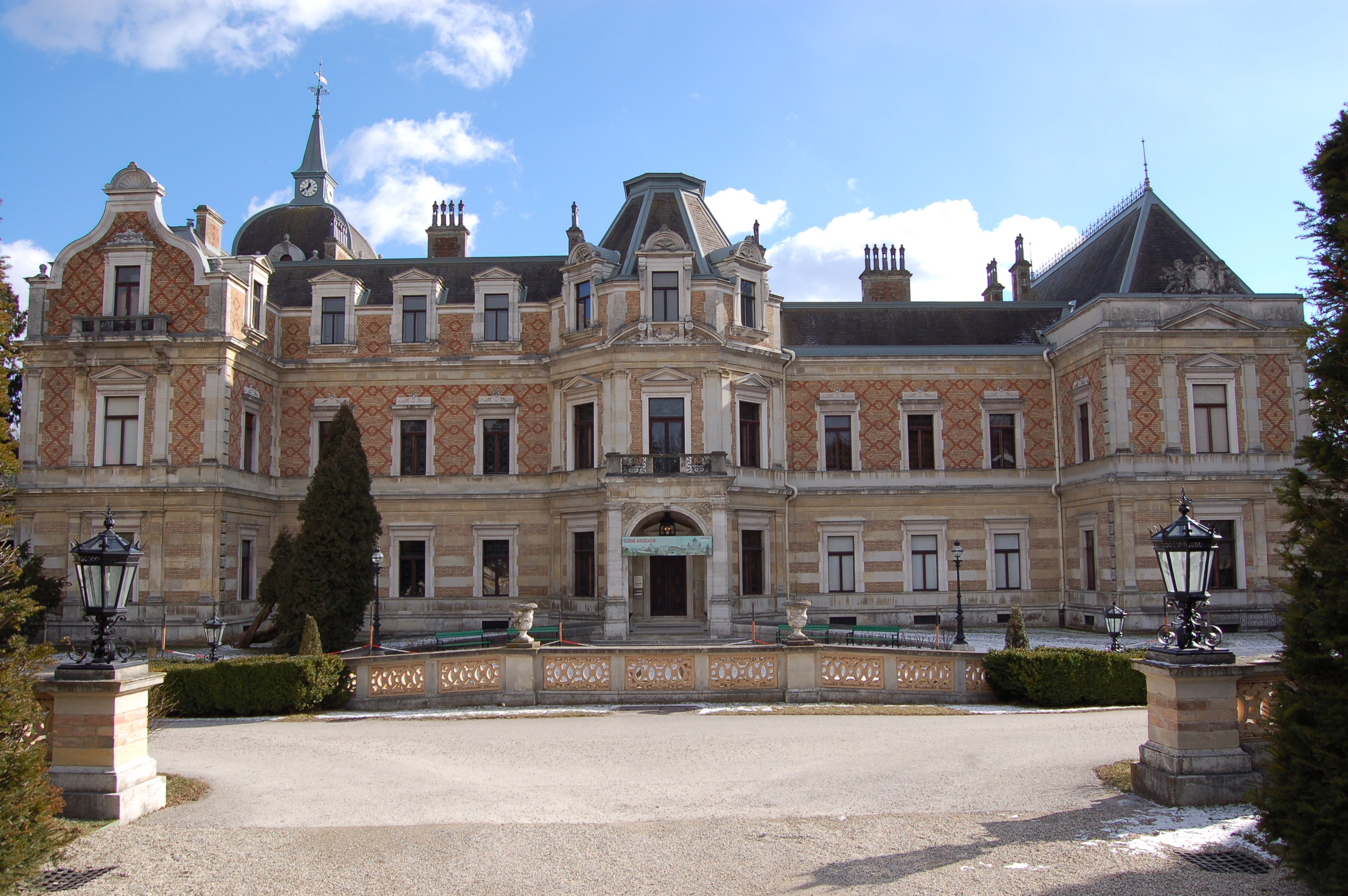
4. Вілла Гермес
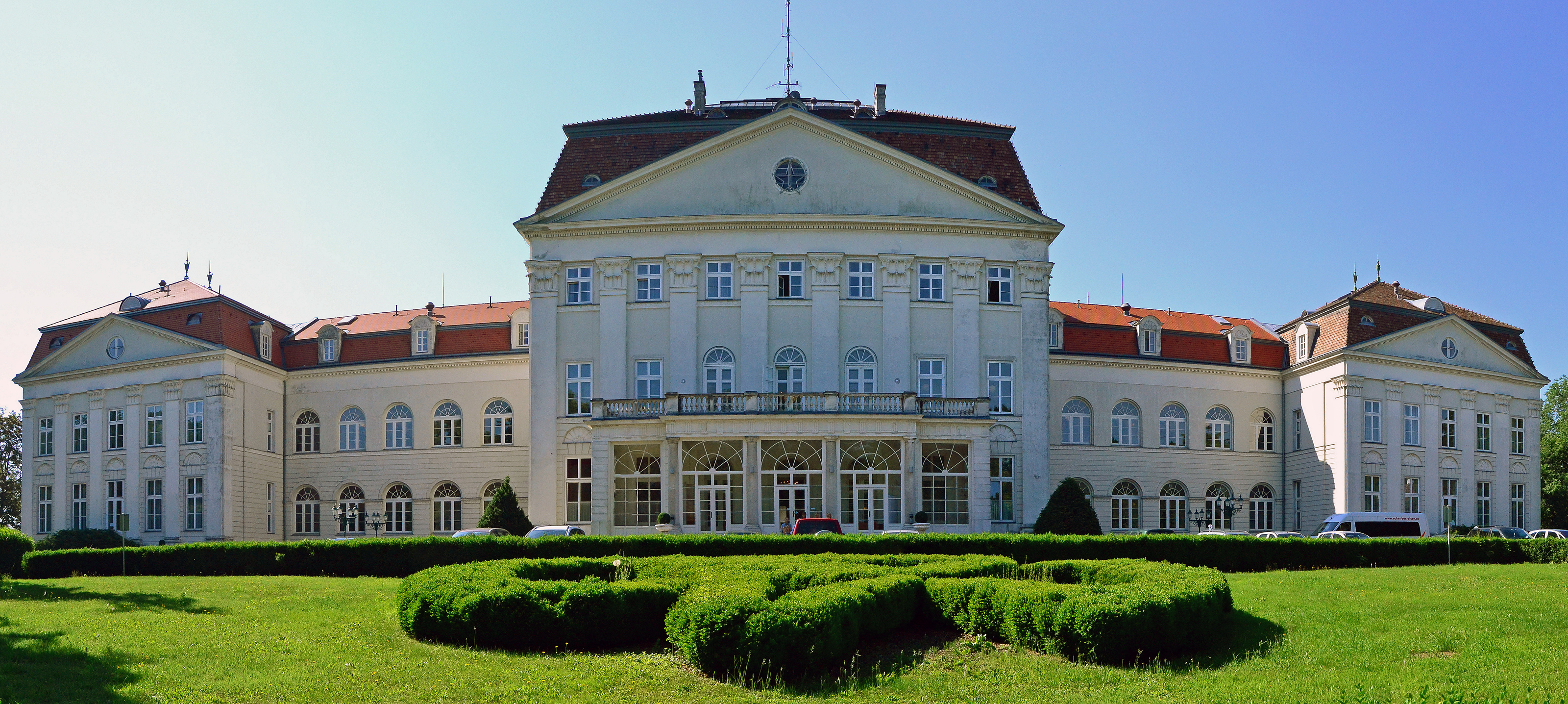
5. Палац Вільгельмсберґ
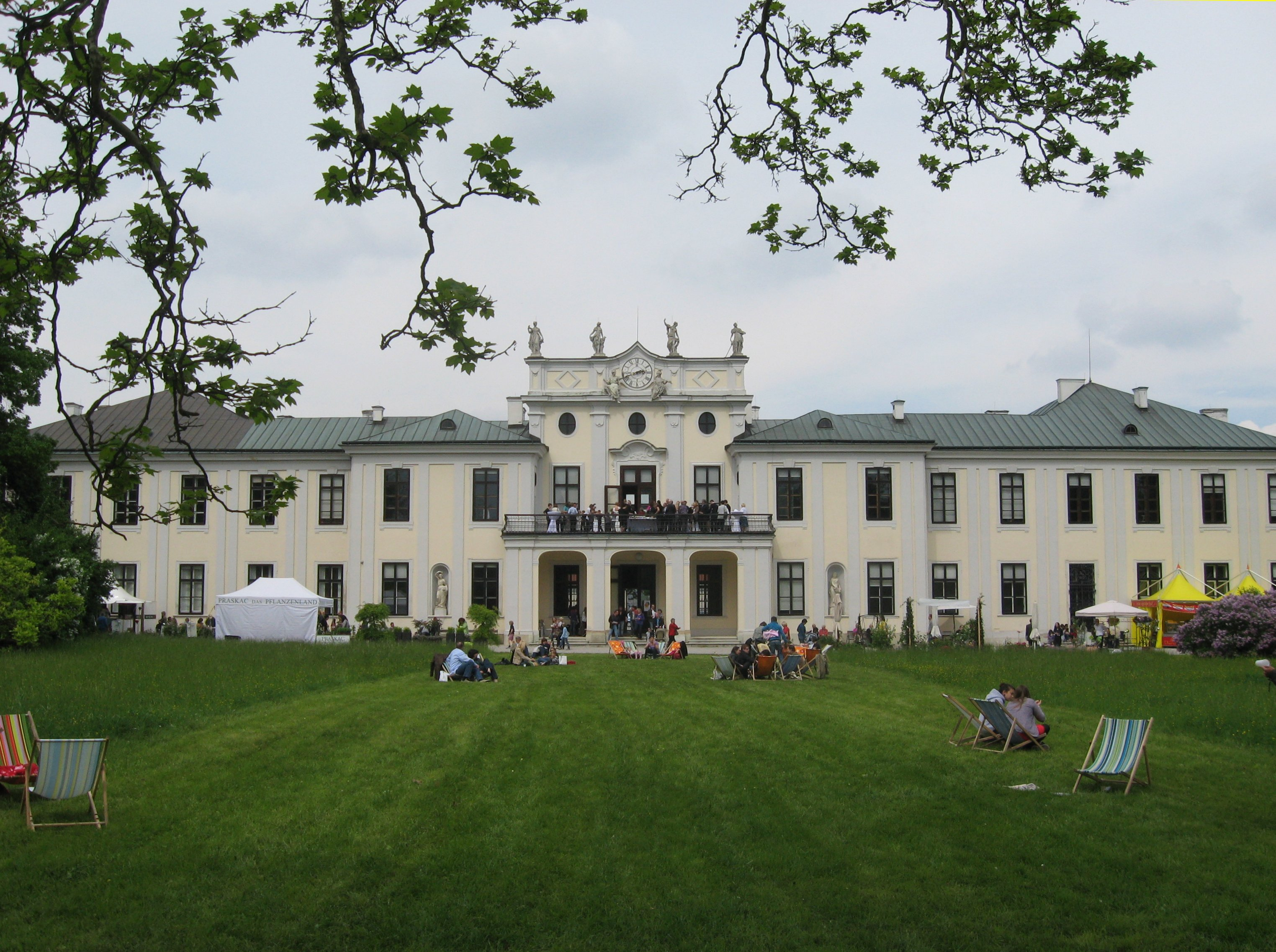
9. Палац Гетцендорф
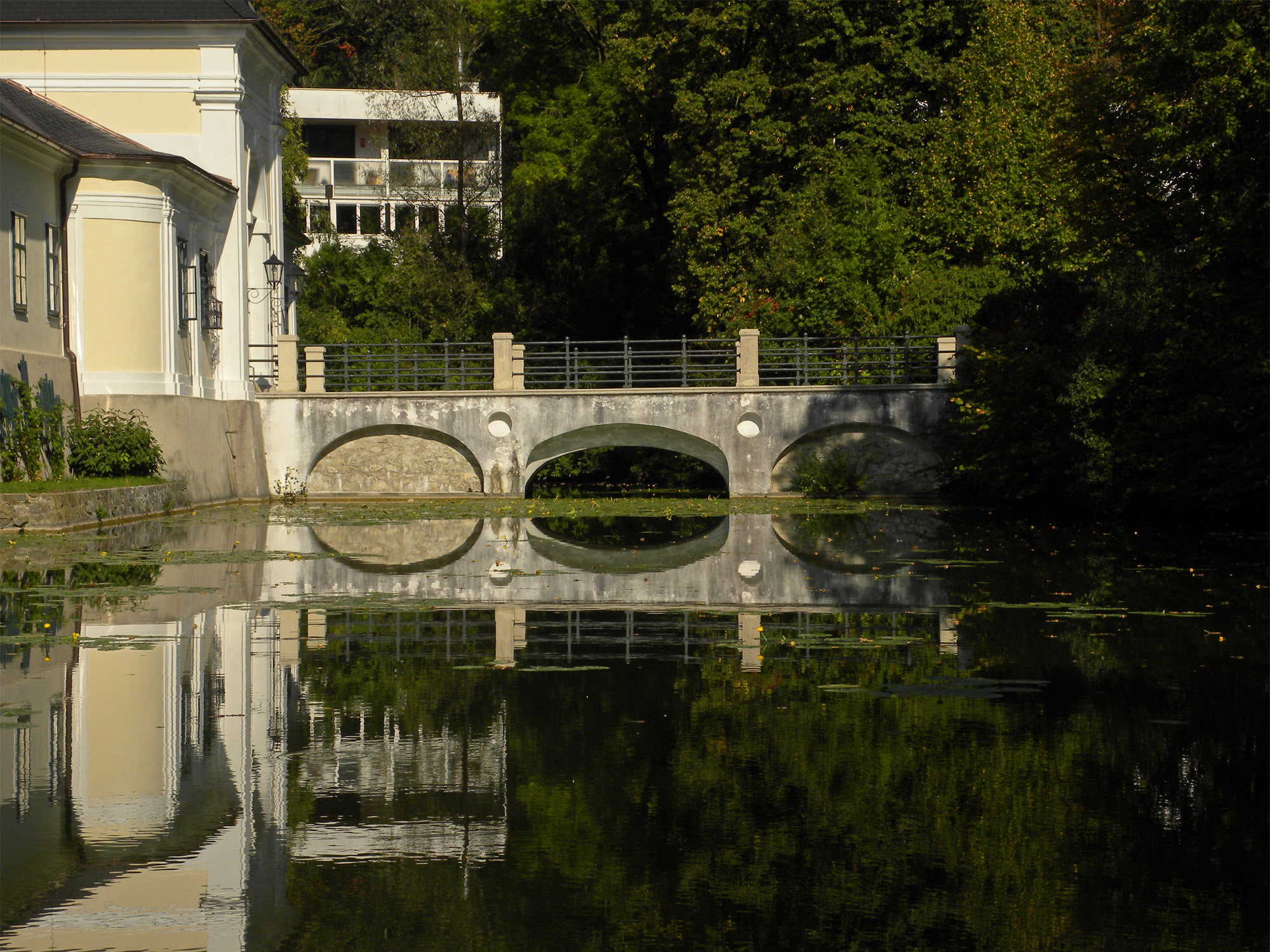
14, Замок  Лаудон
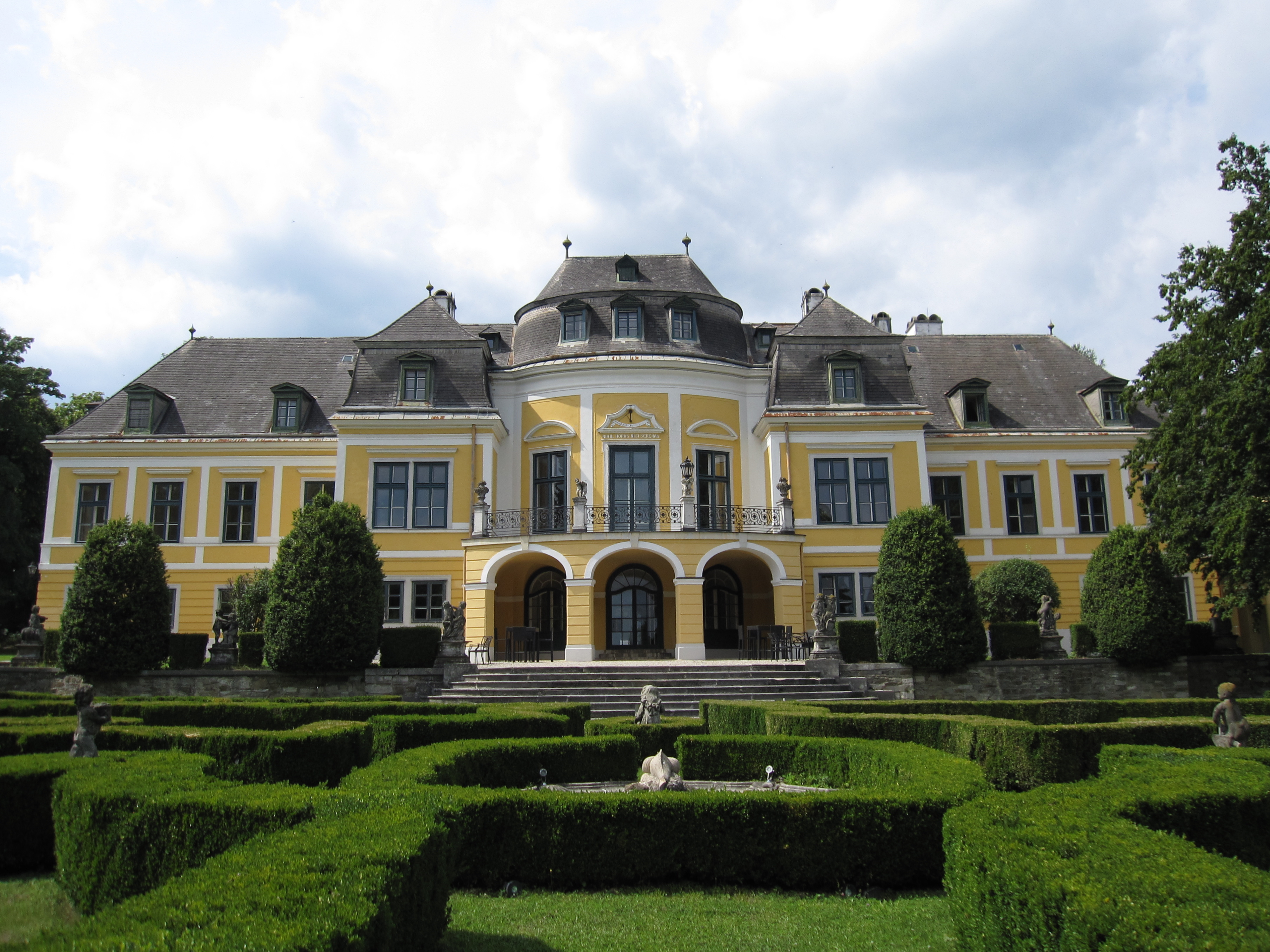
18. Палац Нойвальдеґґ